# Liste der RISM-Bibliothekssigel
Dies ist eine Liste der RISM-Bibliothekssigel. Diese Abkürzungen sind Sigel von Bibliotheken und Sammlungen, die vom Répertoire International des Sources Musicales (RISM, dt. Internationales Quellenlexikon der Musik) für die Lokalisierung von Musikhandschriften verwendet werden. Der Band RISM-Bibliothekssigel. Gesamtverzeichnis (RISM Library Sigla. Complete Index), der 1999 erschien, wurde 2008 erweitert (auf der Fassung von 2008 basiert im Wesentlichen diese Liste). Seit 2011 sind die Informationen vollständig in einer Datenbank auf der RISM-Website abfragbar. Gedruckte oder als PDF vorliegende Listen von Sigeln werden seither nicht mehr aktualisiert und können zu falschen Informationen führen.

A
AFG
AS
AUS
AZ
B
BD
BG
BIH
BOL
BR
BY
C
CH
CN
CDN
CO
CZ
D
DK
E
ET
EV
F
FIN
GB
GCA
GE
GR
H
HR
I
IL
IND
IR
IRL
IRLN
IS
J
L
LT
LV
M
MD
MEX
MK
N
NL
NZ
P
PL
RA
RL
RO
ROU
RUS
S
SI
SK
TA
TR
UA
USB
US
VE
YU
ZA
(internationale Länderkürzel)

## Übersicht (nach Ländern)
Beispiele:
- D-KNa = D + KN + a = (Abschnitt) Deutschland + Köln + Historisches Archiv der Stadt
- F-Pn = F + P + n = (Abschnitt) Frankreich + Paris + Bibliothèque nationale (Französische Nationalbibliothek)

Die Übersicht erfolgt nach dem Schema Landeskürzel/Ortskürzel/Bibliothekskürzel, wobei die sich unmittelbar an die Großbuchstaben der Landes- und Ortsbezeichnung anschließenden Kleinbuchstaben die Bibliotheken bzw. Sammlungen bezeichnen. Die ursprünglichen Schreibungen bei RISM werden (an der Oberfläche) beibehalten, Übersetzungen in Klammern nachgestellt (nach folgendem Muster: „Bibliothèque du Musée de Hérat (Bibliothek des Museums von Herat)“). In der Originalliste werden im Abschnitt der einzelnen Länder die Kürzel der englischen Ländernamen verwendet (CDN = engl. Canada), die Länderübersicht in dieser Übersicht ist aber nach den deutschen Ländernamen alphabetisch sortiert (d. h. Kanada).

### Afghanistan
- AFG-Hm = Herat, Bibliothèque du Musée de Hérat (Bibliothek des Museums von Herat)
- AFG-Km = Kaboul, Bibliothèque du Musée de Kaboul
- AFG-Kmi = Kaboul, Bibliothèque du Ministère de l’Information (Bibliothek des Informationsministeriums)
- AFG-Kpr = Kaboul, Bibliothèque privée de S. M. le roi Muhammad Zahir Šah (Privatbibliothek Seiner Majestät des Königs Mohammed Zahir Schah)

### Ägypten
- ET-Cn = Al-Qahirah, National Library, Egypt (Dar al-Kutub)
- ET-MSsc = Mount Sinai, St. Catherine’s Monastery (Katharinenkloster auf dem Berg Sinai)
- (ET-S, siehe MSsc)
- ET-SS = St. Sabas, Monastery

### Argentinien
- RA-AGmmf = Museo Manuel de Falla, Alta Gracia
- RA-BAc = Buenos Aires, Teatro Colón
- RA-BAinm = Instituto Nacional de Musicología “Carlos Vega”, Buenos Aires
- RA-BAn = Buenos Aires, Biblioteca Nacional
- RA-Ccsc = Convento de Santa Catalina, Archivo, Córdoba
- RA-Ccsj = Archivo Histórico Convento San Jorge (AHCSJ), Córdoba
- RA-Cff = Universidad Nacional de Córdoba, Facultad de Filosofía y Humanidades, Biblioteca „Elma Kohlmeyer de Estrabou“, Córdoba
- RA-Mfad = Universidad Nacional de Cuyo, Facultad de Artes y Diseño, Mendoza
- RA-Rcampos = Colección privada Carlos Fabián Campos, Rosario

### Aserbaidschan
- AZ-Ban = Baku, Biblioteka Akademii nauk Azerbajdžana (Bibliothek der Aserbaidschanischen Wissenschaftsakademie)

### Australien
- AUS-ACai = Acton-Halbinsel in Canberra, Australian Institute of Aboriginal Studies, Library[2]
- AUS-ADsl = Adelaide, State Library of South Australia
- AUS-ADum = Adelaide, Elder Music Library, University of Adelaide
- AUS-ADus = Adelaide, Barr Smith Library, University of Adelaide[3]
- AUS-ARanderson = Armidale, Gordon Athol Anderson, private library
- AUS-ARu = Armidale, University of New England[4]
- AUS-ARum = Armidale, Department of Music, University of New England, Library
- AUS-BAtl = Bathurst, Truskett Library, Mitchell College of Advanced Education
- AUS-BCcc = Belconnen, Canberra College of Advanced Education, Library
- AUS-BPu = Bedford Park, Flinders University of South Australia, Library
- AUS-BRol = Brisbane, John Oxley Library, State Library of Queensland
- AUS-BRqc = Brisbane, Queensland Conservatorium of Music, Library
- AUS-BRsl = Brisbane, State Library of Queensland
- AUS-BUu = Bundoora, La Trobe University, Library
- AUS-CAnl = Canberra, National Library of Australia[5]
- AUS-CAsm = Canberra School of Music (CSM)[6]
- AUS-CLu = Clayton, Monash University, Music Department[7]
- AUS-HOsl = Hobart, State Library of Tasmania
- AUS-HOtc = Hobart, Tasmanian College of Advanced Education
- AUS-HOu = Hobart, University of Tasmania
- AUS-KEu = Kensington, University of New South Wales, Library
- AUS-KIp = Kingston (Stadtteil von Canberra), Canberra Public Library Service
- AUS-LFfa = Lindfield, Film Australia, Library
- AUS-LMnc = Lismore, Northern Rivers College of Advanced Education, Library
- AUS-Msl = Melbourne, State Library of Victoria[8]
- AUS-Mvc = Melbourne, The Victorian College of the Arts, Library
- AUS-NCcm = Newcastle, New South Wales State Conservatorium of Music (Newcastle Branch), Library
- AUS-NLrl = Nedlands, Reid Library, University of Western Australia
- AUS-NLwm = Nedlands, Wigmore Music Library, University of Western Australia[9]
- AUS-Pml = Perth, Western Australia, Music and Performing Arts Library, State Library of Western Australia[10]
- AUS-Psl = Perth, Western Australia, State Library of Western Australia
- AUS-PVgm = Parkville, Grainger-Museum, University of Melbourne
- AUS-PVu = Parkville, University of Melbourne, Music Branch Library
- AUS-Sac = Sydney, Australia Council, Library
- AUS-Sb = Sydney, Symphony Australia National Music Library[11]
- AUS-Scm = Sydney, New South Wales State Conservatorium of Music
- AUS-Sfl = Sydney, Fisher Library, University of Sydney
- AUS-Sma = Sydney, Museum of Applied Arts and Sciences
- AUS-Smc = Sydney, Australia Music Centre Ltd., Library
- AUS-Sml = Sydney, Music Branch Library, University of Sydney
- AUS-So = Sydney, The Australian Opera, Library
- AUS-Sp = Sydney, City of Sydney Public Library
- AUS-Ssl = Sydney, State Library of New South Wales
- AUS-Swl = Sydney, Denis Wolanski Library and Archives of the Performing Arts, Sydney Opera House
- AUS-SLu = St. Lucia, Architecture/Music Library, University of Queensland
- AUS-Uma = Ultimo, Museum of Applied Arts and Sciences

### Bangladesch
- BD-Du = Dhaka, Bibliothek der Universität Dhaka

### Belgien
- B-Aa = Antwerpen, Stadsarchief[12]
- B-Aac = Antwerpen, Archief en Museum voor het Vlaamse Cultuurleven
- B-Abr = Antwerpen, Bibliotheek van het Ruusbroecgenootschap[13]
- B-Ac = Antwerpen, Hogeschool Antwerpen Departement Dramatische Kunst, Muziek en Dans, Bibliotheek[14]
- B-Ac = Antwerpen, Koninklijk Vlaams Muziekconservatorium
- B-Acamvc = Antwerpen, AMVC-Letterenhius[15]
- (NL-Acp, siehe Apersoons)
- B-Ak = Antwerpen, Onze-Lieve-Vrouwekathedraal, Archief (In: B-Au)
- B-Amp = Antwerpen, Museum Plantijn-Moretus
- B-Amv = Antwerpen, Museum Vleeshuis
- (B-Ap, siehe Amp)
- B-Apersoons = Antwerpen, Privébibliotheek Guido Persoons
- B-As = Antwerpen, Stadsbibliotheek[16]
- B-Asa = Antwerpen, St.-Andrieskerk, Archief (In: B-Au)
- B-Asj = Antwerpen, Collegiale en Parochiale Kerk Sint-Jacob, Bibliotheek en Archief (In: B-Au)
- B-Asp = Antwerpen, St. Paulus (archief)
- B-Asvm = Antwerpen, Studiecentrum voor Vlaamse Muziek[17]
- B-Au = Antwerpen, UFSIA (Universitaire Faculteiten Sint-Ignatius te Antwerpen), bibliotheek
- B-Av = Antwerpen, Volkskundemuseum
- B-Averwilt = Antwerpen, Privébibliotheek F. Verwilt
- B-AAa = Aalst, Stadsarchief[18]
- B-AAhh = Aalst, Heilig Hartkerk hhartaalst.be
- B-AAkolvbm = Aalst, Onze-Lieve-Vrouw van Bijstandkerk
- B-AAkolvhe = Aalst, Onze-Lieve-Vrouw Hemelvaartkerk (Eremodegem)[19]
- B-AAkolvhh = Aalst, Onze-Lieve-Vrouw Hemelvaartkerk (Herderem)[20]
- B-AAksa = Aalst, Sint-Annakerk users.skynet.be
- B-AAksap = Aalst, Sint-Antonius van Paduakerk users.pandora.be
- B-AAksj = Aalst, Sint-Jozefkerk users.belgacom.net
- B-AAksje = Aalst, Sint-Jan Evangelistkerk[19]
- B-AAksmg = Aalst, Sint-Martinuskerk
- B-AAksmm = Aalst, Sint-Martinuskerk[21]
- B-AAkswm = Aalst, Sint-Walburgakeerk[20]
- B-AAsmi = Aalst, Sint-Maartensinstituut
- B-AARkolv = Aarschot, Onze-Lieve-Vrouwekerk[22]
- B-AARm = Aarschot, Stedeklijk Museum
- B-AF = Leuven, Alamire Foundation arts.kuleuven.ac.be
- B-Afosb = Affligem, Benedictijnen (congregatie van Sbiaco), Sint-Pieter en Paulusabdij
- B-ALpsa = Alken, Pastorie van de Sint-Aldegondiskerk[23]
- B-AN = Anderlecht, St. Guido– en St. Pieterskerk
- B-ANce = Anderlecht, Erasmushius[24]
- B-ARa = Arlon, Archives nationales
- B-Ba = Bruxelles, Archives de la Ville (Stadsarchief)
- B-Bb = Bruxelles, Couvent St. Michel de la Compagnie de Jésus (Bollandistes)
- B-Bc = Bruxelles, Conservatoire Royal de Musique, Bibliothèque, Koninklijk Conservatorium, Bibliotheek[25]
- B-Bcdm = Bruxelles, CeBeDeM (Centre Belge de Documentation Musicale)
- B-Bg = Bruxelles, Cathédrale Saint-Michel et Sainte-Gudule (In: B-Bc and B-Br)
- (B-Bi, siehe Gipem)
- B-Bmichotte = Bruxelles, Michotte private collection (In: B-Bc)
- B-Br = Bruxelles, Bibliothèque Royale Albert 1.er[26]
- B-Brtb = Bruxelles, Radiodiffusion-Télévision Belge
- B-Bsp = Bruxelles, Société Philharmonique
- B-BRb = Brugge, Archief van het Bisdom
- B-BRc = Brugge, Stedelijk Muziekconservatorium, Bibliotheek
- B-BRgs = Brugge, Groot Seminarie
- B-BRm = Brugge, Museum van het Heilig-Bloed
- B-BRra = Brugge, Rijksarchief
- B-BRs = Brugge, Stadsbibliotheek
- B-BRsg = Brugge, Sint-Godelieveabdij
- B-D = Diest, St. Sulpitiuskerk
- B-DEa = Dendermonde, Sint-Pieters– & Paulusabdij (Benedictijnen)
- B-Earenberg = Enghien, Archives d’Arenberg[27]
- B-Gar = Gent, Stadsarchief
- B-Gc = Gent, Koninklijk Muziekconservatorium, Bibliotheek
- B-Gcd = Gent, Culturele Dienst Provincie Oost-Vlaanderen
- B-Geb = Gent, St. Baafsarchief
- B-Gipem = Gent, Institut de Psycho-acoustique et de Musique Electronique
- B-Gu = Gent, Rijksuniversiteit, Centrale Bibliotheek
- B-Hswal = Herentals, Kerkfabriek Sint-Waldetrudis
- B-HEj = Heverlee, Jezuietenarchief Vlaanderen
- B-K = Kortrijk, St. Maartenskerk
- B-Kc = Kortrijk, O. L. Vrouwkerk, Bibliotheek
- B-KRv = Kraainem, Monastère de la Visitation, Zusters van de Visitatie
- B-La = Liège, Archives de l’État, Fonds de la cathédrale St. Lambert
- B-Lc = Liège, Conservatoire Royal de Musique, Bibliothèque
- B-Lg = Liège, Museé Grétry
- B-Ls = Liège, Grand Séminaire
- B-Lu = Liège, Université de Liège, Bibliothèque
- B-LIc = Lier, Stedelijke Academie voor Musiek, Woord en Dans, Bibliotheek
- B-LIg = Lier, St. Gummaruskerk, Archief
- B-LN = Lier, Louvain-la-Neuve, Université catholique de Louvain
- B-LV = Leuven, Dominikanenklooster, Bibliotheek
- B-LVbk = Leuven, Bibliotheek Kapuncijnen Vlaanderen
- B-LVk = Leuven, Abdij Keizersberg
- B-LVm = Leuven, Matrix Studie– en documentatiecentrum Nieuwe muziek
- B-LVpa = Leuven, Bibliotheek Paters Augustijnen, Herverlee
- B-LVu = Leuven, Katholieke Universiteit van Leuven[28]
- B-LVvp = Leuven, Abdij van’t Park, Heverlee, Norbertijnen
- B-M = Mons, Conservatoire Royal de Musique, Bibliothèque
- B-Mse = Mons, Église Ste Elisabeth
- B-MA = Morlanwelz-Mariemont, Musée royal de Mariemont, Bibliothèque
- B-MAR = Denée, Abbaye de Maredsous[29]
- B-MEa = Mechelen, Archiefen Stadsbibliotheek
- B-MEaa = Mechelen, Aartsbisschoppelijk Archief
- B-MEbg = Mechelen, Begijnhofkerk
- B-MEh = Mechelen, Katolieke Hogeschool
- B-MEjd = Mechelen, Koninklijke beiaardschool „Jef Denyn“
- B-MEk = Mechelen, Sint-Romboutskathedraal
- B-MEolvd = Mechelen, Onze-Lieve-Vrouw over de Dijlekerk
- B-MEolvh = Mechelen, Basiliek van Onze-Lieve-Vrouw van Hanswijk
- B-MEs = Mechelen, Stedelijke Openbare Bibliotheek
- B-MEsj = Mechelen, Sint-Janskerk
- B-MEsk = Mechelen, Sint-Katelijnekerk
- B-MEsp = Mechelen, Sint-Pieterskerk
- B-Na = Namur, Archives de l’Evêché
- B-Ndr = Namur, Centre de Documentation et de Recherche Religieuses
- B-Ngs = Namur, Le Grand Séminaure, Bibliothèque[30]
- B-Nimep = Namur, Institut de Musique et de Pédagogie
- B-OU = Oudenaarde, Sint Walburgakerk
- B-SG = Saint-Georges-sur-Meuse, Château de Warfusée
- B-SNabbeel = Sint-Niklaas, Privébibliothek P. Van Den Abbeel
- B-SSEbc = Saint-Servais, Bibliothèque Centrale de la Province de Namur
- B-Tc = Tournai, Chapitre de la Cathédrale, Archives
- B-Ts = Tournai, Séminaire
- B-Tv = Tournai, Bibliothèque de la Ville
- B-TI = Tienen, St. Germanuskerk
- B-TOb = Tongern, Onze-Lieve-Vrouwbasiliek
- B-TOekhc = Tongern, Koninklijke Harmonie Concordia
- B-TOekmc = Tongern, Koninklijke Muziekmaatschappij Casino
- B-TONa = Tongerlo, Abdij van Tongerlo, Norbertijnen
- B-TUc = Turnhout, Stedelijke Academie voor Woord, Muziek en Dans
- B-TUhh = Turnhout, Heilig Hartkerk
- B-TUsj = Turnhout, Sint-Jozefcollege
- B-TUsp = = Turnhout, Sint-Pieterskerk
- B-Z = Zoutleeuw, St. Leonarduskerk, Archief
- (B-ZI, siehe TI)

### Bolivien
- BOL-CHa = Chiquitos, Archivo Musical
- BOL-SUbn = Sucre, Biblioteca Nacional de Bolivia, Sección de Música, Sucre

### Bosnien und Herzegowina
- BIH-F = Fojnica, Franjevački samostan Duha Svetoga[31]
- BIH-KS = Kraljeva Sutjeska, Franjevački samostan[32]
- BIH-KV = Kreševo, Franjevački samostan[33]
- BIH-MOf = Mostar, Franjevački provincijalat, knjižnica
- BIH-SAm = Sarajevo, Muzička Akademija[34]
- BIH-SAmp = Sarajevo, Muzej stare pravoslavne crkve
- BIH-SAu = Sarajevo, Narodna i univerzitetska biblioteka[35]
- BIH-SAzm = Sarajevo, Zemaljski muzej Bosne i Hercegovine, biblioteka[36]

### Brasilien
- BR-Rem = Rio de Janeiro, Escola Nacional de Música da Universidade do Brasil
- BR-Rn = Rio de Janeiro, Brasilianische Nationalbibliothek
- BR-Rsa = Rio de Janeiro, Santo Antonio
- BR-Rsb = Rio de Janeiro, Mosteiro de São Bento
- BR-SPc = São Paulo, Conservatório Dramatico e Musical
- BR-SPeca = São Paulo, Laboratório de Musicologio do Departamento de Música da Escola de Comunicação e Artes da Universidade de São Paulo
- BR-SPm = São Paulo, Biblioteca Pública Municipal

### Bulgarien
- BG-SOn = Sofija, Nacionalna Biblioteka „Sv. Sv. Kiril i Metodij“ (Bulgarische Nationalbibliothek)

### Volksrepublik China
- CN-SHAl = Schanghai, Schanghaier Bibliothek
- CN-SHAcm = Schanghai, Musikhochschule Shanghai
- CN-BEIcna = Peking, Chinesische Hochschule der Künste
- CN-BEIccm = Peking, Zentrales Musikkonservatorium
- CN-BEIpu = Peking, Universität Peking

### Dänemark
- DK-A = Aarhus, Statsbiblioteket[37] (Staatsbibliothek Aarhus)
- DK-Ch = Christiansfeld, Brødremenigheden (Herrnhutgemeinde)
- DK-CHlarsen = København, Charlottenlund, Privatbibliothek Jens Peter Larsen (In: DK-Kv)
- DK-Dschoenbaum = Dragør, Privatbibliothek Camillo Schoenbaum (In: DK-Kk)
- DK-Hfog = Hellerup, Dan Fog private music collection (In: DK-Kk)
- DK-Kar = København, Det Arnamagnæanske Institut
- DK-Kc = København, Carl Claudius musikhistoriske Samling[38] (In: DK-Km)
- DK-Kd = København, Dansk Musik Informations Center
- DK-Kh = København, Københavns Kommunes Biblioteker, Hovedbiblioteket
- DK-Kk = København, Det Kongelige Bibliotek Slotsholmen[39]
- (DK-Kkl, siehe Kk)
- DK-Km = København, Musikhistorisk Museum og Carl Claudius samlings, Bibliotek
- (DK-Km(m), siehe Km)
- DK-Kmk = København, Det Kongelige danske Musikkonservatoriums Bibliotek
- (DK-Kmm, siehe Km)
- (DK-Kprivat, siehe CHlarsen)
- DK-Kr = København, Danmarks Radios Nodebibliotek
- DK-Ks = København, Samfundet til Udgivelse af Dansk musik
- DK-Kt = København, Teatermuseet (Teaterhistorisk Museum)
- DK-Ku = København, Det kongelige Bibliotek Fiolstræde
- DK-Kv = København, Musikvidenskabeligt Institut Københavns Universitet, Bibliotek
- DK-N = Næstved, Herlufsholm Skoles Bibliotek (In: DK-Ou)
- (DK-O, siehe Ol)
- DK-Ol = Odense, Landsarkivet for Fyen
- DK-Ou = Odense, Odense Universitetsbibliotek, Musikafdelingen[40]
- DK-Rk = Ribe, Ribe Katedralskoles– og Stiftsbibliotek
- (DK-S, siehe Sa)
- DK-Sa = Sorø, Sorø Akademi, Biblioteket
- DK-Tv = Tåsinge, Valdemars Slot

### Deutschland

#### A
- D-Aa = Augsburg, Kantoreiarchiv St. Anna
- D-Aab = Augsburg, Archiv des Bistums Augsburg
- D-Ab = Augsburg, Verlagsarchiv Böhm & Sohn Musikverlag
- D-Admg = Augsburg, Deutsche Mozart-Gesellschaft
- D-Ae = Augsburg, Evangelisch-Lutherische Gesamtkirchenverwaltung, Scholarchatsarchiv
- D-Af = Augsburg, Fuggersche Domänenkanzlei, Bibliothek
- D-Ahk = Augsburg, Heilig-Kreuz-Kirche, Dominikanerkloster, Bibliothek(In: D-Asa)
- D-Am = Augsburg, Stadtbücherei, Musikbücherei
- D-Amg = Augsburg, Mozart-Gemeinde Augsburg[41]
- D-As = Augsburg, Staats- und Stadtbibliothek
- D-Asa = Augsburg, Stadtarchiv
- D-Au = Augsburg, Universitätsbibliothek
- D-AAd = Aachen, Bischöfliche Diözesanbibliothek[42]
- D-AAg = Aachen, Kaiser-Karls-Gymnasium, Lehrerbibliothek
- (D-AAkg, siehe AAg)
- D-AAm = Aachen, Domarchiv (Stiftsarchiv)
- D-AAsa = Aachen, Stadtarchiv[43]
- D-AAst = Aachen, Öffentliche Bibliothek, Musikbibliothek
- D-AAL = Aalen, Stadtarchiv mit Schubart-Archiv
- D-AB = Amorbach, Fürstlich Leiningensche Bibliothek
- (D-ABG, siehe ABGa)
- D-ABG = Annaberg-Buchholz, Kirchenbibliothek St. Annen
- D-ABGa = Annaberg-Buchholz, Kantoreiarchiv St. Annen
- (D-ABGa(k), siehe ABGa)
- D-AD = Eichenzell, Schloss Fasanerie, Hessische Hausstiftung, Archiv und Bibliothek
- D-AG = Augustusburg, Evangelisch-lutherisches Pfarramt der Stadtkirche St. Petri, Musiksammlung
- D-AHR = Ahrenshagen, Kirchenbibliothek
- D-AIC = Aichach, Stadtpfarrkirche (Dpt. in: D-FS)
- D-AIS = Aisch, St. Lorenz
- D-ALa = Altenburg, Thüringen, Thüringisches Hauptstaatsarchiv Weimar, Außenstelle Altenburg[44]
- D-ALs = Altenburg, Thüringen, Stadtarchiv
- D-ALt = Altenburg, Thüringen, Landestheater, Bibliothek[45]
- D-ALEst = Aschersleben, St.-Stephani-Kirche, Bibliothek
- D-ALH = Allmannshofen, Kloster Holzen
- D-ALL = Allstedt, Pfarrarchiv
- D-ALTbethmannhollweg = Altenhof, Privatbibliothek von Bethmann Hollweg
- D-AM = Amberg, Staatliche Bibliothek
- D-AMm = Amberg, Stadtpfarrkirche St. Martin
- D-AMms = Amberg, Malteser-Studienstiftung (Dpt. in: D-AM)
- D-AMs = Amberg, Staats- und Stadtarchiv[46]
- D-AN = Ansbach, Staatliche Bibliothek
- D-ANsv = Ansbach, Sing- und Orchesterverein (Ansbacher Kantorei), Archiv (In: D-AN)
- (D-ANDv, siehe ANDvleugel)
- D-ANDvleugel = Andernach, Privatbibliothek H. Vleugel
- (D-ANG, siehe ARap)
- D-AÖ = Altötting, Kapuziner-Kloster St. Konrad, Bibliothek
- D-AÖhk = Altötting, Heilige Kapelle
- D-APSp = Apfelstädt, Pfarrarchiv
- (D-AR, siehe ARk)
- D-ARap = Arnstadt, Pfarrarchiv Angelhausen-Oberndorf
- (D-ARe, siehe ARk)
- D-ARk = Arnstadt, Evangelisch-lutherisches Pfarramt, Bibliothek
- D-ARsk = Arnstadt, Stadt- und Kreisbibliothek
- D-ARsm = Arnstadt, Schloßmuseum, Bibliothek
- D-ARN = Arnshausen, Katholische Pfarrei (Dpt. in: D-WÜd)
- D-AROh = Bad Arolsen, Fürstlich Waldecksche Hofbibliothek
- D-ASh = Aschaffenburg, Schloss Johannisburg, Hofbibliothek
- D-ASm = Aschaffenburg, Stadtbücherei
- D-ASmb = Aschaffenburg, Städtische Musikschule, Musikbibliothek
- D-ASsb = Aschaffenburg, Schloss Johannisburg, Stiftsbibliothek
- D-ASCH = Aschau im Chiemgau, Katholische Pfarrei (Dpt. in: D-FS)
- D-ASF = Augsfeld, Katholische Pfarrei (Dpt. in: D-WÜd)
- D-AST = Aufstetten, Katholische Pfarrei (Dpt. in: D-WÜd)
- D-AU = Aurich, Niedersächsisches Landesarchiv (Standort Aurich)
- D-AUB = Aub, Katholische Pfarrei (Dpt. in: D-WÜd)
- D-AUF = Aufhausen, Pfarrbibliothek (Dpt. in: D-WÜd)
- D-AUM = Auma, Evangelisch-lutherisches Pfarramt, Pfarrarchiv
- D-AZp = Azmannsdorf, Evangelisch-lutherische Kirchengemeinde

#### B
- D-B = Berlin, Staatsbibliothek zu Berlin Preußischer Kulturbesitz, Musikabteilung
- (D-Ba, siehe Bda)
- D-Ba = Berlin, Amerika-Gedenkbibliothek, Musikabteilung (In: D-Bz)
- (D-Ba, siehe Bas)
- D-Bbb = Berlin, Bote & Bock, Verlagsarchiv
- D-Bbbaw = Berlin, Archiv der Berlin-Brandenburgischen Akademie der Wissenschaften
- D-Bch = Berlin, Musikbücherei Charlottenburg
- D-Bda = Berlin, Stiftung Archiv der Akademie der Künste Berlin-Brandenburg, Abt. Musikarchive
- D-Bdhm = Berlin, Hochschule für Musik Hanns Eisler
- D-Bdm = Berlin, Die Deutsche Bibliothek, Abt. Deutsches Musikarchiv
- (D-Bds, siehe B)
- D-Bds = Berlin, Deutsche Staatsbibliothek, Musikabteilung (In: D-B)
- (D-Bds-Tü, siehe Tud)
- D-Bdso = Berlin, Deutsche Staatsoper, Bibliothek
- D-Be = Berlin, Institut für Musikerziehung der Humboldt-Universität (In: D-Bmi)
- (D-Be, siehe Bp)
- D-Bekbo = Berlin, Landeskirchliches Archiv der Evangelischen Kirche in Berlin-Brandenburg – schlesische Oberlausitz
- D-Beku = Berlin, Bibliothek der Kirchenkanzlei der Evangelischen Kirche der Union
- D-Bga = Berlin, Geheimes Staatsarchiv, Stiftung Preußischer Kulturbesitz
- D-Bgk = Berlin, Bibliothek zum Grauen Kloster (In: D-Bs)
- D-Bgs = Berlin, Germanisches Seminar der Freien Universität
- D-Bhbk = Berlin, Staatliche Hochschule für Bildende Kunst, Bibliothek
- D-Bhesse = Berlin, Privatbibliothek A. Hesse
- D-Bhm = Berlin, Universität der Künste, Universitätsbibliothek
- D-Bim = Berlin, Staatliches Institut für Musikforschung, Bibliothek
- D-Bk = Berlin, Staatliche Museen Preußischer Kulturbesitz, Kunstbibliothek
- D-Bkh = Berlin, Bibliothek der Kirchlichen Hochschule
- D-Bkk = Berlin, Staatliche Museen Preußischer Kulturbesitz, Kupferstichkabinett
- (D-Bkms, siehe Bkk)
- (D-Bkm, siehe Bk)
- D-Bko = Berlin, Komische Oper, Bibliothek
- D-Bkon = Berlin, Konsistorialbibliothek
- D-Bla = Berlin, Landesarchiv Berlin
- D-Blk = Berlin, Bezirks-Lehrerbibliothek Kreuzberg
- D-Bm = Berlin, Marienkirche, Bibliothek (In: D-Bsp)
- D-Bmb = Berlin, Internationale Musikbibliothek, Verband Deutscher Komponisten und Musikwissenschaftler (In: D-Bdhm)
- D-Bmfu = Berlin, Musikwissenschaftliches Institut der Freien Universität, Bibliothek (In: D-B)
- (D-B-MG, siehe MG)
- (D-Bmi, siehe Bmfu)
- D-Bmi = Berlin, Humboldt-Universität zu Berlin, Universitätsbibliothek, Teilbibliothek Musikwissenschaft[47]
- (D-Bmih, siehe Bmi)
- D-Bmm = Berlin, Stadtmuseum, Landesmuseum für Kultur und Geschichte Berlins
- (D-Bmwi, siehe Bmfu)
- D-Bn = Berlin, Nikolaikirche, Bibliothek (In: D-Bsp)
- D-Bp = Berlin, Pädagogisches Zentrum, Bibliothek
- D-Br = Berlin, Deutsches Rundfunkarchiv, Rundfunkarchive Ost
- D-Bs = Berlin, Stadtbibliothek, Musikbibliothek (In: D-Bz)
- (D-Bs, siehe B)
- D-Bsa = Berlin, Sing-Akademie (Dpt. in: D-B)
- D-Bsd = Berlin, Sammlung Staats- und Domchor Berlin
- (D-Bsk, siehe Bsp)
- D-Bsn = Berlin, Stadtbücherei Berlin-Neukölln, Musikbücherei
- D-Bsommer = Berlin, Hans-Sommer-Archiv
- D-Bsp = Berlin, Evangelische Kirche Berlin-Brandenburg, Sprachenkonvikt, Bibliothek
- (D-Bsp, siehe Bspj)
- D-Bspj = Berlin, Berliner Kirchenmusikschule, Evangelisches Johannesstift
- D-Bss = Berlin, Stadtbücherei Berlin-Steglitz, Musikbücherei
- D-Bst = Berlin, Stadtbücherei Wilmersdorf, Hauptstelle
- (D-B-T, siehe Tud)
- D-Btu = Berlin, Technische Universität, Universitätsbibliothek
- D-Btum = Berlin, Lehrstuhl für Musikgeschichte der Technischen Universität Berlin
- D-Bu = Berlin, Freie Universität Berlin, Universitätsbibliothek
- (D-Bu, siehe Buh)
- D-Budka = Berlin, Universität der Künste Berlin, Universitätsarchiv[48]
- D-Buh = Berlin, Humboldt-Universität, Universitätsbibliothek
- D-Buhfu = Berlin, Humboldt-Universität, Seminar für Hungarologie, Fachbibliothek Finno-Ugristik
- (D-Bw, siehe Bst)
- D-Bwolf = Berlin, Bibliothek Johannes Wolf
- D-Bz = Berlin, Zentral- und Landesbibliothek Berlin, Amerika-Gedenkbibliothek und Haus Berliner Stadtbibliothek
- D-BAa = Bamberg, Staatsarchiv
- D-BAd = Bamberg, Archiv des Erzbistums Bamberg, Diözesanarchiv
- D-BAf = Bamberg, Franziskaner-Kloster
- D-BAk = Bamberg, Bibliothek des Metropolitankapitels Bamberg
- (D-BAp, siehe BASp)
- D-BAps = Bamberg, Archiv des Priesterseminars
- D-BAs = Bamberg, Staatsbibliothek
- D-BABhuber = Babenhausen, Privatsammlung Herbert Huber
- D-BAL = Ballenstedt, Stadtbibliothek
- D-BAR = Bartenstein, Fürst zu Hohenlohe-Bartensteinsches Archiv (Dpt. in: D-NEhz)
- D-BASp = Ballstädt, Pfarrarchiv
- D-BAUd = Bautzen, Domstift und Bischöfliches Ordinariat, Bibliothek und Archiv
- D-BAUk = Bautzen, Stadtbibliothek, Musikbibliothek
- D-BAUm = Bautzen, Stadtmuseum
- D-BAUp = Bautzen, Evangelisch-Lutherische Kirchengemeinde St. Petri
- D-BAUr = Bautzen, Ratsbibliothek (In: D-BAUk)
- D-BAUs = Bautzen, Stadtarchiv Bautzen
- D-BB = Benediktbeuern, Pfarrkirche, Bibliothek (In: D-Aab)
- D-BBAb = Breitenbach, Bergmanns- und Bauernmuseum
- D-BBG, Bernburg, Archiv des Pfarramtes
- (BBOprivat, siehe BBOschmidt)
- D-BBOschmidt = Bad Boll, Privatbibliothek Pfr. Heinz Schmidt
- (D-BD, siehe BDk)
- (D-BDd, siehe BDk)
- D-BDg = Brandenburg an der Havel, Bibliothek der St. Gotthardt-Kirche
- (D-BD(k), siehe BDk)
- D-BDk = Brandenburg an der Havel, St. Katharinenkirche, Notenarchiv
- D-BDBs = Baden-Baden, Südwestfunk, Notenarchiv
- D-BDBsb = Baden-Baden, Stadtbibliothek, Luise-Le-Beau-Musikbücherei
- D-BDH = Bad Homburg vor der Höhe, Stadtbibliothek
- D-BDHlebermann = Bad Homburg vor der Höhe, Privatsammlung Walter Lebermann (In: US-PRV)
- D-BDS = Bad Schwalbach, Evangelisches Pfarrarchiv
- (D-BDVprivat, siehe BDVschöneich)
- D-BDVschöneich = Bad Vilbel, Privatbibliothek Friedrich Schöneich
- D-BE = Bad Berleburg, Fürstlich Sayn-Wittgenstein-Berleburgsche Bibliothek
- D-BEkw = Bad Berleburg, Archiv des Kirchenkreises Wittgenstein
- D-BEB = Bebenhausen, Pfarrbibliothek Bebenhausen
- D-BEI = Beichlingen, Pfarrarchiv
- D-BER = Beuren, Pfarrbibliothek
- D-BES = Besigheim, Kirchenbibliothek
- D-BEST = Berlstedt, Pfarrarchiv
- D-BEU = Beuron, Bibliothek der Benediktiner-Erzabtei
- D-BEUN = Beuna, Pfarramt
- D-BEUT = Beutnitz, Pfarrarchiv
- D-BEV = Bad Bevensen, Evangelisch-lutherische Kirchengemeinde, Bibliothek
- D-BFa = Steinfurt, Gymnasium Arnoldinum
- D-BFb = Steinfurt, Fürst zu Bentheimsche Musikaliensammlung Burgsteinfurt (Dpt. in: D-MÜu)
- D-BFHka = Bad Frankenhausen/Kyffhäuser, Kantorei der evangelischen Kirche, Archiv
- D-BFHp = Bad Frankenhausen/Kyffhäuser, Pfarrarchiv der evangelischen Kirche
- D-BG = Eurasburg, Stiftskirche, Bibliothek
- D-BGD = Berchtesgaden, Stiftskirche, Bibliothek (Dpt. in: D-FS)
- D-BGLidmo = Bonn, Institut für deutsche Musikkultur im östlichen Europa e. V. (In: D-Bda)
- D-BGLsc = Bergisch Gladbach, Katholische Pfarrei St. Clemens, Paffrath
- D-BGSk = Burgstädt, Kantoreiarchiv
- D-BH = Bayreuth, Stadtbücherei
- D-BHa = Bayreuth, Stadtarchiv
- D-BHf = Bayreuth, Deutsches Freimaurer-Museum
- D-BHhv = Bayreuth, Bibliothek des Historischen Vereins für Oberfranken
- D-BHna = Bayreuth, Richard-Wagner-Stiftung, Richard-Wagner-Museum mit Nationalarchiv
- D-BHu = Bayreuth, Universitätsbibliothek
- D-BHFr = Bad Hersfeld, Kirchliches Rentamt
- D-BI = Bielefeld, Städtisches Ratsgymnasium, Bibliothek
- D-BIh = Bielefeld, Stadtarchiv und Heimatbücherei
- D-BIla = Bielefeld, Bibliothek des Landeskirchenamtes von Westfalen-Lippe
- D-BIm = Bielefeld, Stadtbibliothek, Musikbibliothek
- D-BIB = Bibra, Pfarrarchiv
- D-BIE = Bieberehren, Katholische Pfarrei (Dpt. in: D-WÜd)
- D-BIHw = Biberach an der Riß, Wieland-Archiv
- D-BILp = Bilzingsleben, Pfarrarchiv (In: D-FRSp)
- D-BIR = Birstein, Fürst von Ysenburgisches Archiv und Schloßbibliothek isenburg.de
- D-BIT = Bitterfeld, Kreis-Museum
- D-BK = Bernkastel-Kues, Cusanusstift / St. Nikolaus-Hospital
- D-BKH = Bad Königshofen im Grabfeld, Katholische Pfarrei (Dpt. in: D-WÜd)
- D-BKÖ = Bad Köstritz, Pfarrarchiv
- D-BKÖs = Bad Köstritz, Forschungs- und Gedenkstätte im Geburtshaus des Komponisten Heinrich-Schütz-Haus
- D-BLfk = Bad Laasphe, Archiv der Friedrich-Kiel-Gesellschaft e. V. (Dpt. in: D-Budka)
- D-BLw = Bad Laasphe, Familienarchiv des Fürstlichen Hauses Sayn-Wittgenstein-Hohenstein zu Wittgenstein
- D-BLS = Bad Langensalza, Pfarrarchiv St. Stephani
- D-BLSb = Bad Langensalza, Pfarrarchiv St. Bonifazii
- D-BLSs = Bad Langensalza, Stadtarchiv
- D-BLST = Bad Lauchstädt, Pfarrarchiv
- (D-BM, siehe BMs)
- D-BMek = Bremen, Bücherei der Bremer Evangelischen Kirche
- (D-BMk, siehe Bmek)
- D-BMm = Bremen, Stadtbibliothek, Musikbibliothek
- D-BMs = Bremen, Staats- und Universitätsbibliothek
- D-BMsta = Bremen, Staatsarchiv
- D-BMHm = Bremerhaven, Stadtbibliothek, Musikbibliothek[49]
- D-BNba = Bonn, Beethoven-Haus
- D-BNca = Bonn, Collegium Albertinum, Bibliothek
- D-BNek = Bonn, Gemeindeverband der Evangelischen Kirche
- D-BNkg = Bonn, Die Künstlergilde, Musikarchiv
- D-BNm = Bonn, Musikbliothek Schumannhaus
- D-BNms = Bonn, Musikwissenschaftliches Seminar der Rheinischen Friedrich-Wilhelm-Universität Abteilung für Musikwissenschaft / Sound studies der Universität Bonn
- (D-BNs, siehe Bnsa)
- D-BNsa = Bonn, Stadtarchiv und Wissenschaftliche Stadtbibliothek
- D-BNu = Bonn, Universitäts- und Landesbibliothek
- D-BNH = Baunach, Katholische Pfarrei (Dpt. in: D-WÜd)
- D-BO = Bollstedt, Evangelische Kirchengemeinde, Pfarrarchiv
- D-BOCHa = Bochum, Archiv Haus Laer
- D-BOCHb = Bochum, Bergbaumuseum
- (D-BOCHi, siehe BOCHmi)
- D-BOCHmi = Bochum, Ruhr-Universität, Fakultät für Geschichtswissenschaft, Musikwissenschaftliches Institut
- D-BOCHs = Bochum, Stadtbibliothek, Musikabteilung
- D-BOCHst, siehe BOCHs
- D-BORp = Borna, Pfarrkirche, Bibliothek
- D-BR = Oberbrombach, Bibliothek des Pfarramtes
- D-BRB = Braunsbedra, Archiv der evangelischen Erlöserkirchengemeinde
- D-BREm = Bretten, Melanchthon-Verein, Bibliothek
- D-BREs = Bretten, Städtische Sammlungen
- D-BRF = Bergrheinfeld, Katholische Pfarrei (Dpt. in: D-WÜd)
- D-BRRp = Braunsroda, Pfarrarchiv
- D-BRSp = Bernstadt a. d. Eigen, Evangelisch-Lutherisches Pfarramt, Pfarrarchiv
- D-BS = Braunschweig, Stadtarchiv und Stadtbibliothek
- (D-Bsa, siehe BS)
- (D-BSb, siehe BS)
- D-BSbl = Braunschweig, Braunschweigisches Landesmuseum
- D-BSm = Braunschweig, Öffentliche Bücherei, Musikbibliothek
- (D-BSp, siehe BSps)
- D-BSps = Braunschweig, Predigerseminar der Evangelisch-lutherischen Landeskirche, Bibliothek
- D-BSCHp = Bad Schmiedeberg, Pfarrarchiv
- D-BSL = Beesenlaublingen, Pfarrarchiv
- D-BSSp = Bad Soden-Salmünster, Katholische Kirchengemeinde St. Peter und Paul, Stifts- und Pfarrarchiv Salmünster
- D-BST = Bärenstein, Kantoreiarchiv
- D-BSU = Bad Sulza, Pfarrarchiv
- (D-BSWs, siehe BSWsommer)
- D-BSWsommer = Bad Schwartau, Privatbibliothek Ernst Sommer
- D-BSZk = Bad Salzungen, Notenbibliothek der Stadtkantorei
- (D-BT, siehe BIT)
- D-BTH = Barth, Kirchenbibliothek
- D-BTS = Breitensee, Katholische Pfarrei (Dpt. in: D-WÜd)
- D-BUk = Burghausen, Bibliothek des Kapuzinerklosters
- D-BUCH = Buchen (Odenwald), Bezirksmuseum, Kraus-Sammlung
- (BUCH, siehe D-BUCHA)
- D-BUCHA = Bucha, Pfarrarchiv
- D-BÜ = Büdingen, Kulturgut Fürst zu Ysenburg und Büdingen
- D-BÜC = Bückeburg, Niedersächsisches Staatsarchiv
- D-BÜCh = Bückeburg, Fürstlich Schaumburg-Lippische Hofbibliothek (In: D-BÜC)
- D-BÜCha = Bückeburg, Fürstlich Schaumburg-Lippisches Hausarchiv (In: D-BÜC)
- D-BÜLZ = Bülzig, Archiv des Pfarramtes
- D-BÜR = Bürgel, Pfarrarchiv
- D-BUHp = Burgheßler, Pfarrarchiv
- D-BURGn = Burg, Pfarrarchiv St. Nicolai
- D-BURGp = Burg, Archiv der Evangelisch-Reformierten Kirchengemeinde St. Petri
- D-BUTT = Buttelstedt, Pfarrarchiv
- (D-BV, siehe BEV)
- D-BW = Burgwindheim, Katholisches Pfarramt

#### C
- D-Cl = Coburg, Landesbibliothek
- D-Cm = Coburg, Morizkirche, Pfarrbibliothek (In: D-Cl)
- D-Cs = Coburg, Staatsarchiv
- D-Cv = Coburg, Kunstsammlung der Veste Coburg, Bibliothek
- D-CA = Castell, Fürstlich Castell’sche Bibliothek
- D-CABp = Cadolzburg, Evangelisch-Lutherische Gesamtkirchenverwaltung, Scholarchatsarchiv cadolzburg-evangelisch.de
- D-CASp = Casekirchen, Pfarrarchiv
- D-CD = Crottendorf, Kantoreiarchiv
- (D-Ceb, siehe Cebm)
- D-CEbm = Celle, Bomann-Museum, Museum für Volkskunde Landes- und Stadtgeschichte
- D-CEp = Celle, Kirchenministerialbibliothek Celle im Pfarrvikarseminar
- D-CEsa = Celle, Stadtarchiv
- D-CEsb = Celle, Stadtbibliothek, Musikabteilung
- (D-Cha, siehe KARr)
- (D-CHj, siehe KARj)
- D-CO = Höxter, Fürstlich Ratiborsche Bibliothek
- D-COS = Coswig bei Dresden, Kirchliche Archivbibliothek
- D-CR = Crimmitschau, Stadtkirche St. Laurentius, Notenarchiv
- D-CUX = Cuxhaven, Stadtbibliothek Cuxhaven, Notenbibliothek
- D-CZ = Clausthal-Zellerfeld, Kirchenbibliothek (In: D-CZu)
- D-CZu = Clausthal-Zellerfeld, Technische Universität, Universitätsbibliothek

#### D
- (D-Da, siehe Dla)
- (D-Da, siehe DS)
- D-Ddkk = Dresden, Dreikönigskirche, Pfarrarchiv
- D-Delert = Dresden, Privatsammlung Edmund Elert
- (D-Dh, siehe Dkh)
- D-Dhm = Dresden, Hochschule für Musik Carl Maria von Weber, Bibliothek (In: D-Dl)
- D-Dkh = Dresden, Kathedrale (ehemals Katholische Hofkirche), Kapellknabeninstitut des Bistums Dresden-Meißen, Notenbibliothek (In: D-Dl)
- D-Dl = Dresden, Sächsische Landesbibliothek – Staats- und Universitätsbibliothek Dresden
- (D-D(l)a, siehe Dla)
- (D-Dl(b) [A/I], siehe Dl)
- D-Dla = Dresden, Sächsisches Hauptstaatsarchiv sachsen.de
- (D-Dla, siehe Dlk)
- (D-Dlb, siehe Dl)
- (Dlb, siehe Dl)
- D-Dlk = Dresden, Landeskirchliches Archiv
- D-Dmb = Dresden, Städtische Bibliotheken Dresden, Musikbibliothek (In: D-Dl)
- (D-Don, siehe DO)
- D-Ds = Dresden, Sächsische Staatsoper, Notenarchiv (In: D-Dl)
- D-DAR = Darstadt, Katholische Pfarrei (Dpt. in: D-WÜd)
- D-DAU = Daumitsch, Pfarrarchiv
- D-DB = Dettelbach, Franziskanerkloster, Bibliothek
- D-DBk = Dettelbach, Katholische Pfarrei (Dpt. in: D-WÜd)
- D-DEl = Dessau, Anhaltische Landesbücherei, Abteilung Sondersammlungen bibliothek.dessau.de
- (D-DEs, Desa)
- D-DEsa, Dessau, Stadtarchiv
- D-DESp = Denstedt, Pfarrarchiv
- D-DGm = Duisburg, Kultur- und Stadthistorisches Museum
- D-DGs = Duisburg, Stadtbibliothek, Musikbibliothek
- D-DI = Dillingen an der Donau, Kreis- und Studienbibliothek
- D-DIp = Dillingen an der Donau, Bischöfliches Priesterseminar, Bibliothek
- D-DIshm = Dillingen an der Donau, Stadt- und Hochstiftmuseum
- D-DIsp = Dillingen an der Donau, Stadtpfarrkirche St. Peter
- D-DIE = Dietramszell, Katholisches Pfarramt
- D-DIN = Dinkelsbühl, Katholisches Pfarramt St. Georg, Bibliothek
- D-DIP = Dippoldiswalde, Evangelisch-lutherisches Pfarrarchiv
- D-DISp, Dienstädt, Pfarrarchiv
- D-DL = Delitzsch, Museum, Bibliothek
- (D-DLm, siehe DL)
- D-DLp, Delitzsch, Stadtkirche St. Peter und Paul
- D-DLs = Delitzsch, Evangelische Superintendentur
- D-DLKm = Dinslaken, Stadtbibliothek, Musikbibliothek
- D-DM = Dortmund, Stadt- und Landesbibliothek, Musikabteilung
- D-DO = Donaueschingen, Fürstlich Fürstenbergische Hofbibliothek (In: D-KA)
- D-DÖ = Döbeln, Pfarrbibliothek Sankt Nikolai
- D-DÖF = Döffingen, Pfarrbibliothek
- (DÖFp, siehe DÖF)
- D-DRBka = Drebach, Kantoreiarchiv
- D-DRD = Drackendorf, Pfarrarchiv
- D-DRÜ = Drübeck, Evangelische Kirchengemeinden Bartholomäus
- D-DS = Darmstadt, Universitäts- und Landesbibliothek Darmstadt
- D-DSim = Darmstadt, Internationales Musikinstitut Darmstadt, Informationszentrum für Zeitgenössische Musik, Bibliothek
- D-DSk = Darmstadt, Zentralarchiv der Evangelischen Kirche in Hessen und Nassau
- D-DSsa = Darmstadt, Hessisches Staatsarchiv
- D-DT = Detmold, Lippische Landesbibliothek
- D-DTms = Detmold, Musikwissenschaftliches Seminar Detmold/Paderborn hfm-detmold.de
- (D-Dtprivat, siehe Dtwagner)
- D-DTsta = Detmold, Landesarchiv Nordrhein-Westfalen, Staats- und Personenstandsarchiv
- D-DTth = Detmold, Theologische Bibliothek der Lippischen Landeskirche
- D-DTwagner = Detmold, Privatbibliothek Alexander Wagner
- D-DTF = Dietfurt an der Altmühl, Franziskanerkloster (In: D-Ma)
- (D-Düg, siehe Dügg)
- D-DÜgg = Düsseldorf, Staatliches Görres-Gymnasium, Lehrerbibliothek
- D-DÜha = Düsseldorf, Nordrhein-Westfälisches Hauptstaatsarchiv
- D-DÜhh = Düsseldorf, Heinrich-Heine-Institut
- D-DÜk = Düsseldorf, Goethe-Museum, Anton und Katharina Kippenberg-Stiftung goethe-museum-kippenberg-stiftung.de
- D-DÜl = Düsseldorf, Heinrich-Heine-Universität, Universitäts- und Landesbibliothek
- D-DÜlk = Düsseldorf, Evangelische Kirche im Rheinland, Landeskirchliche Bibliothek
- D-DÜloos = Düsseldorf, Privatsammlung Renate Loos
- (DÜm, siehe Dümb)
- D-DÜmb = Düsseldorf, Stadtbüchereien Düsseldorf, Musikbücherei
- D-DÜs = Düsseldorf, Stadtmuseum
- D-DÜsa = Düsseldorf, Stadtarchiv
- D-DÜsl = Düsseldorf, Katholische Pfarrgemeinde St. Lambertus
- D-DÜsm = Düsseldorf, Katholische Pfarrei St. Margareta, Gerresheim
- D-DÜLs = Dülmen, Stadtbücherei, Nebenstelle – Musikbücherei der Städtischen Musikschule
- D-DÜN = Moorenweis, Bibliothek Graf zu Toerring-Jettenbach
- D-DÜR = Düren, Stadtbücherei, Leopold-Hoesch-Museum
- D-DWc = Donauwörth, Cassianeum (In: D-Au)

#### E
- (D-E, siehe Es)
- D-Ea = Eichstätt, Diözesan-Archiv
- D-Ebs, Eichstätt, Bischöfliche Seminarbibliothek (In: D-Eu)
- D-Ed = Eichstätt, Dom (In: D-Eu)
- D-Ek = Eichstätt, Kapuzinerkloster, Bibliothek
- (D-Erf, siehe EF)
- D-Es = Eichstätt, Staats- und Seminarbibliothek (In: D-Eu)
- (D-Es, siehe Ebs)
- D-Esch = Eichstätt, Sammlung Raymund Schlecht im Ordinariatsarchiv (In: D-Eu)
- D-Eu = Eichstätt, Universitätsbibliothek Eichstätt-Ingolstadt
- D-Ew = Eichstätt, Benediktinerinnen-Abtei St. Walburg, Bibliothek
- D-EB = Ebrach, Katholisches Pfarramt, Bibliothek
- D-EBB = Ebersbach-Neugersdorf, Evangelisch-lutherisches Pfarramt, Notenarchiv
- D-EBG = Albstadt, Musikhistorische Sammlung Martin Friedrich Jehle
- D-EBS = Ebstorf, Kloster, Bibliothek
- D-EC = Eckartsberga, Pfarrarchiv
- D-ED = Eschdorf, Kirchenbibliothek
- D-EF = Erfurt, Stadt- und Regionalbibliothek, Bereich Sondersammlungen
- D-EFd = Erfurt, Bistumsarchiv, Domarchiv
- D-Efk = Erfurt, Kaufmannskirche St. Gregor
- D-EFm = Erfurt, Bibliothek und Archiv des Evangelischen Ministeriums (mit Bibliothek des Martinsstifts)
- D-EFmi = Erfurt, Michaelis-Archiv (In: D-B)
- D-EFp = Erfurt, Evangelische Predigergemeinde
- D-EFs = Erfurt, Stadt- und Regionalbibliothek Erfurt
- D-EFsa = Erfurt, Stadtarchiv
- D-EFu = Erfurt, Universitäts- und Landesbibliothek Erfurt/Gotha
- (D-EFw, siehe EF)
- D-EHS = Eyershausen, Katholische Pfarrei (Dpt. in: D-WÜd)
- D-EIa = Eisenach, Stadtarchiv, Bibliothek
- D-EIb = Eisenach, Bachhaus und Bachmuseum
- D-EIg = Eisenach, Ministerialbibliothek St. Georg
- D-EIl = Eisenach, Landeskirchenrat der Evangelisch-Lutherischen Kirche, Bibliothek (In: D-Dl)
- (D-EIla, siehe EIl)
- D-EIlu = Eisenach, Lutherhaus
- D-EIp = Eisenach, Predigerseminar, Bibliothek
- D-EIs = Eisenach, Superintendenturarchiv der Georgenkirche
- D-EIw = Eisenach, Wartburg-Bibliothek
- D-EIB = Eisenberg, Stadtmuseum
- D-EICH = Eichelborn, Pfarrarchiv
- (D-EICHB, siehe D-EICH)
- D-EIF = Eichfeld über Rudolstadt, Pfarrarchiv
- D-EIHp = Angelbachtal, Pfarrbibliothek Eichtersheim
- D-EIL = Eischleben, Pfarrarchiv
- (D-EISCH, siehe EIL)
- D-EL = Lutherstadt Eisleben, Andreas-Bibliothek
- (D-ELan, siehe EL)
- D-ELX = Elxleben (Landkreis Sömmerda), Pfarrarchiv
- D-EM = Emden, Johannes a Lasco Bibliothek, Große Kirche
- D-EMM = Emmerich am Rhein, Staatliches Gymnasium, Bibliothek
- D-EN = Miltenberg, Kloster Engelberg über dem Main (ehem. Franziskanerkloster), Bibliothek
- D-ERik = Erlangen, Institut für Kirchenmusik der Universität Erlangen-Nürnberg
- D-ERm = Erlangen, Stadtbücherei, Musikbibliothek
- D-ERms = Erlangen, Musikwissenschaftliches Institut der Universität Erlangen-Nürnberg
- (D-ERsu, siehe ERms)
- D-ERu = Erlangen, Universitätsbibliothek ub.uni-erlangen.de
- D-ERP = Landsberg am Lech, Katholische Pfarrkirche (Dpt. in: D-Aab)
- D-ERR = Ernstroda, Evangelisch-Lutherisches Pfarramt, Pfarrarchiv
- D-ERS = Eresing, Katholische Pfarrkirche
- D-ES = Essen, Stadtbibliothek, Musikbibliothek
- D-ESengelhardt = Essen, Privatsammlung Pfarrer W. Engelhardt
- (D-ESprivat, siehe ESengelhardt)
- D-ESB = Esselbach, Katholische Pfarrei (Dpt. in: D-WÜd)
- D-ETw, siehe EF
- D-ETTp = Elxleben (Ilm-Kreis), Pfarrarchiv Ettischleben (In: D-ELX)
- D-ETZp, Etzleben, Pfarrarchiv
- D-EU = Eutin, Eutiner Landesbibliothek
- D-EUSsm = Euskirchen, Katholische Pfarrei St. Martineuskirchen
- D-EW = Ellwangen an der Jagst, Stiftskirche
- (D-EXL, siehe ELX)

#### F
- D-F = Frankfurt am Main, Universitätsbibliothek Johann Christian Senckenberg ub.uni-frankfurt.de
- D-Fafm = Frankfurt am Main, Archiv Frau und Musik archiv-frau-musik.de
- D-Fakm = Frankfurt am Main, Amt für Kirchenmusik der Evangelischen Landeskirche von Hessen-Nassau, Bibliothek
- D-Ff = Frankfurt am Main, Freies Deutsches Hochstift, Frankfurter Goethe-Museum, Bibliothek goethehaus-frankfurt.de
- D-Fh = Frankfurt am Main, Hochschule für Musik und Darstellende Kunst, Bibliothek hfmdk-frankfurt.de
- (D-Fh, siehe Ff)
- D-Fkm = Frankfurt am Main, Museum Angewandte Kunst museumfuerangewandtekunst.frankfurt.de
- (D-Fm, siehe Fh)
- D-Fmi = Frankfurt am Main, Musikwissenschaftliches Institut der Johann-Wolfgang-von-Goethe-Universität uni-frankfurt.de
- D-Fmp = Frankfurt am Main, C. F. Peters Musikverlag, Archiv edition-peters.de
- (D-Fr, siehe Freich)
- D-Freich = Bad Vilbel, Privatsammlung Philipp Reich
- D-Frl = Frankfurt am Main, Musikverlag Robert Lienau zimmermann-frankfurt.de
- D-Fsa = Frankfurt am Main, Institut für Stadtgeschichte stadtgeschichte-ffm.de
- D-Fsb = Frankfurt am Main, Stadtbücherei, Musikabteilung stadtbuecherei.frankfurt.de
- D-Fsg = Frankfurt am Main, Philosophisch-Theologische Hochschule Sankt Georgen, Bibliothek sankt-georgen.de
- D-Fsm = Frankfurt am Main, Bibliothek für neuere Sprachen und Musik (In: D-F)
- D-FBa = Freiberg/Sachsen, Stadtarchiv
- D-FBb Freiberg/Sachsen, Technische Universität Bergakademie, Universitätsbibliothek
- (D-FBk, siehe FBsk)
- D-FBo Freiberg/Sachsen, Geschwister-Scholl-Gymnasium, Andreas-Möller-Bibliothek schollgymnasium.de
- (D-FBos, siehe Fbo)
- D-FBsk = Freiberg/Sachsen, Stadtbibliothek
- D-FF = Frankfurt (Oder), Stadtbibliothek, Musikbibliothek
- D-FFm = Frankfurt (Oder), Evangelische Gertraud-Marien-Kirchengemeinde, Archiv und Bibliothek
- D-FFs = Frankfurt (Oder), Stadtarchiv stadtarchiv-ffo.de
- D-FG = Freyburg (Unstrut), Pfarrarchiv
- D-FIB = Finsterbergen, Pfarrarchiv
- D-FIS = Fischbach bei Nürnberg, Schloß, Freiherr von Scheurl’sche Bibliothek
- D-FLa = Flensburg, Stadtarchiv
- D-FLs = Flensburg, Landeszentralbibliothek Schleswig-Holstein
- D-FLth = Flensburg, Theater- und Musikarchiv im Stadtarchiv (In: D-FLa)
- D-FLz = Flensburg, Landeszentralbibliothek Schleswig-Holstein
- (D-FLE, siehe FLEM)
- D-FLE = Naumburg an der Saale, Pfarrarchiv Flemmingen bei Naumburg
- D-FLEM = Jückelberg, Pfarrarchiv
- (D-FLEN, siehe FLE)
- D-FLSp = Flurstedt, Pfarrarchiv (In: D-NTRE)
- (D-FR, siehe Frau)
- D-FRam = Freiburg im Breisgau, Augustinermuseum museen.freiburg.de
- D-FRcb = Freiburg im Breisgau, Collegium Borromaeum
- D-FRea = Freiburg im Breisgau, Erzbischöfliches Archiv
- D-FRm = Freiburg im Breisgau, Stadtbibliothek, Musikbibliothek
- D-FRms = Freiburg im Breisgau, Musikwissenschaftliches Seminar der Albert-Ludwigs-Universität muwi.uni-freiburg.de
- D-FRp = Freiburg im Breisgau, Bibliothek des Priesterseminars
- D-FRsa = Freiburg im Breisgau, Stadtarchiv freiburg.de
- D-FRu = Freiburg im Breisgau, Universitätsbibliothek ub.uni-freiburg.de
- D-FRva = Freiburg im Breisgau, Deutsches Volksliedarchiv dva.uni-freiburg.de
- (D-FRD, siehe FRR)
- (D-FRI, siehe FRIts)
- D-FRIs = Friedberg, Bibliothekszentrum Klosterbau
- D-FRIts = Friedberg (Hessen), Bibliothek des Theologischen Seminars der Evangelischen Kirche in Hessen und Nassau
- D-FRÖ = Fröttstädt, Pfarrarchiv
- D-FRPp = Frauenprießnitz, Pfarrarchiv
- D-FRR = Friedrichroda, Pfarrarchiv
- D-FRSp Frömmstedt, Pfarrarchiv
- D-FRTH = Fraureuth, Evangelisch-lutherisches Pfarramt, Pfarrarchiv
- D-FRZ = Frießnitz (Harth-Pöllnitz), Pfarrarchiv
- D-FS = Freising, Dombibliothek
- D-FST = Fuchsstadt, Katholische Pfarrei (Dpt. in: D-WÜd)
- D-FTZd = Fritzlar, Dombibliothek
- D-FTZsa = Fritzlar, Stiftsarchiv St. Petri (Dpt. in: D-FTZd)
- D-FUf = Fulda, Kloster Frauenberg, Bibliothek
- D-FUl Fulda, Hochschul- und Landesbibliothek Fulda fh-fulda.de
- D-FUp Fulda, Bischöfliches Priesterseminar, Philosophisch-Theologische Hochschule, Bibliothek priesterseminar-fulda.de
- D-FUs Fulda, Stadtarchiv fulda-online.de
- D-FÜkahl = Fürstenwalde/Spree, Privatsammlung Annemarie Kahl
- (D-FÜw, siehe FÜHwölfel)
- D-FÜHwölfel = Fürth, Privatbibliothek K. Wölfel (In: D-Au)
- D-FÜS = Füssen, Katholisches Stadtpfarramt St. Mang
- D-FW = Frauenchiemsee, Benediktinerinnenabtei Frauenwörth, Archiv frauenwoerth.de
- D-FWGm = Feuchtwangen, Sängermuseum Feuchtwangen, Archiv saengermuseum.de

#### G
- (D-G, siehe Gs)
- D-Ga = Göttingen, Staatliches Archivlager (In: D-ORB and D Bga)
- (D-Gb, siehe Leb)
- D-Gfda = Göttingen, Franz-Danzi-Archiv danzi.de (Memento vom 3. Juni 2010 im Internet Archive)
- D-Ghg = Göttingen, Göttinger Händel Gesellschaft e. V. haendel.org
- D-Gloos = Göttingen, Privatsammlung Wilhelm Loos
- D-Gms = Göttingen, Musikwissenschaftliches Seminar der Georg-August-Universität
- (D-Go, siehe GOl)
- (D-Göttingen, siehe Gs)
- D-Gs = Göttingen, Niedersächsische Staats- und Universitätsbibliothek sub.uni-goettingen.de
- (D-Gsa, siehe Ga)
- (D-Gu, siehe Gs)
- (D-G-ZE, siehe Ga)
- D-GA = Gaußig, Schloß Gaußig, Schloßbibliothek
- D-GAH = Bad Gandersheim, Stiftsbibliothek (In: D-BSps)
- D-GAI = Volkach, Katholische Pfarrei, Volkach-Gaibach (Dpt. in: D-WÜd) ++GAM 0 Gau-Algesheim, Stadtarchiv
- D-GAR = Gars am Inn, Bibliothek der Redemptoristen
- D-GAU = Gauernitz, Pfarrbibliothek
- (D-GB, siehe GOL)
- D-GBB = Großbrembach, Pfarrarchiv
- D-GBR = Großbreitenbach, Pfarramt, Archiv
- D-GD = Goch, Collegium Augustinianum
- D-GDH = Geldersheim, Katholische Pfarrei (Dpt. in: D-WÜd)
- D-GDZ = Großdalzig, Pfarrarchiv
- D-GE = Gelenau, Pfarrarchiv
- (D-GEk, siehe GE)
- D-GED = Großeutersdorf, Pfarrarchiv
- D-GEM= Gemünden am Main, Katholische Pfarrei (Dpt. in: D-WÜd)
- (D-GER, siehe GERs)
- (D-GERa, siehe GERk)
- D-GERk = Gera, St. Johannis, Kirchenarchiv (In: D-GERsb)
- D-GERs = Gera, Stadtmuseum
- D-GERsb = Gera, Stadt- und Regionalbibliothek, Musikbibliothek
- D-GERL = Liebschwitz, Pfarrarchiv
- D-GESs = Gelsenkirchen, Stadtbücherei, Musikabteilung
- D-GEY = Geyer, Kirchenbibliothek
- D-GF = Großfahner, Evangelisch-lutherisches Pfarramt, Pfarrarchiv
- D-GHk = Geithain, Evangelisch-lutherisches Pfarramt, Kirchenarchiv
- D-GHM = Gädheim, Katholische Pfarrei (Dpt. in: D-WÜd)
- D-GHNa = Großenhain, Stadtarchiv
- D-GHNk = Großenhain, Pfarramt St. Marien, Kirchenbibliothek
- D-GHS = Hettstedt, Pfarrarchiv
- D-GI = Gießen, Justus-Liebig-Universität, Bibliothek
- D-GIN = Giengen an der Brenz, Kirchenbibliothek
- D-GJ = Großjena, Pfarrarchiv
- D-GKRp = Großkröbitz, Pfarrarchiv
- D-GL = Goslar, Marktkirchenbibliothek
- D-GLA = Glashütte, Evangelisch-lutherisches Pfarramt, Pfarrarchiv
- D-GLAU = Glauchau, St. Georgen, Musikarchiv
- D-GLAUhüttel = Glauchau, Privatbibliothek Walter Hüttel
- D-GLÖB = Großlöbichau, Pfarrarchiv (In: D-JP)
- D-GLZ = Gladitz, Pfarrarchiv
- D-GM = Grimma, Göschenhaus-Seume-Gedenkstätte
- (D-GM, siehe GMo)
- D-GMl = Grimma, Landesschule (In: D-Dl)
- D-GMo = Grimma, Oberschule (In: D-Dl)
- D-GMR = Großmonra, Pfarrarchiv
- D-GO = Gotha, Evangelisch-lutherische Stadtkirchengemeinde, Bibliothek
- (D-GOa, siehe GOs)
- D-GOa = Gotha, Augustinerkirche, Notenbibliothek
- (D-GOa(u), siehe GOa)
- (D-GOau, siehe GOa)
- D-GOg = Gotha, Bibliothek des Gymnasiums
- D-GOl = Gotha, Forschungs- und Landesbibliothek flb-gotha.de
- D-GOs = Gotha, Stadtarchiv, Bibliothek
- D-GOsk = Gotha, Stadt- und Kreisbibliothek „Heinrich Heine“, Musikbibliothek
- (D-GOsu, siehe GOa)
- D-GOtsa = Gotha, Thüringisches Hauptstaatsarchiv Weimar, Außenstelle Gotha
- D-GOB = Großobringen, Pfarrarchiv
- D-GOCH = Hardthausen, Pfarrbibliothek
- (GÖep, siehe D-GÖp)
- D-GÖp = Görlitz, Evangelischer Parochialverband, Bibliothek
- D-GÖs = Görlitz, Oberlausitzische Bibliothek der Wissenschaften goerlitz.de
- D-GÖsb = Görlitz, Stadtbibliothek
- (D-GÖsk, siehe GÖs)
- (D-GÖsp, siehe GÖspp)
- D-GÖspp = Görlitz, Kirchenbibliothek St. Peter und Paul
- D-GOH = Großostheim, Katholische Pfarrei (Dpt. in: D-WÜd)
- D-GOKp = Goseck, Evangelisch-lutherisches Pfarramt, Pfarrarchiv
- D-GOL = Goldbach, Pfarrbibliothek
- D-GORp = Gorsleben, Evangelisch-Lutherisches Pfarramt, Pfarrarchiv
- D-GOS = Gotha, Pfarrarchiv
- D-GRim = Greifswald, Ernst-Moritz-Arndt-Universität, Institut für Musikwissenschaft, Bibliothek
- D-GRk = Greifswald, Bibliothek des geistlichen Ministeriums (ehemals: c/o Konsistorialbibliothek)
- D-GRu = Greifswald, Universitätsbibliothek, Fachreferat Musik web.ub.uni-greifswald.de
- (D-GRÄ, siehe GRÄk)
- D-GRÄk = Gräfenhainichen, Kantoreiarchiv
- D-GRAI = Graitschen bei Bürgel, Pfarrarchiv
- D-GRH = Gerolzhofen, Katholische Pfarrei (Dpt. in: D-WÜd)
- (D-GRH, siehe GRÄk)
- (D-GRL, siehe GRLpa)
- D-GRLpa = Großenlupnitz, Pfarrarchiv
- D-GRRp = Großrudestedt, Pfarrarchiv
- D-GRS = Gramschatz, Katholische Pfarrei (Dpt. in: D-WÜd)
- D-GRÜ = Grünhain, Pfarrarchiv
- D-GST = Gerstungen, Hoffmannsche Bibliothek im Archiv des Pfarramtes
- D-Guromberg = Guben, Privatbibliothek Christa Romberg
- D-GÜ = Güstrow, Museum der Stadt
- (D-GÜh, siehe GÜ)
- D-GÜG = Gügleben, Evangelisch-lutherische Kirche, Pfarrarchiv
- D-GUMP = Gumperda, Pfarrarchiv Reinstädt
- D-GWH = Großwelzheim, Katholische Pfarrei (Dpt. in: D-WÜd)
- D-GWM = Großwenkheim, Katholische Pfarrei (Dpt. in: D-WÜd)
- D-GWS = Großwallstadt, Katholische Pfarrei (Dpt. in: D-WÜd)
- D-GZ = Greiz, Stadt- und Kreisbibliothek, Musikbibliothek
- D-GZbk = Greiz, Staatliche Bücher- und Kupferstichsammlung, Bibliothek
- (GZk, siehe D-GZbk)
- (GZl, siehe D-GZsa)
- (GZmb, siehe D-GZ)
- D-GZp = Greiz, Pfarrarchiv der Stadtkirche
- D-GZsa = Greiz, Thüringisches Staatsarchiv Rudolstadt, Außenstelle Greiz

#### H
- (D-H, siehe Hs)
- D-Ha = Hamburg, Staatsarchiv fhh.hamburg.de
- D-Hch = Hamburg, Gymnasium Christianeum
- (D-Heid, siehe HEu)
- D-Hhg = Hamburg, Hasse-Gesellschaft Bergedorf
- D-Hhm = Hamburg, Helmsmuseum, Hamburger Museum für Archäologie und die Geschichte Hamburgs helmsmuseum.de
- D-Hj = Hamburg, Gelehrtenschule des Johanneum, Hauptbibliothek johanneum-hamburg.de
- D-Hkm = Hamburg, Kunstgewerbemuseum, Bibliothek
- D-Hls = Hamburg, Literaturwissenschaftliches Seminar der Universität
- (D-Hm, siehe Hmb)
- D-Hmb = Hamburg, Hamburger Öffentliche Bücherhallen, Musikbücherei buecherhallen.de
- D-Hmg = Hamburg, Museum für Hamburgische Geschichte
- D-Hmi = Hamburg, Musikwissenschaftliches Institut der Universität
- D-Hnekb = Hamburg, Nordelbische Kirchenbibliothek nekb.de
- D-Hs = Hamburg, Staats- und Universitätsbibliothek Carl von Ossietzky, Musikabteilung sub.uni-hamburg.de
- D-Hsa = Hamburg, Senatsarchiv
- D-Hth = Hamburg, Universität Hamburg, Zentrum für Theaterforschung, Theatersammlung theaterforschung.de
- D-Hvonbusch = Hamburg, Privatbibliothek Hans von Busch
- D-Hab, siehe HAs
- D-HAd = Halle (Saale), Bibliothek der evangelisch-reformierten Domgemeinde
- D-HAf = Halle (Saale), Hauptbibliothek und Archiv der Franckeschen Stiftungen
- D-HAh = Halle (Saale), Händel-Haus haendelhaus.de
- D-HAkmb = Halle (Saale), Kirchenmusikschule, Kirchenmusikalische Bücherei
- D-HAlau = Halle (Saale), Pfarrarchiv St. Laurentius
- D-HAmi = Halle (Saale), Martin-Luther-Universität, Universitäts- und Landesbibliothek Sachsen-Anhalt, Institut für Musikwissenschaft, Bibliothek uni-halle.de
- D-HAmk = Halle (Saale), Marienbibliothek, (web)
- D-HAs = Halle (Saale), Stadtbibliothek, Musikbibliothek
- D-HAu = Halle (Saale), Martin-Luther-Universität, Universitäts- und Landesbibliothek Sachsen-Anhalt bibliothek.uni-halle.de
- D-HAAp = Haarhausen, Pfarrarchiv
- D-HAGm = Hagen, Stadtbücherei, Musikbibliothek
- D-HAGwma = Hagen, Westfälisches Musikarchiv (WMA)
- D-HAH, siehe HAAp
- D-HAI = Hainichen, Gellert-Museum
- D-HAISP = Hainspitz, Evangelisch-lutherisches Pfarramt, Pfarrarchiv
- D-HAN = Hanau, Hanauer Geschichtsverein e. V., Bibliothek hanauer-geschichtsverein.de
- D-HAR = Hartha, Kantoreiarchiv
- D-HAU = Schloss Hausen im Tal, Katholische Pfarrei (In: D-WÜd)
- D-HB = Heilbronn, Stadtbücherei, Musiksammlung, mit Gymnasialbibliothek (In: D-HBa)
- D-HBa = Heilbronn, Stadtarchiv der Stadt Heilbronn
- D-HCHk = Hechingen, Kapitelsbibliothek
- D-HCHs = Hechingen, Pfarramt St. Jakobus, Notenarchiv der Pfarrchöre
- D-HD = Hermsdorf, Pfarrarchiv
- D-HDB = Heldburg, Pfarrarchiv
- D-HDG = Hendungen, Katholische Pfarrei (Dpt. in: D-WÜd)
- D-HEk = Heidelberg, Hochschule für Kirchenmusik der ev. Landeskirche in Baden
- D-HEms = Heidelberg, Musikwissenschaftliches Seminar der Ruprecht-Karls-Universität musikwissenschaft.uni-hd.de
- (D-HEs, siehe HEms)
- (D-HEth, siehe Praktisch-Theologisches Seminar, Bibliothek)
- D-HEu = Heidelberg, Universitätsbibliothek
- D-HEI = Heide, Klaus-Groth-Museum museen-sh.de
- D-HEIN = Heinersdorf, Pfarrarchiv
- D-HER = Herrnhut, Brüder-Unität, Unitätsarchiv
- D-HEY = Heynitz, Pfarrbibliothek
- D-HG, siehe HGm
- D-HGd = Havelberg, Dombibliothek
- D-HGm = Havelberg, Prignitz-Museum, Bibliothek
- (D-HG(m), siehe HGm)
- D-HGH = Hergolshausen, Katholische Pfarrei (Dpt. in: D-WÜd)
- D-HGNk = Heringen, Kirchenbibliothek
- D-HH = Hildburghausen, Museum
- D-HHa = Hildburghausen, Stadtarchiv
- D-HIb = Hildesheim, Dombibliothek
- (D-HId, siehe HIp)
- D-HIm = Hildesheim, St. Michaelskirche
- (D-HIm, siehe HIps)
- D-HImk = Hildesheim, Michaeliskloster Hildesheim – Evangelisches Zentrum für Gottesdienst und Kirchenmusik michaeliskloster.de
- D-HIp = Hildesheim, Bischöfliches Priesterseminar, Diözesanbibliothek
- D-HIps = Hildesheim, Predigerseminar an St. Michael
- D-HIs = Hildesheim, Stadtarchiv
- D-HKN = Holzkirchen, Katholische Pfarrei (Dpt. in: D-WÜd)
- D-HL = Haltenbergstetten, Schloß (über Niederstetten, Baden-Württemberg), Fürst zu Hohenlohe-Jagstberg’sche Bibliothek (In: D-Mbs)
- D-HLN = Hameln, Stadtbücherei
- D-HLNp = Hameln, Stadtbücherei in der Pfortmühle, Musikabteilung
- D-HMB = Hammelburg, Katholische Pfarrei (Dpt. in: D-WÜd)
- D-HMÖ = Hohenmölsen, Archiv der Superintendentur
- D-HN = Herborn, Bibliothek des Evangelischen Theologischen Seminars
- D-HO = Hof, Jean-Paul-Gymnasium
- D-HOr = Hof, Stadtarchiv, Ratsbibliothek
- D-HOE = Hohenstein-Ernstthal, Kantoreiarchiv der Christophorikirche
- D-HOG = Hofgeismar, Predigerseminar der ev. Kirche von Kurhessen-Waldeck
- D-HOL = Holleben, Archiv des Pfarramtes
- D-HOP = Hopfgarten, Pfarrarchiv
- D-HOR = Garbsen, Evangelisch-Lutherisches Pfarramt
- D-HPH = Humprechtshausen, Katholische Pfarrei (Dpt. in: D-WÜd)
- D-HR = Burg Harburg, Fürstlich Öttingen-Wallerstein’sche Bibliothek (In: D-Au)
- D-HRD = Schloss Arnsberg, Bibliotheca Fürstenbergiana
- D-HRN = Herne, Stadtbücherei, Musikabteilung
- D-HSj = Helmstedt, Juleum, Ehemalige Universitätsbibliothek Helmstedt
- D-HSk = Helmstedt, St.-Stephani-Kirche, Kantorat, Bibliothek (In: D-W)
- D-HSm = Helmstedt, Kloster Marienberg
- D-HSw, siehe HSwandersleb
- D-HSwandersleb = Helmstedt, Bibliothek Probst Wandersleb
- (D-HAT, siehe HTd)
- D-HTa = Halberstadt, Stadtarchiv
- D-HTd = Halberstadt, Dom, Dombibliothek
- D-HTdk = Halberstadt, Domkantorei/Dompfarramt
- D-HTg = Halberstadt, Gleimhaus, Literaturmuseum, Bibliothek
- D-HU = Husum, Staatliches Herman-Tast-Gymnasium
- D-HUts = Husum, Theodor-Storm-Museum storm-gesellschaft.de
- D-HUH = Hummelshain, Pfarrarchiv
- D-HVfmg = Hannover, Forschungszentrum Musik und Gender fmg.hmtm-hannover.de
- D-HVh = Hannover, Hochschule für Musik, Theater und Medien hmt-hannover.de
- D-HVk = Hannover, Arbeitsstelle für Gottesdienst und Kirchenmusik der Evangelisch-lutherischen Landeskirche Hannover agk-hannover.de (In: D-*D-HImk)
- D-HVkm = Hannover, Bibliothek des Kestner-Museums hannover.de
- D-HVkms, siehe HVk
- D-HVl = Hannover, Gottfried Wilhelm Leibniz Bibliothek, nlb-hannover.de
- D-HVla = Hannover, Landeskirchenamt, evlka.de
- (D-HVlk, siehe HVla)
- D-HVs = Hannover, Stadtbibliothek, Musikabteilung hannover.de
- D-HVsa = Hannover, Hauptstaatsarchiv, nla.niedersachsen.de
- D-HVsta = Hannover, Stadtarchiv, stadtarchiv-hannover.de
- D-HVth = Hannover, Bibliothek der Technischen Hochschule
- D-HX = Höxter, St. Nikolai, Kirchenbibliothek

#### I
- D-Iek = Isny im Allgäu, Evangelische Kirche St. Nikolai, Praedicantenbibliothek
- D-Iq = Isny im Allgäu, Fürstlich Quadt’sche Bibliothek
- D-Isg Isny im Allgäu, Katholische Kirche St. Georg und Jakobus isny.de
- (D-IL, siehe ILk)
- D-ILk = Ilmenau, Evangelisch-lutherische Kirchengemeinde, Pfarrbibliothek
- D-ILs = Ilmenau, Stadtverwaltung, Kultur- und Sozialamt, Archiv
- D-IN = Markt Indersdorf, Katholisches Pfarramt, Bibliothek (Dpt. in: D-FS)
- D-ING = Ingolstadt, Stadtarchiv
- D-INGm = Ingolstadt, Stadtbücherei, Musikbücherei
- D-IPH = Ipthausen, Katholische Pfarrei (Dpt. in: D-WÜd)
- D-IS =  Klosterbibliothek Isenhagen
- D-ISL = Iserlohn, Evangelische Kirchengemeinde, Varnhagen-Bibliothek
- D-ITZ = Itzehoe, Kirchenbibliothek

#### J
- D-J, siehe Ju
- D-Jas = Jena, Superintendentur, Archiv
- D-Jeh = Jena, Ernst-Haeckel-Haus
- D-Jk = Jena, Bücherarchiv der Evangelisch-lutherischen Kirchengemeinde
- D-Jmb = Jena, Ernst-Abbe-Bücherei und Lesehalle der Carl-Zeiss-Stiftung, Musikbibliothek
- D-Jmi = Jena, Friedrich-Schiller-Universität, Sektion Literatur- und Kunstwissenschaften, Bibliothek des ehem. Musikwissenschaftlichen Instituts (In: D-Ju)
- D-Ju = Jena, Thüringer Universitäts- und Landesbibliothek thulb.uni-jena.de
- D-JA = Jahnsdorf, Pfarrarchiv
- D-JE = Jever, Marien-Gymnasium, Bibliothek
- D-JP = Jenaprießnitz, Pfarrarchiv
- D-JÜ = Jüterbog, Nicolaikirche, Pfarrarchiv
- D-JÜLm = Jülich, Museum Zitadelle Stadtgeschichtliches Museum juelich.de

#### K
- (D-Ka, siehe Kdma)
- (D-Kar, siehe KA)
- (D-Kbärenreiter, siehe Kbv)
- D-Kbv = Kassel, Bärenreiter-Verlag, Bibliothek
- D-Kdk = Kassel, Gesellschaft zur wissenschaftlichen Edition des Deutschen Kirchenlieds e. V.
- D-Kdma = Kassel, Deutsches Musikgeschichtliches Archiv
- D-Kk, siehe Km
- D-Kl = Kassel, Landesbibliothek und Murhardsche Bibliothek der Stadt Kassel
- D-Kla = Kassel, Landeskirchenamt der Evangelischen Kirche von Kurhessen und Waldeck, Bibliothek
- D-Km = Kassel, Musikakademie, Bibliothek
- (D-Ks, siehe Ksp)
- D-Ksp = Kassel, Spohr Museum und Archiv
- D-KA = Karlsruhe, Badische Landesbibliothek, Musikabteilung
- D-KAdraheim = Karlsruhe, Privatbibliothek Joachim Draheim
- D-KAg = Karlsruhe, Generallandesarchiv Karlsruhe
- D-KAl = Karlsruhe, Landeskirchliches Archiv
- D-KAmri = Karlsruhe, Max-Reger-Institut/Elsa-Reger-Stiftung
- D-KAo = Karlsruhe, Evangelischer Oberkirchenrat, Bibliothek
- D-KAsa = Karlsruhe, Stadtarchiv Karlsruhe
- D-KAsp = Karlsruhe, Pfarramt St. Peter
- D-KAt = Karlsruhe, Bibliothek der Technischen Hochschule
- D-KAu = Karlsruhe, Universitätsbibliothek
- D-KAH = Kahla, Pfarramtsbibliothek
- D-KAHa = Kahla, Johann-Walther-Kantorei, Archiv
- D-KAL = Nettetal, Pfarrbibliothek Kaldenkirchen
- D-KAP = Kapellendorf, Pfarrarchiv
- D-KARj = Chemnitz, Stadtkirche St. Jacobi, Pfarrarchiv
- D-KARr = Chemnitz, Stadtarchiv
- D-KARs = Chemnitz, Stadtbibliothek
- D-KAWp = Kannawurf, Pfarrarchiv
- D-KAY = Kayna, Pfarrarchiv
- D-KBa = Koblenz, Staatsarchiv
- D-KBg = Koblenz, Görres-Gymnasium
- D-KBrlb = Koblenz, Rheinische Landesbibliothek
- D-KBs = Koblenz, Stadtbibliothek
- D-KBD = Schloss Kleinbardorf, Katholische Pfarrei (Dpt. in: D-WÜd)
- D-KBD/KES, siehe KBD
- D-KBD/KES, siehe KES
- D-KBEk = Koblenz, Provinzialat der Kapuziner
- D-KEsm = Kerpen, Katholische Pfarrei St. Martin
- D-KEsmk = Kerpen, Sindorf, Katholische Pfarrei St. Maria Königin
- D-KEI = Keilhau, Staatliche Förderschule für Sprachbehinderte „Friedrich Fröbel“
- D-KEL = Kerspleben, Evangelisch-lutherisches Pfarramt, Pfarrarchiv
- D-KES = Kleineibstadt, Katholische Pfarrei (Dpt. in: D-WÜd)
- D-KFj = Kaufbeuren, Jesuitenbibliothek im Stadtpfarramt St. Martin
- D-KFm = Kaufbeuren, Stadtpfarrkirche St. Martin
- D-KFp = Kaufbeuren, Archiv der Ev. Dreifaltigkeitskirche
- D-KFs = Kaufbeuren, Stadtarchiv
- D-KHp = Königheim, Pfarrarchiv
- D-KHÄp = Klosterhäseler, Pfarrarchiv
- (D-KIi, siehe KImi)
- D-KIl = Kiel, Schleswig-Holsteinische Landesbibliothek
- D-KImi = Kiel, Musikwissenschaftliches Institut der Christian-Albrechts-Universität
- D-KIpth = Kiel, Seminar für Praktische Theologie
- D-KIu = Universitätsbibliothek Kiel
- D-KIN = Kindelbrück, Evangelisch-lutherisches Pfarramt, Pfarrarchiv
- D-KIRp = Kirchhasel, Pfarrarchiv
- D-KIT = Kirchheim unter Teck, Stadtarchiv
- D-KKL = Kleinkahl, Katholische Pfarrei (Dpt. in: D-WÜd)
- D-KLengel = Kusel, Privatsammlung Paul Engel
- D-KLNp = Kleinneuhausen, Pfarrarchiv
- D-KMk = Kamenz, Evangelisch-lutherische Hauptkirche, Bibliothek
- D-KMl = Kamenz, Lessingmuseum
- D-KMr = Kamenz, Ratsbibliothek (In: D-KMs)
- D-KMs, siehe KMr
- D-KMs = Kamenz, Stadtarchiv
- D-KNa = Köln, Historisches Archiv der Stadt
- D-KNd = Köln, Erzbischöfliche Diözesan- und Dombibliothek
- D-KNda = Köln, Archiv der Erzdiözese, St. Kunibert
- D-KNdt = Köln, Deutsches Tanzarchiv
- D-KNh = Köln, Staatliche Hochschule für Musik, Bibliothek
- D-KNhi = Köln, Joseph-Haydn-Institut
- D-KNm, siehe KNmi
- D-KNm = Köln, Stadtbücherei – Zentralbibliothek, Abteilung Musikbibliothek
- D-KNm, siehe KNmi
- D-KNmi = Köln, Musikwissenschaftliches Institut der Universität
- D-KNs = Köln, Kölnisches Stadtmuseum
- D-KNsy = Köln, Evangelisches Synodalarchiv
- D-KNth = Köln, Theaterwissenschaftliche Sammlung der Universität
- D-KNu = Köln, Universitäts- und Stadtbibliothek
- D-KNwdr = Köln, Westdeutscher Rundfunk, Musik- und Notenarchiv
- D-KNHpa = Kirchhasel (Hünfeld), Pfarrarchiv
- D-KÖ = Köthen, Historisches Museum und Bachgedenkstätte
- (D-KÖ, KÖa)
- D-KÖa = Köthen, Stadtarchiv
- D-KÖDp = Kölleda, Pfarrarchiv
- D-KÖFl = Köfering, Gräflich Lerchenfeldische Schloßbibliothek
- D-KOL = Kollenbey, Pfarrarchiv (In: D-SCHPp)
- D-KOPp = Kopitzsch, Pfarrarchiv
- D-KPk = Kempten, Evangelisch-lutherisches Pfarramt St. Mang, Kirchenbibliothek
- D-KPs = Kempten, Stadtbibliothek
- D-KPsl = Basilika St. Lorenz, Musikarchiv
- D-KR = Kleinröhrsdorf, Pfarrkirchenbibliothek
- D-KRA = Kranichfeld, Pfarrarchiv
- D-KRBv = Krumbach (Schwaben), Archiv für Volksmusik in Schwaben des Bayerischen Landesvereins für Heimatpflege e. V. krumbach.de
- D-KREm = Krefeld, Stadtbücherei, Musikbücherei
- D-KRH = Krautheim bei Weimar, Pfarrarchiv
- D-KRSp = Crossen an der Elster, Pfarrarchiv
- D-KSH = Kaltensundheim, Pfarrarchiv
- D-KT = Klingenthal, Kirchenbibliothek
- D-KU = Kulmbach, Stadtarchiv, Bibliothek
- D-KWsr = Königswinter, Katholische Pfarrei St. Remigius
- D-KZa = Konstanz, Stadtarchiv
- D-KZr = Konstanz, Rosgartenmuseum, Bibliothek
- D-KZs = Konstanz, Städtische Wessenberg-Bibliothek

#### L
- (D-L, siehe LEu)
- D-Lk = Lüneburg, Kloster Lüne, Bibliothek
- D-Lr = Lüneburg, Ratsbücherei und Stadtarchiv der Stadt Lüneburg, Musikabteilung
- D-LA = Landshut, Historischer Verein für Niederbayern, Bibliothek
- D-LAm = Landshut, Kollegiatstift St. Martin
- D-LAs = Landshut, Cistercienserinnen-Abtei Seligenthal seligenthal.de
- D-LANkrumbach = Landau in der Pfalz, Privatbibliothek Wilhelm Krumbach
- D-LASTcv = Landstuhl, Cäcilienverein
- D-LAU = Laubach, Gräflich Solms-Laubach’sche Bibliothek
- D-LAW = Langewiesen, Evangelisch-lutherisches Pfarramt, Pfarrarchiv
- D-LB = Langenburg, Fürstlich Hohenlohe-Langenburg’sche Schloßbibliothek (Dpt. in: D-NEhz)
- D-LBd = Langenburg Evangelisches Dekanatamt
- D-LCH = Lich, Fürstlich Solms-Lich’sche Bibliothek
- D-LDm = Lauingen an der Donau, Pfarrei St. Martin pfarrei-lauingen.de
- D-LDB = Landsberg am Lech, Stadtpfarrkirche
- D-LDBsa = Landsberg am Lech, Stadtarchiv
- D-LDBsm = Landsberg am Lech, Neues Stadtmuseum
- D-LDN = Landau an der Isar, Pfarrkirchenstiftung St. Maria (Dpt. in: D-Po)
- (D-Leam, siehe Lemh)
- D-LEb = Leipzig, Bach-Archiv bach-leipzig.de
- (D-LEba, siehe LEb)
- D-LEbh = Leipzig, Breitkopf & Härtel, Verlagsarchiv
- D-LEdb = Leipzig, Deutsche Bibliothek, Deutsche Bücherei
- D-LEg = Leipzig, Gewandhaus zu Leipzig, Archiv gewandhaus.de
- D-LEims = Leipzig, Internationale Mendelssohn-Stiftung e. V. mendelssohn-stiftung.de
- D-LEm = Leipzig, Städtische Bibliotheken, Musikbibliothek leipzig.de
- D-LEmh = Leipzig, Hochschule für Musik, Bibliothek
- D-LEmi = Leipzig, Universität, Zweigbibliothek Musikwissenschaft und Musikpädagogik ub.uni-leipzig.de (In: D-LEu)
- D-LEsa = Leipzig, Stadtarchiv leipzig.de
- D-LEsch = Leipzig, Schauspielhaus
- D-LEsm = Leipzig, Stadtgeschichtliches Museum stadtgeschichtliches-museum-leipzig.de
- D-LEst = Leipzig, Stadtbibliothek leipzig.de (In: D-LEu and D LEm)
- D-LEsta = Leipzig, Sächsisches Staatsarchiv, Staatsarchiv Leipzig
- D-LEt = Leipzig, Thomanerchor, Bibliothek (In: D-LEb)
- D-LEtz = Leipzig, Tanzarchiv Leipzig e. V. tanzarchiv-leipzig.de
- D-LEu = Leipzig, Universitätsbibliothek, „Bibliotheca Albertina“ ub.uni-leipzig.de
- D-LEI = Leisnig, Evangelisch-lutherische Kirchengemeinde St. Matthäi, Kantoreiarchiv
- D-LEIL = Leislau, Pfarrarchiv
- D-LEM = Lemgo, Archiv der Alten Hansestadt Lemgo stadtarchiv-lemgo.de
- D-LENp = Leina bei Gotha, Pfarrarchiv
- D-LEU = Leubingen, Pfarrarchiv
- D-LFN = Laufen an der Salzach, Stiftsarchiv Laufen, Bibliothek
- D-LGDp = Langendorf bei Weißenfels, Pfarrarchiv
- D-LH = Langenhain bei Gotha, Pfarrarchiv
- D-LHD = Langhennersdorf, Pfarrarchiv
- D-LI = Lindau, Stadtbibliothek
- D-LImh = Lindau, Pfarrkirche Maria Himmelfahrt
- D-LIs = Lindau, Stadtarchiv
- D-LIEST = Liebstedt, Pfarrarchiv
- D-LIM = Eltmann, Pfarrkirche Maria Limbach
- D-LIR = Liebenrode, Pfarrarchiv
- D-LIT = Baden-Baden, Bibliothek des Zisterzienserinnenklosters Lichtenthal
- (D-LK, siehe LUC)
- D-LL = Langula, Pfarrarchiv
- D-LM = Kaisheim, Schloßbibliothek Freiherr von Tucher
- D-LO = Rehburg-Loccum, Klosterbibliothek
- D-LOB = Bad Lobenstein, Pfarrarchiv
- D-LÖ = Lößnitz, Pfarrarchiv
- D-LÖD = Lödla, Pfarrarchiv Oberlödla
- D-LOR = Langenorla, Pfarrarchiv
- D-LOSp = Lossa bei Naumburg an der Saale, Pfarrarchiv
- D-LR = Lahr, Lehrerbibliothek des Scheffel-Gymnasiums
- D-LST = Lichtenstein, Stadtkirche St. Laurentius, Kantoreiarchiv
- D-LUC = Luckau, Stadtkirche St. Nikolai, Kantoreibibliothek
- D-LÜbi = Lübeck, Brahms-Institut in der Musikhochschule
- D-LÜd = Lübeck, Distler Archiv (In: D-LÜh)
- D-LÜh = Lübeck, Bibliothek der Hansestadt Lübeck, Musikabteilung luebeck.de
- D-LÜmh = Lübeck, Musikhochschule, Bibliothek
- D-LÜmk = Lübeck, Museum für Kunst und Kulturgeschichte der Hansestadt Lübeck
- (D-LÜDa, siehe D-LÜDameln)
- D-LÜDameln = Lüdenscheid, Privatbibliothek Konrad Ameln (In: D-Au)
- D-LÜNsm, Lünen, Pfarrarchiv St. Maria
- D-LÜTZ = Lützen, Pfarrarchiv
- D-LWHm = Ludwigshafen am Rhein, Stadtbibliothek, Musikbibliothek
- D-LZp = Langenzenn, Evangelisches Pfarramt Langenzenn kirche-langenzenn.de

#### M
- D-Ma = München, Franziskanerkloster St. Anna, Bibliothek
- D-Mb = München, Benediktinerabtei St. Bonifaz, Bibliothek
- D-Mbm = München, Bibliothek des Metropolitankapitels
- D-Mbn = München, Bayerisches Nationalmuseum, Bibliothek
- D-Mbs = München, Bayerische Staatsbibliothek, Musikabteilung bsb-muenchen.de
- D-Mbvs = München, Bayerische Verwaltung der staatlichen Schlösser, Gärten und Seen schloesser.bayern.de
- D-Mcg = Bibliotheca Collegii Georgiani Monacensis
- D-Mdm = München, Deutsches Museum, Bibliothek (web)
- D-Mf = München, Frauenkirche (Dpt. in: D-FS)
- (D-Mf, siehe Ma)
- D-Mgh =  München, G. Henle Verlag, Verlagsarchiv
- D-Mh = München, Staatliche Hochschule für Musik, Bibliothek
- D-Mhsa = München, Bayerisches Hauptstaatsarchiv
- D-Mk = München, Theatinerkirche St. Kajetan
- D-Mkg = München, Bibliothek des Zentralinstituts für Kunstgeschichte
- D-Ml = München, Evangelisch-lutherisches Landeskirchenamt
- D-Mlk = München, Evangelisch-lutherischer Oberkirchenrat, Bibliothek
- D-Mm, siehe Mmb
- D-Mm = München, Bibliothek der St. Michaelskirche (In: D-Mbs)
- D-Mmb = München, Städtische Musikbibliothek muenchner-stadtbibliothek.de
- D-Mms = München, Musikwissenschaftliches Seminar der Universität
- D-Mo = München, Opernarchiv
- (D-Ms, siehe Mst)
- D-Ms, siehe Mbs
- D-Msa = München, Staatsarchiv München
- D-Msl = München, Süddeutsche Lehrerbücherei
- D-Msp = München, Kath. Stadtpfarramt St. Peter, Musikbibliothek
- D-Mst = München, Stadtbibliothek
- D-Msta = München, Stadtarchiv
- D-Mt = München, Universitätsbibliothek der Technischen Universität München
- D-Mth = München, Theatermuseum, Bibliothek
- D-Mu = München, Universitätsbibliothek
- (D-Mü, siehe Mbs)
- D-Mwg = München, Wilhelms-Gymnasium, Lehrerbibliothek
- D-MAk = Magdeburg, Kulturhistorisches Museum, Klosterbibliothek Unser Lieben Frauen
- D-MAkmb = Magdeburg, Kirchenmusikalische Bücherei im Evangelischen Konsistorium Magdeburg
- D-MAkon = Magdeburg, Konsistorialbibliothek im Evangelischen Konsistorium Magdeburg
- D-MAl = Magdeburg, Landeshauptarchiv Sachsen-Anhalt (In: D-WERa)
- (D-MAla, siehe Mal)
- D-MAs = Magdeburg, Stadtbibliothek Wilhelm Weitling, Musikabteilung
- D-MAt = Magdeburg, Zentrum für Telemann-Pflege und -Forschung im Kulturamt der Landeshauptstadt Magdeburg telemann.magdeburg.de
- D-MABm = Mackenbach, Westpfälzer Musikantenmuseum Mackenbach
- D-MAS = Maria Steinbach, Pfarr- und Wallfahrtskirche Maria Steinbach maria-steinbach.de
- D-MB = Marbach am Neckar, Schiller-Nationalmuseum, Deutsches Literaturarchiv, Musikaliensammlung
- D-MBG = Miltenberg, Franziskanerkloster, Bibliothek
- D-MBGk = Miltenberg, Katholische Pfarrei (Dpt. in: D-WÜd)
- D-MBHk = Mürsbach, Katholische Pfarrei (Dpt. in: D-WÜd)
- D-MCH = Abtei Maria Laach, Benediktinerabtei, Bibliothek
- D-ME = Meißen, Stadt- und Kreisbibliothek
- D-MEa = Meißen, Stadtarchiv
- D-MEm = Meißen, Stadtmuseum
- D-MEDcordes = Medebach, Privatbibliothek Pfarrer Cordes
- (D-MEDp, siehe MEDcordes)
- D-MEIk = Meiningen, Bibliothek der Evangelisch-lutherischen Kirchengemeinde
- (D-MEIk(sch), siehe MEIk)
- (D-MEIk(st), siehe MEIk)
- D-MEIl = Meiningen, Thüringisches Staatsarchiv
- D-MEIo = Meiningen, Opernarchiv (In: D-MEIr)
- D-MEIr = Meiningen, Staatliche Museen, Abteilung Musikgeschichte, Max-Reger-Archiv meiningermuseen-thueringen.de
- D-MEIsk = Meiningen, Schloßkirche
- D-MEL = Meldorf, Jochimsche Bibliothek, Dithmarscher Landesmuseum
- D-MERa = Merseburg, Domstift Merseburg, Stiftsarchiv
- D-MERr = Merseburg, Regierungsbibliothek
- D-MERs = Merseburg, Stadt- und Kreisbibliothek
- D-MERsm = Merseburg, Schloßmuseum
- D-MERz = Merseburg, Zentrales Staatsarchiv, Historische Abteilung II (In: D-Bga)
- D-MEUp = Meuro, Pfarrarchiv
- D-MFL = Münstereifel, St.-Michael-Gymnasium, Bibliothek
- D-MG = Marburg, Westdeutsche Bibliothek (In: D-B)
- D-MGbusse = Marburg, Privatbibliothek Eckart Busse
- D-MGhi = Marburg, Johann-Gottfried-Herder-Institut
- D-MGmi = Marburg, Musikwissenschaftliches Institut der Philipps-Universität, Abteilung Hessisches Musikarchiv
- D-MGpth = Marburg, Seminar für Praktische Theologie im Fachbereich Evangelische Theologie
- D-MGr = Marburg, Religionskundliche Sammlung der Universität
- D-MGs = Marburg, Staatsarchiv und Archivschule
- D-Mgu = Marburg, Philipps-Universität, Universitätsbibliothek
- D-MGB = Mönchengladbach, Bibliothek Wissenschaft und Weisheit, Johannes-Duns-Skotus-Akademie der Kölnischen Ordens-Provinz der Franziskaner
- D-MGBm = Mönchengladbach, Stadtbibliothek – Zentralbibliothek, Musikbücherei
- D-MGHj = Bad Mergentheim, Archiv der Johanneskirche
- D-MH = Mannheim, Wissenschaftliche Stadtbibliothek
- D-MHh = Mannheim, Staatliche Hochschule für Musik Heidelberg-Mannheim
- D-MHjk = Mannheim, Jesuitenkirche, Katholisches Pfarramt, Obere Pfarrei
- D-MHrm = Mannheim, Städtisches Reiß-Museum
- D-MHst = Mannheim, Stadtbücherei, Musikbücherei
- D-MHu = Mannheim, Universitätsbibliothek
- D-MHF = Marktheidenfeld, Katholische Pfarrei
- D-MHR = Mülheim an der Ruhr, Stadtbibliothek
- D-MI = Michelstadt, Evangelisches Pfarramt West, Kirchenbibliothek
- D-MIED = Mielendorf bei Schleiz, Pfarrarchiv
- D-MITk = Mittelsaida, Evangelisch-lutherisches Pfarramt, Kirchenbibliothek
- D-MK = Markneukirchen, Musikinstrumentenmuseum
- (D-ML, siehe LIM)
- (D-ML, siehe MCH)
- (D-MLHa, siehe MLHb)
- D-MLHb = Mühlhausen, Blasiuskirche, Pfarrarchiv Divi Blasii (Dpt. in: D-MLHm)
- D-MLHe = Mühlhausen, Ephoralarchiv
- D-MLHm = Mühlhausen, Marienkirche muehlhausen.de
- D-MLHr = Mühlhausen, Stadtarchiv
- D-MMa = Memmingen, Stadtarchiv stadtarchiv.memmingen.de
- D-MMm = Memmingen, Evangelisch-lutherisches Pfarramt St. Martin, Bibliothek
- D-MMs = Memmingen, Stadtbibliothek
- D-MN = Mücheln, Bibliothek des Pfarramts St. Jakobi
- D-MNS = Münnerstadt, Katholische Pfarrei (Dpt. in: D-WÜd)
- D-MÖ = Mölln, Evangelisch-lutherische Kirchengemeinde St. Nikolai, Bibliothek
- D-MÖB = Mölbis bei Borna, Pfarrarchiv
- D-MÖCH = Möhrenbach, Pfarrarchiv
- D-MÖR = Mörsdorf bei Stadtroda, Pfarrarchiv
- D-MÖSCH = Möschlitz, Pfarrarchiv
- D-MONST = Monstab, Pfarrarchiv
- D-MOSp = Mosbach, Pfarrbibliothek
- D-MR = Marienberg, Kirchenbibliothek
- D-MRS = Mellrichstadt, Katholische Pfarrei (Dpt. in: D-WÜd)
- (D-MS, siehe MITk)
- D-MS = Schwarzach am Main, Abtei Münsterschwarzach, Musikbibliothek abtei-muensterschwarzach.de
- (D-MS, siehe MITk)
- (D-MSCH, siehe MS)
- D-MT = Metten, Abtei Metten, Bibliothek kloster-metten.de
- D-MÜd = Münster, Bischöfliches Diözesanarchiv
- (D-MÜm, siehe MÜms)
- D-MÜms = Münster, Musikwissenschaftliches Seminar der Westfälischen Wilhelms-Universität (In: D-MÜu)
- D-MÜp = Münster, Diözesanbibliothek dioezesanbibliothek-muenster.de
- (D-MÜp, siehe MÜs)
- (D-MÜps, siehe Müp)
- D-MÜrt = Münster, Seminar für reformierte Theologie
- D-MÜs = Münster, Santini-Bibliothek (In: D-MÜp)
- (D-MÜs, siehe MÜp)
- D-MÜsa = Münster, Staatsarchiv
- D-MÜsb = Münster, Stadtbücherei, Musikabteilung
- D-MÜsta = Münster, Stadtarchiv muenster.de
- D-MÜu = Münster, Universitäts- und Landesbibliothek ulb.uni-muenster.de
- D-MÜwl = Münster, Westfälisches Landesmuseum für Kunst und Kulturgeschichte lwl.org
- D-MÜG = Mügeln, Evangelisch-lutherisches Pfarramt St. Johannis, Kantoreiarchiv
- D-MW = Mittweida, Evangelisch-lutherische Kirchgemeinde der Stadtkirche, Kirchenbibliothek
- D-MWR = Marktleugast, Franziskanerkloster Marienweiher 3, Bibliothek
- D-MY = Mylau, Kirchenbibliothek
- D-MZ, siehe MZsa
- D-MZ, siehe MZs
- D-MZa = Mainz, Staatsarchiv (existiert nicht)
- D-MZagf, siehe MZgba
- D-MZas = Mainz, Öffentliche Bücherei Anna Seghers, Musikbibliothek mainz.de
- D-MZb = Mainz, Bischöfliches Dom- und Diözesanmuseum dommuseum-mainz.de
- D-MZd = Mainz, Mainzer-Domchor-Archiv mainzer-domchor.de
- D-MZfederhofer = Mainz, Privatbibliothek Hellmut Federhofer
- D-MZgba = Mainz, Gesangbucharchiv des Deutschen Instituts und des Interdisziplinären Arbeitskreises Gesangbuchforschung, Johannes Gutenberg-Universität Mainz germanistik.uni-mainz.de
- D-MZgm = Mainz, Gutenberg-Museum mit Gutenberg-Bibliothek bibliothek.gutenberg.de
- D-MZgo, siehe MZgottron
- D-MZgottron = Mainz, Privatbibliothek Prälat Adam Gottron (In: D-MZmi)
- (D-MZi, siehe MZmi)
- D-MZl = Mainz, Archiv der Mainzer Liedertafel mainzersingakademie.de (In: D-MZmi)
- D-MZmi = Mainz, Musikwissenschaftliches Institut der Johannes-Gutenberg-Universität musikwissenschaft.uni-mainz.de
- D-MZp = Mainz, Martinus-Bibliothek, Wissenschaftliche Diözesanbibliothek im Priesterseminar Mainz kath.de
- D-MZs = Mainz, Stadtbibliothek mainz.de/kultur/biblio
- D-MZsa = Mainz, Stadtarchiv mainz.de
- D-MZsch = Mainz, Musikverlag B. Schott’s Söhne, Verlagsarchiv schott-music.com
- D-MZschneider = Mainz, Privatbibliothek Herbert Schneider
- D-MZu = Mainz, Johannes-Gutenberg-Universität, Universitätsbibliothek, Musikabteilung
- D-MZGp = Metzingen, Pfarrbibliothek

#### N
- D-Ngm = Nürnberg, Germanisches Nationalmuseum, Bibliothek
- D-Nla = Nürnberg, Bibliothek beim Landeskirchlichen Archiv
- D-Nm = Nürnberg, Zentralbibliothek des Melanchthon-Gymnasiums
- D-Nsa = Nürnberg, Staatsarchiv
- D-Nst = Nürnberg, Stadtbibliothek
- D-NA = Neustadt an der Orla, Evangelisch-lutherische Kirchgemeinde, Pfarrarchiv
- D-NASvonhuyn = Neukirchen am Simssee, Privatsammlung Hans Graf von Huyn
- D-NATk = Niederaltaich, Benediktinerabtei St. Mauritius abtei-niederaltaich.de
- (D-NAUa, siehe NAUs)
- D-NAUd = Naumburg an der Saale, Domstiftsbibliothek, Archiv und Bibliothek
- D-NAUe = Naumburg an der Saale, Ephoralbibliothek
- D-NAUk = Naumburg an der Saale, Kirchliche Hochschule, Bibliothek (In: D-EFu)
- D-NAUs = Naumburg an der Saale, Stadtarchiv
- D-NAUw = Naumburg an der Saale, St. Wenzel, Bibliothek
- (D-NB, siehe NBsb)
- D-NBhv = Neuburg an der Donau, Bibliothek des Historischen Vereins und Heimatvereins
- (D-NBs, siehe NBss)
- D-NBsa = Neuburg an der Donau, Staatsarchiv
- D-NBsb = Neuburg an der Donau, Staatliche Bibliothek
- D-NBss = Neuburg an der Donau, Studienseminar, Bibliothek studienseminar-neuburg.de
- D-NBB = Neubrandenburg, Regionalbibliothek, Musikbibliothek
- D-ND = Neudorf, Kantoreiarchiv
- D-NDD = Neudietendorf, Evangelische Brüdergemeine, Archiv (In: D-HER)
- D-NDDp = Neudietendorf, Evangelisch-lutherische Kirchengemeinde, Pfarrarchiv
- D-NDSp = Neidschütz, Evangelisch-lutherisches Pfarramt, Pfarrarchiv
- (D-NE, siehe NEhz)
- D-NEhz = Neuenstein, Hohenlohe-Zentralarchiv, Landesarchiv Baden-Württemberg landesarchiv-bw.de
- (D-NEprivat, siehe NEschumm)
- D-NEschumm = Neuenstein, Privatbibliothek Karl Schumm
- D-NEN = Nennsdorf, Evangelisch-lutherische Kirchgemeinde, Archiv
- D-NERk = Neuenrade, Kirchenbibliothek
- D-NERp = Neuenrade, Pfarrarchiv
- D-NEU = Neukirch, Evangelisch-lutherisches Pfarramt, Pfarrarchiv
- D-NEUW = Neuwied, Evangelische Brüdergemeine, Archiv bruedergemeine-neuwied.de
- D-NGR = Niedergrunstedt, Pfarrarchiv
- D-NH = Neresheim, Bibliothek der Benediktinerabtei
- D-NHFp = Neunhofen, Pfarrarchiv
- D-NIw = Nieheim, Weberhaus
- D-NIDmöckel = Nidderau-Eichen, Privatsammlung Dieter Möckel
- D-NIDprivat, siehe NIDmöckel
- D-NKf = Neukirchen beim Heiligen Blut, Franziskanerkloster, Bibliothek neukirchen-online.de
- D-NKWpa = Nerkewitz, Evangelisch-lutherisches Pfarramt, Pfarrarchiv
- D-NL = Nördlingen, Stadtarchiv, Stadtbibliothek und Volksbücherei
- D-NLk = Nördlingen, Evangelisch-lutherisches Pfarramt St. Georg, Musikarchiv
- (D-Nlprivat, siehe NLvoges)
- (D-NLs, siehe NL)
- D-NLvoges = Nördlingen, Privatbibliothek D. H. Voges
- D-NM = Neumünster, Schleswig-Holsteinische Musiksammlung der Stadt Neumünster (In: D-KIl)
- D-NMs = Neumünster, Stadtbücherei, Musik- und Notensammlung
- D-NNFw = Nürnberg, Freiherrliche Welser’sche Familienstiftung, Schloss Neunhof
- D-NO = Nordhausen, Wilhelm-von-Humboldt-Gymnasium, Bibliothek
- D-NOk = Nordhausen, St. Blasii, Kirchenarchiv
- D-NOm = Nordhausen, Meyenburg-Museum
- D-NOHp = Nohra bei Weimar, Pfarrarchiv
- D-NROL = Niederroßla, Pfarrarchiv
- D-NS = Neustadt an der Aisch, Evangelische Kirchenbibliothek
- D-NSg = Neustadt an der Aisch, Gymnasialbibliothek Neustadt an der Aisch (In: D-ERu)
- D-NSY = Niedersynderstedt, Pfarrarchiv
- D-NT = Neumarkt-Sankt Veit, Pfarrkirche
- D-NTRE = Niedertrebra, Evangelisch-lutherische Kirchgemeinde, Pfarrarchiv
- D-NW = Neustadt an der Weinstraße, Heimatmuseum
- D-NWbest = Neustadt an der Weinstraße, Privatsammlung Gudrun Best
- D-NWsm = Neustadt an der Weinstraße, Pfarrgemeinde St. Marien
- D-NZfg = Neckarzimmern, Bibliothek des Freiherrn von Gemmingen-Hornberg auf Burg Hornberg burg-hornberg.de

#### O
- D-OB = Ottobeuren, Benediktiner-Abtei, Bibliothek abtei-ottobeuren.de
- (D-OBa, siehe OB)
- D-OBk = Ottobeuren, Bibliothek der Stiftskirche
- D-OBB, siehe BR
- D-OBHm = Oberhausen, Stadtbücherei, Musikbibliothek
- D-OBS = Gessertshausen, Abtei
- D-OEB = Oberelsbach, Katholische Pfarrei (Dpt. in: D-WÜd)
- D-OEL = Oberellen, Pfarrarchiv
- D-OF = Offenbach am Main, Verlagsarchiv André musik-andre.de
- D-OFm = Offenbach am Main, Stadtbücherei, Musikbücherei stadtbuecherei.offenbach.de
- D-OH = Frankenhain, Evangelisch-lutherisches Pfarramt, Pfarrarchiv Oberfrankenhain
- D-OHEp = Oberheldrungen, Evangelisch-lutherisches Pfarramt, Pfarrarchiv
- D-OHR = Ohrdruf, St. Michaelis, Kirchenbibliothek
- D-OLl = Oldenburg, Landesbibliothek lb-oldenburg.de
- D-OLns = Oldenburg, Niedersächsisches Staatsarchiv
- D-OLBp = Olbersleben, Pfarrarchiv
- D-OLH = Olbernhau, Evangelisch-lutherisches Pfarramt, Pfarrarchiv
- D-OMS = Oßmannstedt, Evangelisch-lutherische Kirchgemeinde, Pfarrarchiv
- D-OPF = Oberpleichfeld, Katholische Pfarrei (Dpt. in: D-WÜd)
- D-OR = Orlishausen, Evangelisch-lutherisches Pfarramt, Pfarrarchiv
- D-ORB = Oranienbaum, Landeshauptarchiv Sachsen-Anhalt, Außenstelle Oranienbaum
- (D-OS, siehe OSCHe)
- D-OS = Osnabrück, Archiv des Bischöflichen Generalvikars
- D-OS, siehe OSCHe
- D-OSa = Osnabrück, Niedersächsisches Staatsarchiv
- D-OSd = Osnabrück, Diözesanbibliothek
- D-OSm = Osnabrück, Städtisches Museum, Bibliothek
- D-OSmb = Osnabrück, Stadtbibliothek, Musikbibliothek
- D-OSr = Osnabrück, Ratsarchiv
- D-OSCHe = Oschatz, Evangelisch-lutherisches Pfarramt und Superintendentur, Ephoralbibliothek
- D-OW = Oberweid, Pfarrarchiv

#### P
- (D-Pd, siehe Po)
- D-Pd = Passau, Dom (In: D-Po)
- D-Pg = Passau, Gymnasialbibliothek
- D-Pk = Passau, Bischöfliche Bibliothek
- D-Po = Passau, Bistum, Archiv bistum-passau.de
- D-Ps = Passau, Staatliche Bibliothek
- D-Psta = Plauen, Stadtarchiv plauen.de
- D-Pu = Passau, Universitätsbibliothek ub.uni-passau.de
- D-PA = Paderborn, Erzbischöfliche Akademische Bibliothek (In: D-HRD)
- D-PAba = Paderborn, Erzbistumsarchiv, Domkapitel
- D-PAF = Pansfelde, Archiv der evangelischen Kirchengemeinde
- D-PAP = Papstdorf, Evangelisch-lutherische Kirchgemeinde, Pfarrarchiv
- D-PBG = Petersberg bei Eisenberg, Pfarrarchiv
- D-PD = Pillingsdorf, Pfarrarchiv
- (D-PE, siehe PEG)
- D-PE = Perleberg, Pfarrbibliothek
- D-PEG = Pegau, Kirchenbibliothek
- D-PI = Pirna, Stadtarchiv pirna.de
- D-PL = Plauen, Stadtkirche St. Johannis, Pfarrarchiv
- (D-PL, siehe PLst)
- D-PLmm = Plauen, Vogtlandmuseum
- D-PLst = Plauen, Vogtlandbibliothek, Musikbibliothek vogtlandbibliothek.de
- (D-PO, siehe POTs)
- D-PO = Pommersfelden, Graf von Schönbornsche Schloßbibliothek (heute Graf von Schönborn Schloßblibliothek)
- (D-POh, siehe POTh)
- D-PÖ = Pößneck, Kreiskirchenamt, Archiv
- D-PÖLp = Pödelist, Evangelisch-lutherisches Pfarramt, Pfarrarchiv
- D-PÖWp = Pötewitz, Pfarrarchiv
- D-POL = Polling, Katholisches Pfarramt de.rism.info (Projekt)
- D-POP = Poppenroth, Katholische Pfarrei (Dpt. in: D-WÜd)
- D-POS = Poserna, Pfarrarchiv
- (POT, siehe POTs)
- D-POTh = Potsdam, Fachhochschule Potsdam, Hochschulbibliothek fh-potsdam.de
- D-POTs = Potsdam, Stadt- und Landesbibliothek, Musikbibliothek
- D-PR = Pretzschendorf, Evangelisch-lutherisches Pfarramt, Pfarrarchiv
- D-PRE = Preetz, Prediger- und Studienseminar der Evangelisch-lutherischen Landeskirche Schleswig-Holsteins, Bibliothek
- D-PREk = Preetz, Bibliothek des Adeligen Klosters
- D-PSH = Pusselsheim, Katholische Pfarrei (Dpt. in: D-WÜd)
- D-PTp = Pretzsch an der Elbe, Evangelisch-Lutherisches Pfarramt, Pfarrarchiv
- D-PU = Pulsnitz, Kirchengemeinde zu St. Nikolai, Bibliothek
- D-PUm = Pulsnitz, Stadtmuseum pulsnitz.de
- D-PW = Pesterwitz, Kirchenbibliothek

#### Q
- D-Q = Quedlinburg, Stadt- und Kreisbibliothek (quedlinburg.de)
- D-Qbb = Quedlinburg, Stadtkirche St. Blasii-Benedikti
- (D-QU, siehe QUh)
- D-QUh = Querfurt, Museum Burg, Bibliothek
- D-QUk = Querfurt, Evangelisch-lutherische Stadtkirche

#### R
- D-Rbza = Regensburg, Bischöfliches Zentralarchiv (bistum-regensburg.de)
- D-Rgk = Regensburg, Evangelisch-lutherische Gesamtkirchengemeinde
- D-Rhk = Regensburg, Konvent der Dominikanerinnen Heilig Kreuz, Archiv
- D-Rim = Regensburg, Institut für Musikforschung (In: D-Ru)
- D-Rk = Regensburg, Bibliothek des Karmeliterklosters St. Joseph
- D-Rm = Regensburg, Stadtbücherei, Musikbibliothek
- D-Rp = Regensburg, Bischöfliche Zentralbibliothek, Proske-Musikbibliothek
- D-Rps = Regensburg, Bibliothek des Priesterseminars
- D-Rs = Regensburg, Staatliche Bibliothek
- D-Rsa = Regensburg, Stadtarchiv
- D-Rtt = Regensburg, Fürst Thurn und Taxis Hofbibliothek und Zentralbibliothek
- D-Ru = Regensburg, Universitätsbibliothek
- D-Rad = Ratzeburg, Domarchiv
- D-RAI = Rain am Lech, Gebrüder-Lachner-Museum (rain.de)
- D-RB = Rothenburg ob der Tauber, Stadtarchiv und Rats und Konsistorialbibliothek (rothenburg.de)
- D-RCB = Reichenbach im Vogtland, Stadtkirche St. Peter und Paul, Pfarramt
- (D-RCKb, siehe RCKbirkner)
- D-RCKbirkner = Reckingen, Privatbibliothek Günter Birkner
- D-RDH = Riedenheim, Katholische Pfarrei (Dpt. in: D-WÜd)
- D-RE = Schaftlach, Franziskanerinnen-Kloster
- D-REDp = Reisdorf, Pfarrarchiv
- D-REH = Rehestädt, Evangelisch-lutherisches Pfarramt, Pfarrarchiv
- D-REM = Remptendorf, Pfarrarchiv
- D-REU = Reuden an der Fuhne, Evangelisch-lutherisches Pfarramt, Pfarrarchiv
- D-RF = Rothenfels, Katholische Pfarrei (Dpt. in: D-WÜd)
- D-RH = Rheda, Fürst zu Bentheim-Tecklenburgische Musikbibliothek Rheda ulb.uni-muenster.de (Dpt. in: D-MÜu)
- D-RIE = Riesa, Heimatmuseum
- D-RL = Reutlingen, Stadtbibliothek, Musikbibliothek (Website)
- D-Rmmarr = Seevetal, Privatsammlung Pastor G. Marr, Probst a. D.
- (D-Rmprivat, siehe Rmmarr)
- D-ROm = Rostock, Bibliothek der Marienkirche (In: D-ROu)
- D-ROmi Rostock, Universitätsbibliothek, Fachbibliothek Musikwissenschaften
- D-ROs = Rostock, Stadtbibliothek, Musikabteilung
- D-ROu = Rostock, Universität Rostock, Universitätsbibliothek, Sondersammlungen uni-rostock.de
- D-ROC = Rochlitz, Staatlicher Schloßbetrieb Schloß Rochlitz
- D-RÖ = Röhrsdorf bei Meißen, Pfarrbibliothek
- D-RÖM = Römhild, Evangelisch-lutherisches Pfarramt, Pfarrarchiv
- D-ROL = Roßla, Archiv der Kirchengemeinde Roßla und des Kirchenkreises Stolberg
- D-ROST = Rothenstein, Evangelisch-lutherisches Pfarramt, Pfarrarchiv
- D-ROT = Rotenburg an der Wümme, Predigerseminar, Bibliothek
- D-ROTTd = Rottenburg am Neckar, Diözesanbibliothek
- D-ROTTp = Rottenburg am Neckar, Bischöfliches Priesterseminar (priesterseminar-rottenburg.de)
- D-RPD = Reupelsdorf, Katholische Pfarrei (Dpt. in: D-WÜd)
- D-RRs = Romrod, Stadtarchiv
- D-RSDm = Remscheid, Stadtbücherei, Musikbücherei
- D-RT = Rastatt, Bibliothek des Friedrich-Wilhelm-Gymnasiums
- (D-RU, siehe Rul)
- D-RUh = Rudolstadt, Hofkapellarchiv (In: D-RUl)
- (D-RUh(l), siehe RUl)
- (D-RUh(l), siehe RUh)
- D-RUk = Rudolstadt, Stadtkirche, Kirchenbibliothek
- D-RUkb = Rudolstadt, Stadtbibliothek (stadtbibliothek-rudolstadt.de)
- D-RUl = Rudolstadt, Thüringisches Staatsarchiv thueringen.de
- D-RUmh = Rudolstadt, Thüringer Landesmuseum Heidecksburg
- D-RUvm = Rudolstadt, Volkskundemuseum „Thüringer Bauernhäuser“
- D-RUDp = Rudersdorf bei Sömmerda, Pfarrarchiv
- D-RÜ = Rüdenhausen, Fürst Castell-Rüdenhausen, Bibliothek
- D-RUH = Ruhland, Evangelisch-lutherisches Pfarramt, Pfarrarchiv
- D-RVa = Ravensburg, Stadtarchiv ravensburg.de
- D-RZHgeeck = Rülzheim, Privatbesitz Familie Geeck

#### S
- (D-S, siehe Sl)
- D-Sa = Stuttgart, Stadtarchiv stuttgart.de
- D-Sba = Stuttgart, Internationale Bachakademie
- D-Seo = Stuttgart, Bibliothek und Archiv des Evangelischen Oberkirchenrats
- D-Sh = Stuttgart, Staatliche Hochschule für Musik und Darstellende Kunst, Bibliothek
- D-Sl = Stuttgart, Württembergische Landesbibliothek
- D-Sm = Stuttgart, Stadtbücherei, Musikbücherei
- D-Sschickling = Stuttgart, Privatsammlung Dieter Schickling
- (D-Stuttg, siehe Sl)
- D-SAh = Saalfeld an der Saale, Stadtmuseum Saalfeld im Franziskanerkloster museumimkloster.de
- D-SAp = Saalfeld an der Saale, Pfarrarchiv der Gertrudiskirche
- D-SAs = Saalfeld an der Saale, Archiv der Superintendentur
- D-SAschönheit = Saalfeld an der Saale, Privatbibliothek KMD Schönheit
- D-SAAm = Saarbrücken, Öffentliche Musikbücherei des Saarlandes
- D-SAAmi = Saarbrücken, Fachrichtung Musikwissenschaft der Universität des Saarlandes, Bibliothek phil.uni-sb.de
- D-SAAu = Saarbrücken, Universitätsbibliothek
- D-SAB = Saalburg-Ebersdorf, Evangelisch-lutherisches Pfarramt, Archiv
- D-SAHr = Salzhemmendorf, Lauenstein Rudorff-Archiv
- D-SAS = Saal an der Saale, Katholische Pfarrei (Dpt. in: D-WÜd)
- D-SAUp = Saubach, Evangelisch-lutherisches Pfarramt, Pfarrarchiv
- D-SBg = Straubing, Johannes-Turmair-Gymnasium, Bibliothek
- D-SBj = Straubing, Kirchenbibliothek St. Jakob (In: D-Rp)
- D-SBk = Straubing, Karmeliter-Kloster
- D-SBG = Siegburg, Benediktinerabtei Michaelsberg
- (D-SCH, siehe SCHhv)
- D-SCHhv = Schwäbisch Hall, Bibliothek des Historischen Vereins für Württembergisch Franken (In: D-SCHst)
- D-SCHm = Schwäbisch Hall, Archiv der St. Michaelskirche
- D-SCHr = Schwäbisch Hall, Ratsbibliothek im Stadtarchiv (In: D-SCHst)
- D-SCHst = Schwäbisch Hall, Stadt- und Hospitalarchiv schwaebischhall.de
- D-SCHÄ = Schäftlarn, Klosterbibliothek
- D-SCHBk = Schwarzenberg, Kantoreiarchiv St. Georgen
- D-SCHEY = Scheyern, Benediktinerabtei, Bibliothek
- D-SCHIF = Schillingsfürst, Schloßbibliothek
- D-SCHJp = Schöntal an der Jagst, Pfarrarchiv Winzenhofen
- D-SCHKp = Schkölen, Evangelisch-lutherisches Pfarramt, Pfarrarchiv
- D-SCHL = Schlöben, Pfarrarchiv
- D-SCHM = Schmölln, Stadtkirche St. Nicolaus, Archiv
- D-SCHMI = Schmiedeberg, Evangelisch-lutherisches Kirchgemeinde, Pfarrarchiv
- (D-SCHMT, siehe SCHMI)
- D-SCHN = Schnaitsee, Katholische Pfarrkirche (Dpt. in: D-FS)
- D-SCHNA = Weinstadt, Silcher-Museum des Schwäbischen Sängerbundes
- D-SCHNAU = Schönau vor dem Walde, Pfarrarchiv
- D-SCHÖ = Schönebeck, Kirchenbibliothek St. Johann, Schönebeck-Salzelmen
- D-SCHÖB = Lauf an der Pegnitz-Schönberg, Kirchenbibliothek Schönberg
- D-SCHOT = Schotten, Liebfrauenkirche
- D-SCHPp = Schkopau, Pfarrarchiv
- D-SCHRs = Schramberg, Stadtarchiv schramberg.de
- D-SCHW, siehe SCHWk
- D-SCHWherold = Schwabach, Sammlung Herold
- D-SCHWk = Schwabach, Kirchenbibliothek
- D-SCHWAn = Schwaigern, Archiv der Grafen und Herren von Neipperg
- D-SD = Springe, Kantorei St. Andreas, Chorbibliothek
- D-SDF = Schlehdorf, Katholisches Pfarramt St. Tertulin, Bibliothek
- D-SDOk = Schorndorf, Evangelische Kirchengemeinde, Musikbibliothek und Archiv schorndorf-evangelisch.de
- D-SEH = Seehausen, Evangelisches Pfarramt und Kirchenchor St. Petri, Bibliothek
- D-SETp = Seligenthal, Evangelisch-lutherisches Pfarramt, Pfarrarchiv
- D-SEU = Seubrigshausen, Katholische Pfarrei (Dpt. in: D-WÜd)
- D-SF = Schweinfurt, Kirchen- und Pfarrbibliothek des Evangelisch-lutherischen Pfarramts
- (D-SFo, siehe SF)
- (D-SFs, siehe SFsj)
- D-SFsj = Schweinfurt, Pfarramt St. Johannis, Sakristei-Bibliothek
- D-SFL = Steinfeld, Katholische Pfarrei (Dpt. in: D-WÜd)
- D-SG = Schleusingen, Gymnasium, Bibliothek (In: D-SGh)
- D-SGh = Schleusingen, Naturhistorisches Museum Schloß Bertholdsburg, Historische Gymnasialbibliothek
- D-SGH = Sangerhausen, Archiv der Superintendentur
- D-SGM = Schwäbisch Gmünd, Heilig-Kreuz-Münster schwaebisch-gmuend.de
- D-SHa = Sondershausen, Hofkapelle, Archiv (In: D-RUl)
- D-SHk = Sondershausen, Stadtkirche/Superintendentur, Bibliothek
- D-SHm = Sondershausen, Schloßmuseum
- D-SHs = Sondershausen, Stadt- und Kreisbibliothek „Johann Karl Wezel“ (In: D-SHm)
- (D-SHsk, siehe SHs)
- D-SI = Sigmaringen, Fürstlich Hohenzollernsche Hofbibliothek
- D-SIB Sankt Ingbert, Stadtbücherei, Musikbücherei
- D-SINs = Sindelfingen, Stadtbibliothek, Musikabteilung
- D-SLk = Salzwedel, Katharinenkirche, Kirchenbibliothek
- D-SLm = Salzwedel, Museen der Stadt Salzwedel, Johann-Friedrich-Danneil-Museum, Bibliothek
- D-SLmk = Salzwedel, Marienkirche, Bibliothek
- D-SLGm = Solingen, Stadtbücherei, Musikbücherei
- D-SLÜblankenburg = Schlüchtern, Privatbibliothek Walter Blankenburg (In: D-Au)
- D-SMR = Sommerach, Katholische Pfarrei (Dpt. in: D-WÜd)
- (D-SNd, siehe Sned)
- D-SNed = Schmalkalden, Evangelisches Dekanat, Bibliothek
- D-SNg = Schmalkalden, St. Georg, Turmbibliothek
- D-SNh = Schmalkalden, Heimatmuseum, Schloss Wilhelmsburg
- (D-SNm, siehe SNh)
- D-SO = Soest, Stadtarchiv und wissenschaftliche Stadtbibliothek
- D-SÖLp = Söllichau, Pfarrarchiv
- D-SÖNp = Fischbach bei Dahn, Pfarrbibliothek Schönau
- (D-SP, siehe SPlb)
- (D-SPl, siehe SPlk)
- D-SPlb = Speyer, Pfälzische Landesbibliothek, Musikabteilung plb.de
- D-SPlk = Speyer, Protestantischer Landeskirchenrat der Pfalz, Bibliothek
- D-SPlka = Speyer, Zentralarchiv der Evangelischen Kirche der Pfalz
- (D-SPlkb, siehe SPlk)
- D-SPp = Speyer, Bischöfliches Priesterseminar, Bibliothek
- D-SPF = Schulpforte, Landesschule Pforta, Archiv und Bibliothek
- D-SPH = Speinshart, Katholisches Pfarramt, Praemonstratenserabtei
- D-SPÖR = Spören, Pfarrarchiv
- D-SPT = St. Peter, Bibliothek des Priesterseminars
- D-SSa = Stralsund, Stadtarchiv, Bibliothek
- D-SSTp = Schönstedt, Evangelische Kirchengemeinde, Pfarrarchiv
- D-ST = Stade, Predigerbibliothek (In: D-ROT)
- D-STA = Stammheim, Katholische Pfarrei (Dpt. in: D-WÜd)
- (D-STB, siehe STR)
- D-STBp = Steinbach bei Bad Salzungen, Evangelisch-lutherisches Pfarramt, Pfarrarchiv
- D-STDp = Stadtroda, Evangelisch-lutherisches Pfarramt, Pfarrarchiv
- D-STEm = Stendal, Marienkirche, Schönbecksche Bibliothek
- D-STEmurschel = Stendal, Privatbibliothek Renate Murschel
- D-STH = Stadelhofen, Katholische Pfarrei (Dpt. in: D-WÜd)
- D-STI = Stadtilm, Evangelisch-lutherisches Pfarramt, Pfarrarchiv
- D-STLso = Stadtlohn, Pfarrarchiv St. Otger st-otger.de
- (D-STO, siehe STOm)
- D-STOm = Stolberg, Pfarramt St. Martini, Pfarrarchiv
- (D-STO(m), siehe STOm)
- D-STR = Stralsbach, Katholische Pfarrei (Dpt. in: D-WÜd)
- D-STTk = Stetten bei Gemünden am Main, Katholische Pfarrei (Dpt. in: D-WÜd)
- D-SUa = Sülzenbrücken, Evangelisch-lutherisches Pfarramt, Pfarrarchiv
- D-SÜN = Sünching, Schloß
- D-SUH = Suhl, Wissenschaftliche Allgemeinbibliothek, Musikabteilung
- D-SUHa = Suhl, Thüringisches Staatsarchiv Meiningen, Archivdepot Suhl
- D-SVp = Schloßvippach, Evangelisch-lutherisches Pfarramt, Pfarrarchiv
- (D-SW, siehe SWl)
- D-SWa = Schwerin, Mecklenburgisches Landeshauptarchiv
- D-SWl = Schwerin, Landesbibliothek Mecklenburg-Vorpommern, Musikaliensammlung lbmv.de
- D-SWs = Schwerin, Stadtbibliothek, Musikabteilung (In: D-SWl)
- D-SWsk = Schwerin, Evangelisch-lutherische Pfarre der Schloßkirche, Pfarrarchiv
- D-SWth = Schwerin, Mecklenburgisches Staatstheater, Bibliothek
- D-SWG = Schleswig, Landesmuseum Schleswig-Holstein, Bibliothek
- D-SWGa = Schleswig, Schleswig-Holsteinisches Landesarchiv
- D-SZ = Schleiz, Stadtkirche, Bibliothek

#### T
- D-T, siehe Tu
- D-Tes = Tübingen, Evangelisches Stift, Bibliothek
- D-Tl = Tübingen, Schwäbisches Landesmusikarchiv uni-tuebingen.de (In: D-Tmi)
- D-Tmi = Tübingen, Musikwissenschaftliches Institut der Eberhard-Karls-Universität
- D-Tsch, siehe Tl
- D-Tsk = Tübingen, Bibliothek der Stiftskirche
- D-Tu = Tübingen, Eberhard-Karls-Universität, Universitätsbibliothek
- D-Tud = Tübingen, Universitätsbibliothek Tübingen, Abteilung Depot der ehemals Preußischen Staatsbibliothek (In: D-B)
- D-Tw = Tübingen, Wilhelmstift, Bibliothek
- D-TAB = Tabarz, Evangelisch-lutherisches Pfarramt, Bibliothek
- D-TAMkollmannsperger = Tangermünde, Privatbibliothek Dietrich Kollmannsperger
- D-TAUT = Tautenburg, Evangelisch-lutherisches Pfarramt, Bibliothek
- D-TAUTD = Tautendorf (Thüringen), Evangelisch-lutherisches Pfarramt, Pfarrarchiv
- D-TBh = Trostberg, Heimatmuseum
- D-TBY = Thumby, Verband der evangelischen Kirchenchöre Schleswig-Holsteins
- D-TEG = Tegernsee, Pfarrkirche, Bibliothek
- D-TEGha = Tegernsee, Herzogliches Archiv
- D-TEI = Teisendorf, Katholisches Pfarramt, Pfarrbibliothek
- D-TEN = Bad Teinach-Zavelstein, Kirchenbibliothek
- D-TH = Themar, Evangelisch-lutherisches Pfarramt, Pfarrarchiv
- D-THA = Thamsbrück, Pfarrarchiv
- D-THU = Thurnau, Schloßbibliothek
- D-TIT = Tittmoning, Pfarrkirche (Dpt. in: D-FS)
- D-TLm = Thallichtenberg, Burg Lichtenberg, Musikantenland-Museum
- D-TO = Torgau, Evangelische Kirchengemeinde, Johann-Walter-Kantorei
- (D-TOek, siehe TO)
- D-TOo = Torgau, Archiv der erweiterten Oberschule (In: D-Dl)
- D-TOs = Torgau, Stadtarchiv
- D-TPp = Triptis, Evangelisch-lutherische Kirchgemeinde Triptis und Kopitzsch, Pfarrarchiv
- (D-TR, siehe TRs)
- D-TRb = Trier, Bistumsarchiv archiverlp.de
- D-TRm = Trier, Bibliothek der Benediktinerabtei St. Matthias
- D-TRp = Trier, Priesterseminar, Bibliothek
- D-TRs = Trier, Stadtbibliothek trier.de
- D-TRsb = Trier, Städtische Bücherei, Musikabteilung
- D-TRB = Trockenborn, Pfarrarchiv
- D-TROb = Trossingen, Bundesakademie für musikalische Jugendbildung, Bibliothek bundesakademie-trossingen.de
- D-TRZp = Trebitz (Bad Schmiedeberg), Evangelisches Pfarramt, Pfarrarchiv
- D-TUschneider = Tutzing, Privatbibliothek Hans Schneider
- D-TZ = Bad Tölz, Katholisches Pfarramt Maria Himmelfahrt (Dpt. in: D-FS)

#### U
- D-Ua = Ulm, Stadtarchiv stadtarchiv.ulm.de
- D-Us = Ulm, Stadtbibliothek stadtbibliothek.ulm.de
- D-Usch = Ulm, Von Schermar’sche Familienstiftung, Bibliothek
- (D-Usche, siehe Usch)
- D-UDa = Udestedt, Evangelisch-lutherisches Pfarramt, Archiv (In: D-Dl)
- D-Ü = Überlingen, Leopold-Sophien-Bibliothek
- D-UEB = Unterelsbach, Katholische Pfarrei (Dpt. in: D-WÜd)
- D-UEF = Untereßfeld, Katholische Pfarrei (Dpt. in: D-WÜd)
- D-ULOQ = Unterloquitz, Pfarrarchiv
- D-UPB = Unterpreppach, Katholische Pfarrei (Dpt. in: D-WÜd)
- D-URS = Ursberg, St. Josef-Kongregation, Orden der Franziskanerinnen
- D-USD = Usedom, Evangelisches Pfarramt
- D-Utp = Utenbach bei Apolda, Pfarrarchiv
- D-UWB = Unterwaldbehrungen, Katholische Pfarrei (Dpt. in: D-WÜd)

#### V
- D-V = Villingen-Schwenningen, Städtische Sammlungen
- D-VI = Viernau, Evangelisch-lutherisches Pfarramt, Pfarrarchiv
- D-VRhm = Vreden, Hamaland-Museum hamaland-museum.de
- D-VSs = Viersen, Stadtbibliothek, Musikabteilung

#### W
- D-W = Wolfenbüttel, Herzog August Bibliothek, Musikabteilung hab.de
- D-Wa = Wolfenbüttel, Niedersächsisches Staatsarchiv staatsarchive.niedersachsen.de
- (D-Ws, siehe Wa)
- D-WA = Waldheim, Stadtkirche St. Nikolai, Bibliothek
- D-WAB = Waldenburg, St. Bartholomäus, Kantoreiarchiv
- D-WAG = Waging, Katholisches Pfarramt
- D-WAH = Waltershausen, Evangelisch-lutherisches Pfarramt, Pfarrarchiv
- D-WAL, siehe WANpa
- D-WALp = Walddorf bei Tübingen, Pfarrbibliothek
- D-WALL = Geltendorf, Pfarrkirche Walleshausen Maria Magdalena
- D-WANpa = Wandersleben, Evangelisch-lutherisches Pfarramt, Pfarrarchiv
- D-WAU = Werdau, Stadtkirche, Pfarrarchiv
- D-WB = Weißenburg in Bayern, Stadtarchiv
- D-WBB = Bornheim, Bibliothek St. Albert, Albertus-Magnus-Akademie
- D-WBG = Wolfsburg, Stadtbibliothek, Musikbibliothek
- D-WBR = Waldbröl, Tersteegen-Haus
- D-WD = Wiesentheid, Musiksammlung des Grafen von Schönborn-Wiesentheid
- D-WDk = Wiesentheid, Katholische Pfarrei (Dpt. in: D-WÜd)
- D-WDFk = Eibau, Kantoreiarchiv
- D-WE = Weiden, Pfannenstiel’sche Bibliothek, Evangelisch-lutherisches Pfarramt (In: D-Nla)
- D-WEdn, siehe WRdn
- D-WEm = Weiden, Stadtmuseum weiden-oberpfalz.de
- D-WEBp = Wernburg, Pfarrarchiv
- D-WEG = Wegfurt, Katholische Pfarrei (Dpt. in: D-WÜd)
- D-WEG, siehe WGU
- D-WEH = Marnheim, Mennonitische Forschungsstelle Weierhof
- D-WEIs = Weilheim in Oberbayern, Stadtmuseum
- D-WEL = Kelheim, Bibliothek des Benediktinerklosters Weltenburg areion.org
- D-WEMk = Wertheim, Evangelisches Pfarramt, Kirchenbibliothek
- D-WEMl = Wertheim, Fürstlich Löwenstein’sche Bibliothek (In: GB-Lglen)
- (D-WER, siehe WERhb)
- D-WERa = Wernigerode, Landeshauptarchiv Sachsen-Anhalt, Zweigstelle Wernigerode
- D-WERdamm = Wernigerode, Privatbibliothek Dietmar Damm
- D-WERgroßmann = Wernigerode, Privatbibliothek Hans Großmann
- D-WERhb = Wernigerode, Harzmuseum, Harzbücherei
- (D-WER(hb), siehe WERhb)
- (D-WERk, siehe WEMk)
- (D-WERl, siehe WEMl)
- (D-WEMl, siehe WERl)
- (D-WERprivat, siehe WERgroßmann)
- D-WERs = Wernigerode, Superintendentur und Pfarramt St. Sylvestri, Pfarrarchiv
- D-WERth = Wernigerode, Pfarramt Unser lieben Frauen, Pfarrarchiv mit Archiv St. Theobaldi
- D-WES = Leutenbach, Evangelische Kirchengemeinde
- D-WEY = Weyarn, Pfarrkirche, Bibliothek (Dpt. in: D-FS)
- D-WF = Weißenfels, Schuh- und Stadtmuseum Weißenfels (mit Heinrich-Schütz-Gedenkstätte) (Dpt. in: D-BKÖs)
- D-WFa = Weißenfels, Bibliothek des Altertumsvereins (In: D-WF)
- D-WFe = Weißenfels, Ephoralbibliothek
- D-WFg = Weißenfels, Heinrich-Schütz-Gedenkstätte, Bibliothek (Dpt. in: D-BKÖs)
- D-WFk = Weißenfels, Kantoreiarchiv
- (D-WFk, siehe WFmk)
- (D-WFm, siehe WF)
- D-WFmk = Weißenfels, Marienkirche, Pfarrarchiv (In: D-HAmk)
- D-WGk = Lutherstadt Wittenberg, Stadtkirche, Pfarrarchiv
- D-WGl = Lutherstadt Wittenberg, Lutherhalle, Reformationsgeschichtliches Museum
- D-WGp = Lutherstadt Wittenberg, Evangelisches Predigerseminar, Bibliothek
- D-WGH = Waigolshausen, Katholische Pfarrei (Dpt. in: D-WÜd)
- D-WGN = Weingarten, Bibliothek der Abtei
- (D-WGR, siehe WERhb)
- D-WGU = Weggun, Pfarrarchiv
- D-WH = Bad Windsheim, Stadtbibliothek
- D-WHVm = Wilhelmshaven, Stadtbücherei, Musikbücherei
- (D-WI, siehe WIl)
- (D-WIb, siehe WIbh)
- D-WIbh = Wiesbaden, Breitkopf & Härtel, Verlagsarchiv
- D-WId = Wiesbaden, Dilthey-Schule (Gymnasium), Bibliothek
- (D-WIh, siehe WIheine)
- D-WIheine = Wiesbaden, Privatbibliothek Herbert Heine
- D-WIl = Wiesbaden, Hessische Landesbibliothek hlb-wiesbaden.de
- D-WIm = Wiesbaden, Stadtbibliothek der Landeshauptstadt, Musikbibliothek
- D-WIE = Steingaden, Wieskirche
- (D-WILL, siehe WILd)
- D-WILd = Wilster, Stadtarchiv
- D-WILDh = Bad Wildungen, Heimatmuseum
- D-WILDs = Bad Wildungen, Stadtarchiv
- (D-WIN, siehe SCHJp)
- D-WINtj = Winhöring, Gräflich Toerring-Jettenbachsche Bibliothek (Dpt. in: D-Mbs)
- D-WIST = Wittstock/Dosse, Evangelisch-lutherisches Pfarramt und Superintendentur, Kirchenbibliothek (Pfarrarchiv)
- D-WIT = Witten, Verein für Orts- und Heimatkunde in der Grafschaft Mark
- D-WKSk = Wolkenstein, St. Bartholomäuskirche
- D-WL = Wuppertal, Wissenschaftliche Stadtbibliothek
- D-WLk = Wuppertal, Bibliothek der Kirchlichen Hochschule
- D-WLp = Wuppertal, Bibliothek des Predigerseminars in Elberfeld
- D-WLFwalter = Wolfen, Privatsammlung R. Walter
- D-WM = Wismar, Archiv der Hansestadt wismar.de
- D-WMH = Wermerichshausen, Katholische Pfarrei (Dpt. in: D-WÜd)
- D-WN = Wienhausen, Klostermuseum
- D-WO = Worms, Stadtbibliothek und öffentliche Büchereien
- D-WOF = Neustetten, Kirchenbibliothek Wolfenhausen
- (D-WOLF, siehe Bwolf)
- D-WOR = Wormstedt, Evangelisch-lutherisches Pfarramt, Pfarrarchiv
- (D-WR, siehe WRtl)
- (D-Wra, siehe WRl)
- D-WRdn = Weimar, Deutsches Nationaltheater, Archiv nationaltheater-weimar.de
- D-WRgm = Weimar, Goethe-Nationalmuseum (Goethes Wohnhaus)
- D-WRgs = Weimar, Stiftung Weimarer Klassik, Goethe-Schiller-Archiv swkk.de
- (D-WRh, siehe WRhk)
- D-WRh = Weimar, Hochschule für Musik Franz Liszt, Bibliothek hfm-weimar.de
- D-WRha = Weimar, Hochschule für Musik Franz Liszt, Hochschularchiv/Thüringisches Landesmusikarchiv Weimar
- D-WRhk = Weimar, Herderkirche, Ephoralbibliothek
- (D-WRhm, siehe WRh)
- D-WRhz = Weimar, Hochschule für Musik Franz Liszt, Zweigbibliothek „Am Palais“
- D-WRiv = Weimar, Hochschule für Musik Franz Liszt, Institut für Volksmusikforschung (In: D-WRha)
- D-WRl = Weimar, Thüringisches Hauptstaatsarchiv Weimar
- (WRl, siehe WRz)
- D-WRlka = Weimar, Landeskirchliches Archiv im Kreiskirchenamt Weimar
- (D-WRlkb, siehe Wrlka)
- (D-WRm, siehe WRh)
- D-WRs = Weimar, Stadtbücherei, Musikbücherei
- D-WRsa = Weimar, Stadtarchiv
- D-WRsm = Weimar, Stadtmuseum im Bertuchhaus
- (D-WRt, siehe WRdn)
- D-WRtl = Weimar, Thüringische Landesbibliothek, Musiksammlung swkk.de (In: D-WRz)
- (D-WRv, siehe WRiv)
- D-WRz = Weimar, Herzogin Anna Amalia Bibliothek swkk.de
- (D-WRzb, siehe WRz)
- D-WRAa = Wolfratshausen, Stadtarchiv stadtarchiv-wolfratshausen.de
- D-WS = Wasserburg am Inn, Chorarchiv St. Jakob, Pfarramt (Dpt. in: D-FS)
- D-WSm = Wasserburg am Inn, Museum der Stadt am Inn, Heimathaus
- D-WSLm = Wesel, Stadtbücherei, Musikbibliothek
- D-WSSp = Weißenfels, Evangelische Kirchengemeinde, Pfarrarchiv
- D-WST = Wiesthal, Katholische Pfarrei (Dpt. in: D-WÜd)
- D-WU = Wunsiedel, Stadt- und Kirchenbibliothek
- D-WUfm = Wunsiedel, Fichtelgebirgsmuseum fichtelgebirgsmuseum.de
- D-WÜd = Würzburg, Diözesanarchiv
- D-WÜf = Würzburg, Franziskanerkloster
- D-WÜi = Würzburg, Pfarrei St. Joseph
- D-WÜk = Würzburg, Bibliothek des Kapuzinerklosters
- D-WÜms = Würzburg, Musikwissenschaftliches Seminar der Universität
- D-WÜp = Würzburg, Priesterseminar
- D-WÜsa = Würzburg, Stadtarchiv
- D-WÜsb = Würzburg, Stadtbücherei, Musikabteilung
- D-WÜst = Würzburg, Staatsarchiv
- (D-WÜst, siehe WÜsa)
- D-WÜu = Würzburg, Julius-Maximilians-Universität, Universitätsbibliothek
- D-WWW = Wolfegg, Fürst zu Waldburg-Wolfegg-Waldsee, Musikarchiv

#### X
- D-X = Xanten, Stifts- und Pfarrbibliothek, Verein zur Erhaltung des Xantener Doms

#### Z
- D-Z = Zwickau, Ratsschulbibliothek zwickau.de
- D-Zmetz = Zwickau, Privatsammlung Domorganist Metz (Marienkirche)
- D-Zmk = Zwickau, St.-Marien-Kirche, Domkantorei
- (D-Zprivat, siehe Zmetz)
- (D-Zr, siehe Z)
- D-Zsa = Zwickau, Stadtarchiv
- D-Zsch = Zwickau, Robert-Schumann-Haus, Bibliothek
- D-ZE = Zerbst, Stadtarchiv
- D-ZEfranke = Zerbst, Privatsammlung Kreisoberpfarrer Franke
- (D-ZE-G, siehe Ga)
- D-ZEh = Zerbst, Ehem. Herzogliches Haus- und Staatsarchiv (In: D-ORB)
- D-ZEif = Zerbst, Internationale Fasch-Gesellschaft
- D-ZEk = Zerbst, Archiv der Kirchengemeinde St. Trinitatis
- D-ZEo = Zerbst, Gymnasium Francisceum, Bibliothek gymnasium-francisceum.de
- D-ZEprivat, siehe ZEfranke
- D-ZEL = Zellingen, Katholische Pfarrei (Dpt. in: D-WÜd)
- D-ZEU = Zeutsch, Pfarrarchiv
- D-ZGh = Zörbig, Heimatmuseum
- D-ZGsj = Zörbig, Pfarrarchiv St. Jacobi (In: D-ZGsm)
- D-ZGsm = Zörbig, Evangelisches Pfarramt St. Mauritius, Bibliothek
- D-ZHbeer = Zornheim, Privatbibliothek Axel Beer
- D-ZI = Zittau, Stadt- und Kreisbibliothek Christian-Weise-Bibliothek cwbz.de
- D-ZIa = Zittau, Stadtarchiv
- (D-ZIs, siehe ZI)
- (D-ZIw, siehe ZI)
- D-ZL = Leutkirch, Fürstlich Waldburg-Zeil’sches Archiv
- (D-Zösm, siehe ZGsm)
- D-ZW = Zweibrücken, Bibliotheca Bipontina, Wissenschaftliche Bibliothek am Herzog-Wolfgang-Gymnasium
- D-ZZ = Zeitz, Museum Schloß Moritzburg, Bibliothek
- D-ZZmi = Zeitz, Stadtkirche St. Michael, Bibliothek
- D-ZZnic, siehe ZZnik
- D-ZZnik = Zeitz, Pfarramt St. Nicolai, Bibliothek
- D-ZZs = Zeitz, Stiftsbibliothek
- D-ZZsa = Zeitz, Stadtarchiv
- D-ZZsg = Zeitz, Geschwister-Scholl-Gymnasium, Bibliothek

### Estland
- EV-TAa = Tartu, Eesti Ajaloo arhiiv
- EV-TAu = Tartu, Universitetsjaja biblioteka (Universitätsbibliothek)
- EV-TAL = Tallinn, Biblioteka Gosudarstvennoj konservatorii
- EV-TALa = Tallinn, Eesti Akadeemiline Raamatukogu, Baltica kogu
- EV-TALam = Tallinn, Eesti Ajaloomuuseum arhiiv eam.ee
- EV-TALg = Tallinn, Eesti Rahvusraamatukogu, Arhiivkogu nlib.ee
- EV-TALl = Tallinn, Tallinna Linnarhiiv tallinn.ee
- EV-TALtm = Tallinn, Eesti Teatri- ja Muusikamuuseum, teatri- ja muusikaosakonna arhiiv kogud

### Finnland
- FIN-A = Turku, Sibeliusmuseum Musikvetenskapliga Institutionen vid Åbo Akademi, Bibliotek sibeliusmuseum.abo.fi
- FIN-Aa = Turku, Åbo Akademis Bibliotek abo.fi
- FIN-Ak = Turku, Turun Filharmoninen Orkesteri tfo.fi
- (FIN-H, siehe Hs)
- (FIN-Hh, siehe Hy)
- FIN-Hko = Helsinki, Helsingin Kaupunginorkesteri, Nuotisto hel2.fi
- FIN-Hm = Helsinki, Maailman musiikin keskus globalmusic.fi
- FIN-Hmt = Helsinki, Suomalaisen Musiikin Tiedotuskeskus fimic.fi
- FIN-Hr = Helsinki, Yleisradio Oy, Radioarkisto yle.fi
- FIN-Hs = Helsinki, Sibelius-Akatemian Kirjasto siba.fi
- FIN-Hsä = Helsinki, Suomen äänitearkisto aanitearkisto.fi
- FIN-Hy = Helsinki, Helsingin Yliopiston Kirjasto, Suomen Kansalliskirjasto lib.helsinki.fi
- FIN-Hyf = Helsinki, Helsingin yliopiston kirjastot, Department of Finnish Music helsinki.fi
- FIN-Ish = Ikaalinen, Suomen harmonikkainstituutti harmonikkainstituutti.net
- FIN-Kk = Kaustinen, Kansanmusiikki-instituutti kaustinen.net
- (FIN-Ta, siehe Aa)
- (FIN-To, siehe Ak)
- (FIN-Ts, siehe A)
- FIN-TA = Tampere, Tampereen Yliopiston Musiikintutkimuksen laitos uta.fi
- FIN-VAma = Vaasa, Maakunta-arkisto narc.fi
- FIN-VAt = Vaasa, Tritonia Vaasan tiedekirjasto, Vasa vetenskapliga bibliotek tritonia.fi

### Frankreich
- F-A = Avignon, Bibliothèque municipale Livrée Ceccano (ancien Musée Calvet)
- F-Aa = Avignon, Archives départementales de Vaucluse
- F-Ac = Avignon, Bibliothèque du Conservatoire
- (F-Ars, siehe Pa)
- (F-Aut, siehe AUT)
- F-AB = Abbeville, Bibliothèque municipale
- F-AG = Agen, Archives départementales lot-et-garonne.fr
- F-AI = Albi, Bibliothèque municipale
- F-AIXad = Aix-en-Provence, Archives diocésaines
- F-AIXc = Aix-en-Provence, Bibliothèque du Conservatoire
- F-AIXm = Aix-en-Provence, Bibliothèque municipale
- F-AIXmc = Aix-en-Provence, Bibliothèque de la Maîtrise de la Cathédrale
- F-AJ = Ajaccio, Bibliothèque municipale
- F-AL = Alençon, Bibliothèque municipale
- F-ALBat = Albertville, Abbaye Notre-Dame de Tamié abbaye-tamie.com
- F-AM = Amiens, Bibliothèque municipale
- F-AN = Angers, Bibliothèque municipale
- F-ANh = Angers, Hôpital St-Jean
- F-ANG = Angoulême, Bibliothèque municipale
- F-ANGa = Angoulême, Archives de la Charente
- F-ANN = Annecy, Bibliothèque municipale
- F-ANNad = Annecy, Archives départementales de Haute-Savoie
- F-ANNv = Annecy, Monastère de la Visitation
- F-APT = Apt, Basilique Sainte-Anne, Trésor
- F-AR = Arles, Bibliothèque municipale
- F-AS = Arras, Bibliothèque municipale
- F-ASO, siehe ASOlang
- F-ASOlang = Asnières-sur-Oise, Collection François Lang
- F-AU = Auxerre, Bibliothèque municipale
- F-AUC = Auch, Bibliothèque municipale
- F-AURbm = Aurillac, Bibliothèque municipale
- F-AUT = Autun, Bibliothèque municipale
- F-AUTs = Autun, Bibliothèque de la Sociéte Eduenne
- F-AV = Avallon, Société d’Etudes d’Avallon
- F-AVmg = Avallon, Bibliothèque médiathèque Gaston-Chaissac
- F-AVR = Avranches, Bibliothèque municipale
- F-B = Besançon, Bibliothèque municipale
- F-Ba = Besançon, Bibliothèque de l’Archevêché
- F-Be = Besançon, École Nationale de Musique
- F-Bgs = Besançon, Bibliothèque du Grand séminaire
- (F-Boul, siehe BSM)
- F-BA = Bayonne, Bibliothèque municipale
- F-BAci = Bayonne, Consistoire Israélite
- F-BAf = Bastia, Bibliothèque Provinciale des Franciscaine de Corse (Couvent)
- F-BAY = Bayeux, Médiathèque
- F-BD = Bar-le-Duc, Bibliothèque municipale
- F-BE = Beauvais, Bibliothèque municipale
- F-BEA = Beaune, Bibliothèque municipale
- F-BEGbm = Bergues, Bibliothèque municipale
- F-BEL = Belfort, Bibliothèque municipale
- F-BER = Bernay, Bibliothèque municipale
- (F-BG, siehe Bgma)
- F-BG = Bourg-en-Bresse, Bibliothèque municipale
- F-BGma = Bourg-en-Bresse, Musée de l’Ain
- F-BL = Blois, Bibliothèque municipale
- F-BLad = Blois, Archives départementales du Loir-et-Cher
- F-BMab = Bégrolles-en-Mauges, Abbaye de Bellefontaine
- F-BO = Bordeaux, Bibliothèque municipale
- F-BOa = Bordeaux, Archives départementales de la Gironde
- F-BOI = Bois-Guillaume, Musée Boïeldieu
- F-BOLbrindejoint = Boulogne-sur-Mer, Y. Brindejoint, private collection
- F-BOU = Bourbourg, Bibliothèque municipale
- F-BR = Brest, Bibliothèque municipale
- F-BS = Bourges, Bibliothèque municipale
- F-BSM = Boulogne-sur-Mer, Bibliothèque municipale
- F-BZp = Béziers, Collection particulière
- F-C = Carpentras, Bibliothèque Inguimbertine et Musée de Carpentras
- (F-Ca, siehe CA)
- (F-Chartres, siehe CHRm)
- F-CA = Cambrai, Bibliothèque municipale
- F-CAc = Cambrai, Cathédrale
- F-CACw = Caudebec-en-Caux, Abbaye de Saint-Wandrille
- F-CAD = Cadouin, Bibliothèque de l’Abbaye
- F-CAH = Cahors, Bibliothèque municipale
- F-CAH(CS), siehe CAH
- F-CAHs = Cahors, Bibliothèque du Séminaire
- F-CAL = Calais, Bibliothèque municipale
- F-CAS = Castres, Bibliothèque municipale
- F-CC = Carcassonne, Bibliothèque municipale
- F-CCad = Carcassonne, Archives départementales
- F-CECad = Châlons-en-Champagne, Archives départementales de la Marne
- F-CECm = Châlons-en-Champagne, Bibliothèque municipale
- F-CF = Clermont-Ferrand, Bibliothèque municipale
- F-CH = Chantilly, Bibliothèque du Musée Condé
- F-CHd = Chantilly, Musée Dobrie
- F-CHf = Chantilly, Bibliothèque des Fontaines
- F-CHA = Châteauroux, Bibliothèque de la Ville
- F-CHAmb = Châteauroux, Musée – Hôtel Bertrand
- F-CHAme = Châteauroux, Equinoxe – La Médiathèque
- F-CHARad = Charamandes-Choignes, Archives départementales de la Haute-Marne
- F-CHE = Cherbourg, Bibliothèque et Archives municipales
- F-CHM = Chambéry, Bibliothèque municipale
- (F-CHR, siehe CHRm)
- F-CHRad = Chartres, Archives départementales d’Eure-et-Loir
- F-CHRai = Chartres, Archives diocésaines
- F-CHRm = Chartres, Bibliothèque municipale
- F-CHTbm = Châteaudun, Bibliothèque municipale
- F-CHUm = Chaumont, Bibliothèque municipale
- F-CHUml = Chaumont, Maison du livre er de l’affiche Les Silos
- F-CLO = Clermont (Oise), Bibliothèque
- F-CN = Caen, Bibliothèque municipale
- F-CNa = Caen, Archives départementales de la Gironde
- F-CNc = Caen, Conservatoire National de Musique
- F-CNm = Caen, Musée des Beaux-Arts
- F-CNscd = Caen, Service Commun de la Documentation, Université de Caen, Section Droit-Lettres unicaen.fr
- F-CO = Colmar, Bibliothèque municipale
- F-COs = Colmar, Consistoire de l’Église de la Confession d’Augsbourg à Colmar
- (F-Cos, siehe Cosp)
- F-COsp = Colmar, Bibliothèque du Seminaire Protestant
- F-COGbuckley = Cognac, W. Buckley, private collection
- (F-COL, siehe CO)
- F-COM = Compiègne, Bibliothèque municipale
- F-COSs = Costa, Église St. Sauveur
- F-COUm = Coutances, Bibliothèque municipale
- F-COUs = Coutances, Grand Séminaire
- (F-CS, siehe CAH)
- F-CSS = Chalon-sur-Saône, Bibliothèque municipale
- F-CV = Charleville, Bibliothèque municipale
- F-CVad = Charleville, Archives départementales des Ardennes
- (F-D, siehe Dc)
- F-Dad = Dijon, Archives départementales de la Côte-d’Or
- F-Dam = Dijon, Archives municipales
- F-Dbd = Dijon, Bibliothèque diocésaine
- F-Dc = Dijon, Bibliothèque du Conservatoire
- F-Dm = Dijon, Bibliothèque municipale
- (F-Douai, siehe DOU)
- F-DI = Dieppe, Bibliothèque municipale
- F-DLBbi = Digne-les-Bains, Bibliothèque Intercommunale l’Etoile des Alpes
- F-DO = Dole, Bibliothèque municipale
- F-DOEac = Dourgne, Abbaye d’En Calcat encalcat.com
- F-DOU = Douai, Bibliothèque municipale
- F-DRbm = Dreux, Bibliothèque municipale
- F-E = Épinal, Bibliothèque municipale
- (F-Evreux, siehe EV)
- F-EMc = Embrun, Trésor de la cathédrale
- F-EP = Épernay, Bibliothèque municipale
- F-EPmé = Épernay, Médiathèque
- F-ETbm = Étain, Bibliothèque municipale
- F-EV = Évreux, Bibliothèque municipale
- F-F = Foix, Bibliothèque municipale
- F-FEpb = Fécamp, Palais Bénédictine, Bibliothèque
- F-FRm = Fréjus, Bibliothèque municipale
- F-G = Grenoble, Bibliothèque municipale
- F-Gc = Grenoble, Bibliothèque du Conservatoire
- F-Ge = Grenoble, École Régionale de Musique, de Danse et d’Art Dramatique
- F-GAmm = Gannat, Musée municipal
- F-GAP = Gap, Archives départementales
- F-GR = Grasse, Bibliothèque municipale
- F-GRmp = Grasse, Musée d’art et d’histoire de Provence
- F-H = Hyères, Bibliothèque municipale
- F-IS = Issoire, Château d’Hauterive monum.fr
- F-J = Joigny, Bibliothèque municipale
- F-Jnd = Jouarre, Abbaye Notre-Dame
- F-JUsm = Juignac, Abbaye Ste Marie de Maumont
- F-JVm = Joinville, Bibliothèque municipale
- (F-L, siehe Lm)
- F-Lad = Lille, Archives départementales du Nord
- F-Lc = Lille, Bibliothèque du Conservatoire
- F-Lcnr = Lille, Bibliothèque du CNR
- F-Lfc = Lille, Facultés Catholiques, Bibliothèque
- (F-Lille, siehe Lm)
- (F-Limoges, siehe LG)
- F-Lm = Lille, Bibliothèque municipale
- F-Lu = Lille, Université de Lille III, Bibliothèque centrale
- F-LA = Laon, Bibliothèque municipale
- F-LANah = Langres, Musée d’art et d’histoire
- F-LANc = Langres, Bibliothèque diocésaine, Fonds de la Bibliothèque du Chapitre
- F-LANcp = Langres, Collection particulières
- F-LANma = Langres, Bibliothèque municipale Marcel Allard
- F-LANs = Langres, Bibliothèque diocésaine, Fonds de la Bibliothèque du Grand Séminaire
- F-LANshal = Langres, Sociéte historique et archéologique de Langres (SHAL)
- F-LB = Libourne, Bibliothèque municipale
- F-LEPad = Levallois-Perret, Archives départementales des Hauts de Seine
- F-LFpm = La Flèche, Prytanée national militaire defense.gouv.fr
- F-LG = Limoges, Bibliothèque municipale
- F-LH = Le Havre, Bibliothèque municipale
- F-Lism = Ligugé, Bibliothèque de l’Abbaye Saint-Martin
- F-LIS = Lisieux, Bibliothèque municipale
- F-LM = Le Mans, Bibliothèque municipale
- F-LO = Louviers, Bibliothèque municipale
- F-LOCma = Loches, Bibliothèque de la Mairie
- F-LOCmm = Loches, Musée municipal Lansyer
- F-LP = Le Puy-en-Velay, Bibliothèque municipale
- F-LR = La Rochelle, Bibliothèque municipale
- F-LU = Lunel, Bibliothèque municipale ville-lunel.fr
- F-LV = Laval, Bibliothèque municipale
- F-Lyad = Lyon, Archives départementales du Rhône
- F-LYai = Lyon, Archives diocésaines
- F-LYam = Lyon, Archives municipales
- F-LYbu = Lyon, Bibliothèque interuniversitaire, Section Droit-Lettres
- F-LYc = Lyon, Conservatoire National de Musique cnsmd-lyon.fr
- F-LYcnr = Lyon, Bibliothèque du Conservatoire National de Région de Musique, Danse et Art dramatique
- F-LYfc = Lyon, Bibliothèque des Facultés Catholiques
- F-LYgt = Lyon, Bibliothèque du Grand Temple de l’Église Réformée
- F-LYm = Lyon, Bibliothèque municipale
- F-LYmh = Lyon, Musée Historique
- F-LYmt = Lyon, Musée des Tissus
- F-LYmu = Lyon, Bibliothèque du Département d’Éducation Musicale et de Musicologie, U.E.R. des Sciences de l’Homme et de son Environnement, Université Lyon II
- F-Maz, siehe Pm
- F-Mc = Marseille, Bibliothèque du Conservatoire
- F-Mm = Marseille, Bibliothèque municipale
- (F-Mo, siehe Mof)
- F-MAC = Mâcon, Bibliothèque municipale
- F-MBa = Montigny-le-Bretonneux, Archives départementales des Yvelines cg78.fr
- F-MD = Montbéliard, Bibliothèque municipale
- F-ME = Metz, Médiathèque
- F-MEmd = Metz, Musée diocésain
- F-MEA = Meaux, Médiathèque municipale Luxembourg
- F-MEAbd = Meaux, Bibliothèque diocésaine Guillaume Briçonnet
- F-MEL = Melun, Bibliothèque municipale
- F-MENad = Mende, Archives départementales de la Lozère
- F-MH = Mulhouse, Bibliothèque municipale
- F-MHuha = Mulhouse, Bibliothèque de l’Université et de la Société industrielle de Mulhouse
- F-MIL = Millau, Bibliothèque municipale
- F-MIR = Mirecourt, Bibliothèque municipale
- F-MJnd = Montjoyer, Abbaye Notre Dame d’Aiguebelle
- F-ML = Moulins, Bibliothèque municipale
- F-MLN = Montluçon, Bibliothèque municipale
- (F-MO, siehe Mof)
- F-MO = Montpellier, Bibliothèque de l’Université
- (F-MO, siehe Mof)
- F-MOa = Montpellier, Archives départementales de l’Hérault
- F-MOam = Montpellier, Archives municipales
- F-MObm = Montpellier, Bibliothèque municipale
- F-MOc = Montpellier, Conservatoire National de Région
- F-MOf = Montpellier, Bibliothèque universitaire Historique de Médecine olim Faculté de Médecine
- F-MOip = Montpellier, Institut Protestant de Théologie iptheologie.fr
- F-MOoc = Montpellier, Opéra Comédie
- F-MOv = Montpellier, Bibliothèque de la Ville et du Musée Fabre
- F-MON = Montauban, Bibliothèque municipale
- F-MONmi = Montauban, Museé Ingres
- F-MTbm = Montélimar, Bibliothèque municipale
- (F-Mum, siehe MH)
- (F-MZ, siehe ME)
- F-Nam = Nantes, Archives municipales
- F-Ncidre = Nantes, Université, Centre interdépartemental de documentation et de recherche (CIDRe)univ-nantes.fr
- F-Nd = Nantes, Bibliothèque du Musée Dobrée
- F-Ne = Nantes, École Nationale de Musique, d’Art dramatique et de Danse
- F-Nm = Nantes, Bibliothèque municipale
- (F-NA, siehe Nam)
- F-NAad = Nancy, Archives départementales de Meurthe-et-Moselle
- F-NAc = Nancy, Bibliothèque du Conservatoire
- F-NAm = Nancy, Bibliothèque municipale
- F-NAR = Narbonne, Bibliothèque municipale
- F-NEm = Nevers, Bibliothèque municipale
- F-NEsla = Nevers, Société nivernaise des Sciences, Lettres et Arts
- F-NI = Nizza, Bibliothèque municipale
- F-NIc = Nizza, Conservatoire de Musique
- F-NImm = Nizza, Musée Massena (Musée d’art et d’histoire)
- F-NO = Noyon, Bibliothèque municipale
- F-NOSbm = Noyers-sur-Serein, Bibliothèque municipale
- F-NOSm = Noyers-sur-Serein, Musée
- F-NS = Nîmes, Bibliothèque municipale
- F-NSm = Nîmes, École nationale de Musique, danses, art dramatique, chant
- F-NT = Niort, Bibliothèque municipale
- F-NZj = Nonza, Église Sainte Julie
- F-O = Orléans, Bibliothèque municipale
- F-Oad = Orléans, Archives départementales du Loiret loiret.com
- F-Ocerc = Orléans, Centre d’études et de réflexion chrétienne (CERC)cerc-orleans.cef.fr
- F-Oen = Orléans, École nationale de musique
- F-Ome = Orléans, Médiathèque
- F-Pa = Paris, Bibliothèque de l’Arsenal
- F-Paah = Paris, Archives de l’Assistance publique-Hôpitaux de Paris
- F-Pai = Paris, Alliance Israélite Universelle
- (F-Pal, siehe Pai)
- F-Pal = Paris, American Library in Paris
- F-Pan = Paris, Archives Nationales
- F-Pap = Paris, Archives de Paris
- F-Pb = Paris, Monastère des Bénédictines du Saint-Sacrament
- F-Pbaa = Paris, Bibliothèque d’Art et d’Archéologie (In: F-Pinha)
- F-Pbérès = Paris, Librairie Pierre Bérès
- F-Pbf = Paris, Centre de Documentation Benjamin Franklin
- F-Pbh = Paris, Bibliothèque historique de la Ville de Paris
- F-Pbourdon = Paris, M.-M. Bourdon, private collection
- F-Pbs = Paris, Bibliothèque du Centre Sèvres, Facultés jésuites de Paris
- F-Pc = Paris, Bibliothèque du Conservatoire (In: F-Pn)
- F-Pcf = Paris, Bibliothèque de la Comédie Française
- F-Pcnam = Paris, Conservatoire national des arts et métiers, Bibliothèque
- F-Pcnpl = Paris, Centre national de pastorale liturgique cnpl.cef.fr
- F-Pcnrs = Paris, Centre National de la Recherche Scientifique, Bibliothèque
- (F-Pcrs, siehe Pcnrs)
- F-Pcs = Paris, Bibliothèque de la Compagnie des prêtres de Saint-Sulpice
- F-Pd = Paris, Centre de documentation de la musique contemporaine
- F-Pe = Paris, Schola Cantorum (Paris)
- F-Peb = Paris, École nationale supérieure des beaux-arts, Bibliothèque
- F-Per = Paris, Séminaire israélite de France
- F-Pgérard = Paris, Collection Yves Gérard
- F-Pgm = Paris, Gustav Mahler, Bibliothèque musicale
- F-Phanson = Paris, Collection Hanson
- F-Pi = Paris, Bibliothèque de l’Institut de France
- F-Pic = Paris, Institut catholique, Bibliothèque de Fels icp.fr
- F-Pim = Paris, Institut de Musicologie de l’Université
- F-Pinha = Paris, Bibliothèque de l’Institut national d’histoire de l’art inha.fr
- F-Pis = Paris, Institut Supérieur de Musique Liturgique
- F-Plambert = Paris, Lambert private collection
- F-Pm = Paris, Bibliothèque Mazarine
- F-Pma = Paris, Musée National des Arts et Traditions Populaires
- F-Pmeyer = Paris, Collection André Meyer (In: F-Pn)
- F-Pmg = Paris, Musée Guimet
- F-Pmh = Paris, Musée de l’Homme
- F-Pmhb = Paris, Médiathèque Hector Berlioz
- F-Pn = Paris, Bibliothèque nationale de France, Département de la Musique bnf.fr
- F-Po = Paris, Bibliothèque-Musée de l’Opéra
- F-Poffenbach = Paris, P. Comte-Offenbach, private collection
- F-Polyre = Paris, Collection de l’Oiseau-Lyre
- F-Ppaillard = Paris, Bibliothèque J.-F. Paillard
- F-Pphon = Paris, Phonothèque Nationale, Bibliothèque et Musée ina.fr
- F-Ppincherle = Paris, Collection Marc Pincherle
- F-Ppo = Paris, Bibliothèque Polonaise de Paris – Société Historique et Littéraire Polonaise bibliotheque-polonaise-paris-shlp.fr
- F-Prothschild = Paris, Collection Germaine de Rothschild (Baronne Edouard de)
- F-Prt = Paris, Office de Radiodiffusion-Télévision Française, Archives écrites et musée
- F-Ps = Paris, Bibliothèque de la Sorbonne bib.univ-paris1.fr
- F-Psa = Paris, Bibliothèque du Saulchoir
- F-Psal = Paris, Editions Salabert
- F-Psc = Paris, Société des Auteurs et Compositeurs Dramatiques
- (F-Psc, siehe Pse)
- (F-Pse, siehe Psc)
- F-Pse = Paris, Société des Auteurs, Compositeurs et Editeurs de Musique
- F-Psen = Paris, Bibliothèque du Sénat
- F-Psg = Paris, Bibliothèque Sainte-Geneviève
- F-Pshp = Paris, Bibliothèque de la Société d’histoire du protestantisme
- (F-Psi, siehe Per)
- F-Psm = Paris, Abbaye Sainte-Marie
- F-Pthibault = Paris, Bibliothèque Geneviève Thibault (In: F-Pn)
- F-Pv = Paris, Monastère de la Visitation
- F-PAU = Pau, Bibliothèque municipale
- F-PE = Périgueux, Bibliothèque municipale
- F-PER = Perpignan, Bibliothèque municipale
- F-PERad = Perpignan, Archives départementales des Pyrénées orientales
- F-PLsa = Plouharnel, Abbaye Sainte-Anne de Kergonan
- F-PO = Poitiers, Bibliothèque municipale
- F-POu = Poitiers, Faculté des Lettres de l’Université de Poitiers, Section de Musicologie
- F-PR = Provins, Bibliothèque municipale
- F-QU = Quimper, Bibliothèque municipale bibliotheques.quimper-communaute.fr
- F-R = Rouen, Bibliothèque municipale
- F-Rad = Rouen, Archives départementales de la Seine-Maritime
- F-Rc = Rouen, Bibliothèque du Conservatoire
- (F-R(m), siehe R)
- F-Rmc = Rouen, Musée Corneille
- F-Rmp = Rouen, Musée du Petit-Couronne
- F-Rouen, siehe R
- F-RE = Rennes, Bibliothèque municipale
- F-REbd = Rennes, Bibliothèque diocésaine
- F-REscd = Rennes, Service Commun de la Documentation, Université de Rennes uhb.fr
- F-RIbm = Riom, Bibliothèque municipale
- F-RO = Roanne, Bibliothèque municipale
- (F-ROm, siehe ROMmuller)
- F-RODad = Rodez, Archives départementales de l’Aveyron
- F-RODbe = Rodez, Bibliothèque de l’Evêché
- F-RODlsa = Rodez, Société des Lettres Sciences et Arts
- F-ROMmuller = Romansviller, Privatbibliothek Pasteur E. V. Muller
- (F-ROUc, siehe Rc)
- F-RS = Reims, Bibliothèque municipale
- F-RSam = Reims, Archives municipales
- F-RSc = Reims, Maîtrise de la Cathédrale
- F-RScn = Reims, Conservatoire national de région – musique et danse
- F-RSd = Reims, Bibliothèque diocésaine
- (F-S, siehe Sn)
- F-Sad = Strasbourg, Archives départementales du Bas-Rhin
- F-Sam = Strasbourg, Archives municipales
- F-Sc = Strasbourg, Bibliothèque du Conservatoire
- (F-Sg(sc), siehe Sgs)
- F-Sgs = Strasbourg, Grand Séminaire, Bibliothèque musicale
- F-Sim = Strasbourg, Institut de Musicologie de l’Université
- F-Sk = Strasbourg, Couvent de Capucins
- F-Sm = Strasbourg, Bibliothèque municipale
- (F-Sm(a), siehe Sm)
- (F-Sm(b), siehe Sm)
- F-Sn = Strasbourg, Bibliothèque Nationale et Universitaire www-bnus.u-strasbg.fr
- F-Ssa = Strasbourg, Société des Amis des Arts de Strasbourg
- (F-Ssc, siehe Sgs)
- (F-Sschl, siehe Sschlaefli)
- F-Sschlaefli = Strasbourg, Privatbesitz L. Schlaefli (In: F-Sc)
- F-Ssp = Strasbourg, Bibliothèque du Séminaire Protestant
- F-Susc = Strasbourg, Union Sainte Cécile
- F-SA = Salins-les-Bains, Bibliothèque municipale
- F-SAIc = Saintes, Conservatoire de Musique et Danse
- F-SAU = Saumur, Bibliothèque municipale
- F-SBbc = Saint-Bonnet-le-Château, Bibliothèque de la Collégiale
- F-SBR = Saint-Brieuc, Bibliothèque municipale de Saint-Brieuc
- F-SBRad = Saint-Brieuc, Archives départementales des Côtes-d’Amor
- F-SC = Saint-Calais, Bibliothèque municipale
- F-SCL = Saint-Claude, Bibliothèque municipale
- F-SD = Sedan, Médiathèque municipale
- F-SDE = Saint-Denis, Bibliothèque municipale
- F-SDI = Saint-Dié-des-Vosges, Bibliothèque municipale
- (F-SE, siehe Sem)
- F-SEm = Sens, Bibliothèque municipale
- F-SEAbm = Semur-en-Auxois, Bibliothèque municipale
- F-SEL = Sélestat, Bibliothèque municipale
- (F-SELa, siehe SEL)
- F-SERc = Serrant/Maine et Loire, Château
- F-SERRANT, siehe SERc
- F-SÉEbm = Saint-Étienne, Bibliothèque municipale
- F-SÈT = Sète, Médiathèque
- F-SF = Saint-Flour, Bibliothèque municipale
- F-SJs = Saint-Josse-sur-Mer, Sacristie de l’église paroissiale
- F-SLT = Soligny-la-Trappe, Bibliothèque de l’Abbaye de La Trappe
- F-SMcusset = Saint-Mandé, F. Cusset, private collection
- F-SMIbm = Saint-Mihiel, Bibliothèque municipale
- F-SNa = Saint-Nicolas-lès-Cîteaux, Bibliothèque de l’Abbaye de Citeaux
- F-SO = Solesmes, Abbaye de Saint-Pierre de Solesmes
- F-SOI = Soissons, Bibliothèque municipale
- F-SOM = Saint-Omer, Bibliothèque municipale
- F-SOMsp = Saint-Omer, Abbaye Saint-Paul de Wisques
- F-SPah = Saint-Pierre-de-Curtille, Abbaye de Hautecombe
- F-SPCc = Saint-Pierre-de-Chartreuse, Couvent de la Grande Chartreuse
- F-SQ = Saint-Quentin, Bibliothèque municipale
- F-SRPalmeida = Saint-Rémy-de-Provence, A. de Almeida, private collection
- F-ST = Sermentizon, Château d’Aulteribe monum.fr
- F-T = Troyes, Bibliothèque municipale
- F-Tad = Troyes, Archives départementales
- (F-Tours, siehe Tom)
- F-Ts = Troyes, Grand Séminaire
- F-TARsm = Tarascon, Abbaye Saint-Michel de Frigolet
- F-TH = Thiers, Bibliothèque municipale
- F-TLbic = Toulouse, Bibliothèque de l’Institut catholique
- F-TLc = Toulouse, Bibliothèque du Conservatoire
- F-TLd = Toulouse, Musée Dupuy
- F-TLm = Toulouse, Bibliothèque municipale, Bibliothèque et du Patrimoine
- F-TNm = Tournus, Bibliothèque municipale
- (F-TO, siehe Tom)
- F-TOba = Tours, Musée des Beaux Arts de Tours
- F-TOc = Tours, Conservatoire de Musique
- F-TOgs = Tours, Grand Séminaire
- F-TOm = Tours, Bibliothèque municipale
- F-TOmt = Tours, Bibliothèque musicale de Touraine
- F-TOphilidor = Tours, Bibliothèque privée Ensemble Philidor
- F-TOul = Tours, Bibliothèque Universitaire, Section Lettres
- F-TOur = Tours, Centre d’Etudes Supérieures de la Renaissance
- F-TONbm = Tonnerre, Bibliothèque municipale
- F-TOU = Toulon, Bibliothèque du Conservatoire
- F-TOUm = Toulon, Bibliothèque municipale
- F-TOUs = Toulon, Société des Amis du Vieux Toulon
- F-TOULmm = Toul, Médiathèque municipale
- F-TU = Tulle, Bibliothèque municipale
- F-Um = Uzès, Médiathèque
- F-V = Versailles, Bibliothèque municipale
- F-Vmb = Versailles, Centre de Musique Baroque (Bibliothèque Sébastien de Brossard)cmbv.com
- F-VA = Vannes, Bibliothèque municipale
- F-VAbd = Vannes, Bibliothèque diocésaine
- F-VAL = Valenciennes, Bibliothèque municipale
- F-VALO = Valognes, Bibliothèque municipale
- F-VE = Vesoul, Bibliothèque municipale
- F-Vif = Vico, Couvent St. François
- F-VICpm = Vichy, Centre d’Etudes et de Recherches „Patrimoine Musical“, Bibliothèque d’Orchestre
- F-VIE = Vienne, Bibliothèque municipale
- F-VIT = Vitré, Médiathèque municipale Madame de Sévigné
- F-VLbm = Valence, Bibliothèque municipale
- F-VLm = Valence, Médiathèque départementale de la Drôme Valence
- F-VLFfm = Vitry-le-François, Médiathèque municipale François Mitterrand
- F-VLNbd = Villers-lès-Nancy, Bibliothèque diocésaine
- F-VN = Verdun, Bibliothèque municipale

### Georgien
- GE-T = Tbilisi, Biblioteka Gosudarstvennoj konservatorii im. V. Saradžišvili
- GE-Tiv = Tbilisi, Institut vostokovedenija Akademii Nauk
- (TB, siehe T)

### Griechenland
- GR-Aae = Athen, Akademia Epistemon Vivliotheke
- GR-Aav = Athen, Amerikanike Vivliotheke
- (GR-Ae, siehe An)
- GR-Aels = Athen, Ethniki Lyriki Skini
- GR-Aeo = Athen, Ethnikon Odeion
- GR-Aer = Athen, Trito Programma Ellenikes Radiophonias, Vivliotheke
- GR-Ag = Athen, Genadeios Vivliotheke
- GR-Akounadis = Athen, Panayis Kounadis, private collection
- GR-Aleotsakos = Athen, George Leotsakos, private collection
- GR-Am = Athen, Mousseio ke Kendro Meletis Ellinikou Theatrou
- GR-Amb = Athen, Mouseion Benaki Vivliotheke
- GR-Ame = Athen, Kentro Mikrasiatikon Erevnon kai Spoudon, Vivliotheke
- GR-Ams = Athen, Tmema Mousikon Spudon, Ethniko Kapodistriako Pane pistemio Athenon, Vivliotheke
- GR-An = Athen, Ethnike Biblioteke tes Hellados
- GR-Aoa = Athen, Odeion Athenon
- GR-As = Athen, Syllogos Hoi Philoi tes Mousikes, Megale Mousike Bibliotheke tes Hellados Lilian Voudoure
- GR-Atm = Athen, Theatrikon Mouseion tes Hetaireias Hellenon Theatrikon Syngrapheon
- GR-Av = Athen, Vivliotheke tes Voules
- GR-AOd = Athos, Kloster Dionysiou
- GR-AOdo = Athos, Kloster Dohiariou
- GR-AOg = Athos, Kloster Gregoriou
- GR-AOh = Athos, Kloster Hilandariou
- GR-AOi = Athos, Kloster ton Iveron
- GR-AOk = Athos, Kloster Koutloumousi
- GR-AOka = Athos, Kloster Karakalou
- GR-AOkon = Athos, Kloster Konstamonitou
- GR-AOml = Athos, Kloster Megistis Lavras
- GR-AOpan = Athos, Kloster Aghiou Panteleimonos
- GR-AOpav = Athos, Kloster Aghiou Pavlou
- GR-AOph = Athos, Kloster Philothéou
- GR-AOpk = Athos, Mone Pantokratoros
- GR-AOse = Athos, Serbian Monastery
- GR-AOsp = Athos, Kloster Simonos Pétra
- GR-AOsta = Athos, Kloster Stavoniketa
- GR-AOv = Athos, Kloster Vatopaidiou
- GR-AOva = Athos, Kloster Vatopedi
- GR-AOx = Athos, Kloster Xenophontos
- GR-AOxp = Athos, Kloster Xeropotamou
- GR-AOz = Athos, Kloster Zographou
- (GR-AT, siehe AOk)
- (GR-ATSdionision, siehe AOd)
- (GR-ATSgraetlava, siehe AOml)
- (GR-ATSgreatlava, siehe AOi)
- (GR-ATSsch, siehe AOh)
- (GR-ATSserbian, siehe AOse)
- (GR-ATSvatopedi, siehe AOva)
- GR-Ep = Evrytania, Kloster Prousoú
- GR-Kae = Korfu, Anagnostike Etaireia, Vivliotheke
- GR-Keks = Korfu, Etaireia Kerkyraikon Spoudon, Vivliotheke
- GR-Kms = Korfu, Tmema Mousikon Spoudon, Ionion Panepistemion, Vivliotheke
- GR-Kpg = Korfu, Philarmonike Etaireia Gastouriou
- GR-Kpk = Korfu, Philarmonike Etaireia Kerkyras
- GR-Kpm = Korfu, Philarmonike Etaireia Mantzaros
- GR-Kps = Korfu, Philarmonike Etaireia Skriperou
- GR-KA = Kastoria, Bibliotheke tes Metropoleos
- GR-Ll = Lésvos, Kloster Leimonos
- GR-Mm = Meteora, Kloster Metamorphóseos
- GR-Mst = Meteora, Kloster Aghiou Stephanou
- GR-Mv = Meteora, Kloster Varlaam
- GR-Npl = Nafplion, Peloponisiako Laografiko Idryma, Vivliotheke
- GR-P = Patmos, Patmos
- GR-THdv = Thessaloniki, Demoteke Vivliotheke
- GR-THko = Thessaloniki, Kratiko Odeio Thessalonikis, Vivliotheke
- GR-THms = Thessaloniki, Tmema Mousikon Spoudon, Aristoteleio Paneoistemio Thessalonikis, Vivliotheke
- GR-THpi = Thessaloniki, Patriarhikó Idryma Paterikon Meleton, Vivliotheke
- GR-THts = Thessaloniki, Theologhike Schole, Aristoteleio Panepistemio, Vivliotheke

### Großbritannien
- GB-A = Aberdeen, University Library, King’s College abdn.ac.uk
- GB-Ap = Aberdeen, Public Library
- GB-AB = Aberystwyth, Llyfrgell Genedlaethol Cymru, The National Library of Wales llgc.org.uk
- GB-ABo = Aberystwyth, University of Wales, Hugh Owen Library inf.aber.ac.uk
- GB-ABu = Aberystwyth, University of Wales, Old College Library inf.aber.ac.uk
- GB-ALb = Aldeburgh, Britten-Pears Library
- GB-ALNcl = Alnwick, Castle Library
- GB-AM = Ampleforth, Abbey & College Library, St. Lawrence Abbey
- GB-AR = Arundel, Castle, Archive
- GB-AY = Aylesbury, Bucks, County Record Office
- GB-AYRac = Ayr, Ayrshire Archives Centre
- GB-Bm = Birmingham, Mingana Collection of Manuscripts
- GB-Bp = Birmingham, Public Libraries
- GB-Bu = Birmingham, Barber Institute of Fine Arts, Music Library, University of Birmingham barber.org.uk
- GB-BA = Bath, Municipal Library
- GB-BALcrawford = Balcarres, Lord Crawford private library
- (GB-BE, siehe Beas)
- (GB-BE, siehe Bep)
- GB-BEas = Bedford, Bedfordshire Archaeological Society Library (In: GB-BEcr)
- GB-BEcr = Bedford, Bedfordshire County Record Office
- GB-BEp = Bedford, Bedford Public Library, Music Department
- GB-BEBgreen = Bebington, Roger Lancelyn Green, private library
- GB-BEL = Belton, Belton House
- GB-BENcoke = Bentley, Gerald Coke private collection (In: GB-Lfom)
- GB-BER = Berkeley, Castle
- GB-BEV = Beverley, East Yorkshire County Record Office
- GB-BO = Bournemouth, Central Library
- GB-BRb = Bristol, Baptist College Library
- GB-BRp = Bristol, Public Libraries
- GB-BRu = Bristol, University of Bristol Library
- GB-BSw = Berkshire, Windsor Castle, The Royal Collection Trust, The Royal Archives
- GB-BUc = Bury St Edmunds, St. Edmunds Cathedral Library
- (GB-Cb, siehe Ccc)
- (GB-Cb, siehe Cgc)
- (GB-Cb, siehe Cjc)
- (GB-Cb, siehe Cu)
- (GB-Cb, siehe Cpc)
- (GB-Cc, siehe Cumc)
- GB-Ccc = Cambridge, Corpus Christi College corpus.cam.ac.uk
- GB-Cchc = Cambridge, Christ’s College Library christs.cam.ac.uk
- GB-Ccl, siehe Cclc
- GB-Ccl = Cambridge, Central Library cambridgeshire.gov.uk
- GB-Cclc = Cambridge, Clare College Library clare.cam.ac.uk
- GB-Ce = Cambridge, Emmanuel College emma.cam.ac.uk
- (GB-Cec, siehe Ce)
- GB-Cfenlon = Cambridge, Private Collection Iain Fenlon
- GB-Cfm = Cambridge, Fitzwilliam-Museum fitzmuseum.cam.ac.uk
- GB-Cgc = Cambridge, Gonville and Caius College cai.cam.ac.uk
- GB-Chirsch = Cambridge, Private collection Desmond Hirsch
- GB-Cjc = Cambridge, St John’s College, University of Cambridge joh.cam.ac.uk
- GB-Cjec = Cambridge, Jesus College jesus.cam.ac.uk
- GB-Ckc = Cambridge, Rowe Music Library, King’s College kings.cam.ac.uk
- GB-Cmc = Cambridge, Magdalene College magd.cam.ac.uk
- GB-Cp = Cambridge, Peterhouse College Library pet.cam.ac.uk
- GB-Cpc = Cambridge, Pembroke College Library pem.cam.ac.uk
- GB-Cpl = Cambridge, Pendlebury Library of Music, Faculty of Musiy, University of Cambridge mus.cam.ac.uk
- GB-Cssc = Cambridge, Sidney Sussex College sid.cam.ac.uk
- GB-Ctc = Cambridge, Trinity College Library trin.cam.ac.uk
- GB-Cu = Cambridge, University Library lib.cam.ac.uk
- GB-Cumc = Cambridge, Cambridge University Music Club srcf.ucam.org
- GB-Cus = Cambridge, Cambridge Union Society cambridge-union.org
- GB-Cwc = Cambridge, Westminster College westminster.cam.ac.uk
- GB-CA = Canterbury, Cathedral Chapter Library canterbury-cathedral.org
- (GB-CAR, siehe CL)
- (GB-CbC, siehe Cgc)
- (GB-CbJ, siehe Cjec)
- (GB-CbT, siehe Ctc)
- GB-CDp = Cardiff, Public Libraries, Central Library
- GB-CDu = Cardiff, University College of South Wales and Monmouthshire
- GB-CDw = Cardiff, Welsh Music Information Centre
- GB-CF = Chelmsford, Essex County Record Office
- (GB-CGC, siehe Cgc)
- GB-CH = Chichester, Diocesan Record Office
- GB-CHc = Chichester, Cathedral
- GB-CL = Carlisle, Cathedral Library
- GB-CO = Coventry, City Record Office
- GB-Coc = Coventry, The Coventry Corporation
- GB-COLro = Colchester, Essex Record Office
- GB-CRr = Chester, Town Archive
- GB-CRO = Croydon, Royal School of Church Music Library
- GB-CW = Chatsworth, The Trustees of the Chatsworth Settlement Devonshire Collections
- (GB-D, siehe DRc)
- GB-DOr = Dorchester, Dorset Record Office
- GB-DOTstoneham = Dorchester-on-Thames, Private collection Marshall Stoneham
- GB-DRc = Durham, Cathedral Library
- GB-DRu = Durham, University Library
- GB-DRuc = Durham, Ushaw College
- (GB-DU, siehe DRu)
- GB-DU = Dundee, Public Libraries
- GB-Eca = Edinburgh, Scottish Catholic Archives
- GB-En = Edinburgh, National Library of Scotland nls.uk
- GB-Enas = Edinburgh, National Archives of Scotland nas.gov.uk
- GB-Enc = Edinburgh, New College Library
- GB-Eo = Edinburgh, Royal Observatory
- GB-Ep = Edinburgh, Public Library
- GB-Er = Edinburgh, Reid Music Library of the University of Edinburgh
- GB-Es = Edinburgh, Signet Library
- GB-Eu = Edinburgh, University Library
- GB-EL = Ely, Cathedral Library (In: GB-Cu)
- (GB-Exc, siehe EXcl)
- GB-EXce = Exeter, Central Library
- GB-EXcl = Exeter, Cathedral Library
- (GB-EXcl, siehe EXce)
- GB-EXed = Exeter, East Devon Area Record Office
- GB-EXu = Exeter, University Library
- GB-FRf = Fraserburgh, Fife Muniments
- GB-Ge = Glasgow, Euing Music Library special.lib.gla.ac.uk
- GB-Gm = Glasgow, Mitchell Library
- GB-Gsma = Glasgow, Scottish Music Archive
- GB-Gtc = Glasgow, Trinity College Library
- GB-Gu = Glasgow, Glasgow University Library lib.gla.ac.uk
- GB-GL = Gloucester, Cathedral Library
- (GB-GLcro, siehe GLr)
- GB-GLr = Gloucester, Record Office
- GB-H = Hereford, Cathedral Library
- GB-HAdolmetsch = Haslemere, Carl Dolmetsch Library
- GB-HFr = Hertford, Hertfordshire Record Office
- GB-HU = Kingston upon Hull, University of Hull Library
- GB-Ir = Ipswich, Suffolk Record Office
- GB-KET = Kettering, Boughton House, Duke of Buccleuch collection boughtonhouse.org.uk
- GB-KHj = Kingston upon Hull, Brynmor Jones Library, University of Hull
- GB-KNt = Knutsford, Tatton Park (National Trust)
- GB-KWo = Kirkwall, The Orkney Library and Archives
- GB-Lam = London, Royal Academy of Music, Library ram.ac.uk
- GB-Las = London, Royal Asiatic Society
- GB-Lbbc = London, British Broadcasting Corporation, Music Library
- GB-Lbc = London, British Council Music Library
- GB-Lbl = London, The British Library bl.uk
- (GB-Lbl(bm), siehe Lbl)
- (GB-Lbm, siehe Lbl)
- GB-Lbma = London, British Museum, Central Archives (In: GB-Lbl)
- GB-Lbs = London, British Bible Society
- GB-Lcm = London, Royal College of Music
- GB-Lcml = London, Central Music Library
- GB-Lco = London, Royal College of Organists rco.org.uk
- (GB-Lcp, siehe Lcm)
- GB-Lcs = London, Vaughan Williams Memorial Library
- GB-Ldc = London, Dulwich College Library
- GB-Lf = London, Fulham Public Library
- GB-Lfh = London, Fenton House, Hampstead nationaltrust.org.uk
- GB-Lfm = London, Faber Music fabermusic.com
- GB-Lfom = London, The Foundling Museum
- GB-Lgc = London, Gresham College
- GB-Lglen = London, Nessa Glen private collection
- GB-Lhaas = London, Otto Haas private collection
- GB-Lharwood = London, Private collection Jan Harwood
- GB-Lhh = London, The Handel House Museum
- GB-Lio = London, India Office
- GB-Ljc = London, Jew’s College
- GB-Lk = London, King’s Music Library (In: GB-Lbl)
- GB-Lkc = London, King’s College Library library.kcl.ac.uk
- GB-Ll = London, London Library
- GB-Llaufer = London, H. J. Laufer private collection
- GB-Llbhf = London, Hammersmith and Fulham Archives and Local History Centre lbhf.gov.uk
- GB-Lli = London, Lincoln’s Inn Library
- GB-Llp = London, Lambeth Palace Library
- GB-Lmic = London, British Music Information Centre
- GB-Lml = London, Museum of London
- GB-Lmp = London, Marylebone Public Library
- GB-Lms = London, Madrigal Society (In: GB-Lbl)
- GB-Lmt = London, Minet Library
- GB-Lna = London, The National Archives nationalarchives.gov.uk
- (GB-Lo, siehe Lbl)
- GB-Lpro = London, Public Record Office (In: GB-Lna)
- GB-Lps = London, Royal Philharmonic Society
- GB-Lrad = London, Royal Academy of Dance
- GB-Lrcp = London, Royal College of Physicians
- GB-Lrcs = London, Royal College of Surgeons of England rcseng.ac.uk
- GB-Lrosenthal = London, London Collection Albi Rosenthal
- GB-Lsa = London, Society of Antiquaries (Burlington House)
- GB-Lsc = London, Sion College Library
- GB-Lsd = London, St. Dominic’s Priory
- GB-Lseilern = London, Collection of Count Antoine Seilern
- GB-Lsg = London, Southwark St. George’s cathedral, Library
- GB-Lsm = London, Royal Society of Musicians of Great Britain
- GB-Lsp = London, St Paul’s Cathedral Library
- GB-Lspencer = London, Private Library Robert Spencer
- GB-Ltc = London, Trinity College of Music
- GB-Ltyson = London, Alan Tyson private collection
- GB-Lu = London, University of London, Senate House Library
- GB-Lue = London, Universal Edition
- GB-Lv = London, Victoria and Albert Museum Library
- (GB-Lva, siehe Lv)
- GB-Lwa = London, Westminster Abbey Library
- GB-Lwcm = London, Westminster Central Music Library
- GB-Lwi = London, Warburg Institute
- GB-LA = Lancaster, Public Libraries
- GB-LAu = Lancaster, University Library
- (GB-LEb, siehe LEbc)
- GB-LEbc = Leeds, University of Leeds, Brotherton Library
- GB-LEc = Leeds, Leeds Public Libraries, Music Department, Central Library
- (GB-LEp, siehe LEc)
- GB-LEIu = Leicester, University of Leicester Library
- GB-LF = Lichfield, Cathedral Library
- GB-LI = Lincoln, Cathedral Library
- GB-LIa = Lincoln, Lincolnshire Archives Office
- GB-LLwilliams = Llangollen, Private collection Gwynn Williams Esq
- GB-LVc = Liverpool, Cathedral Library
- GB-LVmc = Liverpool, Mayer College
- GB-LVp = Liverpool, Public Libraries, Central Library
- GB-LVu = Liverpool, Liverpool University, Music Department
- (GB-Mc, siehe Mch)
- GB-Mch = Manchester, Chetham’s Library
- GB-Mcm = Manchester, Royal Northern College of Music rncm.ac.uk
- (GB-Ml, siehe Mr)
- GB-Mp = Manchester, Central Public Library
- GB-Mr = Manchester, John Rylands Library library.manchester.ac.uk
- GB-Mrothwell = Manchester, Evelyn Rothwell private collection
- GB-Mu = Manchester, University of Manchester Library, Department of Music (In: GB-Mr)
- GB-MA = Maidstone, Kent County Record Office
- GB-MFc = Mirfield, Community of Resurrection
- GB-MOa = Montrose, Angus Local Studies Centre
- GB-NH = Northampton, Record Office
- GB-NO = Nottingham, University of Nottingham, Department of Music
- GB-NOr = Nottingham, Archive Office
- GB-NTnro = Newcastle upon Tyne, Northumberland Record Office northumberland.gov.uk
- GB-NTp = Newcastle upon Tyne, Public Libraries
- GB-NTph = Newcastle upon Tyne, Literary & Philosophical Society
- GB-NTsa = Newcastle upon Tyne, The Society of Antiquaries (In: GB-NTnro)
- GB-NTu = Newcastle upon Tyne, University Library
- GB-NW = Norwich, Central Library
- GB-NWcm = Norwich, Castle Museum
- GB-NWhamond = Norwich, Private collection Captain Anthony Hamond
- GB-NWr = Norwich, Record Office
- (GB-O, siehe Ob)
- GB-Oas = Oxford, All Souls College Library all-souls.ox.ac.uk
- GB-Ob = Oxford, Bodleian Library
- GB-Obac = Oxford, Balliol College
- GB-Obc = Oxford, Brasenose College
- GB-Obharding, siehe Oharding
- GB-Oc = Oxford, Coke Collection
- GB-Occc = Oxford, Corpus Christi College Library
- GB-Och = Oxford, Christ Church Library www2.chch.ox.ac.uk
- GB-Oeh = Oxford, St. Edmund Hall
- GB-Oharding = Oxford, Harding private collection (In: GB-Ob)
- GB-Ojc = Oxford, St John’s College Library
- GB-Ojec = Oxford, Jesus College
- GB-Olc = Oxford, Lincoln College Library
- GB-Omc = Oxford, Magdalen College Library
- GB-Ome = Oxford, Merton College
- GB-Onc = Oxford, New College Library
- GB-Ooc = Oxford, Oriel College Library
- GB-Opc = Oxford, Pembroke College Library pmb.ox.ac.uk
- GB-Oqc = Oxford, Queen’s College Library
- GB-Oro = Oxford, Oxfordshire Record Office
- GB-Ouc = Oxford, University College
- GB-Ouf = Oxford, Oxford University, Faculty of Music Library
- (GB-Oum, siehe Oumc)
- GB-Oumc = Oxford, Oxford University Music Club and Union Library
- GB-Owc = Oxford, Worcester College
- (GB-OH, siehe Ohec)
- GB-OHec = Oxford, Old Hall, Library of St Edmund’s College
- (GB-OMeC, siehe Ome)
- (GB-ONC, siehe Onc)
- (GB-OWC, siehe Owc)
- GB-P = Perth, Sandeman Public Library
- GB-PB = Peterborough, Cathedral Library
- GB-PM = Parkminster, St. Hugh’s Charterhouse
- GB-R = Reading, Reading University, Music Library
- GB-Rro = Reading, Berkshire County Record Office, Library
- GB-RI = Ripon, Cathedral Library
- GB-RO = Rochester, Cathedral Library
- GB-SA = St Andrews, University Library
- GB-SB = Salisbury, Cathedral library
- GB-SBRsa = South Brent, Syon Abbey Library
- GB-SC = Sutton Coldfield, Oscott College, Old Library
- GB-SH = Sherborne, Sherborne School Library
- GB-SHB, siehe SHRs
- GB-SHE = Sheffield, University Library
- GB-SHR = Shrewsbury, Salop Record Office
- GB-SHRs = Shrewsbury, Library of Shrewsbury School
- GB-SMleatham = Stamford, Burghley House, Lady Victoria Leatham, private collection
- GB-SOp = Southampton, Public Library
- GB-SOu = Southampton, University of Southampton, Hartley Library
- GB-SPberkeley = Spetchley, Private collection R. J. Berkeley
- (GB-SR, siehe Srfa)
- GB-SRfa = Studley Royal, Fountains Abbey (In: GB-LEc)
- (GB-ST, siehe STm)
- GB-STb = Stratford-upon-Avon, Shakespeare’s Birthplace Trust Library
- GB-STm = Stratford-upon-Avon, Shakespeare Memorial Library
- (GB-STs, siehe STb)
- GB-STA = Stafford, Record Office
- GB-STMb = Stamford, Burghley House, music collection
- GB-STOleigh = Stoneleigh, Lord Leigh private collection
- GB-SWp = Swansea, Public Library
- GB-SWu = Swansea, University College
- GB-SXsb = Saxilby, Parish Church of St. Botolph
- GB-T = Tenbury Wells, St. Michael’s College Library (In: GB-Ob)
- GB-Tar = Taunton, Somerset Record Office
- GB-TBro = Trowbridge, Wiltshire and Swindon Record Office
- GB-TWabergavenny = Tunbridge Wells, Marquis of Abergavenny, private library
- GB-TWmacnutt = Tunbridge Wells, Richard Macnutt, private collection
- GB-W = Wells, Cathedral Library
- (GB-Westm, siehe Lwa)
- GB-Wm = Wells, Museum Library
- (GB-Worc, siehe WO)
- GB-WA = Walley, Stonyhurst College Library
- GB-WB = Wimborne, Wimborne Minster Chain Library
- GB-WC = Winchester, Chapter Library
- GB-WCc = Winchester, Winchester College, Warden and Fellows’ Library
- GB-WCr = Winchester, Hampshire Record Office
- GB-WHwfm = Wisbech, Town Library
- GB-WI = Wigan, Public Library
- GB-WMl = Warminster, Longleat House Old Library
- GB-WO = Worcester, Worcester Cathedral, Music Library
- (GB-WO, siehe Wor)
- GB-WOr = Worcester, Record Office
- GB-WOKhc = Woking, Surrey History Centre
- GB-WPforester = Willey Park, Private Library of Lord Forester
- GB-WRch = Windsor, Chapter Library
- GB-WRec = Windsor, Eton College Library
- GB-WWro = Warwick, Warwickshire County Record Office
- GB-Y = York, Minster Library
- GB-Ybi = York, Borthwick Institute of Historical Research
- (GB-Yi, siehe Ybi)
- GB-Yu = York, University of York, Library

### Guatemala
- GCA–Gc = Guatemala, Cathedral (Kathedrale)
- GCA-Jse = Jacaltenango, Iglesia Parroquia de Santa Eulalia

### Indien
- IND-AHgs = Ahmedabad, Gujarat Vidya Sabha Collection (Gujarat-Vidhya-Sabha-Sammlung)
- IND-ALma = Aligarh, Maulana Azad Library (Maulana-Azad-Bibliothek)
- IND-Bci = Bombay, K. R. Cama Oriental Institute and Library (Mulla Firuz)
- IND-Bu = Bombay, University of Mumbai, Library mu.ac.in
- IND-BAop = Bankipore, Khuda Bakhsh, Oriental Public Library
- IND-BHma = Bhopal, Bibliothèque de Mowlana Azad ou Hamidiyya
- IND-BIl = Bihar, Bihar Library
- IND-Cas = Kalkutta, Asiatic Society Library (Bibliothek der Asiatic Society)
- IND-Co = Kalkutta, Libraries of the King of Oudh
- IND-CA = Kaschmir, Bibliothèque de Cachemire
- IND-Has = Hyderabad, Asafiyah State Library (State Central Library)
- IND-Hsm = Hyderabad, Salar Jung Museum & Library
- IND-Ln = Lucknow, Bibliothèque de Nadwat al-’Ulama
- IND-MAgo = Madras, Government Oriental Mss. Library
- IND-MYot = Mysore, Oriental Library of Tippoo Sultan

### Iran
- IR-Ha = Hamadan, Bibliothèque de Madrisa Ahond
- IR-Hi = Hamadan, Bibliothèque de I’timadiyya (I’timad al-Dowla)
- IR-Iu = Isfahan, Bibliothèque Centrale de l’Université
- IR-Ka = Kašan, Bibliothèque privée de Hasan-e-’Atifi
- IR-Kr = Kašan, Bibliothèque de Ayat Allah Muhammad Husayn Radawi
- IR-Maq = Maschhad, Bibliothèque de Astan-e-Quds
- IR-Mf = Maschhad, Bibliothèque de Farhang (‘Ali Šari’ati)
- IR-Mg = Maschhad, Bibliothèque de Game’ Gowharšad
- IR-Ml = Maschhad, Bibliothèque de Faculté des Lettres et des Sciences Humaines
- IR-Mt = Maschhad, Bibliothèque de Faculté de la Théologie Islamique (Ilahiyyat)
- IR-Qa = Qum, Bibliothèque de Astana Muqaddasa
- IR-Qf = Qum, Bibliothèque de Faydiyya
- IR-Qg = Qum, Bibliothèque de Ayat Allah Golpayegani
- IR-Qm = Qum, Bibliothèque de Masgid-e-A’zam
- IR-Qn = Qum, Bibliothèque de Ayat Allah Mar’aši Nagafi
- IR-Rn = Rasht, Nationalbibliothek (Melli)
- IR-Sh = Schiras, Bibliothèque de Hafiziyya
- IR-Sp = Schiras, Öffentliche Bibliothek (Ayat Allah Dastgab)
- IR-Td = Teheran, Bibliothèque de Loghat-Nama Dehkhodâ (Logatname Dehhoda)
- IR-Tm = Teheran, Bibliothèque de Malik
- IR-Tn = Teheran, Nationalbibliothek (Melli)
- IR-Tp = Teheran, Parlamentsbibliothek (Maglis-e-Šowra)
- IR-Tpi = Teheran, Privatbibliothek Golšan-e-Ibrahimi
- IR-Tpn = Teheran, Privatbibliothek Yusuf-e-Nayyiri
- IR-Tps = Teheran, Privatbibliothek de Mehdi Sadri
- IR-Tpt = Teheran, Privatbibliothek Muhit-e-Tabataba’i
- IR-Tr = Teheran, Königliche Bibliothek (Saltanati)
- IR-Ts = Teheran, Senatsbibliothek
- IR-Tss = Teheran, Sepahsalar-Bibliothek
- IR-Tu = Teheran, Zentralbibliothek der Universität Teheran
- IR-Tan = Täbris, Bibliothèque Nationale (Melli)
- IR-Yw = Yazd, Waziri-Bibliothek

### Irland
- IRL-BRc = Birr, Birr Castle birrcastle.com
- IRL-C = Cork, National University of Ireland at Cork, Boole Library (Boole-Bibliothek) booleweb.ucc.ie
- IRL-Cfb = Cork, St Fin Barre’s Cathedral Library (In: IRL-C)
- IRL-CAb = Cashel, Bolton Library heritagetowns.com
- IRL-CQmma = Cappoquin, Kloster Mount Melleray mountmellerayabbey.org
- IRL-CRh = Castlerea, Clonalis House clonalis.com
- IRL-Da = Dublin, Royal Irish Academy ria.ie
- IRL-Dam = Dublin, Royal Irish Academy of Music riam.ie
- IRL-Dc = Dublin, Irish Contemporary Music Centre cmc.ie
- IRL-Dcb = Dublin, Chester Beatty Library cbl.ie
- IRL-Dcc = Dublin, Christ Church Cathedral Library & Archives cccdub.ie
- (IRL-Dcl, siehe CAb)
- IRL-Df = Dublin, Franciscan Library Dún Mhuire (In: IRL-Duc)
- IRL-Dfm = Dublin, Masonic Grand Lodge, Library
- IRL-Dit = Dublin, Institute of Technology – Conservatory of Music and Drama
- IRL-Dki = Dublin, Honorable Society of King’s Inns, Library kingsinns.ie
- IRL-Dm = Dublin, Archbishop Marsh’s Library marshlibrary.ie
- IRL-Dmh = Dublin, Mercer’s Hospital (In: IRL-Dtc)
- IRL-Dn = Dublin, National Library of Ireland nli.ie
- IRL-Dna = Dublin, National Archives of Ireland nationalarchives.ie
- IRL-Dnh = Dublin, Newbridge House Donabate fingalcoco.ie
- IRL-Dnm = Dublin, National Museum of Ireland museum.ie
- IRL-Dp = Dublin, Dublin Public Library, Pearse Library dublincity.ie
- IRL-Dpc = Dublin, St. Patrick’s Cathedral stpatrickscathedral.ie
- IRL-Drcb = Dublin, Representative Church Body, Library ireland.anglican.org
- IRL-Dsa = Dublin, Royal Society of Antiquaries of Ireland
- IRL-Dtc = Dublin, Trinity College Library tcd.ie
- IRL-Dtm = Dublin, Irish Traditional Music Archive itma.ie
- IRL-Duc = Dublin, University College Dublin ucd.ie
- IRL-Dw = Dublin, Dr. Steevens’ Hospital, Edward Worth Library
- IRL-Gjh = Galway, National University of Ireland at Galway, James Hardiman Library
- IRL-GNc = Glin, Glin Castle glincastle.com
- IRL-La = Limerick, Limerick Archives, The Granary lcc.ie
- IRL-Lca = Limerick, Limerick City and County Archives wwwlimerickcoco.ie
- IRL-Lls = Limerick, Limerick County Library, Local Studies Library lcc.ie
- IRL-Mrjp = Maynooth, National University of Ireland at Maynooth, Russel Library and John Paul II Library nuim.ie
- IRL-MUga = Murroe, Glenstal Abbey of Saint Joseph and Columba
- IRL-Rmsja = Roscrea, Mount St Joseph Abbey msjroscrea.ie
- IRL-Wit = Waterford, Waterford Institute of Technology, Main Library wit.ie

### Island
- IS–Ram = Reykjavík, Stofnun Árna Magnússonar (Árni-Magnússon-Institut)
- IS-Rl = Reykjavík, Landsbókasafn Íslands Haskólabókasafn bok.hi.is
- (IS-Rn, siehe IS-Rl)

### Israel
- IL-Brc = Beʾer Scheva, The Samuel Rubin Conservatory
- IL-Bu = Beʾer Scheva, University Library (Universitätsbibliothek Beʾer Scheva)
- (IL-BSrc, siehe Brc)
- IL-Hml = Haifa, The Haifa Music Museum and Amli Library
- IL-Hul = Haifa, University of Haifa, Library lib.haifa.ac.il
- IL-J = Jerusalem, Israelische Nationalbibliothek (The National Library of Israel, bis 2010: Jewish National and University Library)
- IL-Jal = Jerusalem, The Amli Music Library at the Rubin Academy of Music
- IL-Jap = Jerusalem, Armenian Patriarchate, Libraries
- IL-Jba = Jerusalem, Israel Broadcasting Authority, Arabic Music Department
- IL-Jbl = Jerusalem, Israel Broadcasting Authority, Library and Music Archives
- IL-Jbr = Jerusalem, Israel Broadcasting Authority, Records and Tapes Department
- IL-Jbs = Jerusalem, Israel Broadcasting Authority, Jerusalem Symphony Orchestra Library
- IL-Jbt = Jerusalem, Israel Broadcasting Authority, Television
- IL-Jgp = Jerusalem, Greek Orthodox Patriarchate, Library (Hierosolymitike Bibliotheke)
- (IL-Jnul, siehe J)
- IL-Jp = Jerusalem, Patriarchal Library
- IL-Jpolacek = Jerusalem, Jehudah Polacek, private archive
- IL-Jsm = Jerusalem, The Israel Institute for Sacred Music
- IL-Juf = Jerusalem, Hebrew University of Jerusalem, Folklore Research Centre
- IL-Jug = Jerusalem, Hebrew University of Jerusalem, E. Gerson-Kiwi Collection of Jewish and Oriental Music
- (In: IL-J)
- IL-Jul = Jerusalem, Hebrew University of Jerusalem, Language Traditions Project, Department of Hebrew Language
- IL-Jum = Jerusalem, Hebrew University of Jerusalem, Electronic Laboratory for the Study of Music, Department of Musicology
- (IL-JNUL, siehe J)
- IL-RGu = Ramat Gan, The Wurzweiler Library, Bar Ilan University
- IL-Ta = Tel Aviv, Amli Central Music and Dance Library in Israel
- IL-Tmi = Tel Aviv, Israel Music Institute
- IL-Ttoeplitz = Tel Aviv, Privatbibliothek Uri Toeplitz
- IL-Tum = Tel Aviv, The Mark L. Grinstein Music Library, Library of the Israel Academy of Music, Universität Tel Aviv
- IL-Tus = Tel Aviv, Elias Sourasky Library, Universität Tel Aviv (Elias-Sourasky-Bibliothek)

### Italien

#### A
- (I-A, siehe Ac)
- (I-A, siehe Af)
- I-Ac = Assisi, Biblioteca Comunale (In: I-Af)
- I-Acn = Assisi, Chiesa Nova, Biblioteca Storico-Francescana
- I-Ad = Assisi, Cattedrale di San Rufino, Archivio e Biblioteca
- I-Af = Assisi, Centro di Documentazione Francescana, Biblioteca (ex Sacro Convento di S. Francesco)
- I-Amt = Assisi, Museo del Tesoro della Basilica di San Francesco
- I-Ap = Assisi, Biblioteca della Porziuncola (Basilica di S. Maria degli Angeli)
- (I-As, siehe Ac)
- I-Asc = Assisi, Proto-Monastero di S. Chiara, Biblioteca
- I-Asd = Assisi, Monastero di S. Damiano, Archivio
- (I-Asr, siehe Ad)
- I-AC = Aci Catena, Biblioteca Comunale Francesco Guglielmino
- I-ACRz = Acireale, Biblioteca Zelantea
- I-ACTc = Acqui Terme, Biblioteca Civica
- I-ADc = Adria, Conservatorio Antonio Buzzolla, Biblioteca
- I-ADcom = Adria, Biblioteca Comunale comuneadria.net
- I-ADd = Adria, Biblioteca Capitolare
- I-ADFc = Acquaviva delle Fonti, Biblioteca Comunale Giuseppe Maselli Campagna
- I-ADFd = Acquaviva delle Fonti, Concattedrale di S. Eustachio, Archivio
- I-ADFperrone = Acquaviva delle Fonti, Biblioteca privata Michele Perrone
- I-ADFtribuzio = Acquaviva delle Fonti, Biblioteca privata Giuseppe Tribuzio, Associazioni culturali „Polis – Bodai Shin“
- I-AG = Agrigento, Biblioteca Lucchesiana
- I-AGI = Agira, Biblioteca Comunale Pietro Mineo
- I-AGN = Agnone, Biblioteca Emidiana (Chiesa Parrocchiale di S. Emidio)
- I-AGNsa = Agnone, Chiesa di San Antonio, Archivio
- I-AL = Albenga, Cattedrale di San Michele, Biblioteca e Archivio Capitolari
- I-ALsmf = Albenga, Chiesa di S. Maria in Fontibus
- I-ALAc = Ala, Biblioteca Comunale
- I-ALB = Albino, Biblioteca Leone Dehon
- I-ALCcm = Alcamo, Basilica di S. Maria Assunta, Chiesa Madre, Biblioteca
- I-ALEa = Alessandria, Archivio di Stato di Alessandria archivi.beniculturali.it
- I-ALEac = Alessandria, Archivio Storico Comunale
- I-ALEciv = Alessandria, Biblioteca Civica comune.alessandria.it
- I-ALEd = Alessandria, Cattedrale di San Pietro, Archivio Capitolare
- I-ALEf = Alessandria, Centro di Cultura Popolare G. Ferraro, Biblioteca
- I-ALEi = Alessandria, Conservatorio Statale di Musica Antonio Vivaldi, Biblioteca conservatoriovivaldi.it
- I-ALEm = Alessandria, Museo Civico
- I-ALGd = Alghero, Cattedrale, Archivio
- I-ALIc = Alatri, Archivio Comunale (Banda Municipale)
- I-ALId = Alatri, Duomo, Archivio Capitolare
- I-ALImarchetti = Alatri, Biblioteca privata G. Marchetti
- I-ALIr = Alatri, Centro Studi Licino Refice, Biblioteca
- I-ALIs = Alatri, Seminario Vescovile, Archivio e Biblioteca
- I-ALS = Albisola Superiore, Villa Gavotti, Archivio
- I-ALTd = Altamura, Biblioteca Capitolare
- I-ALTm = Altamura, Archivio e Biblioteca del Museo Civico
- I-ALTsm = Altamura, Associazione Amici della Musica Saverio Mercadante, Biblioteca
- I-ALVb = Albavilla, Biblioteca Padri Betharramiti
- I-AMc = Altomonte, Biblioteca Civica
- I-AMEb = Amelia, Archivio Comunale della Banda Municipale
- I-AMEd = Amelia, Duomo, Archivio Capitolare
- I-AMEsd = Amelia, Archivio Storico Diocesano
- I-AN = Ancona, Biblioteca Comunale Luciano Benincasa
- I-ANas = Ancona, Archivio di Stato
- I-ANbaccelli = Ancona, Biblioteca privata Baccelli
- I-ANboni = Ancona, Biblioteca privata Boni
- (I-Ancap, siehe ANd)
- I-ANcm = Ancona, Biblioteca dell’Associazione Musicale G. B. Pergolesi
- I-ANd = Ancona, Duomo, Biblioteca e Archivio Capitolari (Cattedrale di S. Ciriaco)
- I-ANdi = Ancona, Biblioteca Diocesana
- I-ANic = Ancona, Biblioteca Centrale dei Frati Cappuccini delle Marche
- I-ANsla = Ancona, Istituto Marchigiano Accademico de lle Scienze, Lettere ed Arti, Biblioteca
- I-ANAd = Anagni, Cappella Musicale del Duomo, Archivio
- I-ANDad = Andria, Archivio e Biblioteca Diocesani (Fondo Seminario Vescovile)
- I-ANS = Anguillara Sabazia, Archivio della Chiesa Collegiata dell’Assunta
- I-AO = Aosta, Seminario Maggiore, Biblioteca
- I-AOasa = Aosta, Accademia di San Anselmo, Biblioteca
- I-AOasr = Aosta, Archivio Storico Regionale, Biblioteca
- I-AOc = Aosta, Cattedrale, Biblioteca Capitolare
- I-AOcc = Aosta, Convento dei Padri Cappuccini, Biblioteca
- (I-AOs, siehe AO)
- I-AOso = Aosta, Chiesa Collegiata di S. Orso, Archivio
- I-AP = Ascoli Piceno, Biblioteca Comunale Giulio Gabrielli
- I-APa = Ascoli Piceno, Archivio di Stato
- I-APcap = Ascoli Piceno, Archivio Capitolare
- I-APGss = Appiano Gentile, Parrocchia di San Stefano, Archivio
- I-API = Apiro, Chiesa Collegiata di San Urbano, Archivio
- I-AQ = Aquileia, Duomo, Archivio
- I-ARa = Arezzo, Archivio Storico Comunale
- I-ARas = Arezzo, Archivio di Stato
- I-ARc = Arezzo, Biblioteca Consorziale della Città di Arezzo
- I-ARciv = Arezzo, Biblioteca Civica
- I-ARcr = Arezzo, Biblioteca del Centro di Ricerca e Documentazione Musicisti Aretini (CREDMA)
- I-ARcv = Arezzo, Curia Vescovile, Biblioteca (Fondo di S. Maria della Pieve)
- I-ARd = Arezzo, Duomo, Archivio Capitolare
- I-ARp = Arezzo, Biblioteca e Archivio Musicale del Concorso Polifonico Guido D’Arezzo e Concorso Internazionale di Composizione Guido D’Arezzo
- I-ARs = Arezzo, Biblioteca del Seminario Vescovile
- I-ARu = Arezzo, Università degli Studi di Siena, sede di Arezzo Facoltà di Magistero Dipartimento di Teoria e Document. Tradizioni Culturali Storia della Musica
- I-ARTsm = Artena, Convento di Santa Maria di Gesù (Padri Francescani), Biblioteca e Archivio
- I-ASc = Asti, Cattedrale (Duomo), Archivio Capitolare
- (I-ASc(d), siehe Asc)
- I-ASca = Asti, Biblioteca Consorziale Astense
- I-ASi = Asti, Istituto Musicale Giuseppe Verdi, Biblioteca
- I-ASs = Asti, Seminario Vescovile, Biblioteca
- I-ASCmc = Asciano, Museo della Collegiata (Parrocchia di Sant’Agata)
- I-ASCmo = Asciano, Biblioteca dell’Abbazia Benedettina di Monte Oliveto Maggiore
- I-ASOc = Asola, Biblioteca Comunale
- I-ASOd = Asola, Duomo, Archivio
- I-AT = Atri, Basilica Cattedrale di Santa Maria Assunta, Biblioteca Capitolare e Museo
- I-ATj = Atri, Archivio-Museo Antonio Di Jorio
- I-ATsorricchio = Atri, Archivio privato Sorricchio
- I-AVc = Avellino, Conservatorio di Musica Domenico Cimarosa, Biblioteca
- I-AVEs = Aversa, Seminario Vescovile Paolo VI, Biblioteca
- I-AVEsp = Aversa, S. Paolo, Archivio Capitolare
- I-AVZcv = Avezzano, Curia Vescovile, Biblioteca e Archivio

#### B
- (I-Ba, siehe Bam)
- I-Baf = Bologna, Accademia Filarmonica, Biblioteca accademiafilarmonica.it
- (I-Bag, siehe Bca)
- I-Bam = Bologna, Collezioni d’Arte e di Storia della Cassa di Risparmio (Biblioteca Ambrosini)
- I-Bas = Bologna, Archivio di Stato, Biblioteca archiviodistatobologna.it
- I-Bc = Bologna, Museo internazionale e biblioteca della musica di Bologna museomusicabologna.it
- I-Bca = Bologna, Biblioteca Comunale dell’Archiginnasio
- I-Bcar = Bologna, Biblioteca Comunale G. Carducci
- I-Bco = Bologna, Convento dell’Osservanza, Biblioteca
- I-Bcs = Bologna, Collegio di Spagna, Biblioteca
- I-Bda = Bologna, Università degli Studi di Bologna, Dipartimento di Musica e Spettacolo, Biblioteca
- I-Bgd = Bologna, Archivio Generale Arcivescovile (con l’Archivio della Cattedrale)
- I-Bl = Bologna, Conservatorio Statale di Musica G. B. Martini, Biblioteca
- I-Bmazenta = Bologna, Biblioteca P. A. Mazenta (Collegio S. Luigi dei Padri Barnabiti)
- I-Bmischiati = Bologna, Biblioteca privata Oscar Mischiati
- I-Bmm = Bologna, Civico Museo Medievale
- I-Bof = Bologna, Congregazione dell’Oratorio (Padri Filippini), Biblioteca oratoriosanfilippo.org
- I-Bol, siehe Bc
- I-Bpetazzi, siehe Biblioteca privata Giuseppina Petazzi Mediai
- I-Bpm = Bologna, Università degli Studi di Bologna, Facoltà di Magistero, Cattedra di Storia della Musica, Biblioteca unibo.it
- I-Bs = Bologna, Seminario Arcivescovile Diocesano di Bologna, Biblioteca
- I-Bsa = Bologna, Convento di S. Antonio dei Frati Minori, Biblioteca
- I-Bsd = Bologna, Biblioteca Patriarcale di S. Domenico
- I-Bsf = Bologna, Biblioteca S. Francesco (Convento dei Frati Minori Conventuali)
- I-Bsm = Bologna, Biblioteca del Convento di Santa Maria dei Servi e della Cappella Musicale Arcivescovile
- I-Bsp = Bologna, Archivio Musicale della Basilica di San Petronio
- I-Bt = Bologna, Teatro Comunale di Bologna, Archivio Musicale
- I-Btagliavini = Bologna, Biblioteca privata Luigi Ferdinando Tagliavini
- I-Bu = Bologna, Biblioteca Universitaria
- I-Bvitali = Bologna, Biblioteca privata Carlo Vitali
- (I-BA, siehe Ban)
- I-BAa = Bari, Biblioteca dell’Arcidiocesi
- I-BAas = Bari, Archivio di Stato, Biblioteca
- I-BAc(n), siehe BAn
- I-Baca = Bari, Biblioteca Capitolare
- I-BAcp = Bari, Conservatorio di Musica Niccolò Piccini, Biblioteca
- I-BAgiovine = Bari, Biblioteca privata Alfredo Giovine
- I-BAibimus = Bari, Instituto di Bibliografia Musicale di Puglia
- I-BAmajone = Bari, Biblioteca privata Lucia Majone
- I-BAms = Bari, Museo Storico Comunale (Museo Niccolò Piccinni)
- I-BAn = Bari, Biblioteca Nazionale Sagarriga Visconti-Volpi
- I-BApastore = Bari, Biblioteca privata Giuseppe Pastore
- I-BApdg = Bari, Biblioteca e Archivio Provinciale De Gemmis
- I-BAprc = Bari, Biblioteca Provinciale dei Cappuccini di Puglia (S. Fara)
- I-BAsn = Bari, Basilica di San Nicola, Biblioteca
- I-BAsomma = Bari, Biblioteca privata Marisa Somma
- I-BAtp = Bari, Teatro Petruzzelli, Archivio Musicale
- I-BAu = Bari, Facoltà di Lingue e Letterature Straniere, Università degli Studi di Bari, Biblioteca
- I-BACc = Bagnara Calabra, Archivio Comunale
- I-BADd = Badolato, Cattedrale, Archivio
- I-BAR = Barletta, Biblioteca Comunale Sabino Loffredo
- I-BARad = Barletta, Biblioteca Diocesana Pio IX
- I-BARas = Barletta, Archivio di Stato di Bari, Sezione di Barletta
- I-BARca = Barletta, Curia Arcivescovile, Archivio
- I-BARgallo = Barletta, Biblioteca privata Nicola Ugo Gallo
- I-BARss = Barletta, Chiesa del Santo Sepolcro, Archivio
- I-BCc = Bagnacavallo, Biblioteca Comunale Giuseppe Taroni
- I-BDG = Bassano del Grappa, Museo Bibliotaca Archivio (Biblioteca Civica)museobassano.it
- I-BDGchilesotti = Bassano del Grappa, Biblioteca privata Oscar Chilesotti (In: I-BDG)
- I-BE = Belluno, Biblioteche Lolliniana e Gregoriana
- I-BEc = Belluno, Biblioteca Civica biblioteca.comune.belluno.it
- I-BEd = Belluno, Archivio Vescovile, Curia Diocesana di Belluno
- I-BEi = Belluno, Civica Scuola di Musica Antonio Miari, Biblioteca
- I-BERc = Bergantino, Biblioteca Comunale
- I-BEVc = Bevagna, Biblioteca Comunale Francesco Torti
- I-BGbaresi = Bergamo, Biblioteca privata Eredi di Mons. Baresi
- I-BGbonandrini = Bergamo, Biblioteca privata Bonandrini
- I-BGc = Bergamo, Civica Biblioteca, Archivi Storici Angelo Mai bibliotecamai.org
- I-BGcv = Bergamo, Curia Vescovile, Archivio
- I-BGgavazzeni = Bergamo, Biblioteca privata G. Gavazzeni
- I-BGi = Bergamo, Civico Istituto Musicale Gaetano Donizetti, Biblioteca bergamoestoria.it
- (I-Bgid, siehe Bgi)
- I-BGm = Bergamo, Museo Donizettiano
- I-BGrt = Bergamo, Biblioteca Mons. G. M. Radini Tedeschi (Congregazione dei Preti del Sacro Cuore)
- I-BGs = Bergamo, Seminario Vescovile Giovanni XXIII, Biblioteca
- I-BGsa = Bergamo, Biblioteca del Clero di S. Alessandro in Colonna
- I-BGt = Bergamo, Teatro Donizetti, Biblioteca
- I-BGterzi = Bergamo, Biblioteca privata Terzi
- I-BGDas = Bassano del Grappa, Archivio di Stato, Sezione di Bassano del Grappa
- I-BI = Bitonto, Biblioteca Comunale E. Rogadeo (ex Vitale Giordano)
- I-BIad = Bitonto, Biblioteca Vescovile Mons. Aurelio Marena
- I-BIam = Bitonto, Associazione Musicale T. Traetta
- I-BIcr = Bitonto, Biblioteca privata A. De Capua del Centro Ricerche di Storia e Arte Bitontina
- I-BILas = Bitonto, Biella, Archivio di Stato (Fondo Avogadro di Valdengo)
- I-BISad = Bisceglie, Archivio Storico Diocesano
- I-BISd = Bisceglie, Capitolo della Cattedrale (S. Pietro), Archivio
- I-BISguiliani = Bisceglie, Biblioteca privata Nicola Giuliani
- I-BISp = Bisceglie, Collezione privata
- I-BISs = Bisceglie, Seminario Arcivescovile Diocesano, Biblioteca
- I-BISsa = Bisceglie, Abbazia Curata (Chiesa Parrocchiale di S. Adoneo), Archivio
- I-BITbg = Bitetto, Convento Francescano del Beato Giacomo, Biblioteca
- I-BMfm = Borgomanero, Biblioteca pubblica e casa della cultura fondazione Achille Marazza fondazionemarazza.it
- I-BOs = Bordighera, Biblioteca dell’Instituto Diocesano di Musica Sacra G. M. Gogioso presso il Seminario Vescovile Pio XI
- I-BOsb = Belvedere Ostrense, Archivio della Banda Musicale Cittadina
- I-BOBsc = Bobbio, Monastero di San Colombano, Archivio Storico
- I-BOLp = Bollate, Archivio Plebano
- I-BOLsm = Bollate, Chiesa di S. Martino, Archivio
- I-BOMsg = Bombiana, Archivio Parrocchiale di S. Giacomo do Bombiana
- I-BOMsmv = Bombiana, Santa Maria Villiana, Archivio Parrocchiale
- I-BORa = Borutta, Biblioteca monestica die S. Pietro di Sorres
- I-BOVdi = Bovino, Archivo Capitolare della Cattedrale
- I-BOVsa = Bovino, Parrocchia di S. Antonio, Biblioteca
- I-BRa = Brescia, Ateneo di Scienze, Lettere ed Arti (ICNM), Biblioteca
- I-BRc = Brescia, Conservatorio Statale di Musica A. Venturi, Biblioteca conservatorio.brescia.it
- I-BRd = Brescia, Archivio e Biblioteca Capitolari
- I-BRf = Brescia, Biblioteca Musicale dell’Istituto Francescanum
- I-BRfranchi = Brescia, Biblioteca privata Attilio Franchi
- (I-Bri, siehe BRc)
- I-BRmd = Brescia, Museo Diocesano
- I-BRnc = Brescia, Chiesa dei SS. Nazari e Celso, Archivio
- I-BRp = Brescia, Chiesa di Santa Maria della Pace (Oratorio), Archivio
- I-BRpassi = Brescia, Biblioteca privata Conte Fernando Passi
- I-BRpm = Brescia, Pinacoteca Tosio Martinengo
- I-BRq = Brescia, Biblioteca Civica Queriniana
- I-BRs = Brescia, Seminario Vescovile Diocasano, Archivio Musicale
- I-BRsg = Brescia, S. Giovanni Evangelista (Cappella del SS. Sacramento), Archivio
- I-BRsmg = Brescia, Chiesa della Madonna delle Grazie (S. Maria), Archivio
- I-BRss = Brescia, Basilica e Monastero di S. Salvatore, Archivio
- I-BRtonelli = Brescia, Biblioteca privata Tonelli
- I-BRAco = Bracciano, Castello Orsini (Odescalchi), Biblioteca
- I-BRCc = Barcellona Pozzo di Gotto, Biblioteca Comunale
- (I-BRE, siehe BREs)
- I-BRE = Brixen, Seminario Vescovile Vincentinum, Biblioteca
- I-BRE, siehe BREs
- I-BREd = Brixen, Diözesanarchiv, Archivio Diocesano dioezesanmuseum.bz.it
- I-BREk = Brixen, Klarissenkloster, Musikarchiv
- I-BREm = Brixen, Pfarrkirche Sankt Michael, Archiv
- I-BREmd = Brixen, Museo Diocesano
- I-BREpv = Brixen, Archivio Principesco Vescovile
- I-BREs = Brixen, Seminario Maggiore (Priesterseminar), Biblioteca
- I-BREst = Brixen, Stiftsbibliothek
- I-BRI = Brindisi, Biblioteca Arcivescovile Annibale De Leo
- I-BRIp = Brindisi, Biblioteca Provinciale
- I-BRIs = Brindisi, Seminario Vescovile, Biblioteca
- I-BRIs, siehe BREs
- I-BRNf = Baronissi, Biblioteca Francescana SS. Trinità (Convento SS. Trinità)
- I-BRTp = Brentana, Archivio della Parrocchia di S. Antonino
- I-BSsmg, siehe BRsmg
- I-BSPsf = Borgo San Pietro, Monastero S. Filippa Mareri, Archivio
- I-BUbna = Busseto, Cassa di Risparmio e Monte di Credito su Pegno, Biblioteca, Fondo Musicale
- I-BUcarrara = Busseto, Biblioteca privata Carrara Verdi
- I-BUsb = Busseto, Chiesa Collegiata di San Bartolomeo, Archivio
- I-BUsma = Busseto, Convento di S. Maria degli Angeli, Archivio
- I-BUAc = Busto Arsizio, Biblioteca Comunale
- I-BUAsg = Busto Arsizio, Basilica di San Giovanni
- I-BUAsm = Busto Arsizio, Biblioteca Capitolare
- I-BV = Benevento, Chiesa di S. Michele, Archivio Benevento, Biblioteca Capitolare
- I-BVa = Benevento, Archivio di Stato
- I-BVam = Benevento, Biblioteca Provinciale Antonio Mellusi
- I-BVarc = Benevento, Biblioteca Arcivescovile Francesco Pacca
- I-BVc = Benevento, Conservatorio di Musica (ex Collegio Lasalle), Biblioteca
- I-BVm = Benevento, Museo del Sannio
- I-BVud = Benevento, Ufficio Diocesano Beni Culturali (In: I-BVarc)
- I-BVAsv = Bedero Valtravaglia, S Vittore Martire, Archivio
- I-BVT = Borgo Val di Taro, Biblioteca Comunale Manara
- I-BZa = Bozen, Archivio di Stato, Staatsarchiv Bozen archivi.beniculturali.it
- I-BZap = Bozen, Archivio provinciale di Bolzano, Südtiroler Landesarchiv provinz.bz.it
- I-BZc = Bozen, Conservatorio di Musica Claudio Monteverdi, Biblioteca conservatoriobolzano.it
- I-BZciv = Bozen, Biblioteca Civica Cesare Battisti bolzano.net
- I-BZd = Bozen, Duomo, Archivio
- I-BZf = Bozen, Convento dei Minori Francescani, Biblioteca
- I-Bztog, siehe BZtoggenburg
- I-BZtoggenburg = Bozen, Biblioteca privata dei Conti Toggenburg

#### C
- (I-CA, siehe Casm)
- I-CAa = Cagliari, Archivio Archivescovile (Archivio Storico Diocesano)
- I-CAc = Cagliari, Biblioteca Comunale
- I-CAcon = Cagliari, Conservatorio di Musica Giovanni Pierluigi da Palestrina, Biblioteca
- I-CAft = Cagliari, Facoltà Teologica della Sardegna, Biblioteca
- I-CAib = Cagliari, Biblioteca dell’IBIMUS di Sardegna
- I-CAsm = Cagliari, Cattedrale di S. Maria (Duomo), Archivio
- I-CAt = Cagliari, Teatro Lirico di Cagliari Giovanni Pierluigi da Palestrina, Archivio Musicale
- I-CAu = Cagliari, Biblioteca Universitaria
- I-CAus = Cagliari, Università degli Studi di Cagliari, Facoltà di Magistero, Storia della Musica, Biblioteca
- I-CAGac = Cagli, Archivio Storico Comunale
- I-CAGc = Cagli, Biblioteca Comunale
- I-CAGd = Cagli, Cattedrale, Archivio Capitolare
- I-CALc = Caltagirone, Biblioteca Comunale Emanuele Taranto
- I-CALcrescimanno = Caltagirone, Biblioteca musicale privata Crescimanno
- I-CALf = Caldaro, Franziskanerkloster (In: I-BZf)
- I-CANd = Canosa di Puglia, Cattedrale di S. Sabino, Archivio Capitolare
- I-CAP = Capua, Museo Provinciale Campano, Biblioteca
- I-CAPca = Capua, Biblioteca Arcivescovile
- I-CAPd = Capua, Cattedrale, Archivio e Tesoro
- I-CARc, siehe CARcc
- I-CARc = Castell’Arquato, Archivio Capitolare (Parrocchiale)
- I-CARc(p), siehe CARc
- I-CARcc = Castell’Arquato, Chiesa Collegiata dell’Assunta, Archivio Musicale
- I-CAS = Cascia, Monastero di S. Rita, Archivio
- I-CATa = Catania, Archivio di Stato
- I-CATanastasi = Catania, Biblioteca privata Anastasi Pardella
- I-CATba = Catania, Biblioteca Agatina
- I-CATc = Catania, Biblioteche Riunite Civica e Antonio Ursino Recupero
- I-CATchisari = Catania, Biblioteca privata Giosuè Chisari
- I-CATi = Catania, Biblioteca dell’Istituto Musicale Pareggiato Vincenzo Bellini
- I-CATim = Catania, Centro per il Iniziative Musicali in Sicilia (CIMS) con Archivio Etnomusicale siciliano e Centro di Documentazione della Musica Contemporanea
- I-CATm = Catania, Museo Civico Belliniano, Biblioteca
- I-CATp = Catania, Archivio Provinciale
- I-CATss = Catania, Società di Storia Patria per la Sicilia Orientale, Biblioteca
- I-CATu = Catania, Biblioteca Regionale
- I-CATus = Catania, Università degli Studi di Catania Facoltà di Lettere e Filosofia, Dipartimento di Scienze, Storiche, Storia della Musica, Biblioteca
- I-CAVc = Carovigno, Biblioteca Comunale S. Morelli
- I-CBaf = Campobasso, Accademia Musicale Nuccio Fiorda, Biblioteca
- I-CBcon = Campobasso, Conservatorio Lorenzo Perosi, Biblioteca
- I-CBcv = Campobasso, Curia Arcivescovile Metropolitana, Archivio
- I-CBd = Campobasso, Cattedrale, Archivio
- I-CBp = Campobasso, Biblioteca Provinciale Pasquale Albino
- I-CBsl = Campobasso, Biblioteca Parrocchiale dei Santi Giorgio e Leonardo
- I-CC = Città di Castello, Duomo, Archivio Capitolare (In: I-CCsg)
- I-CCan = Città di Castello, Archivio Notarile
- I-CCav = Città di Castello, Archivio Vescovile (In: I-CCsg)
- I-CCb = Città di Castello, Banda Comunale, Archivio Storico
- I-CCc = Città di Castello, Biblioteca Comunale Giosuè Carducci
- I-CCp = Città di Castello, Pinacoteca Comunale
- I-CCsg = Città di Castello, Biblioteca Storti Guerri e Archivi Storici
- I-CCsm = Città di Castello, Scuola di Musica, Biblioteca
- (I-CDA, siehe CDO)
- I-CDEsm = Casole d’Elsa, Parrocchia di S. Maria Assunta, Archivio
- I-CDO = Codogno, Biblioteca Civica Luigi Ricca
- I-CDP = Città della Pieve, Biblioteca Comunale
- I-CDPd = Città della Pieve, Museo della Cattedrale dei SS. Gervasio e Protasio
- I-CDTb = Cava dei Tirreni, Monumento Nazionale Badia della SS. Trinità, Biblioteca
- I-CDTc = Cava dei Tirreni, Biblioteca Comunale Can. A. Avallone
- I-CDTsf = Cava dei Tirreni, Convento di S. Francesco, Biblioteca
- I-CEac = Cesena, Istituto di Cultura Musicale A. Corelli, Biblioteca
- (I-CEb(sm), siehe CEsm)
- I-CEc = Cesena, Biblioteca Comunale Malatestiana
- I-CEcon = Cesena, Conservatorio di Musica G. B. Martini, Biblioteca
- I-CEd = Cesena, Duomo, Archivio
- I-CEsm = Cesena, Badia di Santa Maria del Monte, Biblioteca
- I-CEC = Cerchio, Museo Civico
- I-CEL = Celano, Biblioteca S. Maria Valleverde
- I-CEMciraci = Ceglie Messapico, Biblioteca privata Ciracì
- I-CEMim Ceglie Messapico, Biblioteca dell’Istituto Musicale Comunale
- I-CEN = Cento, Biblioteca Capitolare di San Biagio
- I-CERcs = Certaldo, Centro di Studi dell’Ars Nova del Trecento, Biblioteca
- I-CERm = Certaldo, Biblioteca Comunale Bruno Ciari
- I-CET = Cetona, Biblioteca Comunale
- (I-CF, siehe CFm)
- I-CF = Cividale del Friuli, Duomo (Parrocchia di Santa Maria Assunta), Archivio Capitolare
- I-CFm = Cividale del Friuli, Museo Archeologico Nazionale, Biblioteca
- I-CFNd = Corfinio, Cattedrale di S. Pelino, Archivio
- I-CFNv = Corfinio, Archivio di Valva
- I-CFVc = Castelfranco Veneto, Conservatorio di Musica A. Steffani, Biblioteca
- I-CFVd = Castelfranco Veneto, Duomo, Archivio
- I-CGc = Castellana Grotte, Biblioteca Comunale Giacomo Tauro
- I-CGmv = Castellana Grotte, Biblioteca S. Maria della Vetrana
- I-CGsl = Castellana Grotte, Chiesa di S. Leone, Archivio
- I-CHc = Chioggia, Biblioteca Comunale Cristoforo Sabbadino
- I-CHf = Chioggia, Archivio dei Padri Filippini (In: I-CHc)
- I-CHs = Chioggia, Seminario Vescovile, Biblioteca
- I-CHEc = Cherasco, Biblioteca Civica G. B. Adriani
- I-CHId = Chiavari, Cattedrale, Archivio
- I-CHIs = Chiavari, Biblioteca del seminario Vescovile
- I-CHIse = Chiavari, Società Economica, Biblioteca
- I-CHN = Chiusi della Verna, Biblioteca del Convento della Verna
- I-CHR = Chieri, Facoltà Teologica dei Gesuiti, Biblioteca (In: I-Tct)
- I-CHRc = Chieri, Biblioteca Comunale
- I-CHRsc = Chieri, Archivio Storico Comunale
- I-CHSd = Chiusi, Museo del Duomo
- I-CHT = Chieti, Biblioteca Provinciale Angelo Camillo De Meis
- I-CHTas = Chieti, Archivio di Stato
- I-CHTasc = Chieti, Archivo Storico Comunale
- I-CHTba = Chieti, Biblioteca Arcivescovile
- I-CHTd = Chieti, Biblioteca della Curia Arcivescovile e Archivio Capitolare
- I-CHTs = Chieti, Biblioteca del Seminario Regionale S. Pio X
- I-CHTtm = Chieti, Biblioteca Mario Zuccarini del Teatro Maruccino
- I-CHV = Chiavenna, Tesoro della Collegiata di S. Lorenzo, Museo Capitolare
- I-CIF = Cinquefrondi, Biblioteca Comunale
- I-CLas = Caltanissetta, Archivio di Stato
- I-CLc = Caltanissetta, Biblioteca Comunale Luciano Scarabelli
- I-CLE = Corleone, Biblioteca Comunale Francesco Bentivegna
- (I-CLO, siehe CLOsl)
- I-CLOsl = Colorno, Chiesa della Reggia Ducale (S. Liborio), Archivio
- I-CLPa = Collepardo, Monumento Nazionale Abbazia di Trisulti, Biblioteca
- I-CLV = Calvi, Archivio Notarile Comunale (Nell’archivio Storico Comunale)
- I-CMac = Casale Monferrato, Archivio Capitolare, Biblioteca
- I-CMbc = Casale Monferrato, Biblioteca Civica Giovanni Canna
- I-CMc, siehe CMbc
- I-CMmartinotti = Casale Monferrato, Biblioteca privata Sergio Martinotti
- I-CMs = Casale Monferrato, Seminario Vescovile, Biblioteca
- I-CMsd = Casale Monferrato, S. Domenico, Archivio
- I-CMsin = Casale Monferrato, Monferrato, Sinagoga, Archivio e Museo
- I-CMAcm = Ciminna, Chiesa Madre
- I-CMEmanciforte = Camerano, Biblioteca Privata Manciforte Sperelli
- I-CMGd = Casalmaggiore, Duomo, Archivio
- I-CMI = Camogli, Biblioteca Civica Nicolò Cuneo
- I-CMLsr = Camaldoli, Archicenobio di S. Romualdo (Monastero dei PP. Camaldolesi), Biblioteca
- I-CMO = Camerino, Biblioteca Comunale Valentiniana
- I-CMOaa = Camerino, Archivio Arcivescovile
- I-CMOas = Camerino, Archivio di Stato di Macerata, Sezione di Camerino
- I-CMObiondi = Camerino, Biblioteca privata Biondi
- I-CMOcap = Camerino, Cattedrale, Archivio Capitolare
- I-CMOcm = Camerino, Cattedrale, Cappella Musicale, Archivio
- I-CMOfc = Camerino, Convento dei Cappuccini, Biblioteca
- I-CMOs = Camerino, Biblioteca del Seminario Arcivescovile
- I-CMOsv = Camerino, Chiesa di San Venanzio, Archivio
- I-CMPc = Campagnano di Roma, Parrocchia di S. Giovanni Battista, Archivio
- I-CNbertola = Cuneo, Biblioteca privata Bertola e Locatelli
- I-CNc = Cuneo, Conservatorio di Musica G. Verdi, Biblioteca
- I-CNGse = Cingoli, Collegiata di S. Esuperanzio, Archivio Priorale
- I-CNM = Civitanova Marche, Biblioteca Comunale Silvio Zavatti
- I-CNTc = Cantiano, Biblioteca Comunale Ludovisiana
- I-CNVap = Conversano, Associazione Culturale Musicale G. Piantoni, Biblioteca
- I-CNVbolognino = Conversano, Biblioteca privata Bolognino
- I-CNVs = Conversano, Seminario Vescovile, Biblioteca
- I-CNVvb = Conversano, Biblioteca Vittorio Bachelet della Chiesa Parrocchiale del Carmine
- (I-CO, siehe Cod)
- I-COasd = Como, Archivio Storico della Diocesi
- I-COc = Como, Biblioteca Comunale
- I-COcon = Como, Conservatorio di Musica (Sezione staccata di Milano), Biblioteca
- I-COd = Como, Duomo, Archivio Musicale
- I-COs = Como, Seminario Vescovile, Biblioteca
- I-COLbarcella = Colombaro, Biblioteca privata Luigi Barcella
- I-COPcm = Copertino, Basilica di Santa Maria ad Nives (Chiesa Matrice), Archivio e Biblioteca
- I-COPcol = Copertino, Chiesa Collegiata, Archivio
- I-COPsg = Copertino, Convento di S. Giuseppe, Archivio
- I-CORc = Correggio, Biblioteca Comunale
- I-COS = Cosenza, Biblioteca Civica
- I-COSa = Cosenza, Archivio di Stato
- I-COSarc = Cosenza, Arcivescovado, Biblioteca
- I-COSc = Cosenza, Conservatorio Statale di Musica A. Giacomantonio, Biblioteca
- I-COScd = Cosenza, Convento dei Padri Domenicani, Archivio
- I-COSn = Cosenza, Biblioteca Nazionale
- I-COSsc = Cosenza, Convento del SS. Crocifisso, Biblioteca
- I-COSsd = Cosenza, Archivio Storico Diocesano
- I-COSsfa = Cosenza, Biblioteca dei Minori Conventuali (Convento di S. Francesco d’Assisi)
- I-COSsfp = Cosenza, Convento di S. Francesco di Paola, Biblioteca
- I-COTc = Cotignola, Biblioteca Comunale Luigi Varoli
- I-CPa = Carpi, Archivio Storico Comunale Paolo Guaitoli della Commissione di Storia Patria
- I-CPac = Carpi, Cattedrale, Archivio Capitolare
- I-CPc = Carpi, Biblioteca Comunale
- I-CPit = Carpi, Istituto Musicale Pareggiato A. Tonelli, Biblioteca
- I-CPRic = Capri, Biblioteca Caprense Ignazio Cerio
- I-CPSfm = Capestrano, Convento di S. Giovanni (Frati Minori), Biblioteca
- I-CPVc = Certosa di Pavia, Biblioteca della Certosa
- (I-CR, siehe CRg)
- I-CRas = Cremona, Archivio di Stato
- I-CRd = Cremona, Biblioteca Capitolare (In: I-CRsd)
- I-CRfcm = Cremona, Fondazione Claudio Monteverdi, Biblioteca
- I-CRg = Cremona, Biblioteca Statale (ex Governatina)
- I-CRmc = Cremona, Museo Civico a la Ponzone
- I-CRpl = Cremona, Istituto Professionale Internazionale per l’Artigianato Liutario e del Legno, Sezione Liuteria di Palazzo Raimondi, Biblioteca
- I-CRs = Cremona, Seminario Vescovile, Biblioteca
- I-CRsa = Cremona, Parrocchia di S. Agostino, Biblioteca
- I-CRsag = Cremona, Archivio della Chiesa di Santa Agata
- I-CRsd = Cremona, Archivio Storico Diocesano
- I-CRsp = Cremona, Facoltà di Musicologia di Università degli studi di Pavia
- I-CRAbiondini = Castelraimondo, Archivio Privato Mario Vinicio Biondi
- I-CRAc = Castelraimondo, Archivio Ugo Bottacchiari
- I-CRCsm = Corigliano Calabro, Chiesa Arcipretale Matrice di S. Maria Maggiore
- I-CRE = Crema, Biblioteca Comunale
- I-CREi = Crema, Istituto Musicale L. Folcioni, Biblioteca
- I-CREs = Crema, Seminario Vescovile, Biblioteca
- I-CREsmc = Crema, S. Maria della Croce, Archivio
- I-CRFcomi = Caraffa, Biblioteca privata Comi
- I-CRIc = Crispiano, Biblioteca Comunale C. Natale
- I-CRMsm = Carmignano, Biblioteca dell’ex Convento (Parrocchia S. Michele)
- I-CRNc = Corinaldo, Archivio Storico Comunale e Biblioteca
- I-CROlucifero = Crotone, Biblioteca privata Lucifero
- I-CRPc = Crespano, Biblioteca di P. Canal (In: I-Vnm)
- I-CRSc = Crescentino, Biblioteca Civica de Gregoriana
- I-CRTsimonetta = Cortale, Biblioteca privata Simonetta
- I-CRVac = Crevalcore, Archivio Comunale
- I-CSA = Campi Salentina, Biblioteca Calasanziana
- I-CSAcalabrese Campi Salentina, Biblioteca privata Calabrese
- I-CSBc = Castelbuono, Biblioteca Comunale
- I-CSFc = Castelfiorentino, Biblioteca Comunale Vallesiana
- I-CSFsv = Castelfiorentino, Chiesa di S. Verdiana, Archivio
- I-CSG = Città Sant’Angelo, Biblioteca Comunale Nicola Castagna
- I-CSNp = Castion, Archivio Parrocchiale della Chiesa di S. Maria Assunta di Castion
- I-CSOp = Castiglione Olona, Parrocchia dei SS. Stefano e Lorenzo, Archivio
- I-CSPsv = Casorate Primo, Parrocchia di S. Vittore Martire, Archivio
- I-CSRp = Caserta, Biblioteca Palatina
- I-CSS = Castel di Sangro, Biblioteca Comunale Vincenzo Balzani
- I-CSTc = Castellammare di Stabia, Biblioteca Comunale Gaetano Filangieri
- I-CSV = Castelvecchio Subequo, Biblioteca del Convento di San Francesco
- I-CT = Cortona, Biblioteca Comunale e dell’Accademia Etrusca
- I-CTd = Cortona, Duomo, Archivio
- I-CTZa = Catanzaro, Archivio di Stato
- I-CTZc = Catanzaro, Biblioteca Comunale Filippo De Nobili
- I-CTZlg = Catanzaro, Liceo P. Galuppi, Biblioteca
- I-CUPc = Cupramontana, Biblioteca Comunale
- I-CUPdottori = Cupramontana, Biblioteca privata Dottori
- I-CUPsl = Cupramontana, S. Leonardo, Archivio Parrocchiale
- I-CVc = Castelvetrano, Biblioteca Comunale Leonardo Centonze
- I-CVAf = Cavalese, Biblioteca dei Francescani (Convento di San Vigilio)
- I-CVEpicciocchi = Cave, Biblioteca privata avvocato Andrea Picciocchi (Villa Clementi)
- I-CVRc = Cavriana, Biblioteca Comunale
- I-CVRp = Cavriana, Archivio Parrocchiale
- I-CZorizio = Cazzago San Martino, Biblioteca privata Agostino Orizio

#### D
- I-DAc = Darfo-Boario Terme, Conservatorio di Musica C. Venturi, Biblioteca
- I-DEpc = Deruta, Pinacoteca Comunale
- I-DGm = Dongo, Convento Francescano (Convento Madonna delle Lacrime), Biblioteca l
- I-DO = Domodossola, Biblioteca e Archivio dei Rosminiani di Monte Calvario (In: I-ST)
- I-DOgc = Domodossola, Biblioteca Comunale Gianfranco Contini
- I-DUh = Duino, Castello Hohenlohe, Biblioteca

#### E
- I-E = Enna, Biblioteca e Discoteca Comunale
- I-EMI = Empoli, Collegiata di S. Andrea, Museo
- I-EMIfb = Empoli, Centro Studi Musicali Ferruccio Busoni

#### F
- (I-F, siehe Fn)
- (I-F, siehe Fl)
- I-Fa = Firenze, Santissima Annunziata, Archivio
- I-Fad = Firenze, Archivio Storico Diocesano
- I-Faq = Firenze, Aquinas Library, Pius XII Institute Graduate School of Fine Arts
- I-Far = Firenze, Arcivescovado, Biblioteca
- I-Fas = Firenze, Archivio di Stato di Firenze, Biblioteca
- I-Fb = Firenze, Morril Music Library (Biblioteca Berenson)
- I-Fbecherini = Firenze, Biblioteca privata Becherini
- I-Fbs = Firenze, Biblioteca scolopica di San Giovannino
- I-Fc = Firenze, Conservatorio di Musica Luigi Cherubini, Biblioteca
- I-Fcom = Firenze, Biblioteca Comunale Centrale
- I-Fcorsini = Firenze, Biblioteca privata Corsini
- I-Fd = Firenze, Opera del Duomo (S. Maria del Fiore), Biblioteca e Archivio
- I-Ff = Firenze, Oratorio di San Filippo (Congregazione), Biblioteca
- I-Ffabbri = Firenze, Biblioteca privata Mario Fabbri
- I-Ffh = Firenze, Fondazione Horne, Museo
- I-Ffl = Firenze, Fondazione Roberto Longhi, Biblioteca
- I-Ffornaciari = Firenze, Biblioteca privata Fornaciari
- I-Fgu = Firenze, Galleria degli Uffizi, Gabinetto disegni e stampe
- I-Fguzzini = Firenze, Biblioteca privata Eredi Guzzini
- I-Fii = Firenze, Istituto degli Innocenti (Ospedale), Galleria d’arte
- I-Fl = Firenze, Biblioteca Medicea-Laurenziana
- I-Fld = Firenze, Archivio Musicale della Libreria delle Donne
- I-Fm = Firenze, Biblioteca Marucelliana
- I-Fmb = Firenze, Museo del Bargello
- I-Fmba = Firenze, Museo Bardini
- I-Fmiari = Firenze, Biblioteca privata eredi G. F. Miari Pelli Fabbroni
- I-Fmsm = Firenze, Museo di San Marco
- I-Fn = Firenze, Biblioteca Nazionale Centrale
- I-Fod = Firenze, Museo dell’Opera del Duomo
- I-Folschki = Firenze, Biblioteca privata Olschki
- I-Fpt = Firenze, Biblioteca della Provincia Toscana dei PP. Scolopi
- I-Fq = Firenze, Biblioteca Boffito del Collegio alla Querce
- I-Fr = Firenze, Biblioteca Riccardiana e Moreniana
- I-Fricasoli = Firenze, Biblioteca privata Ricasoli Ridolfi
- I-Fs = Firenze, Seminario Arcivescovile Maggiore, Biblioteca
- I-Fsa = Firenze, Biblioteca Domenicana di S. Maria Novella
- I-Fsc = Firenze, Archivio Storico del Comune
- I-Fsl = Firenze, Parrocchia di S. Lorenzo, Biblioteca
- I-Fsm = Firenze, Convento di S. Marco, Biblioteca
- I-Ft = Firenze, Teatro Comunale di Firenze, Archivio Musicale
- I-Fu = Firenze, Biblioteca dell’Università, Facoltà di Lettere e Filosofia
- I-Fv = Firenze, Gabinetto Scientifico-Letterario Viessieux, Biblioteca
- I-FA = Fabriano, Biblioteca Comunale
- I-FAb = Fabriano, Banda Musicale Città di Fabriano, Biblioteca
- I-FAbenigni = Fabriano, Biblioteca privata dei Marchesi Benigni-Olivieri
- I-FAd = Fabriano, Duomo (S. Venanzio), Biblioteca Capitolare
- I-FAsm = Fabriano, Monastero di S. Margherita, Biblioteca
- I-FAsn = Fabriano, S. Nicolò, Archivio Parrocchiale
- I-FAss = Fabriano, Monastero San Silvestro, Biblioteca
- I-FALf = Falconara Marittima, Biblioteca Francescana e Picena
- I-FAN = Fano, Biblioteca Comunale Federiciana
- I-FANas = Fano, Archivio di Stato di Pesaro, Sezione di Fano
- I-FANcarboni = Fano, Biblioteca privata Carboni
- I-FANd = Fano, Cappela Musicale del Duomo, Archivio
- I-FANsms = Fano, Archivio Musicale della Confraternita S. Maria Suffragio
- I-FAS = Fasano, Biblioteca Comunale Ignazio Ciaia
- I-FBR = Fossombrone, Biblioteca Civica Passionei comune.fossombrone.ps.it
- I-FBRd = Fossombrone, Cattedrale, Archivio Musicale
- I-FEbonfiglioli = Ferrara, Biblioteca Bonfiglioli
- I-FEc = Ferrara, Biblioteca Comunale Ariostea
- I-FEca = Ferrara, Curia Arcivescovile, Archivio
- I-FEcon = Ferrara, Conservatorio di Musica Girolamo Frescobaldi, Biblioteca
- I-FEd = Ferrara, Duomo, Archivio Capitolare
- I-FEmc = Ferrara, Museo Civico
- I-FEmd = Ferrara, Museo del Duomo
- I-FEmichelini = Ferrara, Biblioteca privata Bruno Michelini
- I-FErizzi = Ferrara, Archivio Privato I. Rizzi
- I-FEs = Ferrara, Seminario Arcivescovile, Biblioteca
- (I-FEs, siehe Fed)
- I-FEss = Ferrara, Convento di S. Spirito, Biblioteca
- I-FEu = Ferrara, Università degli Studi di Ferrara, Facoltà di Magistero, Cattedra di Storia della Musica, Biblioteca (Biblioteca Amleto Bassi)
- I-FEvs = Ferrara, Palazzo Schifanoia, Museo
- I-FEwalker = Ferrara, Biblioteca privata Thomas Walker
- I-FELc = Feltre, Museo Civico, Biblioteca
- I-FELd = Feltre, Duomo (S. Pietro), Archivio Capitolare comune.feltre.bl.it
- (I-FELm, siehe FELc)
- I-FELs = Feltre, Seminario Vescovile, Biblioteca
- I-FEM = Finale Emilia, Biblioteca Comunale
- I-FERaa = Fermo, Archivio Storico Arcivescovile con Archivio della Pietà
- I-FERas = Fermo, Archivio di Stato di Ascoli Piceno, Sezione di Fermo
- I-FERboni = Fermo, Biblioteca privata Boni
- I-FERc = Fermo, Biblioteca Comunale
- I-FERcon = Fermo, Conservatorio di Musica G. Rossini, Biblioteca
- I-FERd = Fermo, Metropolitana (Duomo), Archivio Capitolare (In: I-FERaa)
- (I-FERl, siehe Fecon)
- I-FERmichelini, siehe FEmichelini
- I-FERmm = Fermo, Convento della Madonna della Misericordia, Biblioteca
- I-FERs = Fermo, Seminario Arcivescovile, Biblioteca
- I-FERtraini = Fermo, Biblioteca privata Traini
- I-FERvinci = Fermo, Biblioteca privata Carlo Vinci-Gigliucci
- I-FERvitali = Fermo, Biblioteca privata Gualberto Vitali-Rosati
- I-FIEcd = Fiesole, Centro di Ricerca e di Sperimentazione per la Didattica Musicale, Biblioteca
- I-FIUss = Fiuggi, Confraternita del SS.mo Sacramento e Immacolata Concezione (Chiesa di San Biagio), Archivio
- I-FLef = Finale Ligure, Biblioteca Ecclesiastica Finalmaria (di San Giovanni Battista) (In: I-SAsd)
- I-FOc = Forlì, Biblioteca Comunale Aurelio Saffi
- I-FOd = Forlì, Duomo (S. Croce), Archivio Capitolare
- I-FOG = Foggia, Biblioteca Provinciale
- I-FOGas = Foggia, Archivio di Stato
- I-FOGc = Foggia, Conservatorio di Musica Umberto Giordano, Biblioteca
- I-FOL, siehe FOLc
- I-FOLas = Foligno, Archivio di Stato
- I-FOLc = Foligno, Biblioteca Comunale
- I-FOLd = Foligno, Duomo, Archivio
- I-FOLf = Foligno, Archivio storico dell’Associazione Filarmonica Città di Foligno
- I-FOLs = Foligno, Biblioteca Ludovico Jacobilli del Seminario Vescovile
- I-FORc = Formia, Biblioteca Comunale Filippo Testa
- I-FOSc = Fossano, Biblioteca Civica bibliotecafossano.it
- I-FOSd = Fossano, Biblioteca Capitolare
- I-FOSim = Fossano, Istituto Musicale Vittorio Baravalle
- I-FPfanan = Fratta Polesine, Biblioteca privata Giorgio Fanan
- I-FRa = Fara in Sabina, Monumento Nazionale di Farfa, Biblioteca
- I-FRAceleghin = Frascati, Biblioteca privata Luigi Celeghin
- I-FRAd = Frascati, Cattedrale (Duomo), Archivio Musicale
- I-FRAm = Frascati, Archivio Comunale
- I-FRNac = Ferentino, Archivio Notarile Comunale
- I-FRNbc = Ferentino, Biblioteca Comunale
- I-FROas = Frosinone, Archivio di Stato
- I-FROc = Frosinone, Conservatorio di Musica Licinio Refice, Biblioteca
- I-FZac = Faenza, Biblioteca Capitolare
- (I-FZac(d), siehe Fzac)
- I-FZas = Faenza, Archivio di Stato di Ravenna, Sezione di Faenza
- I-FZc = Faenza, Biblioteca Comunale Manfrediana racine.ra.it
- (I-FZe, siehe FZc)
- I-FZs = Faenza, Biblioteca Cardinale Gaetano Cicognani (Seminario Diocesano)
- I-FZsavini = Faenza, Biblioteca privata Ino Savini

#### G
- I-Gac = Genua, Archivio Storico del Comune
- I-Gas = Genua, Archivio di Stato
- I-Gc = Genua, Biblioteca Civica Berio
- I-Gcalcagno = Genua, Biblioteca privata Daniele Calcagno
- I-Gcattaneo = Genua, Biblioteca privata Marchese G. Cattaneo-Adorno
- I-Gcc = Genua, Centro Culturale Francese-Italiano Galliera, Biblioteca
- I-Gce = Genua, Collegio Emiliani, Biblioteca
- I-Gcl = Genua, Biblioteca Civica Gian Luigi Lercari
- I-Gcortese = Genua, Biblioteca privata Luigi Cortese
- I-Gcsf = Genua, Centro Studi Francescani per la Liguria, Biblioteca
- I-Gf = Genua, Biblioteca Franzoniana
- I-Gfg = Genua, Biblioteca Civica Francesco Gallino
- I-Gg = Genua, Chiesa del Gesù, Biblioteca e Archivio dei Gesuiti
- I-Ggrasso = Genua, Biblioteca privata Lorenzina Grasso
- (I-Gi(l), siehe Gl)
- I-Gim = Genua, Civico Istituto Mazziniano, Biblioteca
- I-Gip = Genua, Istituto Antonio Piccardo dei Figli di Maria, Biblioteca
- I-Givaldi = Genua, Biblioteca privata A. F. Ivaldi
- I-Gl = Genua, Conservatorio di Musica Niccolò Paganini, Biblioteca conservatoriopaganini.org
- I-Glercari = Genua, Biblioteca privata Lercari
- I-Gnsc = Genua, Chiesa di Nostra Signora della Consolazione, Biblioteca
- I-Gnsm = Genua, Santuario – Basilica di Nostra Signora del Monte, Archivio
- I-Gpc = Genua, Biblioteca Provinciale dei Cappuccini Liguri
- I-Gps = Genua, Istituto Calasanzio dei Padri Scolopi, Biblioteca
- I-Gpso = Genua, Archivio Storico dei PP. Somaschi
- I-Gremondini = Genua, Biblioteca privata P. C. Remondini
- I-Gsa = Genua, Seminario Arcivescovile Maggiore Benedetto XV, Biblioteca
- I-Gsac = Genua, SS. Annunziata della Costa, Biblioteca
- I-Gsc = Genua, S. Caterina (SS. Annunziata di Portaria), Archivio
- I-Gsd = Genua, Archivio Storico della Chiesa di S. Donato
- I-Gsfa = Genua, Convento di S. Francesco d’Albaro, Biblioteca
- I-Gsl = Genua, S. Lorenzo (Duomo), Archivio Capitolare
- I-Gsma = Genua, S. Maria Assunta, Biblioteca e Archivio
- I-Gsmb = Genua, Badia dei Benedettini di S. Andrea della Castagna, Biblioteca
- I-Gsmd = Genua, S. Maria di Castello, Biblioteca dei Domenicani
- I-Gsmv = Genua, S. Maria delle Vigne, Biblioteca e Archivio
- I-Gspinola = Genua, Biblioteca privata Spinola
- I-Gtc = Genua, Teatro Comunale, Archivio Musicale
- I-Gu = Genua, Biblioteca Universitaria bibliotecauniversitaria.ge.it
- I-Gviazzi = Genua, Biblioteca privata Viazzi
- I-GA = Valganna, Biblioteca della Badia di Ganna
- I-GAA = Garbagna, Archivio Parrocchiale
- I-GAEc = Gaeta, Convento, Biblioteca
- I-GAEd = Gaeta, Duomo (Cattedrale), Archivio
- I-GAEia = Gaeta, Istituto dell’Annunziata (Suore della Carità), Biblioteca
- I-GAEm = Gaeta, Museo Diocesano
- I-GAEtd = Gaeta, Tesoro della Cattedrale
- I-GALc = Gallipoli, Biblioteca Comunale
- I-GALverona = Gallipoli, Biblioteca privata Verona
- I-GANsma = Gandino, Basilica di S. Maria Assunta, Archivio
- I-GAPbc = Grumo Appula, Biblioteca comunale Beniamino d'Amato
- I-GARvi = Gardone Riviera, Vittoriale degli Italiani, Biblioteca
- I-GDC = Gioia del Colle, Chiesa di S. Francesco, Archivio Musicale
- I-GDCbc = Gioia del Colle, Biblioteca Comunale „Don Vincenzo Angelilli“
- I-GDLcc = Guardiagrele, Chiesa Collegiata di S. Maria Maggiore, Archivio
- I-GE = Gemona del Friuli, Duomo, Archivio
- (I-Get, siehe GE)
- I-GERc = Geraci Siculo, Biblioteca Comunale Padre Giammaria Carapezza da Geraci
- I-GLc = Galatina, Biblioteca Comunale Pietro Siciliani
- I-GLAcm = Galatone, Chiesa Matrice, Archivio
- I-GLRsf = Gallarate, Monastero S. Francesco delle Monache Benedettine A. P. del Santissimo Sacramento
- I-GLRsma = Gallarate, Chiesa di S. Maria Assunta, Archivio
- I-GN = Giulianova, Biblioteca Comunale Vincenzo Bindi
- I-GNb = Giulianova, Centro Studi Gaetano Braga, Biblioteca
- I-GO = Gorizia, Seminario Teologico Centrale, Biblioteca
- I-GOas = Gorizia, Archivio di Stato
- I-GOcl = Gorizia, Archivio dell’Associazione Culturale M|o Rodolfo Lipizer
- I-GOcoronini = Gorizia, Biblioteca privata Coronini
- I-GOcs = Gorizia, Associazione Corale C. A. Seghizzi, Archivio-Biblioteca
- I-GOd = Gorizia, Chiesa Metropolitana (Duomo), Archivio
- I-GOi = Gorizia, Fondazione Musicale Città di Gorizia, Istituto di Musica, Biblioteca
- I-GOp = Gorizia, Biblioteca Provinciale (Archivio Storico Provinciale)
- I-GOs = Gorizia, Biblioteca Statale Isontina e Civica
- I-GOsr = Gorizia, Archivio Musicale della Chiesa di S. Rocco
- I-GR = Grottaferrata, Badia Greca di S. Nilo (Monumento Nazionale), Biblioteca
- I-GRsc = Grottaferrata, Archivio dei Fratelli delle Scuole Cristiane
- I-GRA = Gravina in Puglia, Fondazione E. Pomarici Santomasi, Archivio Storico
- I-GRAbcf = Gravina in Puglia, Biblioteca Capitolare Finia
- I-GRCd = Gerace, Cattedrale, Archivio
- I-GREcf = Greccio, Santuario Francescano del Presepio, Biblioteca
- I-GROm = Grosseto, Curia Vescovile, Museo d’Arte Sacra
- I-GRUc = Grugliasco, Biblioteca Civica Centrale Pablo Neruda
- I-GT = Gualdo Tadino, Notaio di Gualdo Tadino, Archivio
- I-GTd = Gualdo Tadino, Biblioteca Capitolare
- (I-GU, siehe GUBsd)
- (I-Gum, siehe GDLcc)
- I-GUA = Guastalla, Biblioteca Municipale Maldotti
- I-GUBa = Gubbio, Archivio di Stato
- I-GUBd = Gubbio, Biblioteca Vescovile Fonti e Archivio Diocesano (con Archivio del Capitolo della Cattedrale)
- I-GUBsd = Gubbio, Chiesa di S. Domenico, Archivio (In: I-GUBa)
- I-GUBsp = Gubbio, Biblioteca Comunale Sperelliana
- I-GVNac = Giovinazzo, Archivio Capitolare
- I-GVNive = Giovinazzo, Istituto Vittorio Emanuele II, Biblioteca

#### I
- I-I = Imola, Biblioteca Comunale
- I-IBborromeo = Isola Bella, Biblioteca privata Borromeo
- I-IGS = Iglesias, Archivio Capitolare
- I-IMPsm = Impruneta, Chiesa Prepositurale di S. Maria, Archivio
- I-IND = Introdacqua, Archivio Parrocchiale di Maria SS. Annunziata
- I-INTsv = Intra, Chiesa Collegiata di S. Vittore, Archivio
- I-IOc = Iseo, Biblioteca Comunale Fra’ Fulgenzio Rinaldi
- I-ISc = Isernia, Biblioteca Comunale Michele Romano
- I-ISS = Isola del Gran Sasso, Biblioteca Provinciale e Archivio Storico S. Gabriele dell’Adorata
- I-IV = Ivrea, Biblioteca Capitolare

#### J
- I-IE = Jesi, Biblioteca Comunale
- I-IEd = Jesi, Biblioteca Diocesana Piermatteo Petrucci (con Fondo Musicale della Cattedrale di S. Settimio)
- I-IEpaccapelo = Jesi, Archivio privato Sorelle Paccapelo
- I-IEsmp = Jesi, S. Maria del Piano, Archivio
- I-IEsp = Jesi, S. Pietro, Archivio

#### L
- I-La = Lucca, Archivio di Stato
- I-Lac = Lucca, Archivio Arcivescovile
- I-Las = Lucca, Biblioteca-Archivio Storico Comunale
- (I-Las, siehe La)
- I-Lc = Lucca, Biblioteca Capitolare Feliniana e Biblioteca Arcivescovile
- I-Lcr = Lucca, Crocefisso, Archivio
- I-Lg = Lucca, Biblioteca Statale (ex Governativa)
- I-Lgp = Lucca, Biblioteca del Centro Studi Giacomo Puccini
- I-Li = Lucca, Istituto Musicale Luigi Boccherini, Biblioteca
- I-Llandi = Lucca, Biblioteca privata Lamberto Landi
- I-Lmp = Lucca, Museo di Casa Puccini
- I-Ls = Lucca, Seminario Arcivescovile, Biblioteca
- I-Lsf = Lucca, Basilica di S. Frediano (Guardaroba)
- I-Lsfr = Lucca, Archivio del Convento di S. Francesco
- I-Ltg = Lucca, Biblioteca Teatro del Giglio
- I-Ltp = Lucca, Centro per la Raccolta lo Studio e la Valorizzazione delle Tradizioni Popolari della Provincia di Lucca, Biblioteca
- I-Luc, siehe Lc
- I-LA = L’Aquila, Biblioteca Provinciale Salvatore Tommasi
- I-LAa = L’Aquila, Archivio Arcidiocesano e Biblioteca del Seminario
- I-LAas = L’Aquila, Archivo di Stato
- I-LAb = L’Aquila, Archivio Provinciale S. Bernardino degli Abruzzi
- I-LAcon = L’Aquila, Conservatorio di Musica A. Casella, Biblioteca
- I-LAd = L’Aquila, Duomo, Archivio
- I-LAm = L’Aquila, Curia Vescovile, Museo d’Arte Sacra
- I-LAms = L’Aquila, Casa Museo Signorini-Corsi
- I-LAs = L’Aquila, Soprintendenza ai Beni AA. SS., Biblioteca
- I-LAsc = L’Aquila, Archivio del Convento di S. Chiara
- I-LAsg = L’Aquila, Convento di S. Giuliano, Biblioteca
- I-LAzimei = L’Aquila, Biblioteca Privata Francesco Zimei
- I-LANas = Lanciano, Archivio di Stato di Chieti, Sezione di Lanciano
- I-LANc = Lanciano, Biblioteca Diocesana (con Archivio della Cattedrale)
- I-LANcom = Lanciano, Biblioteca Comunale Raffaele Liberatore
- I-LANf = Lanciano, Archivio dell’Associazione Amici della Musica Fedele Fenaroli
- I-LANff = Lanciano, Archivio dell’Istituzione Civica Fedele Fenaroli
- I-LANfm = Lanciano, Biblioteca del Centro di Documentazione e Ricerche Musicali Francesco Masciangelo
- I-LANmarciani = Lanciano, Biblioteca privata C. Marciani
- I-LANpantaleone = Lanciano, Biblioteca privata Domenico Pantaleone
- I-LATsl = Laterza, Chiesa di S. Lorenzo Martire, Archivio
- I-LAU = Lanusei, Biblioteca Diocesana di Ogliastra
- I-LBCp = Longobucco, Archivio Parrocchiale
- I-LDEsormani = Lurago d’Erba, Biblioteca privata Sormani Verri di Lurago
- I-LE = Lecce, Biblioteca Provinciale Nicola Bernardini
- I-LEas = Lecce, Archivio di Stato
- I-LEcon = Lecce, Conservatorio di Musica Tito Schipa, Biblioteca
- I-LEgiovine = Lecce, Biblioteca privata Alfredo Giovine
- I-LEpastore = Lecce, Biblioteca privata Giuseppe Pastore
- I-LEs = Lecce, Biblioteca Innocenziana (del Seminario Vescovile)
- I-LEsa = Lecce, Biblioteca Roberto Caracciolo (Convento di S. Antonio)
- I-LECc = Lecco, Biblioteca Comunale Uberto Pozzoli
- I-LECm = Lecco, Biblioteca Specializzata dei Musei Civici
- I-LEFpezzoli = Leffe, Biblioteca privata Gianni Pezzoli
- I-LEOcc = Leonessa, Biblioteca Comunale, Sezione Convento dei Padri Cappuccini
- I-LEVsa = Leverano, Santissima Annunziata, Archivio Ecclesiastico
- I-LI = Livorno, Biblioteca Comunale Labronica Francesco Domenico Guerrazzi
- I-LIcp = Livorno, Centro di Ricerca e Pratica Musicale, Biblioteca (Archivio delle Tradizioni Popolari)
- I-LIi = Livorno, Istituto Musicale P. Mascagni, Biblioteca
- I-LImm = Livorno, Museo Mascagnano
- I-LIMcc = Limbadi, Casa di Carità, Biblioteca, Fondo Macri
- I-LMc = Laveno Mombello, Biblioteca Comunale
- I-LOb = Lodi, Biblioteca del Collegio S. Francesco (PP. Barnabiti)
- I-LOc = Lodi, Duomo, Archivio Capitolare
- I-LOcl = Lodi, Biblioteca Comunale Laudense
- I-LOmd = Lodi, Museo Diocesano
- I-LOs = Lodi, Seminario Vescovile, Biblioteca
- I-LOG = Longiano di Romagna, Biblioteca Comunale
- I-LOMsv = Lomazzo, Chiesa di S. Vito, Archivio
- I-LONcl = Longobardi, Biblioteca Calabria Letteraria
- I-LOR = Loreto Aprutino, Biblioteca dell’Associazione Culturale il Dolcimelo
- I-LORcasamarte = Loreto Aprutino, Biblioteca privata e Archivio Casamarte
- I-LOVat = Lovere, Accademia Tadini di Belle Arti, Biblioteca
- I-LPIcd = Loro Piceno, Archivio Musicale del Monastero Corpus Domini
- I-LROd = Larino, Cattedrale, Archivio
- I-LSPc = La Spezia, Biblioteca Civica Ubaldo Mazzini
- I-LSPcon = La Spezia, Conservatorio di Musica Giocomo Puccini, Biblioteca
- I-LT = Loreto, Santa Casa, Biblioteca e Archivio Storico
- I-LTb = Loreto, Banda Musicale Francesco Basili, Biblioteca
- I-LTNc = Latina, Conservatorio Statale di Musica S. Cecilia, Biblioteca
- I-LU = Lugo, Biblioteca Comunale Fabrizio Trisi
- I-LUi = Lugo, Istituto Musicale Pareggiato G. L. Malerbi
- I-Luim, siehe LUi
- I-LUCcm = Lugo, Museo Civico Giuseppe Fiorelli
- I-LUCcom = Lucera, Biblioteca Comunale
- I-LUCs = Lucera, Seminario Diocesano, Biblioteca

#### M
- I-Ma = Mailand, Milano, Biblioteca Ambrosiana
- I-Malfieri = Mailand, Biblioteca privata Famiglia Treccani degli Alfieri
- I-Map = Mailand, Archivio Provinciale O.F.M
- I-Mas = Mailand, Archivio di Stato
- I-Mb = Mailand, Biblioteca Nazionale Braidense
- I-Mba = Mailand, Scuola Beato Angelico, Biblioteca
- I-Mbarblan = Mailand, Biblioteca privata Guglielmo Barblan (In: I-RVE)
- I-Mberetta = Mailand, Biblioteca privata Ottavio Beretta
- I-Mc = Mailand, Conservatorio di Musica Giuseppe Verdi, Biblioteca
- I-Mca = Mailand, Archivio Storico Diocesano (Curia Arcivescovile di Milano), Biblioteca
- I-Mcap = Mailand, Archivio Capitolare di S. Ambrogio, Biblioteca
- (I-Mcap(d), siehe Mfd)
- (I-Mcap(d), siehe Md)
- I-Mcbd = Mailand, Centro Bibliografico e di Documentazione della Regione Lombardia
- I-Mcec = Mailand, Casa Editrice Curci, Archivio
- I-Mcom = Mailand, Biblioteca Comunale Sormani
- I-Mcsm = Mailand, Civica Scuola di Musica, Sezione di Musica contemperanea, Biblioteca
- (I-Md, siehe Mfd)
- I-Md = Mailand, Capitolo Metropolitano, Biblioteca e Archivio (Archivio Musicale del Duomo)
- I-Mdelloro = Mailand, Biblioteca privata Dell’Oro
- I-Mdemicheli = Mailand, Biblioteca privata Jorxe De Micheli
- I-Mdonà = Mailand, Biblioteca privata Mariangela Donà
- I-Mfd = Mailand, Veneranda Fabbrica del Duomo, Biblioteca
- I-Mfil = Mailand, Teatro Filodrammatici, Archivio
- I-Mfmc = Mailand, Biblioteca Francescano-Cappuccina Provinciale
- I-Mforgione = Mailand, Biblioteca privata Pasquale Forgione
- I-Mfp = Mailand, Biblioteca Francescana (Provinciale, di S. Angelo)
- I-Mgallini = Mailand, Biblioteca privata Natale Gallini
- I-Mgentili = Mailand, Biblioteca privata Massimo Gentili-Tedeschi
- I-Mgerli = Mailand, Biblioteca privata Gerli di Villagaeta
- I-Mgrassi = Mailand, Biblioteca privata Grassi
- (I-Mi, siehe Ma)
- I-Midm = Mailand, Istituto Ernesto De Martino, Biblioteca
- I-Mil = Mailand, Istituto Lombardo Accademia di Scienze e Lettere, Biblioteca
- I-Mism = Mailand, Università degli Studi di Milano, Istituto di Storia della Musica, Biblioteca
- I-Mmaglio = Mailand, Biblioteca privata Maglio
- I-Mmd = Mailand, Museo Diocesano
- I-Mmiari = Mailand, Biblioteca privata Giacomini-Miari-Landris
- I-Mmm = Mailand, S. Maurizio e Sigismondo (Monastero Maggiore), Archivio
- I-Mmompellio = Mailand, Biblioteca privata Federico Mompellio
- I-Mmr = Mailand, Museo del Risorgimento, Biblioteca
- I-Mms = Mailand, Museo Nazionale della Scienza e della Tecnica L. da Vinci (Sez. di Acustica), Biblioteca
- I-Mmsm = Mailand, Museo degli Strumenti Musicali, Biblioteca
- I-Mpetazzoni = Mailand, Biblioteca privata Luciano Petazzoni
- I-Mpia = Mailand, Pontificio Istituto Ambrosiano di Musica Sacra, Biblioteca
- (I-Mpol, siehe Mpolesini)
- I-Mpolesini = Mailand, Biblioteca privata Polesini
- I-Mr = Mailand, Biblioteca della Casa Ricordi
- I-Mrai = Mailand, Archivi Musicali della RAI
- I-Mroberti = Mailand, Biblioteca privata Roberti
- I-Mrosada = Mailand, Biblioteca privata Rosada
- I-Mrsb = Mailand, Civica Raccolta delle Stampe Archille Bertarelli, Biblioteca
- I-Ms = Mailand, Biblioteca Teatrale Livia Simoni, Museo Teatrale alla Scala
- I-Msap = Mailand, Convento di S. Antonio da Padova (Frati Minori), Biblioteca
- I-Msartori = Mailand, Biblioteca privata Claudio Sartori (In: I-Mc)
- I-Msb = Mailand, Chiesa di S. Babila, Archivio
- I-Msbt = Mailand, Chiesa di S. Bartolomeo, Archivio
- I-Msc = Mailand, Chiesa di Santa Maria presso San Celso, Archivio
- I-Mscl = Mailand, Chiesa di S. Calimero, Archivio
- I-Msf = Mailand, Centro S.Fedele, Biblioteca
- I-Msfp = Mailand, Chiesa di S. Francesco di Paola, Archivio
- I-Msm = Mailand, Chiesa di S. Marco, Archivio
- I-Msnc = Mailand, Chiesa dei SS. Nazaro e Celso, Archivio
- I-Mson = Mailand, Casa Editrice Sonzogno, Archivio
- I-Mss = Mailand, Chiesa di S. Satiro, Archivio
- I-Mssl = Mailand, Società Storica Lombarda societastoricalombarda.it
- I-Mst = Mailand, Chiesa della SS. Trinità, Archivio
- I-Msto = Mailand, Chiesa di S. Tommaso in S. Ildefonso, Archivio
- I-Msz = Mailand, Casa Editrice Suvini Zerboni, Archivio
- I-Mt = Mailand, Biblioteca Trivulziana e Archivio Storico Civico
- I-Mts = Mailand, Teatro alla Scala, Archivio Musicale
- I-Mu = Mailand, Università degli Studi di Milano, Facoltà di Giurisprudenza, Biblioteca
- I-Muc = Mailand, Università Cattolica del Sacro Cuore, Biblioteca
- I-Murfm = Mailand, Ufficio Ricerca Fondi Musicali, Biblioteca
- I-Mverona = Mailand, Biblioteca privata Verona (In: I-Mgentili)
- I-Mvidusso = Mailand, Biblioteca privata Carlo Vidusso
- I-Maa = Mantua, Archivio di Stato
- I-MAad = Mantua, Archivio Storico Diocesano
- I-MAav = Mantua, Accademia Nazionale Virgiliana di Scienze Lettere ed Arti, Biblioteca accademiavirgiliana.it
- I-MAc = Mantua, Biblioteca Comunale
- I-MAcon = Mantua, MAi
- I-MAg = Mantua, Archivio Gonzaga (In: I-MAa)
- I-MAi = Mantua, Conservatorio di Musica Lucio Campiani (ex Istituto Musicale)
- I-MAmd = Mantua, Museo Diocesano di Arte Sacra
- I-MAp = Mantua, Duomo (S. Pietro), Archivio (In: I-MAad)
- I-MAs = Mantua, Seminario Vescovile, Biblioteca
- (I-MAB, siehe MAVb)
- I-MAC = Macerata, Biblioteca Comunale Mozzi Borgetti
- I-MACa = Macerata, Archivio di Stato
- I-MACcd = Macerata, Monastero del Corpus Domini, Biblioteca
- I-MACgiochi = Macerata, Biblioteca privata Filippo Giochi
- I-MACmc = Macerata, Pinacoteca e Musei Civici
- I-MACn = Macerata, Biblioteca Nazionale di Napoli, Sezione staccata di Macerata
- I-MACproietti = Macerata, Biblioteca privata Proietti
- I-MACu = Macerata, Università degli Studi di Macerata, Facoltà di Lettere e Filosofia, Storia della Musica, Biblioteca
- I-MAFc = Manfredonia, Biblioteche Civiche Unificate
- I-MAGc = Maglie, Biblioteca Comunale Francesco Piccinno
- I-MANc = Manduria, Biblioteca Comunale Marco Gatti
- I-MATa = Matera, Archivio di Stato
- I-MATc = Matera, Conservatorio Statale di Musica E. R. Duni, Biblioteca
- I-MATd = Matera, Archivio Diocesano (con la Biblioteca Arcivescovile)
- I-MATts = Matera, Biblioteca Provinciale Tommaso Stigliani
- I-MAVb = Malles Venosta, Abbazia Benedettina di Montemaria, Biblioteca
- (I-MBG, siehe MAVb)
- I-MC = Montecassino, Monumento Nazionale di Montecassino, Biblioteca
- I-MCLdellara = Moncalieri, Biblioteca privata Dell’Ara
- I-MCOp = Mariano Comense, Biblioteca Prepositurale
- I-MDAegidi = Montefiore dell’Aso, Biblioteca privata Francesco Egidi
- I-ME = Messina, Biblioteca Regionale Universitaria
- I-MEac = Messina, Archivio Storico Comunale, Biblioteca
- I-MEap = Messina, Accademia Peloritana dei Pericolanti, Biblioteca
- I-MEcm = Messina, Cappella Musicale del Duomo, Archivio
- I-MEcon = Messina, Conservatorio di Musica A. Corelli, Biblioteca
- I-MEfl = Messina, Filarmonica Laudamo, Biblioteca
- I-MEit = Messina, Istituto Teologico S. Tommaso, Biblioteca
- I-MEm = Messina, Museo Regionale (ex Nazionale)
- I-MEmeli = Messina, Biblioteca privata Alfonso Meli
- I-MEnicotra = Messina, Biblioteca privata Arturo Nicotra
- I-MEs = Messina, Biblioteca Painiana (del Seminario Arcivescovile San Pio X)
- I-MEt = Messina, Biblioteca del Teatro Vittorio Emanuele
- I-MEus = Messina, Università degli Studi di Messina, Facoltà di Magistero, Istituto di Storia dell’Arte, Storia della Musica, Biblioteca
- I-MEE = Mestre, Centro Bibliotecario Musicale
- I-MEEa = Mestre, Biblioteca Emeroteca Musicale e Fonoteca dell’ASAC
- I-MEEc = Mestre, Biblioteca Civica
- I-MERbelgioioso = Merate, Biblioteca privata Belgioioso-Brivio
- I-MERc = Merate, Biblioteca Civica Alessandro Manzoni
- I-MFad = Molfetta, Archivio Diocesano
- I-MFc = Molfetta, Biblioteca Comunale Giovanni Panunzio
- I-MFgerminario = Molfetta, Biblioteca privata Nicola Germinario
- I-MFsr = Molfetta, Pontificio Seminario Regionale Pio XI (Apulo), Biblioteca
- I-MFsv = Molfetta, Seminario Vescovile, Biblioteca
- (I-MFA, siehe MDAegidi)
- I-MFAc = Montefalco, Biblioteca Comunale
- I-MFIc = Montefiascone, Biblioteca Comunale
- I-MFIs = Montefiascone, Seminario Vescovile Barbarigo, Biblioteca
- I-MFRc = Martina Franca, Biblioteca Comunale Isidoro Chirulli
- I-MFRg = Martina Franca, Biblioteca della Fondazione Paolo Grassi
- I-MGIcf = Maggiano, Certosa di Farneta, Biblioteca
- I-MGNmg = Magenta, Chiesa dei SS. Martino e Gioacchino, Archivio
- I-MIc = Mineo, Biblioteca Comunale Luigi Capuana
- I-MIEc = Mirabella Eclano, Collegiata, Archivio
- I-MISsv = Missaglia, Parrocchia Prepositurale di S. Vittore, Archivio
- I-MM, siehe MAVb
- I-MNCp = Montecarotto, Archivio Storico Parrocchiale
- I-MNDd = Mondovì, Cattedrale, Archivio Capitolare
- I-MNFss = Montefano, Chiesa di S. Silvestro, Archivio
- I-MNMsp = Montemarciano, Parrocchia di S. Pietro, Archivio Musicale
- I-MOa = Modena, Academia Nazionale di Scienze, Lettere ed Arti, Biblioteca
- I-MOas, siehe MOs
- I-MOc = Modena, Biblioteca Civica di storia dell’arte Luigi Poletti
- I-MOcad = Modena, Biblioteca Comunale Antonio Delfini
- I-MOcaffagni = Modena, Biblioteca privata Mirco Caffagni
- I-Mocap, siehe MOd
- I-MOd = Modena, Duomo, Biblioteca e Archivio Capitolare
- I-MOdep = Modena, Deputazione di Storia Patria per le Antiche Province Modenesi, Biblioteca
- I-MOe = Modena, Biblioteca Estense cedoc.mo.it
- I-MOf = Modena, Biblioteca Forni
- I-MOl = Modena, Istituto Musicale Pareggiato Orazio Vecchi, Biblioteca
- I-MOs = Modena, Archivio di Stato (In: I-MOe)
- I-MOsc = Modena, Fondazione Collegio San Carlo, Biblioteca
- I-MOsp = Modena, Monastero di S. Pietro, Biblioteca
- I-MONad = Monopoli, Archivio Unico Diocesano
- I-MONc = Monopoli, Biblioteca del Conservatorio di Musica Nino Rota
- I-MONcom = Monopoli, Biblioteca Comunale Prospero Rendella
- I-MOTiobbi = Montorio al Vomano, Biblioteca privata Nicola Iobbi
- I-MOTmarcacci = Montorio al Vomano, Biblioteca privata Francesco Marcacci degli eredi Marcacci
- I-MPIc = Monte San Pietrangeli, Archivio Comunale
- I-MRc = Monreale, Santuario del S.S.Crocifisso, Biblioteca
- I-MRd = Monreale, Cattedrale (S. Maria Nuova), Tesoro, Biblioteca e Tabulario
- I-MRs = Monreale, Biblioteca Ludovico II. de Torres (Seminario Arcivescovile)
- I-MRAcardinali = Morro d’Alba, Biblioteca privata Antonio Cardinali
- I-MRCc = Morano Calabro, Convento dei Frati Minori Cappuccini
- I-MRElechi = Montirone, Biblioteca privata Conte Luigi Lechi
- I-MRLc = Morlupo, Biblioteca Comunale
- I-MRNdoria = Mornese, Biblioteca privata Doria di Mornese
- I-MRNp = Mornese, Archivio Parrocchiale
- I-MROm = Meran, Museo Civico (Stadtmuseum, Stadtarchiv)
- I-MROsn = Meran, Chiesa Parrocchiale di S. Nicola
- I-MSc = Massa, Biblioteca Civica Città di Massa
- I-MSMsa = Monsampolo del Tronto, Biblioteca Tomistica di S. Alessio
- I-MSPms = Maiolati Spontini, Museo Spontiniano
- I-MSPss = Maiolati Spontini, Comitato Comunale Permanente di Studi Spontiniani, Archivio
- (I-MT, siehe Mtventuri)
- I-MTa = Montecatini Terme, Accademia d’Arte
- I-MTc = Montecatini Terme, Biblioteca Comunale
- I-MTventuri = Montecatini Terme, Biblioteca privata Antonio Venturi (In: I-MTc)
- I-MTCmassimo = Montecelio, Biblioteca privata Principe Massimo
- I-MTCp = Montecelio, Archivio Parrocchiale
- I-MTGalaleona = Montegiorgio, Biblioteca privata Alaleona
- I-MTLc = Matelica, Biblioteca Comunale
- I-MTLmp = Matelica, Museo Piersanti, Biblioteca
- I-MTLsma = Matelica, Concattedrale di S. Maria Assunta, Archivio Capitolare
- I-MTLt = Matelica, Teatro Comunale
- I-MTPc = Montepulciano, Biblioteca Comunale
- I-MTPim = Montepulciano, Biblioteca dell’Istituto di Musica di Montepulciano
- I-MTPm = Montepulciano, Museo Comunale
- I-MTPsc = Montepulciano, Collegiata di Santa Croce sull’Arno, Archivio
- I-MTV = Montevarchi, Collegiata di S. Lorenzo, Archivio e Museo
- I-MV = Mercogliano, Biblioteca Statale annessa al Monumento Nazionale di Montevergine
- I-MZ = Monza, Basilica di S. Giovanni Battista, Biblioteca Capitolare e Tesoro
- I-MZc = Monza, Biblioteca Civica

#### N
- I-Na = Neapel, Archivio di Stato
- I-Nasd = Neapel, Archivio Storico Diocesano (Curia)
- I-Nbpl = Neapel, Biblioteca Provinciale Laurenziana
- I-Nbsg = Neapel, Convento di S. Gennaro, Biblioteca
- I-Nc = Neapel, Conservatorio San Pietro a Majella di Napoli, Biblioteca sanpietroamajella.it
- I-Ncapone = Neapel, Biblioteca privata Pasquale Capone
- I-Ncbf = Neapel, Biblioteca Provinciale Francescana P. Ludovico da Caseria
- I-Ncuoco = Neapel, Biblioteca privata Luigi Cuoco
- I-Nf = Neapel, Biblioteca Oratoriana dei Gerolamini (Filippini)
- I-Ng = Neapel, Monastero di S. Gregorio Armeno, Archivio
- I-Ngf = Neapel, Biblioteca Comunale Giustino Fortunato
- I-Nim = Neapel, Istituto di Magistero Suor Orsola Benincasa, Biblioteca Pagliara
- I-Nlp = Neapel, Biblioteca Lucchesi Palli (In: I-Nn)
- I-Nmc = Neapel, Museo Civico Gaetano Filangieri, Biblioteca
- I-Nmn = Neapel, Museo Nazionale di S. Martino, Biblioteca
- I-Nn = Neapel, Biblioteca Nazionale Vittorio Emanuelle III
- I-Nragni = Neapel, Biblioteca privata Sergio Ragni
- I-Nrai = Neapel, Archivio Musica della Rai
- I-Ns = Neapel, Seminario Vescovile, Biblioteca (In: I-Ntst)
- I-Nsdm = Neapel, Convento di S. Domenico Maggiore, Biblioteca
- I-Nsf = Neapel, Chiesa di S. Francesco d’Assisi al Vomero, Archivio
- I-Nsg = Neapel, Cappella del Tesoro di San Gennaro, Archivio
- I-Nslm = Neapel, Biblioteca Francescana Provinciale fra Landolfo Ceracciolo (Convento di S. Lorenzo Maggiore)
- I-Nsn = Neapel, Società Napoletana di Storia Patria, Biblioteca
- I-Nt = Neapel, Teatro San Carlo, Archivio Musicale
- I-Ntst = Neapel, Pontificia Teologica S. Tommaso, Biblioteca
- I-Nu = Neapel, Biblioteca Universitaria
- I-NAv = Nardò, Biblioteca Vescovile
- I-NAve = Nardò, Biblioteca Comunale Achille Vergari
- I-NARc = Narni, Biblioteca Comunale Giovanni Eroli
- I-NARd = Narni, Biblioteca Diocesana
- I-NCTm = Nicotera, Museo Diocesano di Arte Sacra, Biblioteca
- I-NICsalamone = Nicosia, Biblioteca privata Salamone
- I-NLaf = Novi Ligure, Accademia Filarmonica Artistico-Letteraria, Biblioteca
- I-NLc = Novi Ligure, Biblioteca Civica
- I-NLss = Novi Ligure, Società Storico del Novese, Biblioteca
- (I-NO, siehe NV)
- (I-NO, siehe NOVd)
- (I-NO, siehe NOVg)
- (I-NO, siehe NOVsg)
- I-NOCa = Noci, Abbazia Benedettina S. Maria della Scala, Biblioteca
- I-NOCc = Noci, Biblioteca Comunale Amatulli
- I-NON = Nonantola, Seminario Abbaziale, Biblioteca
- I-NONc = Nonantola, Archivio Storico Comunale
- I-NOR = Norcia, Archivio Storico Comunale
- I-NORan = Norcia, Archivio Notarile Mandamentale
- I-NOVa = Novara, Archivio di Stato
- I-NOVasd = Novara, Archivio Storico Diocesano, Biblioteca
- I-NOVc = Novara, Biblioteca Comunale Negroni
- I-NOVcon = Novara, Conservatorio di Musica, Biblioteca
- I-NOVd = Novara, Santa Maria (Duomo), Biblioteca Capitolare
- I-NOVg = Novara, Seminario Teologico e Filosofico di San Gaudenzio, Biblioteca
- I-NOVg, siehe NOVsg
- I-NOVi = Novara, Istituto Civico Musicale Brera, Biblioteca
- I-NOVse = Novara, Chiesa di S. Eufemia, Archivio
- I-NOVsg = Novara, Basilica di San Gaudenzio, Biblioteca dell’Archivio Capitolare
- I-NOVu = Novara, Biblioteca Universitaria
- I-NROc = Naro, Biblioteca Comunale Feliciana
- I-NT = Noto, Biblioteca Comunale Principe di Villadorata
- I-NUac = Nocera Umbra, Archivio Notarile Comunale
- I-NUMnembrini = Numana, Biblioteca privata Nembrini Gonzaga
- I-NV = Novacella, Abbazia di Novacella, Biblioteca

#### O
- (I-O, siehe Od)
- I-Oas = Orvieto, Archivio di Stato di Terni, sezione staccata
- I-Oc = Orvieto, Biblioteca Comunale Luigi Fumi
- I-Od = Orvieto, Opera del Duomo, Biblioteca
- I-OAwolgenstein = Ora, Biblioteca privata Wolgenstein
- I-OFma = Offida, Parrocchia di Maria SS. Assunta, Archivio
- I-OM = Oppido Mamertina, Biblioteca Vescovile
- I-OR = Oristano, Seminario Arcivescovile, Biblioteca
- I-ORc = Oristano, Biblioteca Comunale
- I-ORd = Oristano, Cattedrale, Aula Capitolare
- I-ORfm = Oristano, Biblioteca Arborense dei Frati Minori Conventuali (S. Francesco)
- I-ORsc = Oristano, Monastero di S. Chiara, Biblioteca
- I-OREd =Orte, Cattedrale, Archivio Capitolare
- I-ORI = Oria, Archivio e Biblioteca Diocesana A. M. Kalefati
- I-ORT = Ortona, Biblioteca Comunale
- I-ORTav = Ortona, Archivio Vescovile
- I-ORTd = Ortona, Biblioteca Diocesana „S. Domenico“ ex Capitolare
- I-ORTin = Ortona, Istituto Nazionale Tostiano, Biblioteca
- I-OS = Ostiglia, Opera Pia Greggiati, Biblioteca
- I-OSAluciani = Ostia, Biblioteca privata Luciano Luciani
- I-OSGsg = Orta S. Giulio, Archivio della Basilica di S. Giulio
- I-OSI = Osimo, Biblioteca Comunale Francesco Cini
- I-OSIac = Osimo, Archivio Storico Comunale
- I-OSId = Osimo, Capitolo della Cattedrale, Biblioteca Diocesana
- (I-OST, siehe OS)
- I-OSTad = Ostuni, Biblioteca Diocesana Pubblica
- I-OSTc = Ostuni, Biblioteca Comunale Francesco Trinchera Seniore
- I-OSTd = Ostuni, Duomo, Biblioteca
- I-OTIac = Otricoli, Archivio Comunale
- I-OTIap = Otricoli, Archivio Parrocchiale
- I-OTIbc = Otricoli, Biblioteca Comunale
- I-OTIc = Otricoli, Chiesa Collegiata (ex Cattedrale di B. Maria Assunta)
- I-OTIpalozzi = Otricoli, Biblioteca privata Palozzi
- I-OTRa = Otranto, Biblioteca Arcivescovile

#### P
- I-Pas = Padova, Archivio di Stato
- I-Pbertolaso = Padova, Biblioteca privata Bertolaso
- I-Pbonelli = Padova, Biblioteca privata E. Bonelli
- I-Pc = Padova, Duomo, Biblioteca Capitolare, Curia Vescovile
- I-Pca = Padova, Biblioteca Antoniana con Archivio Musicale
- I-Pci = Padova, Biblioteca Civica
- (I-Pi(l), siehe Pl )
- I-Pl = Padova, Conservatorio di Musica Cesare Pollini, Biblioteca
- (I-Pli, siehe PLi)
- I-Pmc = Padova, Museo Civico, Biblioteca
- I-Ppapafava = Padova, Biblioteca privata Novella Papafava dei Carreresi
- I-Ps = Padova, Seminario Vescovile, Biblioteca
- I-Psaggiori = Padova, Biblioteca privata Saggiori
- I-Psf = Padova, S. Francesco, Archivio
- I-Psg = Padova, Monumento Nazionale di S. Giustina, Biblioteca
- I-Pu = Padova, Biblioteca Universitaria
- I-PAac = Parma, Duomo, Archivio Capitolare con Archivio della Fabbriceria
- I-PAad = Parma, PAac
- I-PAas = Parma, Archivio di Stato
- I-PAasc = Parma, Archivio Storico Comunale
- I-PAc = Parma, Biblioteca Nazionale Palatina, Sezione Musicale presso il Conservatorio di Musica Arrigo Boito
- I-PAcom = Parma, Biblioteca Comunale
- I-PAcsf = Parma, Centro Storico Francescano
- I-PAi = Parma, Istituto Nazionale di Studi Verdiani, Biblioteca
- I-PAmc = Parma, Conservatorio di Musica Arrigo Boito, Museo
- I-PAp = Parma, Biblioteca Nazionale Palatina
- I-PApetrobelli = Parma, Biblioteca privata Pierluigi Petrobelli
- I-PAsg = Parma, S. Giovanni Evangelista, Biblioteca Monastica Benedettina
- I-PAsp = Parma, Deputazione di Storia Patria delle Province Parmensi, Biblioteca
- I-PAst = Parma, Chiesa di S. Maria della Steccata, Archivio
- I-PAt = Parma, Archivio Storico del Teatro Regio, Biblioteca (In: I-PAcom)
- I-PAtr = Parma, Teatro Regio, Archivio Musicale
- I-PAu = Parma, Università degli Studi di Parma, Facoltà di Magistero, Istituto di Musicologia, Biblioteca
- I-PAL = Palestrina, Biblioteca Comunale Fantoniana
- I-PALcv = Palestrina, Curia Vescovile, Archivio
- I-PALd = Palestrina, Cattedrale di S. Agapito, Archivio Capitolare (e Archivio Storico Diocesano)
- I-PALfp = Palestrina, Fondazione Giovanni Pierluigi da Palestrina, Biblioteca
- I-PAMa = Polignano a Mare, Museo dell’Abbazia di S. Vito (Ordine di San Benedettino)
- I-PANd = Palmanova, Duomo, Fondo musicale palmanova.it
- I-PAOsf = Paola, Santuario di S. Francesco, Biblioteca Charitas
- I-PAVa = Pavia, Archivio di Stato
- I-PAVan = Pavia, Archivio Notarile Distrettuale
- I-PAVc = Pavia, Chiesa di S. Maria del Carmine, Archivio
- I-PAVcb = Pavia, Biblioteca Civica Carlo Bonetta
- I-PAVi = Pavia, Civico Istituto Musicale Franco Vittadini, Biblioteca
- I-PAVs = Pavia, Seminario Vescovile, Biblioteca
- I-PAVsm = Pavia, Basilica di San Michele Maggiore, Archivio
- I-PAVsp = Pavia, Biblioteca Cieldoro (Chiesa di S. Pietro in Ciel d’Oro)
- I-PAVu = Pavia, Biblioteca Universitaria
- I-PBcf = Poggio Bustone, Convento S. Giacomo Apostolo (Francescano), Biblioteca
- I-PCa = Piacenza, Collegio Alberoni, Biblioteca
- I-PCas = Piacenza, Archivio di Stato
- I-PCc = Piacenza, Biblioteca Comunale Passerini Landi
- I-PCce = Piacenza, Centro Etnografico Provinciale, Biblioteca
- I-PCcon = Piacenza, Conservatorio di Musica Giuseppe Nicolini, Biblioteca
- I-PCd = Piacenza, Biblioteca e Archivo Capitolare
- I-PCis = Piacenza, Istituto dei Missionari Scalabriniani, Biblioteca
- I-PCs = Piacenza, Seminario Vescovile (Urbano), Biblioteca
- I-PCsa = Piacenza, Basilica di S. Antonino, Biblioteca e Archivio Capitolari
- I-PCsgc = Piacenza, Chiesa di S. Giovanni in Canale, Biblioteca
- I-PCsm = Piacenza, Basilica Santuario S. Maria di Campagna, Biblioteca
- I-PCt = Piacenza, Teatro Municipale, Archivio Musicale
- I-PCCsabatini = Pescocostanzo, Biblioteca privata Gaetano Sabatini
- I-PDCc = Palo del Colle, Biblioteca Comunale G. M. Giuliani
- I-PEas = Perugia, Archivio di Stato
- I-PEbattisti = Perugia, Biblioteca privata Renzo Battisti
- I-PEc = Perugia, Biblioteca Comunale Augusta
- I-PEc, siehe PEcap
- I-PEcap = Perugia, Biblioteca Capitolare
- I-PEcds = Perugia, Centro di Documentazione dello Spettacolo, Biblioteca
- I-PEciliberti = Perugia, Biblioteca privata Galliano Ciliberti
- (I-PEco, siehe Pec)
- I-PEd = Perugia, Biblioteca Dominicini
- I-PEfr = Perugia, Fonoteca Regionale Oreste Trotta
- I-PEl = Perugia, Conservatorio di Musica Francesco Morlacchi, Biblioteca
- I-PEmazza = Perugia, Biblioteca privata Mazza
- I-PEseveri = Perugia, Biblioteca privata Severi
- I-PEsf = Perugia, Congregazione dell’Oratorio di S. Filippo Neri, Biblioteca e Archivio oratoriosanfilippo.org
- I-PEsilvestri = Perugia, Biblioteca privata Silvestri
- I-PEsl = Perugia, Archivio capitolo della cattedrale di San Lorenzo di Perugia archivi.umbria2000.it
- I-PEsp = Perugia, Basilica Benedettina di San Pietro, Archivio e Museo della Badia
- I-PEt = Perugia, Teatro Francesco Morlacchi, Archivio Musicale
- I-PEu = Perugia, Università degli Studi di Perugia, Facoltà di Lettere e Filosofia, Istituto di Storia dell’Arte, Cattedra di Storia della Musica, Biblioteca
- I-PEA = Pescia, Biblioteca Comunale Carlo Magnani
- I-PEAcap = Pescia, Cattedrale, Biblioteca Capitolare
- I-PEN = Penne, Archivio Vescovile
- I-PERcolombati = Pergola, Biblioteca privata Colombati
- I-PESbenigni = Pesaro, Biblioteca privata Benigni Olivieri
- I-PESc = Pesaro, Conservatorio di Musica Gioacchino Rossini, Biblioteca
- I-PEScerasa, siehe VTcerasa
- I-PLi = Palermo, Università degli Studi di Palermo, Facoltà di Lettere e Filosofia, Istituto di Storia della Musica, Biblioteca
- I-PLm = Palermo, Museo del Teatro Massimo, Archivio Musicale
- I-PLmessina = Palermo, Biblioteca privata P. Messina
- I-PLn = Palermo, Biblioteca Centrale della Regione Siciliana (ex Nazionale)
- I-PLpagano = Palermo, Biblioteca privata Roberto Pagano
- I-PLrubino = Palermo, Biblioteca privata Giuseppina Rubino Grassadonia
- I-PLs = Palermo, Biblioteca privata Barone Sgadari di Lo Monaco (Casa di Lavoro e Preghiera Padre Messina) (In: I-PLn)
- I-PLsa = Palermo, Università degli Studi di Palermo – Istituto di Scienze Antropologiche e Geografiche (sezione Archivio Etnofonico), Biblioteca
- I-PLsd = Palermo, Archivio Storico Diocesano
- I-PLsla = Palermo, Accademia Nazionale di Scienze, Lettere ed Arti, Biblioteca
- I-PLsms = Palermo, Abbazia Benedettina di S. Martino delle Scale, Biblioteca (In:I-PLcom and I-PLn)
- I-PLtd = Palermo, Cattedrale, Tesoro
- I-PLtrabia = Palermo, Biblioteca privata Trabia
- I-PLIp = Poli, Chiesa Parrocchiale, Archivio
- I-PLMcc = Palmi, Casa della Cultura Leonida Repaci, Biblioteca
- I-PLZc = Palazzolo sull’Oglio, Biblioteca Comunale Giacinto Ubaldo Lanfranchi
- I-PNam = Pordenone, Biblioteca privata „Arti e Mestieri“ di Carlo e Sofia Quaroni
- I-PNp = Pordenone, Archivio Parrocchiale di S. Marco in Pordenone
- I-PNTa = Pontida, Biblioteca San Giacomo (Archivio dell’Abbazia)
- I-PNZm = Pienza, Museo del Duomo
- I-PO = Potenza, Biblioteca Provinciale
- I-POa = Potenza, Archivio di Stato
- I-POc = Potenza, Conservatorio Statale di Musica C. Gesualdo da Venosa, Biblioteca
- I-POd = Potenza, Duomo (S. Gerardo), Archivio Capitolare
- I-POLc = Polistena, Biblioteca Comunale
- I-PONd = Pontremoli, Duomo, Archivio
- I-PONs = Pontremoli, Biblioteca del Seminario Vescovile (con Archivio Musicale)
- I-POPc = Poppi, Biblioteca Comunale Rilliana
- I-POPguidi = Poppi, Biblioteca dei Condi Guidi
- I-PORcl = Portici, Centro Librario e Bibliotecario, Biblioteca
- I-PP = Pratola Perigna, Biblioteca del Centro Studi Peligni Antonio De Nino
- I-PR = Prato, Archivio Storico Diocesano, Biblioteca (con Archivio del Duomo)
- I-PRac = Prato, Archivio del Comune
- I-PRc = Prato, Biblioteca Comunale Lazzariniana
- I-PRgm = Prato, Archivio della Società Corale Guido Monaco
- I-PRi = Prato, Scuola Comunale di Musica Giuseppe Verdi, Biblioteca
- I-PRr = Prato, Biblioteca Roncioniana
- I-PRBp = Parabiago, Parabiago, Archivio Parrocchiale
- I-PREc = Predazzo, Biblioteca Pubblica Comunale
- I-PROa = Procida, Abbazia di S. Michele Arcangelo
- I-PRTb = Perticara, Banda Musicale Minatori di Perticara, Biblioteca
- I-PRTt Perticara, Teatro Mariani di S. Agata Feltria, Fondo Musicale
- I-PRZsv = Porlezza, Biblioteca Parrocchiale (Chiesa Collegiata di San Vittore)
- I-PS = Pistoia, Biblioteca dell’Archivio Capitolare
- I-PSa = Pistoia, Archivio di Stato
- I-PSac = Pistoia, Archivio Comunale
- (I-PSac, siehe PS)
- I-PSad = Pistoia, Archivio Diocesana
- I-PSbd = Pistoia, Biblioteca dei Domenicani
- I-PSc = Pistoia, Biblioteca Comunale Forteguerriana
- I-PScv = Pistoia, Archivio Vescovile
- I-PSl = Pistoia, Biblioteca Leoniana (del Seminario Vescovile)
- I-PSmc = Pistoia, Museo Civico Rospigliosi
- I-PSmd = Pistoia, Museo Diocesano
- I-PSrospigliosi = Pistoia, Rospigliosi private collection
- I-PSCmp = Pescaglia, Museo Puccini di Celle
- I-PSOc = Petralia Sottana, Biblioteca Comunale
- I-PSR = Pescara, Archivio di Stato
- I-PSRannunziata = Pescara, Biblioteca Privata Mauro Annunziata
- I-PSRc = Pescara, Conservatorio Statale di Musica L. D’Annunzio, Biblioteca
- I-PSRcr = Pescara, Fondazione Cassa di Risparmio di Pescara e di Loreto Aprutino
- I-PSRda = Pescara, Biblioteca e Centro di Documentazione sull’Abbruzzo del Museo delle Genti d’Abbruzzo
- I-PSRfg = Pescara, Biblioteca Francesco di Giampaolo
- I-PSRmanzoli = Pescara, Biblioteca Privata Andrea Manzoli
- I-PSRp = Pescara, Biblioteca Provinciale Gabriele D’Annunzio
- I-PSRvc = Pescara, Biblioteca Municipale Vittorio Colonna (Fondo Giovanni Pansa)
- I-PTFsa = Pietrafitta, Convento di S. Antonio dei Frati Minori, Biblioteca
- I-PTRvitellozzi = Petritoli, Biblioteca privata Loredana e Giuliano Vitellozzi
- I-PU = Putignano, Archivio della Chiesa Madre di S. Pietro
- I-PZAd = Piazza Armerina, Duomo, Archivio Capitolare

#### R
- (I-R, siehe Rvat)
- I-Ra = Rom, Biblioteca Angelica
- I-Raa = Rom, Pontificio Ateneo Antoniano, Biblioteca
- I-Raanc = Rom, Accademia Nazionale di S. Cecilia, Archivio Storico
- I-Raanc = Rom, Archivio Storico dell’Accademia Nazionale di S. Cecilia
- I-Rac = Rom, Villa Medici – Accademia di Francia, Biblioteca villamedici.it
- I-Raf = Rom, Accademia Filarmonica Romana, Biblioteca filarmonicaromana.org
- I-Rama = Rom, Accademia Nazionale di S. Cecilia, Bibliomediateca santacecilia.it
- I-Rand = Rom, Accademia Nazionale di Danza, Centro di Documentazione Sulla Danza, Biblioteca
- I-Rar = Rom, Archivum Romanum Societatis Iesu (ARSI)sjweb.info
- I-Ras = Rom, Archivio di Stato, Biblioteca archivi.beniculturali.it
- I-Rasc = Rom, Archivio Storico Capitolino comune.roma.it
- I-Rasv = Città del Vaticano, Archivio Segreto Vaticano
- I-Rb = Rom, Biblioteca e Raccolta Teatrale del Burcardo della S.I.A.E
- I-Rbianchi = Rom, Biblioteca privata Lino Bianchi
- I-Rbompiani = Rom, Biblioteca privata Bompiani
- I-Rc = Rom, Biblioteca Casanatense
- I-Rcaetani = Rom, Biblioteca privata Caetani
- I-Rcagli = Rom, Biblioteca privata Bruno Cagli
- I-Rcasella = Rom, Biblioteca privata Yvonne Casella (In: I-Vgc)
- I-Rce = Rom, Accademia Nazionale di S. Cecilia, Archivi di Etnomusicologia, Biblioteca
- I-Rcg = Rom, Curia Generalizia dei Padri Gesuiti, Biblioteca
- (I-Rcg, siehe Rcgu)
- I-Rcgu = Rom, Pontificio Collegio Germanico-Ungarico, Biblioteca
- I-Rchg = Rom, Chiesa del Gesù, Archivio chiesadelgesu.org
- I-Rchristoff = Rom, Biblioteca privata Boris Christoff
- (I-Rck, siehe Rslb)
- I-Rcl = Rom, Collegio Leoniano della Missione, Biblioteca
- I-Rcns = Rom, Chiesa Nazionale Spagnola, Archivio
- (I-Rco, siehe Rf)
- I-Rcsg = Rom, Congregazione dell’Oratorio di S. Girolamo della Carità, Archivio (In: I-Ras)
- I-Rct = Rom, Collegio Teutonico di Santa Maria dell’Anima, Biblioteca
- I-Rdamico = Rom, Biblioteca privata eredi di Fedele D’Amico
- I-Rdelnonno = Rom, Biblioteca privata M. del Nonno
- I-Rdeluca = Rom, Biblioteca privata Giuseppe De Luca
- I-Rdi = Rom, Discoteca di Stato, Biblioteca dds.it
- I-Rdp = Rom, Archivio Doria Pamphilj doriapamphilj.it
- I-Rf = Rom, Padri dell’Oratorio Chiesa Nuova (Filippini), Archivio
- I-Rferrara = Rom, Biblioteca privata eredi di Franco Ferrara
- I-Rfg = Rom, Fondazione Gramsci (Fondo Luchino Visconti), Biblioteca
- I-Rfm = Rom, Archivio della Curia Provinciale dei Frati Minori
- I-Rfr = Rom, Università degli Studi di Roma La Sapienza, Facoltà die Lettere, Istituto di Filologia Romanza, Biblioteca
- I-Rfs = Rom, Fondazione privata Isabella e Giacinto Scelsi, Archivio
- I-Rft = Rom, Pontificia Facoltà Teologica Marianum, Biblioteca
- I-Rgiazotto = Rom, Biblioteca privata Remo Giazotto (In: I-Rig)
- I-Ria = Rom, Istituto di Archeologia e Storia dell’Arte, Biblioteca archeologica.librari.beniculturali.it
- I-Ribimus = Rom, Istituto di Bibliografia Musicale, Biblioteca (In: I-Rn)
- I-Rie = Rom, Università degli Studi di Roma La Sapienza, Facoltà di Lettere e Filosofia, Istituto di Etnomusicologia, Biblioteca
- I-Rif = Rom, Istituto di Fisiologia Umana dell’ Università La Sapienza, Biblioteca
- I-Rifm = Rom, Istituto di Fisica Guglielmo Marconi
- I-Rig = Rom, Istituto Storico Germanico di Roma, Sezione Storia della Musica, Biblioteca
- I-Riis = Rom, Istituto Italiano di Storia della Musica, Biblioteca
- I-Rims = Rom, Pontificio Istituto di Musica Sacra, Biblioteca
- I-Rip = Rom, Istituto Portoghese di S. Antonio, Biblioteca
- I-Rirtem = Rom, I. R. Te. M., Archivio e Biblioteca
- I-Ris = Rom, Università degli Studi di Roma La Sapienza, Facoltà di Lettere e Filosofia, Cattedra di Storia della Musica, Biblioteca
- I-Risd = Rom, Biblioteca dell’Istituto Storico Domenicano
- I-Risr = Rom, Istituto di Studi Romani, Biblioteca
- I-Rla = Rom, Biblioteca Lancisiana lancisiana.it
- I-Rli = Rom, Biblioteca dell’Accademia Nazionale dei Lincei e Corsiniana lincei.it
- I-Rlib = Rom, Basilica Liberiana, Archivio
- I-Rlippmann = Rom, Biblioteca privata Friedrich Lippmann
- I-Rluciani = Rom, Biblioteca privata Luciano Luciani
- I-Rluisi = Rom, Biblioteca privata Francesco Luisi
- I-Rmalvezzi = Rom, Biblioteca privata Lionello Malvezzi
- I-Rmarinelli = Rom, Biblioteca privata Carlo Marinelli
- I-Rmasetti = Rom, Biblioteca privata Gian Ludovico Masetti-Zannini
- I-Rmassimo = Rom, Biblioteca privata dei Principi Massimo
- I-Rmat = Rom, Museo Nazionale delle Arti e Tradizioni Popolari di Roma, Biblioteca
- I-Rmbc = Rom, Ministero per i Beni Culturali e Ambientali, Archivio
- I-Rmf = Rom, Museo Francescano, Istituto Storico dei Cappuccini
- I-Rmm = Rom, Biblioteca Centrale della Marina Militare
- I-Rms = Rom, Museo Nazionale degli Strumenti Musicali, Biblioteca
- I-Rn = Rom, Biblioteca Nazionale Centrale Vittorio Emanuele II bncrm.librari.beniculturali.it
- I-Rnc = Rom, Associazione Nuova Consonanza, Biblioteca
- I-Roc = Rom, Chiesa (Oratorio) del Caravita, Archivio
- I-Rp = Rom, Biblioteca Pasqualini (In: I-Rsc)
- (I-Rp, siehe Rpic)
- I-Rpal = Rom, Università degli Studi di Roma La Sapienza, Facoltà di Lettere, Istituto di Paleografia, Biblioteca
- I-Rpe = Rom, Pii Stabilimenti della Francia a Roma e Loreto, Archivio
- I-Rpetrobelli = Rom, Biblioteca privata Pierluigi Petrobelli
- I-Rpic = Rom, Confraternita del Pio Sodalizio dei Piceni, Archivio
- (I-Rpm, siehe Rmassimo)
- (I-Rps, siehe Rpic)
- I-Rps = Rom, Chiesa di S. Pantaleo (Padri Scolopi), Archivio
- (I-Rr, siehe Rrolandi)
- I-Rrai = Rom, RAI-Radiotelevisione Italiana, Archivio Musica
- I-Rrinaldi = Rom, Biblioteca privata eredi Mario Rinaldi (In: I-Raf)
- I-Rrolandi = Rom, Biblioteca privata Ulderico Rolandi (In: I-Vgc)
- I-Rrostirolla = Rom, Biblioteca privata Giancarlo Rostirolla (In: I-Fn)
- I-Rrota = Rom, Biblioteca privata eredi di Nino Rota
- I-Rs = Rom, Biblioteca Centrale Salesiana
- I-Rsa = Rom, Archivio Musicale della Basilica dei Santi XII Apostoli
- I-Rsalvatori = Rom, Biblioteca privata Giovanni Battista Salvatori
- I-Rsba = Rom, Arciconfraternita dei Santi Bartolomeo e Alessandro, Archivio
- I-Rsc = Rom, Conservatorio di Santa Cecilia, Biblioteca Musicale Governativa conservatoriosantacecilia.it
- I-Rscg = Rom, Abbazia di Santa Croce in Gerusalemme, Biblioteca
- I-Rsd = Rom, Istituto Storico Domenicano, Biblioteca
- I-Rsen = Rom, Senato, Biblioteca
- I-Rsfr = Rom, Chiesa di S. Francesco a Ripa, Archivio
- I-Rsg = Rom, Basilica di San Giovanni in Laterano, Archivio Musicale
- I-Rsgambati = Rom, Biblioteca privata eredi di Giovanni Sgambati
- I-Rsgf = Rom, Arciconfraternita di San Giovanni dei Fiorentini, Archivio
- I-Rsifd = Rom, Biblioteca Sylvestro Ganassi (Società Italiana del Flauto Dolce)
- I-Rslb = Rom, Biblioteca Centrale dei Frati Minori Cappuccini (S. Lorenzo da Brindisi)
- I-Rsld = Rom, Chiesa di S. Lorenzo in Damaso, Archivio
- I-Rslf = Rom, Chiesa di S. Luigi dei Francesi, Archivio
- I-Rslm = Rom, Chiesa di S. Lorenzo in Miranda, Archivio
- I-Rsm = Rom, Basilica di Santa Maria Maggiore, Archivio Capitolare (In: I-Rvat)
- I-Rsmc = Rom, Istituto di Storia Moderna e Contemporanea, Biblioteca
- I-Rsmm = Rom, S. Maria di Monserrato, Archivio
- I-Rsmt = Rom, Basilica di Santa Maria in Trastevere, Archivio Capitolare (In: I-Rvic)
- I-Rsp = Rom, Chiesa di Santo Spirito in Sassia, Archivio
- I-Rspf = Rom, Abbazia di San Paolo fuori le mura
- I-Rsr = Rom, Seminario Romano Maggiore, Biblioteca
- I-Rss = Rom, Curia Generalizia dei Domenicani (S. Sabina), Biblioteca
- I-Rssl = Rom, Chiesa di S. Salvatore in Lauro, Archivio
- I-Rst = Rom, Scuola Popolare di Musica di Testaccio, Biblioteca
- I-Rsta = Rom, Pontificia Università S. Tommaso d’Aquino, Biblioteca
- I-Rsv = Rom, Istituto Svizzero di Roma, Biblioteca
- I-Rto = Rom, Teatro dell’Opera, Archivio Musicale
- I-Ru = Rom, Biblioteca Universitaria Alessandrina alessandrina.librari.beniculturali.it
- I-Rulmann = Rom, Biblioteca privata Edward Ulmann
- (I-Rv, siehe Rvat)
- I-Rv = Rom, Biblioteca Vallicelliana vallicelliana.it
- I-Rvat = Città del Vaticano, Biblioteca Apostolica Vaticana
- I-Rvcc = Rom, Venerabile Collegio Chimico Farmaceutico (Universitas Aromatariorum), Archivio
- I-Rvic = Rom, Vicariato, Archivio
- I-RA = Ravenna, Duomo (Basilica Ursiana), Archivio Capitolare (In: I-RAs)
- I-RAaa = Ravenna, Archivio Storico Arcivescovile
- I-RAas = Ravenna, Archivio di Stato, Biblioteca
- I-RAbriccoli = Ravenna, Biblioteca privata Filippo Briccoli
- I-RAc = Ravenna, Biblioteca Comunale Classense
- I-RAi = Ravenna, Istituto Musicale Pereggiato Giuseppe Verdi, Biblioteca
- I-RAs = Ravenna, Seminario Arcivescovile dei Santissimi Angeli Custodi, Biblioteca
- I-RAC = Radda in Chianti, Collecione Michele Manganelli
- I-RCa = Reggio Calabria, Archivio di Stato
- I-RCac = Reggio Calabria, Archivio Storico del Comune di Reggio Calabria
- I-RCarc = Reggio Calabria, Curia Vescovile, Archivio
- I-RCc = Reggio Calabria, Biblioteca Comunale Pietro de Nava
- I-RCcd = Reggio Calabria, Convento Dominicano di S. Domenico, Biblioteca
- I-RCcon = Reggio Calabria, Conservatorio di Musica F. Cilea, Biblioteca
- I-RCNca = Racconigi, Castello Reale, Biblioteca
- I-RDAc = Roseto degli Abruzzi, Biblioteca Comunale
- I-RDGc = Riva del Garda, Biblioteca Civica
- I-RDGcon = Riva del Garda, Conservatorio di Musica G. Verdi, Biblioteca
- I-RDMsm = Rocca di Mezzo, Chiesa Parrocchiale di S. Maria delle Neve, Museo
- I-REas = Reggio nell’Emilia, Archivio di Stato[50]
- I-REbc = Reggio nell’Emilia, Biblioteca Provinciale Cappuccini
- (I-REc, siehe REd)
- I-REd = Reggio nell’Emilia, Biblioteca Capitolare
- I-REim = Reggio nell’Emilia, Istituto Musicale Pareggiato A. Peri, Biblioteca
- I-REm = Reggio nell’Emilia, Biblioteca Municipale Antonio Panizzi
- I-REsp = Reggio nell’Emilia, Basilica di San Prospero, Archivio Capitolare
- I-REt = Reggio nell’Emilia, Teatro Municipale
- I-RECb = Romolo Valli, Biblioteca Recanati, Banda Musicale B. Gigli, Archivio
- I-RECbenedettucci = Romolo Valli, Biblioteca privata P. Clemente Benedettucci
- I-RECdi = Romolo Valli, Biblioteca Diocesana
- I-RECleopardi = Romolo Valli, Biblioteca privata Leopardi
- I-RECm = Romolo Valli, Pinacoteca-Museo Gigli
- I-RESc = Resana, Biblioteca Comunale
- I-RHco = Rho, Biblioteca Padri Oblati Missionari
- I-RI = Rieti, Biblioteca Diocesana, Sezione dell’Archivio Musicale del Duomo
- I-RIb = Rieti, Archivio della Banda Musicale
- I-RIc = Rieti, Biblioteca Comunale Paroniana
- I-RIfc = Rieti, Convento Francescano di Fonte Colombo, Biblioteca
- I-RIlf = Rieti, Convento Francescano La Foresta, Biblioteca
- I-RIM = Rimini, Biblioteca Civica Alessandro Gambalunga
- I-RIMluisé = Rimini, Biblioteca privata G. Luisé
- I-RIVrivera = Rivera, Biblioteca privata del Castello Rivera
- I-RLc = Revine Lago, Biblioteca Comunale
- I-RO = Rosate, Biblioteca Parrocchiale Rosate (S. Stefano)
- I-RONp = Ronciglione, Parrocchia, Archivio
- I-ROSc = Rosignano Solvay, Biblioteca Comunale
- I-RPTc = Ripatransone, Biblioteca Comunale Aldo Gabrielli
- I-RPTcellini = Ripatransone, Biblioteca privata Cellini
- I-RPTd = Ripatransone, Duomo, Archivio
- I-RPTs = Ripatransone, Biblioteca del Seminario Vescovile
- I-RPTsg = Ripatransone, Corale Madonna di San Giovanni, Biblioteca Musicale
- I-RSCa = Rossano Calabro, Arcivescovado, Archivio
- I-RSCcl = Rossano Calabro, Monastero delle Clarisse, Biblioteca
- I-RSCd = Rossano Calabro, Duomo
- I-RSCmd = Rossano Calabro, Museo Diocesano di Arte Sacra
- I-RSCs = Rossano Calabro, Archivio Sorrentino
- I-RSNsm = Rosano, Ortsteil von Rignano sull’Arno, Abbazia di S. Maria, Archivio
- I-RUTd = Rutigliano, Cattedrale di S. Domenico, Archivio Capitolare
- I-RUTsmc = Rutigliano, Parrocchia di S. Maria della Colonna, Archivio
- I-RVDp = Roccavaldina, Sacrestia della Chiesa Parrocchiale
- I-RVE = Rovereto, Biblioteca Civica Girolamo Tartarotti
- I-RVEaa = Rovereto, Accademia Roveretana degli Agiati di Scienze, Lettere ed Arti, Biblioteca
- I-RVEar = Rovereto, Biblioteca Rosminiana
- I-RVEbossi = Rovereto, Biblioteca privata conti Bossi Fedrigotti
- I-RVEcobelli = Rovereto, Biblioteca privata Ruggero e Giovanni De Cobelli
- I-RVEd = Rovereto, Cappella Musicale della Cattedrale, Biblioteca
- I-RVEm = Rovereto, Museo d’Arte di Trento e Rovereto
- I-RVEs = Rovereto, Seminario Maggiore, Biblioteca
- I-RVEsf = Rovereto, Convento dei Minori Francescani di S. Rocco, Biblioteca
- I-RVI = Rovigo, Accademia dei Concordi, Biblioteca
- I-RVIcc = Rovigo, Convento dei PP. Cappuccini, Biblioteca
- I-RVIcon = Rovigo, Conservatorio di Musica, Biblioteca
- I-RVIs = Rovigo, Seminario Vescovile, Biblioteca
- I-RVNp = Rivanazzano Terme, Archivio Parrocchiale
- I-RVO = Ruvo di Puglia, Cattedrale, Archivio

#### S
- I-Sac = Siena, Accademia Musicale Chigiana, Biblioteca
- I-Sas = Siena, Archivio di Stato
- I-Sc = Siena, Biblioteca Comunale degli Intronati
- I-Sco = Siena, Convento dell’Osservanza, Biblioteca
- I-Sd = Siena, Opera del Duomo, Archivio Musicale operaduomo.siena.it
- I-Smo = Asciano, Abbazia Benedettina di Monte Oliveto Maggiore, Biblioteca
- I-So = Siena, Ospedale di S. Maria della Scala
- I-Sr = Siena, Accademia dei Rozzi, Biblioteca accademiarozzi.it
- I-Ss = Siena, Seminario, Biblioteca
- I-Sscs = Siena, Convento di S. Clemente dei Servi, Biblioteca
- I-Su = Siena, Università degli Studi di Siena, Facoltà di Lettere e Filosofia, Storia della Musica, Biblioteca
- I-SA = Savona, Biblioteca Civica Anton Giulio Barrili
- I-SAa = Savona, Seminario Vescovile, Biblioteca
- I-SAas = Savona, Archivio di Stato
- I-SAd = Savona, Duomo, Archivio Capitolare (In: I-SAa)
- I-SAsa = Savona, Monastero della Santissima Annunziata, Biblioteca
- I-SAsd = Savona, Archivio Storico Diocesano
- I-SAsp = Savona, Parrocchia di S. Pietro, Archivio
- I-SAA = Sassetta, Parrocchia di S. Andrea Apostolo, Archivio
- I-SACsp = Sala Consilina, Parrocchia di S. Pietro, Archivio
- I-SACss = Savona, Archivio della Chiesa di Santo Stefano
- I-SAF = Sant’Agata Feltria, Teatro Mariani, Archivio Storico
- I-SAGc = Sant’Angelo in Vado, Biblioteca Comunale Vincenzo Lanciarini
- I-SAGcu = Sant’Angelo in Vado, Curia, Archivio e Biblioteca
- I-SAL = Saluzzo, Duomo, Archivio Capitolare
- I-SALbm = Saluzzo, Biblioteca dell’Istituto per i Beni Musicali in Piemonte
- I-SANc = Santhià, Biblioteca Civica Pro Loco
- I-SANsacchetti = Santhià, Biblioteca Privata Arturo Capitolare
- I-SARs = Sarzana, Biblioteca Niccolò V del Seminario Vescovile
- I-SAS = Sassari, Biblioteca Universitaria
- I-SASas = Sassari, Archivio di Stato
- I-SASc = Sassari, Conservatorio di Musica L. Canepa, Biblioteca
- I-SASd = Sassari, Archivio Storico Diocesano (Archivio del Duomo)
- I-SASsmb = Sassari, S. Maria di Bethlehem, Archivio
- I-SAVc = Savigliano, Biblioteca Civica
- I-SAVvilla = Savigliano, Biblioteca privata Eredi Maurizio Villa
- I-SBa = Sabbioneta, Chiesa della S. Maria Assunta, Archivio Storico Parrocchiale
- I-SBM = San Benedetto dei Marsi, Biblioteca Comunale
- I-SBPc = San Benedetto Po, Biblioteca Comunale Giovanni Pascoli
- I-SBPp = San Benedetto Po, Archivio Parrocchiale
- I-SCc = Sciacca, Biblioteca Comunale T. Fazello
- I-SCAcc = San Candido, Collegiata Inticensis, Biblioteca
- I-SCHc = Schio, Biblioteca Civica
- I-SCHsf = Schio, Biblioteca dei Cappuccini (Convento di S. Francesco)
- I-SCR = Santa Croce sull’Arno, Biblioteca e Archivio della Collegiata di S. Croce sull’Arno
- I-SDCsm = Serra de’Conti, Archivio Musicale del Monastero di S. Maria Maddalena
- I-SDF = San Daniele del Friuli, Biblioteca Civica Guarneriana
- I-SE = Senigallia, Biblioteca Comunale Antonelliana
- I-SEac = Senigallia, Archivio Storico Comunale
- I-SEav = Senigallia, Archivio Vescovile Storico
- I-SEbernacchia = Senigallia, Biblioteca privata Fabio Bernacchia
- I-SEcap = Senigallia, Archivio Capitolare
- I-SEe = Senigallia, Archivio della Cancelleria Vescovile
- I-SEmc = Senigallia, Archivio di Musica da Camera
- I-SEs = Senigallia, Seminario Vescovile, Biblioteca
- I-SEsc = Senigallia, Monastero di S. Cristina, Archivio e Biblioteca
- I-SEDmiari = Sedico, Archivio privato Miari Bentivoglio di Landris (In: I-BEi)
- I-SELmiari = Sant’Elena, Archivio privato Conte Giacomo Miari-De Cumani
- I-SEMse = Sant’Elpidio al Mare, Collegiata di S. Elpidio Abbate, Archivio
- I-SERa = Seregno, Abbazia di S. Benedetto, Biblioteca
- I-SERbc = Seregno, Biblioteca Capitolare Paolo Ballerini
- I-SFI = Sesto Fiorentino, Biblioteca dell’Istituto Ernesto De Martino
- I-SFO = San Frediano, Chiesa Parrocchiale
- I-SGc = San Gimignano, Biblioteca Comunale
- I-SGm = San Gimignano, Museo d’Arte Sacra
- I-SGEap = San Genesio, Archivio Parrocchiale, Musikarchiv der Pfarrkirche zum Heiligen Genesius
- I-SGFpc = San Giovanni in Fiore, Convento dei Padri Cappuccini, Biblioteca
- I-SGIac = San Ginesio, Archivio Storico Comunale
- I-SGIsa = San Ginesio, Collegiata della SS. Annunziata, Archivio Parrocchiale
- I-SGIsg = San Ginesio, Monastero di S. Giacomo, Biblioteca
- I-SGPm = San Giovanni in Persiceto, Museo d’Arte Sacra comunepersiceto.it
- I-SI = Siracusa, Biblioteca Comunale
- I-SIa = Siracusa, Biblioteca Alagoniana
- I-SIm = Siracusa, Museo Archeologico Nazionale di Palazzo Bellomo
- I-SLac = Salerno, Biblioteca Arcivescovile e Archivio Diocesano
- I-SLas = Salerno, Archivio di Stato
- I-SLc = Salerno, Conservatorio di Musica, Biblioteca
- I-SLd = Salerno, Biblioteca Diocesana
- I-SLm = Salerno, Duomo S. Matteo, Cappella del Tesoro
- I-SLmd = Salerno, Museo Diocesano
- I-SLp = Salerno, Biblioteca Provinciale
- I-SLAfr = San Marco in Lamis, Biblioteca „P.A.M.“ Fania da Rignano
- I-SLBsa = Sulbiate, Parrocchia di S. Antonio di Brentana, Archivio
- I-SLE = Sacile, Archivio del Duomo
- I-SLOa = Salò, Ateneo, Biblioteca
- I-SLOc = Salò, Biblioteca Comunale
- I-SMFlivi = San Michele al Fiume, Biblioteca privata L. Livi
- I-SMFmp = San Michele al Fiume, Scuola Comunale di Musica Alessandro, Biblioteca
- I-SML = Santa Margherita Ligure, Biblioteca Comunale Francesco Domenico Costa, Biblioteca Comunale Moderna Achille e Amalia Vago
- I-SMOac = San Marcello, Archivio Storico Comunale
- I-SMSa = San Martino delle Scale, Abbazia, Biblioteca
- I-SNSa = San Nazzaro Sesia, Abbazia, Biblioteca
- I-SO = Sant’Oreste, Collegiata di S. Lorenzo sul Monte Soratte, Biblioteca
- I-SOCcd = Soriano Calabro, Convento S. Domenico, Biblioteca
- I-SON = Sondrio, Biblioteca Civica Pio Rajna
- I-SONas = Sondrio, Archivio di Stato
- I-SPc = Spoleto, Biblioteca Comunale Giosuè Carducci
- I-SPcm = Spoleto, Biblioteca della Scuola Comunale di Musica
- I-SPd = Spoleto, Biblioteca Capitolare (Duomo di S. Lorenzo)
- I-SPt = Spoleto, Archivio-Biblioteca del Centro Studi e Documentazione Belli-Argiris del Teatro Lirici Sperimentale di Spoleto Adriano Belli
- I-SPAm = San Paolo, Zisterzienserinnen-Abtei Mariengarten
- I-SPE = Spello, Collegiata di Santa Maria Maggiore, Archivio
- I-SPEbc = Spello, Biblioteca Comunale Giacomo Prampolini
- I-SPEc, siehe SPEbc
- I-SPEs = Spello, Archivio Diocesano
- I-SPEsl = Spello, Chiesa di S. Lorenzo, Archivio
- I-SPLp = Spilimbergo, Archivio Pievenale
- I-SPOmartinelli = Spoltore, Archivio privato Giovanni Martinelli
- I-SPTorlandini = San Pellegrino Terme, Biblioteca privata Orlandini
- I-SQ = Squinzano, Archivio privato N.N. di Musica per Banda
- I-SQL = Squillace, Istituto su Cassiodoro e sul medioevo in Calabria
- I-SRNc = Sarnano, Biblioteca Comunale
- I-SROsv = Saronno, Santuario della B. V. dei Miracoli, Biblioteca – Archivio
- I-SRTp = Seriate, Chiesa Parrocchiale, Archivio
- I-SRZp = Sarezzano, Archivio Parrocchiale
- I-SS = Sansepolcro, Biblioteca Comunale
- I-SSAmc = Serra Sant’Abbondio, Monastero dei Camaldolesi di Fonte Avellana, Biblioteca Monastica
- I-SSBc = Serra San Bruno, Biblioteca Conventuale della Certosa
- I-SSCb = Sassocorvaro, Banda Musicale Comunale di Sassocorvaro, Archivio
- I-SSEd = Santa Severina, Cattedrale, Archivio
- I-SSFsm = San Salvatore dei Fieschi, Biblioteca Musicale Simone Molinaro
- I-SSMb = San Severino Marche, Banda F. Adriani
- I-SSMc = San Severino Marche, Biblioteca Comunale F. Antolisei
- I-SSMcap = San Severino Marche, Archivio Capitolare
- I-SSMs = San Severino Marche, Seminario, Archivio
- I-SSMs = San Severino Marche, Seminario Vescovile, Biblioteca
- I-SSMtv = San Severino Marche, Pinacoteca Pietro Tacchi Venturi
- I-SSOcp = Sassoferrato, Biblioteca La Pace dei Frati Minori
- I-SSOsp = Sassoferrato, Parrocchia di S. Pietro, Archivio
- I-SSQc = Serra San Quirico, Biblioteca Comunale
- I-SSVam = San Severo, Biblioteca Comunale Alessandro Minunziano
- I-SSVcap = San Severo, Cattedrale di S. Maria, Archivio Capitolare
- I-ST = Stresa, Biblioteca Rosminiana
- I-STr, siehe ST
- I-STAc = Sant’Arcangelo di Romagna, Biblioteca Comunale
- I-STCam = Stroncone, Archivio Storico Notarile Comunale
- I-STE = Sterzing, Convento dei Cappuccini (Kapuzinerkloster), Biblioteca
- I-STEcap = Sterzing, Biblioteca Capitolare
- (I-Sub, siehe SUss)
- I-SUsb = Subiaco, Biblioteca San Benedetto, Monastero del Sacro Speco
- I-SUss = Subiaco, Protocenobio di S. Scolastica (Abbazia), Biblioteca
- I-SUL = Sulmona, Museo Civico
- (I-SUL, siehe SULc)
- I-SULad = Sulmona, Biblioteca Diocesana
- I-SULas = Sulmona, Archivio di Stato di L’Aquila, Sezione di Sulmona
- I-SULbarcone = Sulmona, Biblioteca privata Concezio Barcone
- I-SULbianchi = Sulmona, Biblioteca privata Carlo Bianchi
- I-SULc = Sulmona, Biblioteca Comunale Publio Ovidio Nasone
- I-SULcp = Sulmona, Museo Confetti Pelino
- I-SULd = Sulmona, Cattedrale, Archivio
- I-SULdibenedetto = Sulmona, Biblioteca privata Vito Di Benedetto
- I-SULmarcone = Sulmona, Biblioteca privata Maria Marcone
- I-SULmatticoli = Sulmona, Biblioteca privata Walter Matticoli
- I-SULsa = Sulmona, Biblioteca del Convento di S. Antonio
- I-SULsp = Sulmona, Biblioteca dell’Associazione Scuola Popolare di Musica
- I-SULst = Sulmona, Archivio dell’Arciconfraternita della SS. Trinità
- I-SUSs = Susa, Archivio Storico e Biblioteca Diocesana
- I-SUSsa = Susa, S. Ambrogio, Archivio
- I-SUT = Sutri, Archivio Storico Comunale
- I-SVNbc = San Vito dei Normanni, Biblioteca Comunale Giovanni XXIII
- I-SVTa = San Vito al Tagliamento, Biblioteca Privata di Palazzo Altan
- I-SVTm = San Vito al Tagliamento, Biblioteca Comunale

#### T
- I-Ta = Turin, Archivio di Stato
- I-Tac = Turin, Archivio storico della Città di Torino comune.torino.it
- I-Tamr = Turin, Archivio Musica della Rai
- I-Tas = Turin, Accademia delle Scienze, Biblioteca
- I-Tb = Bene Vagienna, Biblioteca Civica (con Archivio del Convento di S. Francesco)
- I-Tc, siehe Tco
- I-Tca = Turin, Circolo degli Artisti, Biblioteca
- I-Tcf = Turin, Biblioteca Civica Falchera
- I-Tci = Turin, Biblioteca Civica Musicale Andrea della Corte comune.torino.it
- I-Tcm = Turin, Curia Metropolitana, Archivio
- I-Tco = Turin, Conservatorio di Musica Giuseppe Verdi, Biblioteca
- I-Tct = Turin, Centro Teologico, Biblioteca
- I-Td = Turin, Biblioteca del Capitolo Metropolitano (Archivio del Duomo)
- I-Tdb = Turin, Istituto Internazionale Don Bosco, Biblioteca (Fondo Musicale Salesiano)
- I-Tf = Turin, Accademia Filarmonica, Archivio
- I-Tfanan = Turin, Biblioteca privata Giorgio Fanan
- I-Tferrero = Turin, Biblioteca privata Mercedes Viale Ferrero
- I-Tft = Turin, Università Pontificia Salesiana, Facoltà di Teologia, Biblioteca
- I-Tgraglia = Turin, Biblioteca privata Graglia
- I-Ti = Turin, Istituto Salesiano Valsalice, Biblioteca
- I-Tmc = Turin, Musei Civici, Biblioteca d’Arte
- I-Tmila = Turin, Biblioteca privata eredi Massimo Mila
- I-Tn = Turin, Biblioteca Nazionale Universitaria
- I-Tp = Turin, Biblioteca Storica della Provincia
- I-Tpc = Turin, Biblioteca Provinciale dei Frati Minori Cappuccini
- I-Tr = Turin, Biblioteca Reale
- I-Trt = Turin, RAI – Radiotelevisione Italiana, Biblioteca
- I-Ts = Turin, Seminario Arcivescovile di Torino, Biblioteca
- I-Tspc = Turin, Società Pro Cultura Femminile, Biblioteca
- I-Tstrona = Turin, Biblioteca privata Strona
- I-Tsu = Turin, Basilica di Superga, Archivio
- I-Tt = Turin, Teatro Regio, Archivio Musicale
- (I-Tu, siehe Tr)
- I-Tug = Turin, Biblioteca Guido M. Gatti dell’Università degli Studi di Torino, Dip. di Discipline Artistica – Storia della Musica
- I-Tulf = Turin, Università degli Studi, Biblioteca Centrale della Facolta di Lettere e Filosofia
- I-TAac = Taranto, Archivio Storico Comunale
- I-TAam = Taranto, Associazione Amici della Musica Arcangelo Speranza, Biblioteca
- I-TAas = Taranto, Archivio di Stato
- I-TAc = Taranto, Biblioteca Civica Pietro Acclavio
- I-TAp = Taranto, Biblioteca Provinciale
- I-TAGsd = Taggia, Biblioteca Padri Domenicani
- I-TAUascioti = Taurianova, Biblioteca privata Michele Ascioti
- I-TDSsa = Terranova da Sibari, Convento di S. Antonio, Biblioteca
- I-TE = Terni, Istituto Musicale Pareggiato Giulio Briccialdi, Biblioteca
- I-TEc = Terni, Biblioteca Comunale
- I-TEd = Terni, Duomo, Archivio Capitolare
- I-TEOmn = Teolo, Abbazia di Praglia (Monumento Nazionale), Biblioteca
- I-TEODm = Teodone, Museo etnografico, Biblioteca (Südtiroler Landesmuseum für Volkskunde, Bibliothek)provinz.bz.it
- I-TERd = Terlizzi, Cattedrale, Archivio Capitolare
- I-TH = Thiene, Biblioteca Civica
- I-TI = Termini Imerese, Biblioteca Comunale Liciniana
- I-TIVbergelli = Tivoli, Collezione privata eredi Luigi Bergelli
- I-TIVd = Tivoli, Duomo, Archivio Capitolare duomoditivoli.it
- I-TIVlolli = Tivoli, Archivio privato Emanuele Lolli
- I-TIVss = Tivoli, San Silvestro, Archivio (Archivio del Coro Polifonico)
- I-TLp = Torre del Lago Puccini, Museo di Casa Puccini
- (I-TLP, siehe TLp)
- I-TOD = Todi, Biblioteca Comunale Lorenzo Leoni
- I-TOL = Tolentino, Biblioteca Comunale Filelfica
- I-TOLe = Tolentino, Biblioteca Egidiana (Convento di S. Nicola)
- I-TOLpuccetti = Tolentino, Biblioteca privata Famiglia Puccetti-Cardinali (In: I-Bl)
- I-TOLs = Tolentino, Seminario, Biblioteca
- I-TOLsilverj = Tolentino, Biblioteca privata Silverj
- I-TORd = Tortona, Duomo, Biblioteca Capitolare
- I-TORims = Tortona, Istituto Diocesano di Musica Sacra, Biblioteca
- I-TORs = Tortona, Seminario Vescovile, Biblioteca
- I-TPEd = Tropea, Cattedrale, Archivio
- I-TRa = Trento, Archivio di Stato
- I-TRas = Trento, Biblioteca Diocesana Tridentina Antonio Rosmini
- I-TRbc = Trento, Castello del Buon Consiglio, Biblioteca (In: I-TRmp)
- I-TRc = Trento, Biblioteca Comunale
- I-TRcap = Trento, Biblioteca Capitolare con annesso Archivio
- I-TRcon = Trento, Conservatorio Statale di Musica F. A. Bonporti, V. Gianferrari, Biblioteca
- I-TRfeininger = Trento, Biblioteca Musicale Laurence K. J. Feininger (In: I-TRmp)
- I-TRmd = Trento, Museo Diocesano, Biblioteca
- I-TRmn = Trento, Museo Nazionale, Biblioteca della Soprintendenza ai Monumenti e Gallerie (In: I-TRmp)
- I-TRmp = Trento, Museo Provinciale d’Arte, Biblioteca
- I-TRmr = Trento, Museo Trentino del Risorgimento e della Lotta per la Libertà, Biblioteca
- I-TRpc = Trento, Biblioteca Provinciale dei Cappuccini
- I-TRs = Trento, Seminario Teologico, Biblioteca
- I-TRsf = Trento, Biblioteca dei Padri Francescani di S. Bernardino (Fondazione S. Bernardino)
- I-TRu = Trento, Ufficio delle Belle Arti (In: I-TRmp)
- I-TRE = Tremezzo, Biblioteca Privata Conte Gian Ludovico Sola-Cabiati
- I-TRIag = Treia, Accademia Georgica
- I-TRIcristofanelli = Treia, Biblioteca privata Cristofanelli-Broglio
- I-TRId = Treia, Cattedrale, Archivio Musicale
- I-TRLcv = Termoli, Curia Vescovile, Archivio
- I-TRMas = Teramo, Archivio di Stato
- I-TRMc = Teramo, Biblioteca Civica V. Binci
- I-TRMca = Teramo, Biblioteca Diocesana (Curia Arcivescovile)
- I-TRMp = Teramo, Biblioteca Provinciale Melchiorre Delfico
- I-TRN = Trani, Biblioteca Comunale Giovanni Bovio
- I-TRNad = Trani, Biblioteca Diocesana Arcivescovo Giovanni
- I-TRNd = Trani, Capitolo e Curia Arcivescovile, Biblioteca e Archivio
- I-TROad = Troia, Archivio Diocesano
- I-TRP = Trapani, Biblioteca Fardelliana
- I-TRPc = Trapani, Conservatorio di Musica A. Scontrino, Biblioteca
- I-TRVcc = Treviglio, Biblioteca Ab. Carlo Cameroni
- I-TRVp = Treviglio, Chiesa Prepositurale dei SS. Maria Assunta e Martino, Archivio
- I-TRZbassi = Trezzo sull’Adda, Biblioteca privata Alessandro Bassi
- I-TSc, siehe TSci
- I-TSci = Trieste, Biblioteca Civica Attilio Hortis
- I-TSci(com), siehe TSci
- I-TScm = Trieste, Civici Musei di Storia dell’Arte e del Risorgimento, Biblioteca
- I-TScon = Trieste, Conservatorio di Musica Giuseppe Tartini, Biblioteca
- (I-TSl, siehe Tscon)
- I-TSmm = Trieste, Museo Storico del Castello di Miramare, Biblioteca
- I-TSmt = Trieste, Civico Museo Teatrale di Fondazione Carlo Schmidl, Biblioteca
- I-TSsc = Trieste, Fondazione Giovanni Scaramangià di Altomonte, Biblioteca
- I-TSsg = Trieste, Cappella della Cattedrale S. Giusto, Archivio (In: I-TSci)
- (I-TSt, siehe TSmt)
- I-TStv = Trieste, Teatro Verdi, Archivio Musicale
- I-TSu = Trieste, Università degli Studi di Trieste, Facoltà di Lettere e Filosofia, Istituto di Storia dell’Arte – Storia della Musica, Biblioteca
- (I-TVc, siehe Tvco)
- (I-Tvca, siehe TVd)
- (I-TVca(d), siehe TVd)
- (I-Tvcap, siehe TVd)
- I-TVco = Treviso, Biblioteca Comunale
- I-TVd = Treviso, Biblioteca Capitolare della Cattedrale
- I-TVs = Treviso, Biblioteca del Seminario Vescovile
- I-TVOcv = Trivento, Curia Vescovile, Archivio
- I-TVOs = Trivento, Seminario Diocesano, Biblioteca

#### U
- I-Uas = Urbino, Archivio di Stato
- I-Ud = Urbino, Capitolo Metropolitano, Archivio
- I-Uia = Urbino, Istituto Statale d’Arte, Biblioteca
- I-Umd = Urbino, Museo Diocesano Albani
- I-Us = Urbino, Cappella del SS. Sacramento (Duomo), Archivio
- I-Usf = Urbino, Convento di S. Francesco, Biblioteca
- I-Uu = Urbino, Biblioteca Universitaria
- I-UD = Udine, Duomo, Archivio Capitolare (In: I-UDs)
- I-UDa = Udine, Archivio di Stato
- I-UDba = Udine, Biblioteca Arcivescovile e Bartoliniana
- I-UDc = Udine, Biblioteca Comunale Vincenzo Joppi
- I-UDff = Udine, Società Filologica Friulana, Biblioteca
- I-UDi = Udine, Conservatorio di Musica Jacopo Tomadini, Biblioteca
- I-UDm = Udine, Museo Diocesano di Arte Sacra
- I-UDricardi = Udine, Biblioteca privata Federico Ricardi di Netro
- I-UDs = Udine, Seminario Arcivescovile, Biblioteca
- (I-Udvj, siehe UDc)
- I-UMd = Umbriatico, Cattedrale, Archivio
- I-URBc = Urbania, Biblioteca Comunale
- I-URBcap = Urbania, Biblioteca Capitolare (In: I-URBdi)
- I-URBdi = Urbania, Biblioteca Diocesana
- I-URBm = Urbania, Museo Civico

#### V
- I-Vab = Venedig, Abbazia Benedettina di S. Giorgio Maggiore, Biblioteca
- I-Vas = Venedig, Archivio di Stato
- I-Vasac = Venedig, Archivio Storico delle Arti Contemporanee (ASAC), Biennale di Venezia
- I-Vasp = Venedig, Biblioteca annessa All’Archivio Storico del Patriarcato (con Archivio Capitolare)
- I-Vc = Venedig, Conservatorio di Musica Benedetto Marcello, Biblioteca
- I-Vcg = Venedig, Casa di Goldoni, Biblioteca
- I-Vcr = Venedig, Pia Casa di Ricovero
- I-Verona, siehe VEcap
- I-Vfl, siehe Vlevi
- I-Vgc = Venedig, Istituto di Lettere, Musica e Teatro della Fondazione Giorgio Cini, Biblioteca
- I-Vire = Venedig, Istituzioni di Ricovero e di Educazione (IRE), Biblioteca e Archivio irevenezia.it
- I-Vlevi = Venedig, Fondazione Ugo e Olga Levi, Biblioteca levi.provincia.venezia.it
- I-Vmarcello = Venedig, Biblioteca privata Andrighetti Marcello
- I-Vmc = Venedig, Museo Civico Correr, Biblioteca d’ Arte e Storia Veneziana
- I-Vmg, siehe Vab
- I-Vmsm = Venedig, Museo di S. Marco
- I-Vmusatti = Venedig, Biblioteca privata Musatti
- I-Vnm = Venedig, Biblioteca Nazionale Marciana marciana.venezia.sbn.it
- I-Vo = Venedig, Archivio dell’Ospedaletto (In: I-Vire)
- I-Vobici = Venedig, Biblioteca privata Obici
- I-Vqs = Venedig, Fondazione Querini-Stampalia, Biblioteca
- I-Vravà = Venedig, Biblioteca privata Ravà
- I-Vs = Venedig, Seminario Patriarcale, Archivio
- I-Vsf = Venedig, Biblioteca di San Francesco della Vigna ()
- I-Vsm = Venedig, Procuratoria di San Marco, Archivio (In: I-Vlevi)[51]
- I-Vsmc = Venedig, Chiesa di S. Maria della Consolazione (della Fava), Archivio
- I-Vt = Venedig, Teatro La Fenice, Archivio Storico-Musicale
- I-Vu = Venedig, Università degli Studi di Venezia, Dip. di Storia dell’Arte – Storia della Musica, Biblioteca
- I-Vuf = Venedig, Biblioteca dell’Università Foscari
- I-Vverardo = Venedig, Biblioteca privata Pietro Verardo
- I-VAa = Varese, Cattedrale di San Vittore, Biblioteca Prepositurale
- I-VAas = Varese, Archivio di Stato
- I-VAc = Varese, Biblioteca Civica
- I-VAcl = Varese, Civico Liceo Musicale, Biblioteca
- I-VArp = Varese, Fondazione Russolo-Pratella, Biblioteca
- I-VAs = Varese, Santuario del Sacro Monte, Biblioteca
- I-VAsc = Varese, Archivio Storico Civico (Fondo Teatro Sociale, Fondo Società Corale Varesina, Raccolta Museo)
- I-VAS = Vasto, Archivio Vescovile
- I-VCa = Vercelli, Biblioteca Agnesiana e Diocesana
- I-VCc = Vercelli, Biblioteca Civica
- I-VCd = Vercelli, Biblioteca Capitolare
- I-VCgorini = Vercelli, Biblioteca privata Gorini
- I-VCml = Vercelli, Museo Camillo Leone, Biblioteca
- I-VCs = Vercelli, Seminario Vescovile, Biblioteca
- I-VCsc = Vercelli, S. Chiara, Archivio
- I-VD = Viadana, Biblioteca Comunale Luigi Parazzi
- I-VDAmelzi = Vaprio d’Adda, Biblioteca privata Melzi d’Eril
- I-VDLlitta = Vedanoal Lambro, Biblioteca privata di Villa Litta
- I-VEaf = Verona, Accademia Filarmonica, Biblioteca e Archivio
- I-VEas = Verona, Archivio di Stato
- I-VEc = Verona, Biblioteca Civica
- I-VEcap = Verona, Biblioteca Capitolare
- I-VEcon = Verona, Conservatorio di Musica Evaristo Dall’Abaco, Biblioteca
- I-VEs = Verona, Seminario Vescovile, Biblioteca
- I-VEsb = Verona, Biblioteca dei Minori Francescani di S. Bernardino
- I-VEsg = Verona, San Giorgio in Braida, Archivio
- I-VEsm = Verona, Chiesa di S. Massimo, Archivio
- I-VEss = Verona, Chiesa di S. Stefano, Archivio
- I-VELd = Velletri, Cattedrale, Archivio
- I-VELdi = Velletri, Biblioteca Diocesana
- I-VELm = Velletri, Museo Capitolare (In: I-VELd)
- I-VENsl = Vendrogno, Chiesa di San Lorenzo di Muggiasca, Archivio
- I-VF = Vigo di Fassa, Ladinisches Kulturinstitut istladin.net
- I-VG = Voghera, Collegiata di S. Lorenzo, Archivio
- I-VGlauzi = Voghera, Biblioteca privata Lauzi di Rho
- I-VIas = Vicenza, Archivio di Stato
- I-VIb = Vicenza, Biblioteca Civica Bertoliana
- I-VIc = Vicenza, Conservatorio di Musica A. Pedrollo, Biblioteca
- I-VIcattin = Vicenza, Biblioteca privata Giulio Cattin
- I-VIcfm = Vicenza, Convento dei Frati Minori, Biblioteca
- I-VIchilesotti = Vicenza, Biblioteca privata Chilesotti
- I-VId = Vicenza, Biblioteca Capitolare
- I-VImc = Vicenza, Museo Civico, Biblioteca
- I-VImr = Vicenza, Museo del Risorgimento e della Resistenza, Biblioteca
- I-VIof = Vicenza, Congregazione dell’Oratorio di S. Filippo Neri, Biblioteca
- I-VIs = Vicenza, Seminario Vescovile, Biblioteca
- I-VIGi = Vigevano, Civico Istituto Musicale Luigi Costa, Biblioteca
- I-VIGsa = Vigevano, Biblioteca del Capitolo della Cattedrale
- I-VIGsi = Vigevano, S. Ignazio, Biblioteca
- I-VIM = Vimercate, S. Stefano, Archivio
- I-VISc = Visco, Biblioteca Comunale
- I-VIVs = Vittorio Veneto, Biblioteca del Seminario
- I-VLfossati = Villa di Salò, Biblioteca privata Alessandro Bianchi Fossati
- I-VNGs = Venegono Inferiore, Seminario Arcivescovile di Milano, Biblioteca
- I-VO = Volterra, Biblioteca Guarnacci e Archivio Storico Comunale
- I-VPc = Villar Perosa, Biblioteca Civica
- I-VRLc = Veroli, Biblioteca Comunale Giovardiana
- I-VRLmnc = Veroli, Biblioteca Statale del Monumento Nazionale
- I-VRNs = Chiusi della Verna, Santuario della Verna, Biblioteca
- I-VSc = Varallo Sesia, Biblioteca Civica Farinone-Centa
- I-VSm = Varallo Sesia, Museo Civico (Pinacoteca)
- I-VSsm = Varallo Sesia, Museo del Sacro Monte
- I-VSAv = Villanova sull’Arda, Villa Verdi Sant’Agata villaverdi.org
- I-VSO = Villanova del Sillaro, Chiesa dei SS. Angelo e Niccolò, Archivio
- I-VSSma = Visso, Collegiata di S. Maria Assunta, Archivio
- I-VTc = Viterbo, Biblioteca Comunale degli Ardenti
- I-VTcarosi = Viterbo, Biblioteca privata Attilio Carosi
- I-VTcerasa = Viterbo, Biblioteca privata Amedeo Cerasa
- I-VTcgb = Viterbo, Consorzio Gestione Biblioteche
- I-VTp = Viterbo, Biblioteca Pio XII, Pontificio Seminario Regionale per il Lazio Superiore (Convento di S. Maria della Quercia)
- I-VTs = Viterbo, Biblioteca Provinciale Anselmo Anselmi e Biblioteca del Seminario Diocesano
- I-VTsm = Viterbo, Chiesa di S. Maria del Paradiso, Archivio
- I-VTM = Ventimiglia, Civica Biblioteca Aprosiana
- I-VTMcap = Ventimiglia, Archivio Capitolare
- I-VVc = Vibo Valentia, Conservatorio Statale di Musica Fausto Torrefranca, Biblioteca
- I-VVcapialbi = Vibo Valentia, Biblioteca privata Palazzo Capialbi
- I-VVh = Vibo Valentia, Accademia Hipponiana, Biblioteca
- I-VVsorrano = Vibo Valentia, Biblioteca privata Gaetano Sorrano

#### Z
- I-ZANbelotti = Zandobbio, Biblioteca privata Angelo Belotti
- I-ZOPpancera = Zoppola, Archivio privato Conti Pancera di Zoppolo-Gambara
- I-ZSGp = Zibido San Giacomo, S. Pietro e Paolo, Biblioteca Prepositurale

### Japan
- J-AKs = Ashikaga, Ashikaga Gakko Iseki Toshokan (Ashikaga Gakko Iseki Toshokan)
- J-AOpl = Aomori, Aomori Kenritsu Toshokan
- J-BIa = Bizen, Masamune Bunko
- J-FAu = Fukuoka, Kyushu Daigaku
- J-FBml = Funabashi, Funabashi Shiritsu Toshokan
- J-FJa = Fuji, Fuji Bunko
- J-FKpl = Fukui, Fukui Kenritsu Toshokan
- J-HAml = Hakodate, Shiritsu Hakodate Toshokan
- J-HImc = Hiroshima, Erizabeto Ongaku Daigaku
- J-HKml = Hikone, Hikone Shiritsu Toshokan
- J-HOm = Hirado, Matsuura Shiryo Hakubutsukan
- J-HRml = Hirosaki, Shiritsu Hirosaki Toshokan
- J-IAkl = Ina, Kami Ina Toshokan
- J-IDa = Ikeda, Ikeda Bunko
- J-IEja = Ise, Jingu Bunko
- J-IRht = Ikaruga, Horyuji Daihozoden
- J-Kd = Kyōto, Daigo-ji
- J-Kf = Kyoto, Fushimi Inari Jinja
- J-Kj = Kyoto, Jikkoin
- J-Kk = Kyoto, Kōzan-ji
- J-Kku = Kyoto, Kyoto Daigaku
- J-Kn = Kyoto, Ninna-ji
- J-Knm = Kyoto, Kyoto Kokuritsu Hakubutsukan
- J-Kou = Kyoto, Otani Daigaku
- J-Kr = Kyoto, Raigoin
- J-Kru = Kyoto, Ryukoku Daigaku
- J-Ksa = Kyoto, Sanzenin
- J-Ksn = Kyoto, Shanain
- J-Ksr = Kyoto, Shorinin
- J-Kt = Kyoto, Tō-ji
- J-Kya = Kyoto, Yomei Bunko
- J-KA = Kannabe, Konko Kyogeibi Kyokai
- J-KFpl = Kōfu, Yamanashi Kenritsu Toshokan
- J-KGpl = Kagoshima, Kagoshima Kenritsu Toshokan
- J-KKl = Konko, Konko Toshokan
- J-KNml = Kanazawa, Kanazawa Shiritsu Toshokan
- J-KOs = Koya, Shinnoin
- J-KOu = Koya, Koyasan Daigaku
- J-KRml = Kariya, Kariya Shiritsu Toshokan
- J-KTl = Kotohira, Kompira-gū Toshokan
- J-MHml = Mihara, Mihara Shiritsu Toshokan
- J-MOpl = Morioka, Iwate Kenritsu Toshokan
- J-MTs = Mito, Shokokan
- J-NAa = Nagoya, Hōsa Bunko
- J-NAb = Nagoya, Chubu Nippon Hoso Shiryoka
- J-NAcl = Nagoya, Nagoya-shi Tsurumai Chuo Toshokan
- J-NAt = Nagoya, Misonoza Shiryo Shitsu
- J-NAu = Nagoya, Nagoya Daigaku
- J-NIml = Nishio, Nishio Shiritsu Toshokan
- J-NKpl = Nagasaki, Kenritsu Nagasaki Toshokan
- J-NMgu = Nishinomiya, Kansei Gakuin Daigaku
- J-NMku = Nishinomiya, Kobe Jogakuin Daigaku
- J-NMml = Nishinomiya, Nishinomiya Shiritsu Toshokan
- J-NOnt = Nikkō, Nikko Tosho-gu Homotsukan
- J-NRko = Nara, Kōfuku-ji
- J-NRkt = Nara, Kasuga-Taisha Homutsuden
- J-NRs = Nara, Shosoin
- J-NRtd = Nara, Tōshōdai-ji
- J-NRtt = Nara, Todaiji Toshokan
- J-NRya = Nara, Yakushi-ji
- J-NTl = Narita, Narita Toshokan
- J-NUml = Niitsu, Niitsu Kinen Toshokan
- J-Obk = Osaka, Bunraku Kyokai
- J-Oml = Osaka, Osaka Shiritsu Chuo Toshokan
- J-Opl = Osaka, Osaka Furitsu Toshokan Tennoji Bekkan
- J-Ou = Osaka, Ōsaka Joshi Daigaku
- J-Oyd = Osaka, Yuzu Dainembutsuji
- J-ODml = Odate, Odate Shiritsu Kurimori Kinen Toshokan
- J-OKml = Okayama, Okayama Shiritsu Toshokan
- J-OKsl = Okayama, Saijo Toshokan
- J-OKu = Okayama, Okayama Daigaku
- J-OTa = Otsu, Eizan Bunko
- J-OTh = Otsu, Homanin
- J-OUml = Ōzu, Ozu Shiritsu Toshokan
- J-SAu = Saga, Saga Daigaku
- J-SBcl = Shimabara, Shimabara Kominkan Toshobu
- J-SEc = Sendai, Miyagi Gakuen Joshi Daigaku
- J-SEu = Sendai, Tohoku Daigaku
- J-SUu = Suita, Kansai Daigaku
- J-Tb = Tokio, Nippon Hoso Kyokai
- J-Tca = Tokyo, Minshu Ongaku Kyokai Toshokan
- J-Tcl = Tokyo, Naikaku Bunko
- J-Tcpl = Tokyo, Tokyo Toritsu Chuo Toshokan
- J-Tgm = Tokyo, Goto Bijutsukan
- J-Tgu = Tokyo, Toho Gakuen Daigaku Ongakubu
- J-Tih = Tokyo, Kunaicho Shoryobu
- J-Tjf = Tokyo, Kokusai Koryu Kikin
- J-Tk = Tokyo, Kunitachi Ongaku Daigaku
- J-Tka = Tokyo, Kozan Bunko
- J-Tku = Tokyo, Keiō Gijuku Daigaku, Mita Information Center
- J-Tlau = Tokyo, Tokyo Gakugei Daigaku
- J-Tma = Tokyo, Musashino Ongaku Daigaku
- (J-Tma(Tmc), siehe Tma)
- J-Tmam = Tokyo, Musashino Academia Musicae musashino-music.ac.jp
- J-Tme = Tokyo, Mombusho Shiryokan
- J-Tmeh = Tokyo, Tamagawa University, Museum of Educational Heritage tamagawa.jp
- J-Tmf = Tokyo, Bunka Kaikan Ongaku Shiryo Shitsu
- J-Tmi = Tokyo, Tokyo Toritsu Kyoiku Kenkyujo
- J-Tml = Tokyo, Maruzen Hon no Toshokan
- J-Tn = Tokyo, Nanki Ongaku Bunko
- J-Tna = Tokyo, Nagauta Kyokai
- J-Tni = Tokyo, Nogami Kinen Hosei Daigaku Nogaku Kenkyujo
- J-Tnko = Tokyo, Nippon Kindai Ongakukan mita.lib.keio.ac.jp
- J-Tnl = Tokyo, Kokuritsu Kokkai Toshokan
- J-Tnm = Tokyo, Tokyo Kokuritsu Hakubutsukan
- J-Tnri = Tokyo, Tokyo Kokuritsu Bunkazai Kenkyujo Geinobu
- J-Tnt = Tokyo, Kokuritsu Gekijo
- J-Tnu = Tokyo, Nihon Daigaku
- J-Tnua = Tokyo, Tōkyō Geijutsu Daigaku
- J-Tol = Tokyo, Ochanomizu Toshokan
- J-Tsal = Tokyo, Sanko Toshokan
- J-Tsel = Tokyo, Seikado Bunko
- J-Tskl = Tokyo, Maeda Ikutokukai Sonkeikaku Bunko
- J-Tsu = Tokyo, Jochi Daigaku, Saint Miki Library
- J-Ttb = Tokyo, Tokyo Hoso Somu Hombu Ongaku-ka
- J-Ttl = Tokyo, Tosho Bunko
- J-Ttm = Tokyo, Tsubouchi-Hakase Kinen Engeki Hakubutsukan, Waseda Daigaku
- J-Ttmc = Tokyo, Tokyo Ongaku Daigaku
- J-Ttml = Tokyo, Toyama Ongaku Toshokan
- J-Ttol = Tokyo, Tōyō Bunko
- J-Tu = Tokyo, Tokyo Daigaku
- J-Tua = Tokyo, Ueno Gakuen Nihon Ongaku Shiryo Shitsu
- J-Tuu = Tokyo, Ueno Gakuen Daigaku
- J-Twc = Tokyo, Musashino Joshi Daigaku Nogaku Shiryo Center
- J-Twu = Tokyo, Waseda Daigaku
- J-TAit = Taisha, Izumo Taisha Homotsuden
- J-TIcc = Toyohashi, Toyohashi Shimin Bunka Kaikan
- J-TMu = Takamatsu, Kawaga Daigaku
- J-TNcm = Toyonaka, Osaka Ongaku Daigaku
- J-TNu = Toyonaka, Osaka Daigaku
- J-TRl Tenri, Bibliothek der Tenri-Universität
- J-UAml = Ueda, Ueda Shiritsu Toshokan
- J-WAu = Wakayama, Wakayama Daigaku Bunkan
- J-Yka = Yokohama, Kanazawa Bunko
- (J-Yka, siehe Ys)
- J-Ys = Yokohama, Shomyoji
- J-YAml = Yonezawa, Shiritsu Yonezawa Toshokan
- J-YAut = Yonezawa, Uesugi Jinja Keishoden
- J-YIu = Yamaguchi, Yamaguchi Daigaku
- J-YOa = Yoshino, Sakamoto Ryumon Bunko
- J-Zml = Zentsūji, Zentsuji Shiritsu Toshokan

### Jugoslawien(MontenegroundSerbien)
- YU-Ba = Belgrad, Srpska Akademija nauka i umetnosti (SANiU), Centralna Biblioteka/Arhiv
- YU-Bm = Belgrad, Muzej srpske pravoslavne crkve
- YU-Bma = Belgrad, Muzička Akademija
- YU-Bmi = Belgrad, Muzikološki institut Srpske akademije nauka i umetnosti
- YU-Bn = Belgrad, Narodna Biblioteka
- YU-Bp = Belgrad, Biblioteka Srpske pravoslavne patrijaršije
- YU-Bu = Belgrad, Univerzitetska biblioteka „Svetozar Marković“
- YU-CEd = Cetinje, Državni muzej
- YU-CEm = Cetinje, Cetinjski manastir
- YU-KTf = Kotor, Franjevački samostan sv. Klare, knjižnica
- YU-KTi = Kotor, Istorijski arhiv
- YU-KTp = Kotor, Pravoslavna crkva sv. Nikole
- YU-NSm = Novi Sad, Biblioteka Matice srpske
- YU-P = Pljevlja, Manastir sv. Trojice

### Kanada
- (CDN-Ca, siehe Cu)
- CDN-Cu = Calgary, University of Calgary, Library
- CDN-E = Edmonton, University of Alberta ualberta.ca
- CDN-Fc = Fredericton, Christ Church Cathedral christchurchcathedral.com
- CDN-Fu = Fredericton, University of New Brunswick
- CDN-Hsmu = Halifax, Patrick Power Library Saint Mary’s University smu.ca
- CDN-Hu = Halifax, Dalhousie University, Killam Library, Music Resources Centre
- CDN-HNp = Hamilton, Hamilton Public Library
- CDN-HNu = Hamilton, McMaster University, Mills Memorial Library, Music Section library.mcmaster.ca
- (CDN-K, siehe Ku)
- CDN-Ku = Kingston, Ontario, Queens University, Douglas Library library.queensu.ca
- (CDN-L, siehe Lu)
- CDN-Lmclean = London, Ontario, Hugh McLean, private collection
- CDN-Lp = London, Ontario, London Public Libraries and Museums
- CDN-Lu = London, Ontario, University of Western Ontario Library System, Music Library lib.uwo.ca
- CDN-LEbu = Lennoxville, Bishop’s University, John Bassett Memorial Library
- CDN-Mas = Montreal, Archives du Séminaire Saint-Sulpice
- CDN-Mb = Montreal, Bibliothèque municipale
- CDN-Mc = Montreal, Conservatoire de Musique et d’Art Dramatique
- CDN-Mcm = Montreal, Centre de Musique Canadienne
- CDN-Mfisher = Montreal, Sidney T. Fisher, private collection (In: CDN-Tu)
- CDN-Mh = Montreal, Religieuses Hospitalières de St. Joseph, Bibliothèque
- CDN-Mlr = Montreal, McGill University, Humanities and Social Sciences Library McLennan-Redpath mcgill.ca
- CDN-Mm = Montreal, McGill University, Faculty & Conservatorium of Music, Library mcgill.ca
- CDN-Mn = Montreal, Bibliothèque et Archives nationales banq.qc.ac
- (CDN-Ms, siehe Mn)
- CDN-Msg = Montreal, Maison mère des Sœurs-Grises, Bibliothèque
- CDN-Msrc = Montreal, Société Radio-Musicothèque
- CDN-Mu = Montreal, Université de Montréal, Bibliothèque de musique
- CDN-MOu = Moncton, Université de Moncton, Bibliothèque Champlain, Département de Musique et Archives Acadiennes
- (CDN-O, siehe On)
- CDN-Oc = Ottawa, Carleton University, MacOdrum Library
- CDN-On = Ottawa, Library and Archives Canada, Music Division collectionscanada.ac
- CDN-Onm = Ottawa, National Museum of Man, Canadian Centre for Folk Culture Studies
- CDN-Ou = Ottawa, University of Ottawa, Morisset Library and Music Library
- CDN-Qa = Québec, Archives de la Province de Québec
- CDN-Qaa = Québec, Archives de l’Archidiocèse
- CDN-Qc = Québec, Cathédrale de la Sainte-Trinité
- CDN-Qcm = Québec, Conservatoire de Musique de Québec, Bibliothèque
- CDN-Qhd = Québec, Hôtel-Dieu
- CDN-Qhg = Québec, Hôspital-Général de Québec
- CDN-Qlh = Québec, Société littéraire et historique
- CDN-Qmu = Québec, Monastère des Ursulines, Archives
- CDN-Qn = Québec, Bibliothèque et Archives nationales du Québec
- CDN-Qsl = Québec, Séminaire de Québec
- CDN-Qul = Québec, Université Laval, Bibliothèque générale
- CDN-Ru = Regina, University of Regina Library, Fine Arts Branch Library
- CDN-S = Saskatoon, Saskatchewan University
- (CDN-Su, siehe S)
- CDN-SA, siehe SAu
- CDN-SAu = Sackville, Mount Allison University Library mta.ca
- CDN-SB = Saint-Benoît-du-Lac, Monastère bénédictin
- (CDN-SBa, siehe SB)
- CDN-SHs = Saint-Hyacinthe, Séminaire de St. Hyacinthe, Bibliothèque
- (CDN-SJ, siehe SJm)
- CDN-SJm = Saint John, New Brunswick Museum Library
- CDN-Tb = Toronto, Canadian Broadcasting Corporation, Music Library cbc.ca
- CDN-Tc = Toronto, Royal Conservatory of Music rcmusic.ca
- CDN-Tcm = Toronto, Canadian Music Centre musiccentre.ca
- CDN-Tm = Toronto, Royal Ontario Museum Library rom.on.ca
- CDN-Tmillan = Toronto, Sir Ernest MacMillan
- (CDN-To, siehe Tm)
- CDN-Tolnick = Toronto, Harvey J. Olnick, private collection
- CDN-Tp = Toronto, Metropolitan Toronto Library, Music Department
- CDN-Tu = Toronto, University of Toronto, Edward Johnson Music Library music.utoronto.ca
- CDN-Ty = Toronto, York University, Scott Library library.yorku.ca
- CDN-Vcm = Vancouver, Canadian Music Centre
- CDN-Vmclean = Vancouver, Hugh J. McLean, private collection
- CDN-Vp = Vancouver, Vancouver Public Library, Fine Arts, Music & Films Division
- CDN-Vu = Vancouver, University of British Columbia Library, Fine Arts Division
- CDN-VIu = Victoria, University of Victoria
- CDN-W = Winnipeg, University of Manitoba
- CDN-WIu = Windsor, Ontario, University of Windsor, Leddy Library

### Kolumbien
- CP-B = Bogotá, Archivo de la Catedral (Archiv der Kathedrale)

### Kroatien
- HR-BJm = Bjelovar, Gradski muzej (Stadtmuseum Bjelovar)
- HR-BKc = Blato na Korčuli, župna crkva
- HR-BOds = Bol, Dominikanski samostan
- HR-Cb = Cavtat, Bogišićeva knjižnica, arhiv i zbirka
- HR-CKf = Crikvenica, Franjevački samostan
- HR-Čm = Čakovec, Muzej Medimurja
- HR-CRb = Cres, Benediktinski samostan
- HR-CRf = Cres, Samostan franjevaca konventualaca
- HR-CRgm = Cres, Gradski muzej
- HR-CRm = Cres, župna crkva sv. Marije od snijega
- (HR-Cro, siehe Ok)
- HR-Db = Dubrovnik, Biskupsko sjemenište, knjižnica
- (HR-Dgmb, siehe Dsmb)
- HR-Dha = Dubrovnik, Povijesni arhiv
- HR-Di = Dubrovnik, Isusovački kolegij
- HR-Dk = Dubrovnik, Katedralski glazbeni arhiv
- HR-Dm = Dubrovnik, Dubrovački muzej
- (HR-Dn, siehe Dzk)
- HR-Dsd = Dubrovnik, Samostan sv. Dominika, knjižnica
- HR-Dsmb = Dubrovnik, Samostan Male braće malabraca.hr
- HR-Dsmbb = Dubrovnik, Samostan Male braće, zbirka franjevačkog samostana na Badiji
- HR-Dzk = Dubrovnik, Znanstvena knjižnica
- (HR-H, siehe Hk)
- HR-Hczkb = Hvar, Centar za zaštitu kulturne baštine
- (HR-Hd, siehe SGd)
- HR-Hf, siehe Franjevački samostan
- HR-Hk, siehe Kaptolska knjižnica
- HR-Hpoliteo, siehe SGpoliteo
- HR-ILf = Ilok, Franjevački samostan
- HR-KČ = Korčula, Opatska riznica sv. Marka
- HR-KČm = Korčula, Gradski muzej
- HR-Kf = Krapina, Franjevački samostan
- HR-KŠf = Košljun, Franjevački samostan na Košljunu
- HR-Kžm = Križevci, Gradski muzej
- HR-KAf = Kampor, Franjevački samostan
- HR-KIf = Kloštar Ivanić, Franjevački samostan
- HR-KLf = Klanjec, Franjevački samostan – OFM
- HR-KOc = Komiža, župna crkva
- HR-KPf = Koprivnica, Franjevački samostan
- HR-KPm = Koprivnica, Muzej Grada koprivnica.hr
- HR-KRf = Krk, Franjevački samostan
- (HR-KRfk, siehe KŠf)
- HR-KRfk, siehe KŠf
- HR-KRk = Krk, Katedralni arhiv
- (HR-KRv, siehe VBv)
- (HR-Mf, siehe MKf)
- HR-MKc = Makarska, župna crkva
- HR-MKf = Makarska, Franjevački samostan
- HR-NAf = Našice, Franjevački samostan
- HR-Ok = Cres, Muzej katedrale
- HR-OMf = Omiš, Franjevački samostan
- HR-ORf = Orebić, Franjevački samostan
- HR-OSf = Osijek, Franjevački samostan – OFM
- (HR-OSh, siehe OSp)
- (HR-Osh, OSp)
- HR-OSk = Osijek, Kapucinski samostan
- HR-OSm = Osijek, Muzej Slavonije (zbirka Prandau)mdc.hr
- HR-OSma = Osijek, župna crkva sv. Mihovila Arkandela
- HR-OSo = Osijek, Opera, Hrvatsko narodno kazalište, arhiv
- HR-OSp = Osijek, Povijesni arhiv
- HR-POf = Požega, Franjevački samostan
- HR-POv = Požega, Arhiv hrvatskog pjevačkog društva Vijenac
- HR-PUf = Pula, Franjevački samostan
- (HR-PUn, siehe Pusk)
- HR-PUsk, siehe Sveučilišna knjižnica
- HR-PZf = Pazin, Franjevački samostan
- HR-R = Rab, župna crkva
- (HR-Rfk, siehe KAf)
- HR-RIft = Rijeka, Franjevački samostan na Trsatu
- (HR-RIn, siehe Risk)
- HR-RIo = Rijeka, Opera, Arhiv Hrvatskog narodnog kazališta
- HR-RIpm = Rijeka, Pomorski i povijesni muzej Hrvatskog primorja
- HR-RIsk = Rijeka, Sveučilišna knjižnica
- HR-ROf = Rovinj, Franjevački samostan
- HR-Sa = Split, Arheolški muzej, knjižnica
- HR-Sd = Split, Dominikanski samostan
- HR-Sfp = Split, Franjevački samostan Split-Poljud
- HR-Sk = Split, Glazbeni arhiv katedrale
- HR-Sm = Split, Muzej grada Splita mdc.hr
- (HR-Smg, siehe Sm)
- (HR-Sn, siehe Ssk)
- HR-Snb = Split, Nadbiskupsko sjemenište
- HR-So = Split, Opera, Arhiv Hrvatskog narodnog kazališta
- HR-Ssf = Split, Samostan franjevaca konventualaca
- HR-Ssk = Split, Sveučilišna knjižnica
- HR-St = Split, Teologija u Splitu, knjižnica
- HR-SBf = Slavonski Brod, Franjevački samostan
- HR-SBfb = Slavonski Brod, Franjevački samostan u Baču
- HR-SEb = Senj, Biskupski i kaptolski arhivi
- HR-SGc = Starigrad, župna crkva
- HR-SGd = Starigrad, Dominikanski samostan
- HR-SGpoliteo = Starigrad, Zbirka Politeo
- HR-SIf = Sinj, Franjevački samostan, arhiv
- HR-ŠIBf = Šibenik, Samostan franjevaca konventualaca
- HR-SMf = Samobor, Franjevački samostan
- HR-SMm = Samobor, Samoborski muzej
- (HR-SPf, siehe POf)
- HR-Tb = Trogir, Benediktinski samostan
- HR-Tf = Trogir, Franjevački samostan
- HR-Tk = Trogir, Katedrala sv. Lovrijenca
- HR-Vf = Varaždin, Franjevački samostan
- (HR-Vgm, siehe Vm)
- (HR-Vh, siehe Vp)
- HR-Vk = Varaždin, Kapucinski samostan
- HR-Vm = Varaždin, Gradski muzej
- HR-Vp = Varaždin, Povijesni muzej
- HR-Vsn = Varaždin, župna crkva sv. Nikole, arhiv
- HR-Vu = Varaždin, Uršulinski samostan
- HR-VBv = Vrbnik, Biblioteka Vitezić
- HR-VIc = Vis, župna crkva
- (HR-VIk, KOc)
- HR-VRf = Virovitica, Franjevački samostan
- HR-VUf = Vukovar, Franjevački samostan OFM
- HR-VVf = Drniš, Franjevački samostan
- (HR-Za, siehe Zaa)
- HR-Zaa = Zagreb, Hrvatska akademija znanosti i umjetnosti, arhiv
- HR-Zak = Zagreb, Hrvatska akademija znanosti i umjetnosti, knjižnica
- HR-Zao = Zagreb, Hrvatska akademija znanosti i umjetnosti, Odsjek za povijest hrvatske glazbe
- HR-Zd = Zagreb, Dominikanski samostan
- HR-Zda = Zagreb, Hrvatski državni arhiv arhiv.hr
- (HR-Zds, siehe Zd)
- HR-Zf = Zagreb, Franjevački samostan
- HR-Zh = Zagreb, Hrvatski glazbeni zavod, knjižnica
- HR-Zha = Zagreb, Zbirka Don Nikole Udina Algarotti (Dpt. in: HR-Zh)
- HR-Zhk = Zagreb, Arhiv hrvatskog pjevačkog društva Kolo (In: HR-Zh)
- HR-Zif = Zagreb, Institut za etnologiju i folkloristiku
- HR-Zk = Zagreb, Glazbeni arhiv katedrale
- HR-Zm = Zagreb, Zavod za sistematsku muzikologiju Muzičke akademije
- HR-Zma = Zagreb, Muzička akademija, knjižnica
- HR-Zmg = Zagreb, Muzej grada Zagreba
- HR-Zmic = Zagreb, Muzički informativni centar
- (HR-Zn, siehe Zu)
- HR-Zo = Zagreb, Opera, Arhiv Hrvatskog narodnog kazališta
- HR-Zrtv = Zagreb, Arhiv Hrvatske radio-televizije
- HR-Zs = Zagreb, Glazbeni arhiv nadbiskupskog bogoslovnog sjemeništa
- (HR-Zsg, siehe Zs)
- HR-Zsi = Zagreb, Staroslavenski zavod „Svetozar Rittig“ IFF
- HR-Zu = Zagreb, Nacionalna i sveučilišna knjižnica
- (HR-Zzmi, siehe Zao)
- HR-ZAa, siehe ZAb
- HR-ZAb = Zadar, Benediktinski samostan sv. Marije
- (HR-ZAc, siehe Zak)
- HR-ZAf, siehe Franjevački samostan
- HR-ZAh = Zadar, Povijesni arhiv
- HR-ZAk = Zadar, Katedrala sv. Stošije
- (HR-ZAn, siehe Zazk)
- (HR-ZAsm, siehe ZAb)
- HR-ZAzk, siehe Znanstvena knjižnica
- HR-ZSf = Zaostrog, Franjevački samostan

### Kuba
- (C-Hn, siehe HABn)
- (C-Hse, siehe HABse)
- C-HABn = La Habana, Biblioteca Nacional (Nationalbibliothek)
- C-HABin = Havanna, Instituto Nacional de la Música
- C-HABm = Havanna, Museo Nacional de la Música, Archivo
- C-HABn = Havanna, Biblioteca Nacional
- C-HABse = Havanna, Biblioteca de la Sociedad Económica de Amigos del País

### Lettland
- LV-J = Jelgava, Muzejs (ehemaliges Kurländisches Provinzialmuseum)
- LV-R = Riga, Jazep a Vitola Latvijas Muzikas Akademija biblioteka music.lv (Jāzeps Vītols Latvian Academy of Music)
- LV-Ra = Riga, Latvijas Akademiska biblioteka acadlib.lv (Lettische Akademische Bibliothek)
- LV-Rg = Riga, Latvijas Nacionala biblioteka lnb.lv (Lettische Nationalbibliothek)
- LV-Rr = Riga, Raina Literaturas un makslas vestures muzejs

### Libanon
- RL-B = Bayrut, Habib Zayyat Collection and Library of the Greek Orthodox School (Habib-Zayyat-Sammlung und Bibliothek der Griechisch-Orthodoxen Schule)

### Litauen
- LT-V = Vilnius, Lietuvos muzikos ir teatro akademija biblioteka lmta.lt (Bibliothek der Litauischen Akademie für Musik und Theater)
- LT-Va = Vilnius, Lietuvos mokslu akademija biblioteka lma.lt (Bibliothek der Litauischen Akademie der Wissenschaften)
- LT-Vb = Vilnius, Bernardiniu vienuolynas vienuolynai.mch.mi.lt (Bernhardinerinnenkloster)
- LT-Vn = Vilnius, Lietuvos nacionaline Martyno Mažvydo biblioteka lnb.lt (Litauische Nationalbibliothek)
- LT-Vu = Vilnius, Vilniaus universiteto biblioteka mb.vu.lt (Universitätsbibliothek Vilnius)

### Luxemburg
- (L-L, siehe L-Ln)
- L-Le = Luxembourg, Conservatoire de Musique, Bibliothèque (Bibliothek des Musikkonservatoriums)
- L-Ln = Luxembourg, Bibliothèque Nationale (Nationalbibliothek von Luxemburg)

### Malta
- M-B = Birkirkara, St. Helene Collegiate Church
- M-C = Cospicua, Parish Church
- M-Gca = Gozo (Victoria Rabat), Cathedral Archive
- M-Ggauci = Gozo, Mgr. G. B. Gauci Private Collection
- M-Lpc = Lija, Parish Church
- M-MDca = Mdina, Cathedral Museum Archives
- M-MDcp = Mdina, Carmelite Priory
- M-MEpc = Mellieha, Parish Church
- M-Ra = Rabat, Archconfraternity of the blessed sacrament
- M-Rsd = Rabat, St. Dominic Convent
- M-Rmsp = Rabat, Missionary Society of St Paul
- M-S = Senglea, San Filippo
- M-Vchl = Valletta, Commissariat of the Holy Land, Archives
- M-Vcp = Valletta, Carmelite Priory
- M-Vnl = Valletta, National Library
- M-Vsa = Valletta, St. Augustin Convent

### Mazedonien
- (MK-O, siehe On)
- MK-On = Ohrid, Naroden muzej
- MK-SKm = Skopje, Visoka muzička škola
- MK-SKu = Skopje, Narodna i univerzitetska biblioteka „Kliment Ohridski“

### Mexiko
- MEX-Mc = Ciudad de México, Catedral, Archivo
- MEX-Mmc = Ciudad de México, Museo Colonial del Carmen, D. F. San Ángel
- MEX-Mn = Ciudad de México, Biblioteca Nacional, Departamento de los manoscritos cervantesvirtual.com
- MEX-Msaldívar = Ciudad de México, Gabriel Saldívar, private collection
- MEX-Msm = Ciudad de México, Seminario Mayor Conciliar de México, Archivio Histórico
- MEX-Mvaldés = Ciudad de México, Private collection Octaviano Valdés
- MEX-Pc = Puebla, Catedral, Archivo de Música Sacra

### Moldawien
- MD-KI = Kišinev, Biblioteka Gosudarstvennoj konservatorii im. G. Muzyčesku

### Neuseeland
- NZ-Ap = Auckland, Auckland City Libraries aucklandlibrary.co.nz
- NZ-Au = Auckland, The University of Auckland Library (Bibliothek der University of Auckland)
- NZ-Aua = Auckland, University of Auckland, Department of Anthropology, Archive of Maori and Pacific Music
- NZ-Aumu = Auckland, University of Auckland, Music Library
- NZ-Cu = Christchurch, University of Canterbury Library library.canterbury.ac.nz
- NZ-Dp = Dunedin, Dunedin Public Library dunedinlibraries.com
- NZ-Du = Dunedin, University of Otago Library library.otago.ac.nz
- (NZ-W, siehe Wt)
- NZ-Wb = Wellington, Radio New Zealand Music Library
- NZ-Wmc = Wellington, SOUNZ, Centre of New Zealand Music sounz.org.nz
- NZ-Wn = Wellington, National Library of New Zealand natlib.govt.nz
- NZ-Wt = Wellington, The Alexander Turnbull Library
- NZ-Wu = Wellington, Victoria University of Wellington Library vuw.ac.nz

### Niederlande
- NL-Ad = Amsterdam, Stichting Donemus donemus.nl
- NL-Aeh = Amsterdam, Portugeesch-Israëlietisch Seminarium, Livraria Ets-Haïm
- NL-Ag = Amsterdam, Stichting Gaudeamus gaudeamus.nl
- NL-As = Amsterdam, Conservatorium van Amsterdam cva.ahk.nl
- NL-Asta = Amsterdam, Gemeente Amsterdam Stadsarchief stadsarchief.amsterdam.nl
- NL-At = Amsterdam, Toonkunst-Bibliotheek toonkunst-bibliotheek.nl
- NL-Au = Amsterdam, Universiteitsbibliotheek cf.uba.uva.nl
- (NL-Aub, siehe Au)
- NL-Avnm = Amsterdam, Bibliotheek der Vereniging voor Nederlandse Muziekgeschiedenis (In: NL-At)
- NL-Avu = Amsterdam, Vrij Universiteit, Bibliotheek vu.nl
- NL-AL = Alkmaar, Ned. Herv. Kerk, Classis Archief
- NL-AN = Amerongen, Archief van het Kasteel der Graven Bentinck
- (NL-BI, siehe Ag)
- NL-D = Deventer, Stadsbibliotheek, Stadhuis
- NL-DEta = Delden, Twickel, Huisarchief
- NL-DHa = Den Haag, Koninklijk Huisarchief
- NL-DHgm = Den Haag, Gemeentemuseum gemeentemuseum.nl
- NL-DHk = Den Haag, Koninklijke Bibliotheek, Nationale Bibliotheek van Nederland kb.nl
- NL-DHmw = Den Haag, Rijksmuseum Meermanno-Westreenianum
- NL-DHnmi = Den Haag, Nederlands Muziek Instituut nederlandsmuziekinstituut.nl
- NL-DHnoske = Den Haag, Privatsammlung Willem Noske (In: NL-DHnmi)
- NL-DOheuvel = Doetinchem, Privatsammlung Dick van Heuvel
- NL-E = Enkhuizen, Archief Collegium Musicum
- NL-EINkaashoek = Eindhoven, Kaasheok private collection
- NL-G = Groningen, Universiteitsbibliotheek
- (NL-H, siehe Hs)
- NL-Hb, siehe Hbm
- NL-Hbm = Haarlem, Bisschoppelijk Museum
- NL-Hs = Haarlem, Stadsbibliotheek
- NL-Hv = Haarlem, Bibliotheek J. Valkestijn
- NL-HA = Hasselt, Franciscanenklooster
- NL-HIbfo = Hilversum, Stichting Bumafonds
- NL-HIr = Hilversum, Radio Nederland, Music Lib
- NL-L = Leiden, Gemeentearchief
- NL-Ll = Leiden, Bibliotheca Publica Lugdunensis
- (NL-Ll, siehe Lml)
- NL-Lma = Leiden, Bibliotheek der Maatschappij van Nederlandse Letterkunde
- NL-Lml = Leiden, Museum Lakenhal
- NL-Lt = Leiden, Bibliotheca Thysiana (In: NL-Lu)
- NL-Lu = Leiden, Rijksuniversiteit, Bibliotheek
- NL-Lw = Leiden, Bibliothèque Wallonne
- NL-LE = Leeuwarden, Provinciale Bibliotheek van Friesland
- NL-M = Maastricht, Rijksarchief van Limburg
- NL-MOverheijen = Moergestel, Privatsammlung Cees Verheijen
- NL-Nku = Nijmegen, Katholieke Universiteit, Bibliotheek
- NL-Nn = Nijmegen, Bibliotheek Redemptoristenklooster Nebo
- NL-R Rotterdam, Gemeentebibliotheek
- (NL-’sH, siehe SH)
- NL-SH = ’s-Hertogenbosch, Archief van de Illustre Lieve Vrouwe Broederschap
- NL-Uhecht = Utrecht, Privatbibliothek Peter Hecht
- NL-Uim = Utrecht, Instituut voor Muziekwetenschap der Rijksuniversiteit
- NL-Unik = Utrecht, Utrecht Nederlands Instituut voor Katholieke Kerkmuziek
- NL-Ur = Utrecht, Rijksarchief
- NL-Urc = Utrecht, Rijksmuseum Catharijneconvent, Collectie Haarlem
- NL-Usg = Utrecht, St. Gregorius Vereniging, Bibliotheek (In: NL-Unik)
- NL-Uu = Utrecht, Universiteitsbibliotheek
- NL-Zb = Zeist, Archief van de Evangelische Broedergemeente (In: NL-Ur)
- NL-ZUa = Zutphen, Stadsarchief en Stedelijke Bibliotheek

### Nordirland
- IRLN-Acm = Armagh, Armagh County Museum armaghcountymuseum.org.uk (Armagh County Museum)
- IRLN-Ails = Armagh, Southern Education & Library Board, Irish and Local Studies Libraries selb.org
- IRLN-Apc = Armagh, St Patrick’s Church of Ireland Cathedral, Library stpatricks-cathedral.org (In: IRLN-Ar)
- IRLN-Ar = Armagh, Armagh Public Library, Robinson Library armaghrobinsonlibrary.org
- IRLN-Bcl = Belfast, Belfast Central Library belb.org.uk
- IRLN-Blh = Belfast, Linen Hall Library linenhall.com
- IRLN-Bpro = Belfast, Public Record Office of Northern Ireland proni.gov.uk
- IRLN-Bqub = Belfast, Queen’s University Belfast, Main Library qub.ac.uk
- IRLN-Bu = Belfast, Queen’s University Library qub.ac.uk
- IRLN-Bum = Belfast, Ulster Museum, Botanic Gardens ulstermuseum.org.uk
- IRLN-Butc = Belfast, Union Theological College of the Presbyterian Church in Ireland, Gamble Library union.ac.uk
- IRLN-CNw = Craigavon, Philip B. Wilson Library, Craigavon Museum Services craigavonmuseum.com
- IRLN-Couu = Coleraine, University of Ulster at Coleraine, Library ulster.ac.uk
- IRLN-EKp = Enniskillen, Public Library welbni.org
- IRLN-LDdr = Londonderry, Derry and Raphoe Diocesan Library, Rare Books Room, Learning Resource Centre, University of Ulster at Magee College derryraphoelibrary.org (In: IRLN-LDuu)
- IRLN-LDuu = Londonderry, University of Ulster at Magee College, Library ulst.ac.uk
- IRLN-LIm = Lisburn, Irish Linen Centre & Lisburn Museum lisburn.gov.uk

### Norwegen
- N-Bo = Bergen, Bergen offentlige bibliotek
- N-Bu = Bergen, Universitetsbiblioteket i Bergen
- N-Oic = Oslo, Norsk musikkinformasjon
- N-Oim = Oslo, Universitet i Oslo, Institutt for musikk og teater, Avdeling for musikkvitenskap
- N-Ok = Oslo, Norges musikkhøgskole, Biblioteket
- N-Onk = Oslo, Norsk komponistforening (In: N-Oic)
- N-Or = Oslo, Norsk rikskringkasting – NRK, Bibliotek
- N-Ora = Oslo, Riksarkivet
- N-Ou = Oslo, Universitetsbiblioteket i Oslo ub.uio.no
- N-Ouh = Oslo, Universitetsbiblioteket, Bibliotek for humaniora og samfunnsvitenskap
- N-Oum = Oslo, Universitetsbiblioteket i Oslo, Norsk musikksamling
- N-T = Trondheim, Gunnerusbiblioteket, Universitetsbiblioteket i Trondheim ub.ntnu.no
- N-Tmi = Trondheim, Norges teknisk-naturvitenskapelig universitet, Musikkvitenskapelig institutt

### Österreich
- A-A = Admont, Benediktinerstift, Archiv und Bibliothek
- A-AD, siehe A
- A-AL = Altenburg, Benediktinerabtei
- A-ALT = Altmünster (am Traunsee), Historisches Notenarchiv der Pfarrkirche
- A-BRa = Bregenz, Vorarlberger Landesarchiv
- A-BRk = Bregenz, Kapuzinerkloster
- A-BRz = Bregenz, Bibliothek der Zisterzienserabtei Mehrerau
- A-DO = Dorfbeuern, Pfarramt
- (A-E, siehe Ee)
- A-Ed = Eisenstadt, Domarchiv martinus.at
- A-Ee = Eisenstadt, Fürstlich Esterhazysches Musikarchiv schloss-esterhazy.at
- A-Eh = Eisenstadt, Haydn-Museum haydn-zentrum.at
- A-Ek = Eisenstadt, Stadtpfarrkirche
- A-El = Eisenstadt, Burgenländisches Landesmuseum landesmuseum-burgenland.at
- A-EG = Eisgarn, Propstei kirche-top.org
- A-ENG = Engelhardszell, Trappistenklosters, Bibliothek
- A-ETgoëss = Ebenthal bei Klagenfurt, Privatbibliothek Goëss
- A-F = Schwaz, St. Georgenberg, Benediktinerstift, Bibliothek
- A-FB = Fischbach, Pfarrkirche
- (A-FEk, siehe FKk)
- (A-FEs, siehe FKs)
- A-FK = Feldkirch, Domarchiv feldkirch.at
- A-FKk = Feldkirch, Kapuzinerkloster
- A-FKs = Feldkirch, Jesuitengymnasium Stella Matutina (In: A-FKst)
- A-FKst = Feldkirch, Stadtbibliothek, Musiksammlung feldkirch.at
- A-FRE = Fresach, Evangelisches Diözesanmuseum
- A-FRI = Friesach, Stadtmuseum
- A-Gd = Graz, Bibliothek des Bischöflichen Seckauer Ordinariats
- A-Gdo = Graz, Bibliothek des Dominikanerklosters
- A-Gf = Graz, Zentralbibliothek der Wiener Franziskanerprovinz in Graz
- A-Gfg = Graz, Johann-Josef-Fux-Gesellschaft
- A-Gfk = Graz, Johann-Josef-Fux-Konservatorium verwaltung.steiermark.at
- (A-Gh, siehe Gharnoncourt)
- A-Gharnoncourt = Graz, Privatbibliothek Philipp Harnoncourt
- A-Gil = Graz, Institut für Liturgiewissenschaft, Christliche Kunst und Hymnologie
- A-Gk = Graz, Universität für Musik und darstellende Kunst (KUG)kug.ac.at
- (A-Gk(h), siehe Gk)
- A-Gl = Graz, Steiermärkische Landesbibliothek stmk.gv.at
- A-Gla = Graz, Steiermärkisches Landesarchiv stmk.gv.at
- A-Gmi = Graz, Musikwissenschaftliches Institut der Universität
- (A-Gr, siehe Gu)
- A-Gu = Graz, Universitätsbibliothek kfunigraz.ac.at
- A-Gvm = Graz, Volkskunde-Museum
- A-GE = Geras, Stift Geras stiftgeras.at
- A-GM = Gmünd, Pfarrarchiv
- A-GMUp = Gmunden, Stadtpfarre
- A-GÖ = Furth bei Göttweig, Göttweig, Benediktinerstift Göttweig, Musikarchiv
- A-GÜ = Güssing, Franziskaner-Kloster, Bibliothek
- A-H = Herzogenburg, Chorherrenstift Herzogenburg, Bibliothek und Musikarchiv
- A-HA = Haitzendorf, Pfarre
- A-HALdengg = Hall in Tirol, Privatsammlung Christian Dengg
- A-HALf = Hall in Tirol, Franziskaner-Kloster, Archiv und Bibliothek
- A-HALn = Hall in Tirol, Pfarrkirche St. Nikolaus
- A-HE = Heiligenkreuz, Musikarchiv des Zisterzienserstiftes stift-heiligenkreuz.at
- A-HEE = Heiligeneich, Pfarrarchiv Heiligeneich atzenbrugg.at
- (A-HEI, siehe HE)
- (A-HK, siehe HE)
- (A-HO, siehe Hop)
- A-HOp = Horn, Piaristenkollegium
- A-Ia = Innsbruck, Schloss Ambras
- A-If = Innsbruck, Franziskanerkloster, Bibliothek
- A-Ij = Innsbruck, Jesuitenkolleg, Bibliothek jesuitenkolleg-innsbruck.at
- A-Ik = Innsbruck, Tiroler Landeskonservatorium
- A-Ila = Innsbruck, Tiroler Landesarchiv tirol.gv.at
- A-Imf = Innsbruck, Tiroler Landesmuseum Ferdinandeum, Musiksammlung tiroler-landesmuseen.at
- A-Imi = Innsbruck, Musikwissenschaftliches Institut der Universität Innsbruck
- (A-Innsbr, siehe Iu)
- A-Ipa = Innsbruck, Musikarchiv der Pfarrkirche Arzl zum Heiligen Johannes dem Täufer
- A-Is = Innsbruck, Servitenkloster
- A-Iu = Innsbruck, Universitätsbibliothek uibk.ac.at
- A-Iw = Innsbruck, Prämonstratenser-Chorherrenstift Wilten, Archiv und Bibliothek
- A-IM = Imst, Bibliothek des Kapuzinerklosters
- A-Jk = Jochberg, Pfarrkirche, Musikarchiv
- (A-K, siehe Kla)
- A-Kb = Klagenfurt, Bischöfliche Mensalbibliothek
- A-Kk = Klagenfurt, Kärntner Landeskonservatorium, Bibliothek
- A-Kla = Klagenfurt, Kärntner Landesarchiv landesarchiv.ktn.gv.at
- A-Km = Klagenfurt, Musikverein
- A-Ks = Klagenfurt, Studienbibliothek
- (A-Kse, siehe Etgoëss)
- A-Kse = Klagenfurt, Schloßbibliothek Ebental
- A-KIs = Kitzbühel, Stadtarchiv Kitzbühel
- A-KN = Klosterneuburg, Augustiner-Chorherrenstift, Bibliothek stift-klosterneuburg.at
- A-KR = Kremsmünster, Benediktiner-Stift Kremsmünster, Regenterei oder Musikarchiv kremsmuenster.at
- A-KSpr = Krems, Propsteiarchiv
- A-KSs = Krems, Stadtpfarrkirche
- A-L = Lilienfeld, Zisterzienser-Stift, Musikarchiv und Bibliothek
- (A-Lm, siehe Lim)
- (A-Ls, siehe LIs)
- (A-Lsm, siehe Lism)
- A-LA = Lambach, Benediktiner-Stift Lambach, Bibliothek
- A-LEx = Leoben, Pfarrbibliothek St. Xaver
- A-LIa = Linz, Oberösterreichisches Landesarchiv ooe.gv.at
- A-LId = Linz, Domarchiv
- A-LIm = Linz, Oberösterreichisches Landesmuseum ooekultur.at
- (A-Lim, siehe Lia)
- A-LIs = Linz, Oberösterreichische Landesbibliothek
- A-LIsm = Linz, Stadtmuseum
- A-M = Melk, Benediktiner-Stift Melk, Bibliothek
- A-MB = Michaelbeuern, Benediktinerabtei Michaelbeuern, Bibliothek und Musikarchiv
- (A-MBN, siehe MB)
- A-ME = Maria Enzersdorf, Wallfahrtskirche
- A-MHp = Mönchhof, Pfarrarchiv
- A-MLw = Maria Langegg, Wallfahrtskirche
- A-MO = Mondsee, Pfarre Mondsee
- A-MÖ = Mödling, Pfarrkirche St. Othmar, Bibliothek
- A-MS = Mattsee, Stiftsarchiv stiftmattsee.at
- A-MT = Maria Taferl, Maria Taferl basilika.at
- A-MZ = Mariazell, Benediktiner-Priorat, Bibliothek und Archiv
- A-N = Neuberg an der Mürz, Pfarrarchiv
- A-NS = Neustift im Stubaital, Pfarrarchiv
- A-PRAM = Pram, Pfarrarchiv
- A-R = Rein, Zisterzienserstift, Bibliothek stift-rein.at
- A-RB = Reichersberg, Augustiner-Chorherrenstift Reichersberg stift-reichersberg.at
- A-RTgh = Reutte in Tirol, Grünes Haus (Heimatmuseum der Marktgemeinde)
- A-RZ = Retz, Pfarrarchiv
- A-Sae = Salzburg, Archiv der Erzdiözese Salzburg
- (A-Salz, siehe Ssp)
- A-Sangermüller = Salzburg, Privatbibliothek Rudolph Angermüller
- A-Sca = Salzburg, Archiv der Stadt Salzburg mit Archiv des Salzburger Museums Carolino-Augusteum
- A-Scroll = Salzburg, Privatbibliothek Gerhard Croll (In: A-Sm)
- A-Sd = Salzburg, Dom-Musikarchiv
- A-Sfr = Salzburg, Franziskanerkloster
- A-Sga = Salzburg, Gluck-Gesamtausgabe, Institut für Musikwissenschaft
- A-Sk = Salzburg, Kapitelbibliothek
- A-Sl = Salzburg, Landesarchiv salzburg.gv.at
- A-Sm = Salzburg, Internationale Stiftung Mozarteum, Bibliotheca Mozartiana mozarteum.at
- A-Smi = Salzburg, Musikwissenschaftliches Institut der Universität Salzburg, Bibliothek
- A-Smoroda = Salzburg, Privatbibliothek Derra de Moroda
- A-Sn = Salzburg, Nonnberg (Benediktiner-Frauenstift), Bibliothek
- A-Sp = Salzburg, Bibliothek des Priesterseminars
- A-Ss, siehe Sst
- A-Ss = Salzburg, Archiv der Stadt Salzburg
- A-Ss, siehe Su
- A-Ssl = Salzburg, Salzburger Liedertafel, Archiv
- A-Ssp = Salzburg, Stift St. Peter, Musikalienarchiv stift-stpeter.at
- A-Sst = Salzburg, Bundesstaatliche Studienbibliothek (In: A-Su)
- A-Su = Salzburg, Universitätsbibliothek uni-salzburg.at
- A-Sum = Salzburg, Universitätsbibliothek Mozarteum moz.ac.at
- (A-SB, siehe HALf )
- A-SB = Schlierbach, Stift
- A-SCH = Schlägl, Prämonstratenser-Stift, Bibliothek
- A-SE = Seckau, Benediktiner-Abtei, Bibliothek
- A-SEI = Seitenstetten, Stift stift-seitenstetten.at
- A-SF = Seckau, Sankt Florian (Linz-Land), Augustiner-Chorherrenstift, Bibliothek und Musikarchiv stift-st-florian.at
- (A-SH, siehe HALf)
- A-SL = Sankt Lambrecht, Benediktiner-Abtei, Bibliothek stift-stlambrecht.at
- (A-SL, siehe SCH)
- A-SOp = Sonntagberg, Pfarre
- A-SOw = Sonntagberg, Wallfahrtskirche
- A-SP = Sankt Pölten, Diözesanarchiv
- A-SPL = Sankt Paul im Lavanttal, St. Paul, Stiftsbibliothek stift-stpaul.at
- A-ST = Stams, Zisterzienserstift, Bibliothek und Musikarchiv stiftstams.at
- (A-STE, siehe STEp)
- A-STEp = Steyr, Stadtpfarre
- A-SW = Schwaz, Franziskanerkloster, Bibliothek
- A-SWp = Schwaz, Franziskaner-Provinzarchiv (In: A-SW)
- A-SWpk = Schwaz, Pfarrkirche Unsere Liebe Frau Maria Himmelfahrt
- A-TB = Tulbin, Pfarrarchiv
- A-TU = Tulln an der Donau, Katholisches Pfarramt Tulln, Musikarchiv
- A-Uhell = Uderns, Privatarchiv Johann Hell
- (A-V, siehe VOR)
- A-Vmk = Vils, Musikkapelle Vils, Musikalienarchiv
- A-Vpk = Vils, Pfarrkirche, Musikalienarchiv
- (A-VO, siehe VOR)
- A-VOR = Vorau, Chorherrenstift stift-vorau.at
- A-Wa = Wien, St. Augustin, Pfarrarchiv
- A-Waf = Wien, Pfarrarchiv Altlerchenfeld
- A-Was = Wien, Arnold Schönberg Center
- A-Waw = Wien, Österreichische Akademie der Wissenschaften, Kommission für Musikforschung
- A-Wbb = Wien, Klosterkirche der Barmherzigen Brüder
- A-Wbg = Wien, Beethoven-Gesellschaft
- A-Wd = Wien, St. Stephan, Dompfarre
- A-Wda = Wien, Wiener Diözesanarchiv
- (A-Wdo, siehe Wdp)
- A-Wdo = Wien, Zentralarchiv des Deutschen Orden
- A-Wdp = Wien, Bibliothek der Dominikanerprovinz
- A-Wdtö = Wien, Gesellschaft zur Herausgabe von Denkmälern der Tonkunst in Österreich, Bibliothek
- A-We = Wien, Erzbischöfliche Bibliothek
- A-Web = Wien, Erzbischöfliche Bibliothek
- A-Wenge = Wien, Bibliothek Robert Enge
- A-Wgm = Wien, Gesellschaft der Musikfreunde in Wien, Bibliothek
- A-Wgsa = Wien, Graphische Sammlung Albertina
- A-Wh = Wien, Pfarrarchiv Hernals
- A-Whb = Wien, Hauptverband des Österreichischen Buchhandels, Archiv
- A-Whh = Wien, Haus-, Hof- und Staatsarchiv
- A-Whk = Wien, Hofburgkapelle (In: A-Wn)
- (A-Wilh, siehe WILL)
- A-Wk = Wien, Pfarramt St. Karl, Musikarchiv
- A-Wkann = Wien, Sammlung Hans Kann
- A-Wkh = Wien, Kirche am Hof
- A-Wkk = Wien, Diözese Wien, Kommission für Kirchenmusik
- A-Wkm = Wien, Kunsthistorisches Museum
- (A-Wkm, siehe Wkk )
- A-Wkotek = Wien, Privatbibliothek Kotek
- A-Wkpu = Wien, Provinzarchiv der Wiener Kapuziner
- A-Wl = Wien, Archiv für Niederösterreich, Landesarchiv
- A-Wlic = Wien, Pfarrkirche Wien-Lichtental
- A-Wm = Wien, Minoritenkonvent, Klosterbibliothek und Archiv
- A-Wmag = Wien, Pfarrarchiv Maria Geburt
- A-Wmg = Wien, Pfarre Maria am Gestade
- A-Wmi = Wien, Musikwissenschaftliches Institut der Universität
- A-Wmk = Wien, Musikuniversität, Bibliothek
- (A-Wmm, siehe Wm)
- A-Wn = Wien, Österreichische Nationalbibliothek, Musiksammlung onb.ac.at
- A-Wn-h = Wien, Österreichische Nationalbibliothek, Sammlung Anthony van Hoboken
- (A-Wo, siehe Wdo)
- A-Wögm = Wien, Österreichische Gesellschaft für Musik
- A-Wös = Wien, Österreichisches Staatsarchiv oesta.gv.at
- A-Wp = Wien, Musikarchiv, Piaristenkirche Maria Treu
- A-Wph = Wien, Wiener Philharmoniker, Archiv und Bibliothek
- A-Wpp = Wien, Pfarre Erdberg St. Peter und Paul
- (A-Wprivat, siehe Wkotek)
- A-Wps = Wien, Priesterseminar
- A-Wr = Wien, Pfarrarchiv Rossau
- A-Ws = Wien, Schottenstift, Bibliothek
- A-Wsa = Wien, Wiener Stadt- und Landesarchiv magwien.gv.at
- A-Wsch = Wien, Schubertbund
- A-Wschneider = Wien, Privatsammlung Otto Schneider
- A-Wsfl = Wien, Schottenfeld, Pfarrarchiv St. Laurenz
- A-Wsj = Wien, Pfarre St. Joseph ob der Laimgrube
- A-Wsjm = Wien, St. Joseph zu Margareten
- A-Wsp = Wien, St. Peter, Musikarchiv
- A-Wst = Wien, Wienbibliothek im Rathaus stadtbibliothek.wien.at
- A-Wstm = Wien, St. Michael, Pfarrarchiv
- A-Wtm = Wien, Österreichisches Theatermuseum
- A-Wu = Wien, Universitätsbibliothek ub.univie.ac.at
- A-Ww = Wien, Pfarrarchiv Währing
- A-Wweinmann = Wien, Privatbibliothek Alexander Weinmann (In: US-DMu)
- A-Wweizmann = Wien, Privatsammlung Ernst Weizmann
- A-Wwessely = Wien, Privatbibliothek Othmar Wessely
- A-WAIp = Waidhofen an der Ybbs, Stadtpfarre
- (A-WAY, siehe WAIp)
- (A-WE, siehe WEp)
- A-WEp = Wels, Stadtpfarre
- A-WEY = Weyer an der Enns, Historisches Notenarchiv der Pfarrkirche
- A-WIL = Wilhering, Zisterzienserstift, Bibliothek und Musikarchiv
- A-WNnk = Wiener Neustadt, Neukloster
- (A-Wnschneider, siehe Wschneider)
- A-Z = Zwettl, Zisterzienser-Stift, Bibliothek und Musikarchiv stift-zwettl.at

### Papua-Neuguinea
- PNG-Bpngs = Boroko, Institute of Papua New Guinea Studies (IPNGS), Music Archive

### Polen
- PL-B = Bydgoszcz, Wojewódzka i Miejska Biblioteka Publiczna im. dr Witolda Bełzy. Dział Zbiorów Specjalnych wimbp.man.bydgoszcz.pl
- PL-BA = Barczewo, Zbiory Muzyczne Kościoła Farnego p. w. św. Anny
- PL-BAmfn = Barczewo, Muzeum Feliksa Nowowiejskiego
- (PL-C, siehe Cb)
- PL-Cb = Cieszyn, Książnica Cieszyńska kc-cieszyn.pl
- PL-Cm = Cieszyn, Muzeum Śląska Cieszyńskiego muzeum-cieszyn.ox.pl
- PL-Cp = Cieszyn, Biblioteka Kościoła Ewangelicko-Augsburskiego
- PL-CHm = Chorzów, Muzeum w Chorzowie muzeum.chorzow.pl
- PL-CZ = Częstochowa, Archiwum OO. Paulinów na Jasnej Górze jasnagora.pl
- PL-CZa = Częstochowa, Archiwum Archidiecezji Częstochowskiej
- (PL-CZp, siehe CZ)
- PL-CZERs = Czerwińsk nad Wisłą, Biblioteka Zgromadzenia Zakonnego OO. Salezjanów (In: PL-Wits)
- PL-Em = Elbląg, Muzeum Archeologiczno-Historyczne w Elblągu muzeum.elblag.pl
- PL-Ep = Elbląg, Biblioteka Elbląska im. Cypriana Norwida. Dział Badań Regionalnych i Zbiorów Zabytkowch bibliotekaelblaska.pl
- PL-GD = Danzig, Biblioteka Gdańska Polskiej Akademii Nauk bgpan.gda.pl
- PL-GDam = Danzig, Biblioteka Główna Akademii Muzycznej im. St. Moniuszki w Gdańsku amuz.gda.pl
- PL-GDap = Danzig, Archiwum Państwowe w Gdańsku gdansk.ap.gov.pl
- (PL-GDm, siehe GD)
- PL-GDp = Danzig, Wojewódzka i Miejska Biblioteka Publiczna im. Josepha Conrada-Korzeniowskiego w Gdańsku wbpg.org.pl
- PL-GIDd = Gidle, Klasztor OO. Dominikanów (In: PL-Kd)
- PL-GNad, siehe GNd
- PL-GNd = Gniezno, Archiwum Archidiecezjalne aag.gniezno.opoka.org.pl
- PL-GNsd = Gniezno, Biblioteka Arcybiskupskiego Seminarium Duchownego (In: PL-GNd)
- PL-GOkf = Gostyń, Biblioteka Kongregacji św. Filipa Neri na Świętej Górze
- PL-GR = Grodzisk Wielkopolski, Kościół Parafialny św. Jadwigi (In: PL-Pa)
- PL-In = Imbramowice, Klasztor Sióstr Norbertanek, Biblioteka
- (PL-Ka, siehe Kp)
- (PL-Kap, siehe Kpa)
- PL-Kb = Krakau, Biblioteka Klasztoru OO. Bernardynów p. w. św. Bernarda ze Sieny bernardyni.ofm.pl
- PL-Kc = Krakau, Muzeum Narodowe w Krakowie. Biblioteka Książąt Czartoryskich muzeum.krakow.pl
- PL-Kcz = Krakau, Muzeum Narodowe w Krakowie. Muzeum im. Emeryka Hutten-Czapskiego muzeum.krakow.pl
- PL-Kd = Krakau, Biblioteka Studium OO. Dominikanów. Archiwum Prowincji OO. Dominikanów
- PL-Kdp = Krakau, Ośrodek Dokumentacji Muzyki Polskiej XIX wieku im. Jana Ignacego Paderewskiego
- PL-Kf = Krakau, Klasztor OO. Franciszkanów Konwentualnych
- PL-Kj = Krakau, Biblioteka Jagiellońska bj.uj.edu.pl
- PL-Kk = Krakau, Archiwum i Biblioteka Krakowskiej Kapituły Katedralnej
- PL-Kkar = Krakau, Klasztor OO. Karmelitów na Piasku
- (PL-Kkl, siehe Kklar)
- PL-Kklar = Krakau, Zbiory Klasztoru SS. Klarysek
- PL-Kkr = Krakau, Zakon Księży Kanoników Regularnych Laterańskich. Archiwum i Biblioteka
- PL-KŁmzk = Kłodzko, Muzeum Ziemi Kłodzkiej. Oddział Historyczny muz.bip.um.klodzko.pl
- PL-Km = Krakau, Biblioteka Zgromadzenia Księży Misjonarzy w Krakowie misjonarze.pl
- PL-Kmh = Krakau, Muzeum Historyczne m. Krakowa. Biblioteka Naukowa i Archiwum mhk.pl
- (PL-Kn, siehe Kc)
- PL-Kn = Krakau, Muzeum Narodowe w Krakowie. Biblioteka muzeum.krakow.pl
- PL-Knkj = Krakau, Biblioteka Naukowa Księży Jezuitów jezuici.krakow.pl
- PL-Knor = Krakau, Zbiory Klasztoru SS. Norbertanek na Zwierzyńcu
- PL-KÓ = Kórnik, Biblioteka Kórnicka Polskiej Akademii Nauk bkpan.poznan.pl
- PL-Kp = Krakau, Biblioteka Naukowa Polskiej Akademii Umiejętności i Polskiej Akademii Nauk w Krakowie biblioteka.pau.krakow.pl
- PL-Kpa = Krakau, Archiwum Państwowe
- PL-Kpaul = Krakau, Kościółi Klasztor na Skałce. Archiwum skalka.paulini.pl
- (PL-Kpb, siehe Kb)
- PL-Kpwm = Krakau, Biblioteka Polskiego Wydawnictwa Muzycznego pwm.com.pl
- (PL-Kz, siehe Kc)
- PL-KA = Katowice, Biblioteka Śląska bs.katowice.pl
- PL-KAam = Katowice, Biblioteka Główna Akademii Muzycznej im. Karola Szymanowskiego am.katowice.pl
- PL-Kam, siehe KAam
- PL-KAmh = Katowice, Muzeum Historii Katowic mhk.katowice.pl
- PL-KI = Kielce, Biblioteka Wyższego Seminarium Duchownego wsd.kielce.pl
- PL-KIk = Kielce, Biblioteka Kapituły Katedralnej
- PL-KImhki = Kielce, Muzeum Historii Kielc muzeumhistoriikielc.pl
- (PL-KIs, siehe KI)
- (PL-KIsd, siehe KI )
- PL-KRZ = Krzeszów Kamiennogórski, Opactwo SS. Benedyktynek benedyktynki.pl
- (PL-L, siehe LSZ)
- PL-Ld = Lublin, Konwent św. Stanisława dominikanie.lub.pl
- PL-Lk = Lublin, Biblioteka Uniwersytecka Katolickiego Uniwersytetu Lubelskiego pater.kul.lublin.pl
- PL-Ls = Lublin, Biblioteka Metropolitalnego Wyższego Seminarium Duchownego
- PL-Lw = Lublin, Wojewódzka Biblioteka Publiczna im. Hieronima Łopacińskiego hieronim.wbp.lublin.pl
- PL-ŁA = Łańcut, Biblioteka Muzeum-Zamku w Łańcucie zamek-lancut.pl
- PL-LEtpn = Legnica, Biblioteka Towarzystwa Przyjaciół Nauk
- PL-ŁO = Łowicz, Wyższe Seminarium Duchowne. Biblioteka diecezja.lowicz.pl
- PL-ŁOap = Łowicz, Biblioteka Archiwum Państwowego
- PL-ŁOk = Łowicz, Biblioteka Kapitulna
- PL-ŁSm = Łask, Muzeum parafialne w kolegiacie Łaskiej
- PL-LSZ = Leszno, Biblioteka Polskiej Akademii Nauk
- PL-LUben = Lubiń, Klasztor OO. Benedyktynów. Biblioteka lubin.benedyktyni.pl
- (PL-LZ, siehe Łzu)
- PL-ŁZa = Łódź, Archiwum Państwowe w Łodzi
- PL-ŁZbp = Łódź, Wojewódzka i Miejska Biblioteka Publiczna im. Marszałka J. Piłsudskiego w Łodzi wimbp.lodz.pl
- PL-ŁZmh = Łódź, Muzeum Historii Miasta Łodzi. Zbiory Muzyczne – Galeria Muzyki im. Artura Rubinsteina poznanskipalace.muzeum-lodz.pl
- PL-ŁZu = Łódź, Biblioteka Uniwersytetu Łódzkiego, Sekcja Muzykaliów w Oddziale Zbiorów Specjalnych lib.uni.lodz.pl
- PL-MO = Krakau, Opactwo Cystersów, Archiwum i Biblioteka
- PL-NSm = Nowy Sącz, Muzeum Okręgowe muzeum.sacz.pl
- PL-Osem = Olsztyn, Biblioteka Warmińskiego Seminarium Duchownego „Hosianum“
- PL-OB = Obra, Klasztor OO. Cystersów
- PL-OPsm = Opole, Uniwersytet Opolski. Wydział Teologiczny wt.uni.opole.pl
- PL-Pa = Posen, Archiwum Archidiecezjalne wsdsc.poznan.pl
- PL-Pf = Posen, Klasztor Franciszkanów. Biblioteka franciszkanie.net
- (PL-Pk, siehe Pr)
- PL-PŁm = Płock, Muzeum Diecezjalne
- PL-PŁp = Płock, Biblioteka im. Zielińskich Towarzystwa Naukowego Płockiego tnp.org.pl
- PL-PŁsem = Płock, Biblioteka Wyższego Seminarium Duchownego seminarium.plock.opoka.org.pl
- PL-Pm = Posen, Biblioteka Zakładu Muzykologii Instytutu Sztuki Uniwersytetu im. Adama Mickiewicza amu.edu.pl
- PL-Pmim = Posen, Biblioteka Muzeum Instrumentów Muzycznych Oddziału Muzeum Narodowego w Poznaniu mnp.art.pl
- PL-Pr = Posen, Biblioteka Raczyńskich. Dział Zbiorów Specjalnych bracz.edu.pl
- PL-Prpk = Posen, Biblioteka Raczyńskich. Pracownia-Muzeum Józefa I. Kraszewskiego bracz.edu.pl
- PL-Ptp = Posen, Biblioteka Poznańskiego Towarzystwa Przyjaciół Nauk ptpn.poznan.pl
- (PL-Ptpn, siehe Ptp)
- PL-Ptw = Posen, Archiwum Artystyczne Teatru Wielkiego im. Stanisława Moniuszki w Poznaniu opera.poznan.pl
- PL-Pu = Posen, Biblioteka Uniwersytecka. Sekcja Zbiorów Muzycznych w Oddziale Zbiorów Specjalnych lib.amu.edu.pl
- PL-PAsd = Gościkowo-Paradyż, Wyższe Seminarium Duchowne diecezji Zielonogórsko-Gorzowskiej. Pocysterski Zespół Klasztorny Gościkowo-Paradyż paradisus.pl
- PL-PABm = Pabianice, Muzeum Miasta Pabianic apaulo.pl
- PL-PE = Pelplin, Seminarium Duchowne, Biblioteka pelplin.diecezja.org
- PL-PIk = Pilica, Biblioteka Kościelna w Pilicy
- PL-PRZmnzp = Przemyśl, Muzeum Narodowe Ziemi Przemyskiej culture.pl
- PL-R = Raków, Kościół parafialny. Archiwum
- PL-RYszczyrba = Rybnik, Zbiory prywatne red. Ludwika Szczyrby
- PL-S = Stettin, Książnica Pomorska im. Stanisława Staszica ksiaznica.szczecin.pl
- PL-Sap = Stettin, Archiwum Państwowe w Szczecinie szczecin.ap.gov.pl
- PL-Smn = Stettin, Muzeum Narodowe w Szczecinie muzeum.szczecin.pl
- PL-SA = Sandomierz, Biblioteka Wyżego Seminarium Duchownego wsd.sandomierz.opoka.org.pl
- PL-SAk = Sandomierz, Archiwum Kapituły Katedralnej w Sandomierzu
- PL-SAm = Sandomierz, Diecezjalne Muzeum Sandomierskie domdlugosza.sandomierz.opoka.org.pl
- (PL-SAsd, siehe SA)
- PL-SANmbl = Sanok, Muzeum Budownictwa Ludowego
- PL-SANmh = Sanok, Muzeum Historyczne muzeum.sanok.pl
- PL-SIm = Sieradz, Muzeum Okręgowe muzeum-sieradz.com.pl
- PL-ŚLj = Reszel, Święta Lipka – Sanktuarium Maryjne (In: PL-Wb)
- PL-STk = Stary Sącz, Zbiory Klasztoru SS. Klarysek klaryski.sacz.pl
- (PL-STkl, siehe STk )
- PL-STAb = Staniątki, Biblioteka Opactwa Sióstr Benedyktynek p. w. św. Wojciecha benedyktynki.com.pl
- PL-STAWmi = Podkowa Leśna, Muzeum im. Anny i Jarosława Iwaszkiewiczów w Stawisku stawisko.pl
- PL-ŚWjadwiszczok = Świdnica, Własność prywatna Ks. K. Jadwiszczoka
- PL-SZ = Szalowa, Archiwum Parafialne
- PL-SZCZcys = Szczyrzyc, Biblioteka Opactwa OO. Cystersów
- PL-SZKPmh = Szklarska Poręba, Dom Garharta i Carla Hauptmannów o / Muzeum Karkonoskiego muzeumkarkonoskie.pbox.pl
- PL-Tap = Toruń, Archiwum Państwowe w Toruniu torun.ap.gov.pl
- PL-Tm = Toruń, Wojewódzka Biblioteka Publiczna – Książnica Kopernikańska bibltor.torun.pl
- PL-Tu = Toruń, Biblioteka Uniwersytecka. Zbiory Specjalne bu.uni.torun.pl
- PL-TA = Tarnów, Archiwum Diecezjalne archiwum.diecezja.tarnow.pl
- (PL-TAad, siehe TA)
- PL-TAm = Tarnów, Muzeum Diecezjalne w Tarnowie diecezja.tarnow.pl
- PL-TAmo = Tarnów, Muzeum Okręgowe w Tarnowie muzeum.tarnow.pl
- PL-TAsd = Tarnów, Biblioteka Wyższego Seminarium Duchownego
- PL-TYNben = Krakau, Benedyktyńskie Opactwo Świętych Apostołów Piotra i Pawła w Tyńcu. Biblioteka wsp.krakow.pl
- PL-Wa = Warschau, Archiwum Archidiecezjalne Warszawskie. Archiwum Akt Dawnych
- PL-Wagad = Warschau, Archiwum Główne Akt Dawnych agad.prv.pl
- PL-Wam = Warschau, Biblioteka Główna Akademii Muzycznej im. Fryderyka Chopina chopin.edu.pl
- PL-Was = Warschau, Wyższe Metropolitalne Seminarium Duchowne św. Jana Chrzciciela. Biblioteka wmsd.internetdsl.pl
- PL-Wb = Warschau, Biblioteka Bobolanum przy Kolegium Księży Jezuitów rakowiecka.jezuici.pl
- PL-Wispan = Warschau, Biblioteka Instytutu Sztuki Polskiej Akademii Nauk ispan.pl
- PL-Wits = Warschau, Inspektorat Towarzystwa Salezjańskiego. Salezjańskie Archiwum Muzyczne
- PL-WŁs = Włocławek, Biblioteka Wyżego Seminarium Duchownego im. Księży Chodyńskich
- PL-Wm = Warschau, Muzeum Narodowe w Warszawie mnw.art.pl
- PL-Wmhw = Warschau, Muzeum Historyczne m.st. Warszawy mhw.pl
- PL-Wmijp = Warschau, Muzeum Ignacego Jana Paderewskiego i Wychodźstwa Polskiego. Oddział Muzeum Narodowego w Warszawie
- PL-Wml = Warschau, Muzeum Literatury im. Adama Mickiewicza muzeumliteratury.pl
- PL-Wmt = Warschau, Muzeum Teatralne teatrwielki.pl
- PL-Wn = Warschau, Biblioteka Narodowa bn.org.pl
- PL-Wp = Warschau, Biblioteka Publiczna m. st. Warszawy biblpubl.waw.pl
- PL-Wpa = Warschau, Polska Akademia Nauk, Biblioteka pan.pl
- PL-Wpcm = Warschau, Polskie Centrum Muzyczne
- PL-Ws = Warschau, Biblioteka Synodalna Ewangelicka
- PL-Wsm = Warschau, Biblioteka Seminarium Metropolitalnego Archidiecezji Warszawskiej
- PL-Wtfc = Warschau, Towarzystwo im. Fryderyka Chopina. Dział Muzealny chopin.pl
- PL-Wtm = Warschau, Biblioteka, Muzeum i Archiwum Warszawskiego Towarzystwa Muzycznego im. Stanisława Moniuszki wtm.org.pl
- PL-Wu = Warschau, Biblioteka Uniwersytecka buw.uw.edu.pl
- PL-Ww = Warschau, Klasztor SS. Wizytek wizytki.republika.pl
- PL-Wwm = Warschau, Polskie Wydawnictwo Muzyczne. Centralna Biblioteka Nutowa
- PL-Wz = Warschau, Polskie Centrum Informacji Muzycznej polmic.pl
- PL-Wzk = Warschau, Zamek Królewski
- PL-WEJm = Wejherowo, Muzeum Piśmiennictwa i Muzyki Kaszubsko-Pomorskiej muzeum.wejherowo.pl
- PL-WL = Wilanów, Biblioteka (In: PL-Wn and PL-Wm)
- PL-WRa, siehe WRzno
- PL-WRam = Breslau, Biblioteka Główna Akademii Muzycznej im. Karola Lipińskiego amuz.wroc.pl
- PL-WRk = Wrocław, Biblioteka Kapitulna
- PL-WRmn = Wrocław, Muzeum Narodowe we Wrocławiu mnwr.art.pl
- PL-WRo, siehe WRzno
- PL-WRol, siehe WRzno
- PL-WRptl = Breslau, Oddział Polskiego Towarzystwa Ludoznawczego we Wrocławiu. Katedra Etnologii i Antropologii Kulturowej Uniwersytetu Wrocławskiego ptl.free.ngo.pl
- PL-WRu = Wrocław, Biblioteka Uniwersytecka bu.uni.wroc.pl
- PL-WRzno = Wrocław, Zakład Narodowy im. Ossolińskich oss.wroc.pl
- PL-Zatma = Zakopane, Muzeum Narodowe w Krakowie. Muzeum Karola Szymanowskiego w willi „Atma“muzeum.krakow.pl
- PL-ZAm = Zamość, Muzeum Zamojskie w Zamościu muzeum-zamojskie.one.pl
- PL-ZAown = Zamość, Biblioteka Muzyczna Polskiej Orkiestry Włościańskiej im. Karola Namysłowskiego orkiestrawloscianska.pl
- PL-Żbened = Żarnowiec na Pomorzu, Klasztor SS. Benedyktynek

### Portugal
- P-AN = Angra do Heroísmo, Biblioteca Pública e Arquivo Distrital
- P-AR = Arouca, Museu Regional de Arte Sacra do Mosteiro de Arouca
- P-AV = Aveiro, Museu de Aveiro, Mosteiro de Jesus
- P-AVad = Aveiro, Arquivo Distrital
- P-AVub = Aveiro, Universidade de Aveiro, Serviços de Documentação, Biblioteca
- (P-B, siehe BRp)
- P-BÇad = Bragança, Arquivo Distrital
- P-BA = Barreiro, Biblioteca Municipal
- P-BJad = Beja, Arquivo Distrital
- P-BRic = Braga, Irmandade de Santa Cruz
- P-BRp = Braga, Biblioteca Pública e Arquivo Distrital
- P-BRs = Braga, Arquivo da Sé
- P-BRu = Braga, Universidade do Minho, Biblioteca
- (P-C, siehe Cug)
- P-Cm = Coimbra, Biblioteca Municipal
- P-Cmn = Coimbra, Museu Nacional de Machado de Castro
- P-Cs = Coimbra, Arquivo da Sé Nova
- P-Cua = Coimbra, Universidade de Coimbra, Arquivo Distrital e da Universidade
- P-Cuc = Coimbra, Universidade de Coimbra, Capela
- P-Cug = Coimbra, Biblioteca Geral da Universidade uc.pt
- P-Cul = Coimbra, Faculdade de Letras da Universidade
- P-CA = Cascais, Museu-Biblioteca Condes de Castro Guimarães
- P-CAmm = Cascais, Museu da Música Regional Portuguesa
- P-CB = Castelo Branco, Arquivo da Sé
- P-CBad = Castelo Branco, Arquivo Distrital
- (P-El, siehe Em)
- P-Em = Elvas, Biblioteca Municipale Arquivo Municipal
- P-Es = Elvas, Arquivo da Sé
- P-EVad = Évora, Arquivo Distrital
- P-EVc = Évora, Arquivo da Sé
- P-EVm = Évora, Museo de Évora
- P-EVp = Évora, Biblioteca Pública
- P-EVu = Évora, Universidade de Évora, Biblioteca Geral
- P-F = Figueira da Foz, Biblioteca Pública Municipal Pedro Fernandes Tomas figueira.net
- P-FAad = Faro, Arquivo Distrital adfaro.iantt.pt
- P-FAs = Faro, Seminario Episcopal de S. José do Algarve
- P-G = Guimarães, Arquivo Municipal Alfredo Pimenta
- P-Gm = Guimarães, Biblioteca Municipal Raul Brandão
- P-Gms = Guimarães, Sociedade Martins Sarmento
- P-GDad = Guarda, Arquivo Distrital
- P-La = Lissabon, Biblioteca do Palacio Nacional da Ajuda
- P-Laa = Lissabon, Academia dos Amadores de Música
- P-Lac = Lissabon, Academia das Ciências, Biblioteca
- (P-Lan, siehe Lant)
- P-Lant = Lissabon, Arquivo Nacional da Torre do Tombo
- P-Lc = Lissabon, Escola de Música do Conservatório Nacional, Biblioteca
- P-Lcg = Lissabon, Fundação Calouste Gulbenkian
- (P-Leg = Lcg)
- P-Lf = Lissabon, Arquivo da Fabrica da Sé Patriarcal
- P-Lh = Lissabon, Hemeroteca
- P-Lif = Lissabon, Institut Franco-Portuguais
- P-Lim = Lissabon, Igreja das Mercês
- P-Lm = Lissabon, Biblioteca Municipal
- P-Lma = Lissabon, Museu de Arqueologia, Biblioteca
- P-Lmm = Lissabon, Museu da Música
- P-Ln = Lissabon, Instituto da Biblioteca Nacional e do Livro bn.pt
- P-Lo = Lissabon, Seminario dos Olivais, Biblioteca
- P-Lr = Lissabon, Radiodifusao Portuguesa
- P-Ls = Lissabon, Sociedade Portuguesa de Autores
- P-Lscm = Lissabon, Santa Casa da Misericórdia, Arquivo Histórico/Biblioteca
- P-Lt = Lissabon, Teatro Nacional de S. Carlos
- P-Lu = Lissabon, Universidade Nova, Faculdade de Ciências Sociais e Humanas, Serviços de Informação e Documentação, Biblioteca Geral
- P-Luc = Lissabon, Universidade Nova, Faculdade de Ciências Sociais e Humanas, Centro de Estudos de Sociologia e Estética Musical (CESEM)
- P-Lue = Lissabon, Universidade Nova, Faculdade de Ciências Sociais e Humanas, Instituto de Etnomusicologia (INET), Biblioteca e Arquivo Sonoro
- P-Lum = Lissabon, Universidade Nova, Faculdade de Ciências Sociais e Humanas, Biblioteca do Departamento de Ciências Musicais
- P-LA = Lamego, Arquivo da Sé
- P-LE = Leiria, Arquivo Distrital
- P-LEm = Leiria, Biblioteca Municipal Afonso Lopes Vieira
- P-Mp = Mafra, Palacio Nacional de Mafra, Biblioteca
- P-Op = Óbidos, Igreja de S. Pedro
- P-Pa = Porto, Ateneu Comercial
- P-Pad = Porto, Arquivo Distrital do Porto
- P-Pc = Porto, Conservatório de Música
- (P-Pcom, siehe Pm)
- P-Peh = Porto, Museu de Etnografia e História
- P-Pf = Porto, Club dos Fenianos Portuenses
- P-Pm = Porto, Biblioteca Municipal
- P-Puc = Porto, Universidade Católica
- P-Pul = Porto, Universidade do Porto, Faculdade de Letras
- P-PD = Ponta Delgada, Biblioteca Pública e Arquivo Distrital
- P-PL = Ponte de Lima, Arquivo da Misericórdia
- P-PO = Portalegre, Arquivo da Sé
- P-POad = Portalegre, Arquivo Distrital
- P-Pom = Portalegre, Biblioteca Municipal
- P-SAad = Santarém, Arquivo Distrital
- P-SEad = Setúbal, Arquivo Distrital
- P-V, siehe Va
- P-Va = Viseu, Arquivo Distrital
- P-Vbm = Viseu, Biblioteca Municipal
- P-Vm = Viseu, Museu Grao Vasco
- P-Vs = Viseu, Arquivo da Sé
- P-VCad = Viana do Castelo, Arquivo Distrital
- P-VRad = Vila Real, Arquivo Distrital
- P-VV = Vila Viçosa, Biblioteca do Palacio Real

### Rumänien
- RO-Ab = Aiud, Biblioteca Centrală Universitară, Cluj, Filiala Bethlen
- RO-AJ = Alba Iulia, Biblioteca Naţională, Filiala Batthyaneum
- (RO-Ba, siehe Ban)
- RO-Ba = Bukarest, Biblioteca Academiei Române
- RO-Ban = Bukarest, Arhivele Naţionale ale României
- (RO-Bas, siehe Ban)
- (RO-Bc, siehe Bn)
- RO-Bn = Bukarest, Biblioteca Naţională a României
- RO-BRbn = Brașov, Biserica Neagră
- RO-BRm = Brașov, Biblioteca Judeţeană
- RO-Ca = Cluj-Napoca, Academia Română, Filiala Cluj-Napoca, Biblioteca
- RO-Cgd = Cluj-Napoca, Academia de Muzică Gheorghe Dima
- RO-Cu = Cluj-Napoca, Biblioteca Centrală Universitară
- RO-J = Iași, Biblioteca Centrală Universitară „M. Eminescu“
- RO-O = Oradea, Arhivele Naţionale ale României, Direcţiei Judeţene
- RO-Sa = Hermannstadt, Arhivele Naţionale ale României, Direcţiei Judeţene
- RO-Sb = Hermannstadt, Biblioteca Muzeului Brukenthal
- RO-Se = Hermannstadt, Landeskonsistorium der evangelischen Kirchen A.B. in Rumänien, Archiv
- RO-Srk = Hermannstadt, Römisch-katholische Kirche
- (RO-TMb, siehe TMt)
- RO-TMj = Târgu Mureș, Biblioteca Judeţeană
- RO-TMt = Târgu Mureș, Biblioteca Teleki Bolyai (In: RO-TMj)

### Russland
- RUS-ČE = Čerdyn’, Čerdynskij kraevedčeskij muzej im. A. S. Puškina (Heimatkundliches Puschkin-Museum in Tscherdyn)
- RUS-EKu = Ekaterinburg, Naučnaja biblioteka Ural’skogo gosudarstvennogo universiteta
- RUS-KA = Kaliningrad, Oblastnaja universal’naja naučnaja biblioteka
- RUS-KAg = Kaliningrad, Gosudarstvennaja biblioteka
- RUS-KAu = Kaliningrad, Naučnaja biblioteka Kalingradskogo gosudarstvennogo universiteta
- RUS-KL č = Klin, Naučnaja biblioteka gosudarstvennogo doma-muzeja P. I. Čajkovskogo
- RUS-KRp = Krasnojarsk, Krasnojarskaja kraevaja universal’naja naučnaja biblioteka im. A. S. Puškina
- (RUS-La, siehe SPan)
- (RUS-Lan, siehe Span)
- (RUS-Lan, siehe SPan)
- (RUS-Lc, siehe SPk)
- (RUS-Lia, siehe SPia)
- (RUS-Lil, siehe SPil)
- (RUS-Lit, siehe SPit)
- (RUS-Lk, siehe SPk)
- (RUS-Lph, siehe SPph)
- (RUS-Lsc, siehe SPsc)
- (RUS-Lt, siehe SPt)
- (RUS-Ltob, siehe SPtob)
- RUS-Mcl = Moskau, Rossijskij gosudarstvennyj archiv literatury i iskusstva (RGALI)
- RUS-Mcm = Moskau, Gosudarstvennyj central’nyj muzej muzykal’noj kul’tury im. M. I. Glinki
- RUS-Mda = Moskau, Rossijskij gosudarstvennyj archiv drevnich aktov
- RUS-Mim = Moskau, Gosudarstvennyj istoričeskij muzej
- RUS-Miv = Moskau, Institut vostokovedenija Rossijskoj akademii nauk
- RUS-Mk = Moskau, Naučnaja muzykal’naja biblioteka im. S. I. Taneeva Moskovskoj gosudarstvennoj konservatorii im. P. I. Čajkovskogo
- (RUS-Ml, siehe RUS-Mrg)
- RUS-Mm = Moskau, Gosudarstvennaja publičnaja istoričeskaja biblioteka
- RUS-Mmv = Moskau, Gosudarstvennyj muzej Vostoka
- RUS-Mrg = Moskau, Rossijskaja Gosudarstvennaja biblioteka rsl.ru
- RUS-Mt = Moskau, Gosudarstvennyj centralnyj teatral’nyj muzej im. A. Bahrušina
- RUS-PAd = Pavlovsk, Pavlovskij dvorec-muzej, naučnyj otdel
- RUS-Spaa = Sankt Petersburg, Archiv Akademii nauk Rossii (Archiv der Russischen Akademie der Wissenschaften)
- RUS-SPan = Sankt Petersburg, Biblioteka Rossijkskoj akademii nauk (Bibliothek der Russischen Akademie der Wissenschaften)
- RUS-SPch = Sankt Petersburg, Naučnaja biblioteka Rossijskoj Akademii chudožestv
- RUS-SPd = Sankt Petersburg, Biblioteka Sankt-Peterburgskoj duchovnoj akademii i seminarii
- RUS-SPe = Sankt Petersburg, Naučnaja biblioteka gosudarstvennogo Ermitaža
- RUS-SPia = Sankt Petersburg, Gosudarstvennyj central’nyj istoricheskyj arkhiv
- RUS-SPil = Sankt Petersburg, Biblioteka instituta russkoj literatury Rossijskoj akademii nauk (Puškinskij dom)
- RUS-SPit = Sankt Petersburg, Rossijskij institut istorii iskusstv
- RUS-SPk = Sankt Petersburg, Biblioteka gosudarstvennoj konservatorii im. N. A. Rimskogo-Korsakova
- RUS-SPlp = Sankt Petersburg, Gosudarstvennyj literaturnyj muzej A. S. Puškina
- RUS-SPph = Sankt Petersburg, Muzykal’naja biblioteka gosudarstvennoj filarmonii im D. D. Šostakoviča
- RUS-SPrm = Sankt Petersburg, Gosudarstvennyj Russkij muzej
- RUS-SPsc = Sankt Petersburg, Rossijskaja nacional’naja biblioteka nlr.ru
- RUS-SPt = Sankt Petersburg, Gosudarstvennaja teatral’naja biblioteka im. A. V. Lunačarskogo
- RUS-SPtob = Sankt Petersburg, Central’naja muzykal’naja biblioteka Mariinskogo teatra
- RUS-SPu = Sankt Petersburg, Naučnaja biblioteka im. M. Gor’kogo Sankt-Peterburgskogo gosudarstvennogo universiteta unilib.neva.ru
- RUS-Tap = Tambov, Tambovskaja oblastnaja universal’naja naučnaja biblioteka im. A. S. Puškina

### Saudi-Arabien
- AS-M’ah = Al-Madinah, Medina (= Al-Madina)

### Schweden
- S-A = Arvika, Ingesunds musikhögskola (Musikhochschule Ingesund)
- S-B = Bålsta, Skoklosters slott
- S-BO = Borlänge, Orkesterföreningens arkiv
- S-BOSa = Borås, Stadsarkiv
- S-E = Enköping, St. Iliansskolan, Biblioteket (Samrealskolans arkiv)
- S-ES = Eskilstuna, Stads– och länsbiblioteket
- S-F = Falun, Dalarnas museum
- S-Ga = Göteborg, Landsarkivet i Göteborg
- S-Gd = Göteborg, Dialekt-, ortnamns– och folkminnesarkivet i Göteborg
- S-Gem = Göteborg, Etnografiska museet
- S-Ghl = Göteborg, Hvitfeldtska Högre allmänna läroverket (In: S-Gu)
- S-Ghm = Göteborg, Stadsmuseum
- (S-Gs, siehe Gu)
- S-Gsa = Göteborg, Göteborgs stadsarkiv med folkrörelsernas arkiv
- S-Gu = Göteborg, Universitetsbiblioteket
- S-GÄ = Gävle, Vasaskolan, Biblioteket
- (S-H, siehe Hfryklund)
- (S-H, siehe Hs)
- S-Hfryklund = Helsingborg, Daniel Fryklunds samling (In: S-Skma)
- S-Hs = Helsingborg, Stadsbiblioteket
- S-HÄ = Härnösand, Länsmuseet-Murberget
- S-HÄa = Härnösand, Landsarkivet i Härnösand
- S-HÖ = Höör, Biblioteket
- S-HU = Hudiksvall, Kyrkoarkivet
- S-J = Jönköping, Per Brahegymnasiet, Biblioteket pb.edu.jonkoping.se
- S-K = Kalmar, Gymnasie- och stiftsbiblioteket i Stadtsbiblioteket
- S-Klm = Kalmar, Läns Museum kalmarlansmuseum.se
- S-KA = Karlstad, Folkrörelsernas arkiv för Värmland
- S-KAT = Katrineholm, Stadsbiblioteket
- S-KH = Karlshamn, Karlshamns museum
- S-KK = Karlskrona, Blekinge Museum blekingemuseum.se
- S-KÖ = Köping, Köpings museum
- S-L = Lund, Universitetsbiblioteket lub.lu.se
- S-Lbarnekow = Lund, Bibliothek der Akademischen Kapelle, Sammlung Barnekow (In: S-L)
- S-LB = Leufsta Bruk, Privatsammlung De Geer (In: S-Uu)
- S-LI = Linköping, Linköpings Stiftsbiblioteket i Stadsbiblioteket
- S-LJU = Ljusdal, Ljusdals Hembygdsmuseum
- S-LUnm = Luleå, Norrbottens museum
- S-M = Malmö, Malmö stadsarkiv
- S-N = Norrköping, Stadsbiblioteket nsb.norrkoping.se
- S-Na = Norrköping, Stadsarkiv
- S-NY = Nybro, Nybro församling
- S-NYK = Nyköping, Kommunala musikskolan (In: S-Skma)
- S-Ö = Örebro, Höskolan i örebro
- S-ÖS = Östersund, Jämtlands läns bibliotek
- S-ÖSa = Östersund, Landsarkivet i Östersund
- S-Salb = Stockholm, Arkivet för ljud och bild
- S-Sata = Stockholm, Antikvarisk-Topografiska arkivet
- S-Sdt = Stockholm, Drottningholms teatermuseum
- S-Sfo = Stockholm, Frimurare orden, Biblioteket
- S-Sic = Stockholm, Svensk musik
- S-Sk = Stockholm, Kungl. biblioteket kb.se
- S-Ska, siehe Skam
- S-Ska = Stockholm, Krigsarkivet ra.se
- S-Skam = Stockholm, Kammararkivet (In: S-Sr)
- S-Skma = Stockholm, Statens musikbibliotek muslib.se
- S-Skva = Stockholm, Kungl. Vitterhets-, historie- och antikvitetsakademien
- S-Sm = Stockholm, Musikmuseet stockholm.music.museum
- S-Smf = Stockholm, Stiftelsen Musikkulturens främjande nydahlcoll.se
- S-Sn = Stockholm, Nordiska Museet, Arkivet
- S-So = Stockholm, Operan, Biblioteket
- S-Sr = Stockholm, Riksarkivet
- S-Ssa = Stockholm, Stockholms stadsarkiv
- S-Ssr = Stockholm, Sveriges Radio, Musikbiblioteket
- S-St = Stockholm, Kungl. teaterns bibliotek (In: S-Skma)
- S-Stk = Stockholm, Tyska kyrkan
- S-Sva = Stockholm, Svenskt visarkiv
- S-SK = Skara, Stifts- och landsbiblioteket
- S-SKl = Skara, Läroverkets Musikbibliotek (In: S-SK)
- (S-SKs, siehe SK)
- S-SKvm = Skara, Skaraborgs länsmuseum
- (S-ST, siehe STr)
- S-STd = Strängnäs, Domkyrkobiblioteket
- S-STr = Strängnäs, Roggebiblioteket
- S-STt = Strängnäs, Thomasgymnasiet (In: S-STr)
- S-Ua = Uppsala, Landsarkivet i Uppsala
- S-Ud = Uppsala, Dialekt– och folkminnesarkivet
- S-Uifm = Uppsala, Institutionen för musikvetenskap
- (S-Up, siehe Uu)
- S-Uu = Uppsala, Universitetsbiblioteket ub.uu.se
- S-V = Västerås, Stadsbiblioteket bibliotek.vasteras.se
- (S-Vs, siehe V)
- S-Vsa = Västerås, Stadsarkivet med folkrörelsearkivet
- S-VAa = Vadstena, Landsarkivet i Vadstena
- S-VIl = Visby, Landsarkivet i Visby ra.se
- S-VIs = Visby, Gotlands länsbibliotek (In: S-Skma)
- S-VX = Växjö, Landsbiblioteket i Växjö vaxjo.se

### Schweiz
- CH-A = Aarau, Aargauische Kantonsbibliothek ag.ch
- CH-ALus = Altdorf, Urner Staatsarchiv und Kantonsbibliothek
- CH-Anpfister = Andelfingen, Privatbibliothek Siegfried Pfister
- CH-Anprivat, siehe ANpfister
- CH-AP = Appenzell, Bibliothek des Kapuzinerklosters (In: CH-Lw)
- CH-AR = Salenstein, Napoleonmuseum biblio.tg.ch
- CH-ARTH = Arth, Bibliothek des Kapuzinerklosters
- (CH-AS, siehe Ashoboken)
- CH-AShoboken = Ascona, Privatbibliothek Anthony van Hoboken (In: A-Wn)
- (CH-ASprivat, siehe Ashoboken)
- CH-Bab = Basel, Archiv der evangelischen Brüdersozietät
- CH-Bb = Basel, Bibelsammlung der Basler Bibelgesellschaft basler-bibelgesellschaft.ch
- CH-Bchristen = Basel, Privatbibliothek Werner Christen
- (CH-Bero, siehe BM)
- CH-Bf = Basel, Bibliothek des Frey-Grynäischen Instituts (In: CH-Bu)
- CH-Bfenyves = Basel, Privatsammlung Albert Fenyves
- CH-Bhm = Basel, Historisches Museum
- CH-Bk = Basel, Bibliothek von Musikakademie der Stadt Basel (In: CH-Bm)
- CH-Bm = Basel, Musikakademie der Stadt Basel, Bibliothek musakabas.ch
- CH-Bmi = Basel, Bibliothek des Musikwissenschaftlichen Instituts der Universität Basel unibas.ch
- CH-Bps = Basel, Paul Sacher Stiftung, Bibliothek paul-sacher-stiftung.ch
- (CH-Bs, siehe Bmi)
- (CH-Bst, siehe Bstoecklin)
- CH-Bst = Basel, Staatsarchiv des Kantons Basel-Stadt
- CH-Bstoecklin = Basel, Privatsammlung Lehrer Paul Stoecklin
- CH-Bu = Basel, Öffentliche Bibliothek der Universität Basel, Musiksammlung ub.unibas.ch
- CH-Bv = Basel, Schweizerisches Institut für Volkskunde
- CH-BA = Baden, Historisches Museum (Landvogtei-Schloß)
- CH-BEa = Bern, Staatsarchiv des Kantons Bern
- CH-BEb = Bern, Burgerbibliothek burgerbib.ch
- (CH-Begugger, siehe Itgugger)
- CH-BEhm = Bern, Historisches Museum der Stadt
- CH-BEhuber = Bern, Privatbibliothek Huber (In: CH-LAc)
- CH-BEk = Bern, Hochschule der Künste Bern, Musikbibliothek hkb.bfh.ch
- CH-BEl = Bern, Schweizerische Landesbibliothek snl.admin.ch
- (CH-Bem, siehe Behm)
- CH-BEms = Bern, Universität Bern, Institut für Musikwissenschaft muwi.unibe.ch
- CH-BEo = Bern, Kirchenmusikalische Bibliothek (In: CH-BEk)
- CH-BEs = Bern, Schweizerisches Bundesarchiv
- (CH-Bes, siehe Besu)
- CH-BEsu = Bern, Stadt- und Universitätsbibliothek stub.unibe.ch
- (CH-BEsu(b), siehe Beb)
- (CH-BEsu(b), siehe Besu)
- (CH-BEz, siehe Bezulauf)
- CH-BEzulauf = Bern, Privatsammlung M. Zulauf (In: CH-BEl)
- CH-BELa = Bellinzona, Archivio di Stato, Staatsarchiv des Kantons Tessin ti.ch
- CH-BI = Biel, Stadtbibliothek Biel
- (CH-BIa, siehe Stadtarchiv)
- CH-BM = Beromünster, Musikbibliothek des Stifts beromuenster.ch
- CH-BO = Le Bouveret, Foyer St-Benoît
- CH-BSPh = Bourg-Saint-Pierre, Hospice du Grand-Saint-Bernard, Bibliothek
- CH-BU = Burgdorf, Stadtbibliothek
- CH-BUbärtschi = Burgdorf, Privatbibliothek Lehrer Alfred Bärtschi
- (CH-Buprivat, siehe Bubärtschi)
- CH-C = Chur, Kantonsbibliothek Graubünden
- CH-Ca = Chur, Staatsarchiv des Kantons Graubünden gr.ch
- (CH-Ck, siehe C)
- CH-Crm = Chur, Rätisches Museum Chur
- CH-CA = Cazis, Kloster der Dominikanerinnen
- CH-CA = Cob, siehe CObodmer
- CH-CObodmer = Cologny-Genève, Fondation Martin Bodmer, Bibliotheca Bodmeriana
- CH-D = Disentis, Stift Disentis, Musikbibliothek
- CH-DE = Delémont, Musée Jurassien
- CH-E = Einsiedeln, Kloster Einsiedeln, Musikbibliothek kloster-einsiedeln.ch
- (CH-Eins, siehe E)
- CH-EN = Engelberg, Kloster, Musikbibliothek kloster-engelberg.ch
- CH-ES = Eschenbach, Bibliothek des Frauenklosters
- (CH-Fc, siehe Fcu)
- CH-Fcl = Fribourg, Bibliothèque du Clergé
- CH-Fco = Fribourg, Bibliothèque des Cordeliers
- CH-Fcu = Fribourg, Bibliothèque cantonale et universitaire fr.ch
- CH-Ff = Fribourg, Franziskaner-Kloster (In: CH-Fco)
- CH-Fk = Fribourg, Couvent des Capucins, Bibliothèque
- CH-Fm = Fribourg, Zisterzienserinnenkloster de la Maigrauge, Bibliothek
- (CH-Frib, siehe Fcu)
- CH-Fsn = Fribourg, Archives et Bibliothèque du Chapître
- (CH-Fu, siehe Fcu)
- CH-FF = Frauenfeld, Thurgauische Kantonsbibliothek kantonsbibliothek.tg.ch
- (CH-FFk, siehe FF)
- CH-FFm = Frauenfeld, Historisches Museum des Kantons Thurgau
- CH-FFp = Frauenfeld, Katholisches Pfarrarchiv
- (CH-FribB, siehe Fcu)
- CH-Gamoudruz = Genève, Collection M. Emile Amoudruz (In: CH-Gpu)
- CH-Gc = Genève, Conservatoire de musique de Genève, Bibliothèque cmg.ch
- (CH-Genf, siehe Gpu)
- CH-Gmu = Genève, Bibliothèque musicale de la ville de Genève ville-ge.ch
- CH-Gpu = Genève, Bibliothèque de Genève ville-ge.ch
- CH-Gsr = Genève, Société Jean-Jacques Rousseau jjrousseau.org
- (CH-Gu, siehe Gpu)
- CH-GE, siehe GEvollenweider
- CH-GEvollenweider = Gerzensee, Privatbibliothek Pfr. F. Vollenweider (In: CH-Zjenny)
- CH-GLs = Glarus, Landesbibliothek des Kantons Glarus landesbibliothek.gl.ch
- CH-GLtschudi = Glarus, Privatbibliothek Aegidius Tschudi
- CH-GN = Nesselnbach, Klosterarchiv, Denkmalpflege
- (CH-GSBh, siehe BSPh)
- CH-H = Hallau, Ortsmuseum
- CH-HE = Hermetschwil, St. Martin
- CH-Itgugger = Ittigen, Privatbibliothek Hans Gugger
- (CH-Lcortot, siehe Lacortot)
- (CH-Lk, siehe Lz)
- CH-Lmg = Luzern, Allgemeine Musikalische Gesellschaft (In: CH-Lz)
- CH-Ls = Luzern, Stiftsarchiv St. Leodegar (Dpt. in: CH-Lz)
- CH-Lw = Luzern, Bibliothek des Kapuzinerklosters Wesemlin und Archiv der schweizerischen Kapuziner-Provinz
- CH-Lz = Luzern, Zentral- und Hochschulbibliothek zhbluzern.ch
- CH-LAac = Lausanne, Archives cantonales vaudoises archives-cantonales.vd.ch
- CH-LAc = Lausanne, Bibliothèque du Conservatoire de Musique (In: CH-LAcu)
- CH-LAcortot = Lausanne, Bibliothèque Alfred Cortot
- CH-LAcu = Lausanne, Bibliothèque cantonale et universitaire unil.ch
- (CH-Laft, siehe Lap)
- CH-LAp = Lausanne, Bibliothèque de la Faculté de Théologie de l’Église libre (In: CH-LAcu)
- (CH-Lat, siehe Lap)
- (CH-Lau, siehe Lacu)
- CH-LI = Liestal, Kantonsbibliothek
- CH-LU = Lugano, Biblioteca cantonale
- (CH-M, siehe Mbernegg)
- CH-Mbernegg = Maienfeld, Privatbibliothek Sprecher von Bernegg
- (CH-MA, siehe MSbk)
- CH-MAzk = Wolfertswil, Zisterzienserinnenkloster Magdenau
- CH-ME = Mels, Bibliothek des Kapuzinerklosters (In: CH-Lw)
- CH-MO = Morges, Archives Culturelles Romandes
- CH-MONbonynge = Montreux, Richard Bonynge, private collection
- CH-MSbk = Metzerlen-Mariastein, Benediktinerkloster kloster-mariastein.ch
- CH-MÜ = Müstair, Frauenkloster St. Johann kath.de
- CH-N = Neuchâtel, Bibliothèque publique et universitaire de Neuchâtel bpun.unine.ch
- CH-Nf = Neuchâtel, Fondation SUISA pour la musique
- CH-Nmah = Neuchâtel, Musée d’Art et d’Histoire mahn.ch
- CH-Nsp = Neuchâtel, Bibliothèque de la Societé des Pasteurs
- (CH-NE, siehe N)
- CH-NSJp = Neu St. Johann, Katholische Pfarrgemeinde
- CH-OB = Oberbüren, Kloster Glattburg
- CH-OLsa = Olten, Stadtarchiv stadtarchiv-olten.ch
- CH-P = Porrentruy, Bibliothèque cantonale jurasienne (incl. Bibliothèque du lycée cantonal)
- CH-R = Rheinfelden, Christkatholisches Pfarramt
- CH-RA = Rapperswil, Bibliothek des Kapuzinerklosters
- CH-RAMwieland = Ramosch, Privatbibliothek Pfarrer C. Wieland
- CH-RO = Rombach, Bibliothek des Schweizerischen Kirchengesangsbundes
- CH-RORprivat, siehe RORrüesch
- CH-RORrüesch = Rorschach, Privatbibliothek Ernst Rüesch
- CH-S = Sion, Bibliothèque cantonale du Valais
- CH-Sa = Sion, Staatsarchiv des Kantons Wallis
- CH-Sk = Sion, Archives du chapitre de la Cathédrale / Kapitel-Archiv
- CH-SA = Sarnen, Bibliothek des Benediktiner-Kollegiums
- (CH-Saa, siehe SAf)
- CH-SAf = Sarnen, Benediktinerinnen-Abtei St. Andreas
- (CH-Sak, siehe SA)
- CH-SAM = Samedan, Biblioteca Fundaziun Planta
- CH-SCH = Schwyz, Kantonsbibliothek
- CH-SCHk = Schwyz, Bibliothek des Kapuzinerklosters
- CH-SGa = St. Gallen, Staatsarchiv des Kantons St. Gallen
- CH-SGd = St. Gallen, Domchorarchiv
- (CH-Sgprivat, siehe Sgzollikofer)
- (CH-SGs = St. Gallen, Stiftsbibliothek)
- CH-SGv = St. Gallen, Kantonsbibliothek (Vadiana)
- CH-SGzollikofer = St. Gallen, Privatbibliothek H. Zollikofer
- CH-SH = Schaffhausen, Stadtbibliothek
- CH-SHa = Schaffhausen, Staatsarchiv des Kantons Schaffhausen staatsarchiv.sh.ch
- (CH-SI, siehe S)
- CH-SM = Saint-Maurice, Bibliothèque de l’Abbaye
- (CH-SN, siehe SAM)
- CH-SO = Solothurn, Zentralbibliothek, Musiksammlung zbsolothurn.ch
- CH-SOa = Solothurn, Staatsarchiv des Kanton Solothurn
- CH-SObo = Solothurn, Bischöfliches Ordinariat der Diözese Basel, Diözesanarchiv des Bistums Basel
- CH-SOk = Solothurn, Bibliothek des Kapuzinerklosters
- (CH-SO-u, siehe Sou)
- CH-SOu = Solothurn, Zentralbibliothek, Musikalienbestand der Kathedrale St. Urs (In: CH-SO)
- (CH-Soz, siehe SO)
- CH-ST = Stans, Bibliothek des Kapuzinerklosters
- (CH-StG, siehe SGs)
- CH-SU = Sursee, Bibliothek des Kapuzinerklosters
- (CH-SZ, siehe SCH)
- (CH-SZk, siehe SCHk)
- CH-TH = Thun, Stadtbibliothek
- CH-TR = Trogen, Kantonsbibliothek
- (CH-Usb, siehe Usbodmer)
- CH-USbodmer = Uster, Privatsammlung Musiklehrer W. Bodmer
- CH-W = Winterthur, Stadtbibliothek, Studienbibliothek bibliotheken.winterthur.ch
- CH-Wk = Winterthur, Konservatorium
- CH-Wn, siehe Wnievergelt
- CH-Wnievergelt = Winterthur, Privatbibliothek Edwin Nievergelt
- CH-Wpeer = Winterthur, Privatbibliothek A. Peer (In: CH-C)
- CH-Wprivat, siehe Wpeer
- CH-Wsh = Winterthur, Stadthaus
- CH-Wzimmermann = Winterthur, Privatsammlung Martin Zimmermann
- (CH-WE, siehe WEE)
- (CH-WEprivat, siehe Wesieber)
- CH-WEsieber = Weinfelden, Privatbibliothek Pfarrer Th. Sieber
- CH-WEE = Weesen, Bibliothek des Dominikanerinnenklosters Maria Zuflucht
- CH-WIL, siehe WILsk
- CH-WILsk = Wil, Kloster St. Katharina
- CH-Zb = Zürich, Bibelsammlung im Großmünster
- CH-Zcherbuliez = Zürich, Privatbibliothek Helene Cherbuliez (In: CH-Zz)
- CH-Zfischer = Zürich, Privatsammlung Kurt von Fischer (In: CH-Zz)
- CH-Zi = Zürich, Israelitische Kultusgemeinde
- (CH-Zj, siehe Zjenny)
- CH-Zjacobi = Zürich, Privatbibliothek Erwin Reuben Jacobi (In: CH-Zz)
- CH-Zjenny = Ligerz, Privatsammlung Markus Jenny
- (CH-Zjo, siehe Zjoelson)
- CH-Zjoelson = Zürich, Privatbibliothek Harry Joelson
- CH-Zk = Zürich, Konservatorium und Musikhochschule, Bibliothek
- (CH-Zl, siehe Zlippuner)
- CH-Zlippuner = Zürich, Privatbibliothek W. Lippuner
- CH-Zm = Zürich, Schweizerisches Landesmuseum
- CH-Zma = Zürich, Schweizerisches Musik-Archiv (In: CH-Nf)
- CH-Zms = Zürich, Bibliothek des Musikwissenschaftlichen Seminars der Universität
- (CH-Zp = Zürich, Pestalozzianum, Bibliothek und Mediothek)
- (CH-Zprivat, siehe Zcherbuliez)
- (CH-Zs, siehe Zms)
- (CH-Zsc, siehe Zsobiela-caanitz )
- CH-Zschmitt = Zürich, Schmitt private collection
- CH-Zschneider = Zürich, Privatsammlung Nicola Schneider
- CH-Zsobiela-caanitz = Zürich, Privatbibliothek Mechthild Sobiela-Caanitz
- CH-Zt = Zürich, Tonhalle-Gesellschaft, Bibliothek
- (CH-Zt, siehe Zma)
- CH-Zz = Zürich, Zentralbibliothek, Musikabteilung zb.unizh.ch
- (CH-ZG, siehe ZGk)
- (CH-ZG, siehe ZGs)
- CH-ZG = Zug, Bibliothek des Kapuzinerklosters
- (CH-ZG, siehe ZGk)
- CH-ZGk = Zürich, Kantonsbibliothek (Dpt. in: CH-ZGs)
- (CH-ZGk, siehe ZG)
- CH-ZGm = Zürich, Pfarrarchiv St. Michael
- CH-ZGs = Zürich, Stadt- und Kantonsbibliothek
- CH-ZO = Zofingen, Stadtbibliothek
- CH-ZU = Zuoz, Gemeindearchiv

### Slowakei
- (SK-Brm, siehe BRmp)
- SK-BB = Banská Bystrica, Rímskokatolícky biskupský archív (Archiv des römisch-katholischen Bistums)
- SK-BBa = Banska Bystrica, Štatny oblastný archív
- SK-BBm = Banska Bystrica, Literarne a hudobné múzeum (Literatur- und Musikmuseum)
- SK-BRa = Bratislava, Štatny oblastný archív
- SK-BRd = Bratislava, Narodné divadelné centrum
- SK-BRe = Bratislava, Evanjelicka a. v. cirkevna knižnica
- SK-BRf = Bratislava, Slovenska filharmónia
- SK-BRhis = Bratislava, Hudobné informačné stredisko hudobného fondu
- SK-BRhs = Bratislava, Knižnica hudobného seminara Filozofickej fakulty Univerzity Komenského
- SK-BRhv = Bratislava, Katedra hudobnej vedy
- SK-BRj = Bratislava, Jezuitský kostol
- SK-BRk = Bratislava, Konzervatórium v Bratislave, knižnica konzervatorium.sk
- SK-BRl = Bratislava, Ústredna knižnica Slovenskej akadémie vied, Lycealna knižnica
- SK-BRm = Bratislava, Archív mesta Bratislavy
- SK-BRmf = Bratislava, Miestne pracovisko Matice slovenskej – knižnica františkanov (In: SK-Mms)
- SK-BRmk = Bratislava, Miestne pracovisko Matice slovenskej – knižnica kapucínov (In: SK-Mms)
- SK-BRmku = Bratislava, Mestska knižnica, úsek hudobnej a umenovednej literatúry
- SK-BRmp = Bratislava, Miestne pracovisko Matice slovenskej (In: SK-Mms)
- SK-BRnm = Bratislava, Slovenské národné múzeum, Hudobné múzeum snm.sk
- SK-BRo = Bratislava, Opera Slovenského národného divadla
- SK-BRr = Bratislava, Slovenský rozhlas, Hlavna redakcia hudobného vysielania
- SK-BRsa = Bratislava, Slovenský narodný archív
- SK-BRsav = Bratislava, Ústav hudobnej vedy Slovenska akadémia vied
- SK-BRsmu = Bratislava, Vysoka škola múzických umení, knižnica
- SK-BRu = Bratislava, Univerzitna knižnica
- SK-BSel = Banská Štiavnica, Knižnica evanjelického lycea
- SK-BSk = Banska Štiavnica, Rímskokatolícky farský kostol
- SK-BSm = Banska Štiavnica, Slovenské banské múzeum
- SK-DK = Dolný Kubín, Oravské múzeum P. O. Hviezdoslava, Čaplovičova knižnica
- SK-G = Gelnica, Rímskokatolícky farský kostol
- SK-J = Svätý Jur, Okresný archív, Bratislava-vidiek (In: SK-MO)
- SK-KE = Kežmarok, Lycealna knižnica
- SK-KO = Košice, Archív mesta Košíc
- SK-KOka = Košice, Konzervatórium archív
- SK-KOm = Košice, Východoslovenské múzeum
- (SK-KRf, siehe KREf)
- (SK-KRma, siehe KRE)
- SK-KRE = Kremnica, Štatny okresný archív Žiar nad Hronom
- SK-KREe = Kremnica, Knižnica evanjelického cirkevného sboru
- SK-KREf = Kremnica, Knižnica františkanov (In: SK-KRE)
- SK-KRU = Krupina, Rímskokatolícky farský úrad, archív
- SK-L = Levoča, Rímskokatolícky farský kostol
- SK-Le = Levoča, Evanjelicka a. v. cirkevna knižnica
- SK-LH = Liptovský Hrádok, Rímskokatolícky farský úrad v Liptovskom Hradku
- SK-LM = Liptovský Mikuláš, Knižnica Tranoscia
- (SK-LV, siehe Le)
- (SK-M, siehe Mnm)
- SK-Mmf = Martin, Matica slovenská, knižnica františkanov (In: SK-Mms)
- SK-Mmk = Martin, Matica slovenská, knižnica kapucínov (In: SK-Mms)
- SK-Mms = Martin, Matica slovenská matica.sk
- SK-Mnm = Martin, Slovenské národné múzeum, archív
- SK-MO = Modra, Ministerstvo Vnútra SR Štatny Archív v Bratislave Pobočka Modra
- SK-MYe = Myjava, Myjava, Krmanova evanjelicka cirkavna knižnica
- SK-N = Nitra, Štatný oblastný archív – Ivanka pri Nitre
- SK-Nb = Nitra, Biskupský archív (Archiv des römisch-katholischen Bistums)
- SK-NM = Nové Mesto nad Váhom, Rímskokatolícky farský kostol
- SK-PIEbm = Piešťany, Balneologické Múzeum balneomuzeum.sk
- SK-PRE = Prešov, Rímskokatolícky farský kostol
- SK-PREe = Prešov, Knižnica evangelického kolégia
- SK-PREsvk = Prešov, Štatna vedecka knižnica svkpo.sk
- SK-ROZ = Rožňava, Rímskokatolícky biskupský archív (Archiv des römisch-katholischen Bistums)
- SK-RU = Ružomberok, Liptovské múzeum
- SK-Sk = Spišska Kapitula, Dóm sv. Martina, Knižnica Spišskej Kapituly
- SK-SNV = Spišská Nová Ves, Rímskokatolícky farský kostol
- SK-SNVe = Spišská Nová Ves, Evanjelický a. v. kostol
- SK-TN = Trenčín, Štatny okresný archív
- SK-TNm = Trenčín, Trenčianske múzeum
- SK-TR = Trnava, Štatny okresný archív
- SK-TRm = Trnava, Zapadoslovenské múzeum
- SK-TRs = Trnava, Spolok sv. Vojtecha, archív a knižnica
- SK-ZV = Zvolen, Štatny okresný archív – Ostra Lúka

### Slowenien
- SI-Cn = Celje, Nova cerkev, cerkveni glasbeni arhiv
- SI-Co = Celje, Opatijska cerkev, glasbeni arhiv
- (SI-CAd, siehe Ka)
- (SI-CI, siehe Ka)
- SI-Im = Izola, Cerkev Sv. Mavra, glasbeni arhiv
- SI-Ka = Koper, Arhiv stolne župnije
- (SI-Kf, siehe Kaf)
- SI-Ko = Koper, Osrednja knjižnica Srečka Vilharja
- SI-Kp = Koper, Pokrajinski arhiv
- SI-Kš = Koper, Škofijski arhiv rkc.si
- SI-KAf = Kamnik, Frančiškanski samostan, Knjižnica
- (SI-KOk, siehe Ka)
- (SI-KOp, siehe Kp)
- (SI-KOš, siehe Kš)
- (SI-KOšk, siehe Ko)
- SI-La = Ljubljana, Akademija za glasbo, Knjižnica
- SI-Las = Ljubljana, Arhiv Republike Slovenije
- (SI-Ld, siehe Las)
- SI-Lf = Ljubljana, Frančiškanski samostan, Knjižnica
- (SI-Lk, siehe Ls)
- SI-Lm = Ljubljana, Muzikološki oddelek Filozofske fakultete, Knjižnica
- SI-Ln = Ljubljana, Narodna in univerzitetna knjižnica, glavni knjižni fond
- (SI-Ln, siehe Lna)
- SI-Lna = Ljubljana, Nadškofijski arhiv
- SI-Lng = Ljubljana, Narodna in univerzitetna knjižnica, Glasbena zbirka
- SI-Lnp = Ljubljana, Narodna in univerzitetna knjižnica, Časopisni oddelek
- SI-Lnr = Ljubljana, Narodna in univerzitetna knjižnica, Rokopisna zbirka
- (SI-Lp, siehe Lsk)
- (SI-Ls, siehe Lna)
- SI-Ls = Ljubljana, Stolnica, Arhiv stolnega kora
- (SI-Ls, siehe Lsk)
- (SI-Ls, siehe Lna)
- SI-Lsa = Ljubljana, Slovenska akademija znanosti in umetnosti, Biblioteka
- SI-Lsk = Ljubljana, Semeniška knjižnica
- (SI-Lsk, siehe Ls)
- (SI-Lu, siehe Lng)
- SI-Lz = Ljubljana, Zgodovinski arhiv Ljubljana
- (SI-Ma, siehe Mš)
- SI-Ms = Maribor, Stolnica, glasbeni arhiv
- SI-Mš = Maribor, Škofijski arhiv
- SI-Mu = Maribor, Univerzitetna knjižnica
- (SI-MAk, siehe Ms)
- (SI-MAs, siehe Mš)
- (SI-MAu, siehe Mu)
- SI-Nf = Novo mesto, Frančiškanski samostan, Knjižnica
- SI-Nk = Novo mesto, Kolegiatni kapitelj, Knjižnica
- SI-NGf = Nova Gorica, Frančiškanski samostan Kostanjevica, Škrabčeva knjižnica
- (SI-NM, siehe Nf)
- (SI-NMc, siehe Nk)
- (SI-NMf, siehe Nf)
- (SI-NMk, siehe Nk)
- SI-Pk = Ptuj, Knjižnica Ivana Potrča
- SI-Pž = Ptuj, Župnijski urad Sv. Jurija, Glasbeni arhiv
- SI-PIm = Piran, Minoritski samostan sv. Frančiška minoriti.rkc.si
- SI-PIt = Piran, Pokrajinski arhiv Koper – enota v Piranu, Tartinijeva arhivska zbirka
- SI-PIž = Piran, Župnijski arhiv
- (SI-PTš, siehe Pk)
- SI-Šk = Škofja Loka, Kapucinski samostan, Knjižnica

### Spanien
- E-Ac = Ávila, Archivo de la Catedral
- E-Ad = Ávila, Archivo Diocesano
- E-Asa = Ávila, Monasterio de Santa Ana
- E-Ast = Ávila, Monasterio de Santo Tomas, Archivo de la Iglesia
- E-AHu = Alcalá de Henares, Aula de Musica de La Universidad de Alcalá de Henares, Biblioteca
- E-AL = Alquézar, Colegiata
- E-ALB = Albarracín, Catedral, Archivo
- E-ALC = Alcañiz, Antigua Colegiata, Archivo
- E-ALMc = Almería, Catedral, Archivo
- E-AR = Oñati, Archivo Musical Del Monasterio de Aranzazu
- E-AS = Astorga, Catedral
- E-Ba = Barcelona, Real Academia de Ciencias y Artes
- E-Bac = Barcelona, Corona de Aragón, Archivo
- (E-Barc, siehe Boc)
- E-Bbc = Barcelona, Biblioteca de Cataluña bnc.es
- (E-Bc, siehe Bbc)
- E-Bc = Barcelona, Catedral
- (E-Bca, siehe Bc)
- E-Bcapdevila = Barcelona, Felipe Capdevila Rovira, colección privada
- E-Bcd = Barcelona, Centre de Documentacio Musical de la Generalitat de Catalunya „El Jardi Dels Tarongers“
- (E-Bcen, siehe Bbc)
- E-Bcl = Barcelona, Conservatorio Superior de Música del Liceo de Barcelona, Biblioteca
- E-Bcm = Barcelona, Conservatorio Superior Municipal de Música
- (E-Bd, siehe Bbc)
- E-Bdr = Barcelona, Centre de Documentacio i Recerca de la Cultura Traditional i Popular
- E-Bfm = Barcelona, Fórum Musical, Biblioteca
- E-Bia = Barcelona, Fundacion Isaac Albeniz
- E-Bih = Barcelona, Instituto Municipal de Historia
- E-Bim = Barcelona, Departamento de Musicología, Institución Mila y Fontanals, Consejo Superior de Investigaciones Científicas
- E-Bir = Barcelona, Instituto de Investigación Musicológica „Josep Ricart i Matas“ de la Universidad Autónoma de Barcelona
- E-Bit = Barcelona, Instituto del Teatro, Biblioteca-Museo
- E-Bmi = Barcelona, Museo de Instrumentos Musicales
- E-Boc = Barcelona, Biblioteca Orfeó Catala
- E-Bp = Barcelona, Iglesia de Nuestra Señora del Pino
- E-Bs = Barcelona, Arxiu Provincial dels Caputxins (Sarrià)
- E-Bsa = Barcelona, Sociedad de Autores
- E-Bsm = Barcelona, Basílica de Santa María del Mar
- E-Bsp = Barcelona, Monestir de Sant Pere de les Puel.les benedictinescat.com
- E-Bu = Barcelona, Universidad de Barcelona, Biblioteca bib.ub.edu
- (E-Bua, siehe Bua)
- E-BA = Badajoz, Catedral, Archivo Capitular
- E-BAR = Barbastro, Catedral
- E-BOR = Borja, Colegiata, Archivo
- E-BORam = Borja, Archivo Aragones de Música Coral
- (E-BU, siehe Bup)
- E-BUa = Burgos, Catedral, Archivo
- E-BUlh = Burgos, Monasterio de las Huelgas
- E-BUm = Burgos, Museo Arqueológico de Burgos
- E-BUp = Burgos, Biblioteca Provincial
- E-BUse = Burgos, Parroquia de San Esteban
- E-BURa = Burriana, Arxiu Históric Parriquial
- E-BurgosSE, siehe BUse
- E-C = Córdoba, Catedral, Archivo
- E-Cf = Córdoba, Centro Filarmónico, Archivo
- E-CA = Calahorra, Catedral
- E-CAL = Córdoba, Calatayud, Colegiata de Santa María
- E-CALs = Córdoba, Colegiata del Santo Sepulcro, Archivo de Música
- E-CALss = Córdoba, Colegiata del Santo Sepulcro
- E-CAN = Canet de Mar, San Pedro, Archivo Parroquial
- E-CAR = Cardona, Archivo Comunal
- E-COR = Coria, Catedral, Archivo de Música
- E-COV = Covadonga, Basílica
- E-CROc = Ciudad Rodrigo, Catedral, Archivo
- E-CU = Cuenca, Archivo Capitular de Cuenca
- E-CUd = Cuenca, Archivo Diocesano
- E-CUi = Cuenca, Instituto de Música Religiosa
- E-CUYm = Cuacos de Yuste, Monasterio de Yuste
- E-CZ = Cádiz, Archivo Capitular de Cadiz
- E-CZb = Cádiz, Biblioteca Pública
- E-CZm = Cádiz, Archivo Municipal
- E-D = Daroca, Colegiata, Archivo
- E-E = El Escorial, Real Monasterio de San Lorenzo
- (E-Esc, siehe E)
- E-Fa = El Ferrol, Archivo Municipal
- E-Fbaudot = El Ferrol, G. Baudot-Puentes, colección privada
- E-G = Girona, Catedral, Archivo Musical
- E-Gm = Girona, Museo Diocesano
- E-Gp = Girona, Biblioteca Pública
- E-Gs = Girona, Seminari Diocesà di Girona seminaridegirona.com
- E-GEc = Getxo, Conservatorio-Escuela de Musica Municipal „Andres Isasi“, Biblioteca
- E-GIm = Gijón, Museo de la Gaita
- E-GRc = Granada, Catedral, Archivo Capitular (In: E-GRcr)
- E-GRcr = Granada, Capilla Real, Archivo Musical
- E-GRda = Granada, Centro de Documentación Musical de Andalucía
- E-GRmf = Granada, Archivo Manuel de Falla
- E-GRu = Granada, Universidad
- E-GU = Guadalupe, Monasterio de Guadalupe, Archivo Musical
- E-H = Huesca, Catedral, Archivo
- (E-Hu, siehe BUlh)
- E-J = Jaca, Catedral, Archivo Musical
- (E-J, siehe JA)
- E-JA = Jaén, Catedral, Archivo Capitular
- E-JEa = Jerez de la Frontera, Archivo Municipal
- E-JEc = Jerez de la Frontera, Colegiata
- E-JEf = Jerez de la Frontera, Catedra de Flamencología
- E-L = León, Catedral
- (E-La, siehe L)
- E-Lc = León, Colegiata de San Isidoro
- E-Lp = León, Biblioteca Provincial
- E-LCam = A Coruña, Archivo Musical de Galicia
- (E-LE, siehe Lec)
- E-LEc = Lleida, Catedral
- E-LEm = Lleida, Museo Diocesano
- E-LECd = Lecaroz, Archivo Padre Donostia
- E-LEDc = Ledesma, Colegiata de Santa María
- E-LERc = Lerma, Colegiata de San Pedro
- E-LLu = La Laguna, Universidad, Biblioteca General
- E-LO = Logroño, Catedral
- E-LOp = Logroño, Biblioteca Pública Provincial
- E-LOYab = Loyola, Archivo y Biblioteca Musical de Loyola
- E-LPA = Las Palmas de Gran Canaria, Catedral de Canarias, Archivo
- E-LPAm = Las Palmas de Gran Canaria, Museo Canario
- E-LUc = Lugo, Catedral, Archivo
- E-Ma = Madrid, Biblioteca Musical del Ayuntamiento
- (E-Ma, siehe Mn)
- (E-Ma, siehe Mba)
- (E-Mah, siehe Mh)
- E-Mah = Madrid, Archivo Histórico Nacional
- E-Mam = Madrid, Biblioteca Musical Circulante
- E-Map = Madrid, Archivo de la Palabra
- E-Mat = Madrid, Museo-Archivo Teatral
- E-Mav = Madrid, Archivo de Villa o Archivo Municipal del Ayuntamiento de Madrid
- E-Mb = Madrid, Biblioteca de Don Bartolomé March Cervera
- E-Mba = Madrid, Archivo de Música, Real Academia de Bellas Artes de San Fernando
- E-Mbip = Madrid, Boletín de la Propiedad Intelectual
- E-Mbm = Madrid, Instituto de Bibliografia Musical
- E-Mc = Madrid, Conservatorio Superior de Música
- E-Mca = Madrid, Casa de Alba
- (E-Mca(alba), siehe Mca)
- E-Mcdmc = Madrid, Centro Para la Difusión de La Música Contemporanea
- E-Mcns = Madrid, Congregación de Nuestra Señora
- E-Md = Madrid, Centro de Documentación Musical del Ministerio de Cultura
- E-Mdr = Madrid, Convento de las Descalzas Reales
- E-Me = Madrid, Real Convento de la Encarnación
- E-Mh = Madrid, Real Academia de la Historia, Biblioteca
- E-Mic = Madrid, Instituto de Cultura Hispanica, Sección de Música
- E-Mit = Madrid, Ministerio de Información y Turismo
- E-Mjm = Madrid, Fundación Juan March, Biblioteca de Música Española Contemporanea
- E-Mlg = Madrid, Fundación Lazaro Galdiano
- E-Mm = Madrid, Biblioteca Municipal, Biblioteca de Música
- E-Mmarch = Madrid, Bartolomé March Cervera, Colección privada
- E-Mmc = Madrid, Casa Ducal de Medinaceli, Biblioteca
- E-Mmh = Madrid, Biblioteca Municipal, Archivo histórico
- E-Mn = Madrid, Biblioteca Nacional bne.es
- E-Mon = Madrid, Archivo de la Orquesta Nacional de España
- E-Monce = Madrid, Organizacion Nacional de Ciegos de España, Biblioteca Sonora
- E-Mp = Madrid, Palacio Real, Biblioteca y Archivo
- E-Mpm = Madrid, Patronato Marcelino Menéndez y Pelayo, del Consejo Superior de Investigaciones Científicas
- E-Mrt = Madrid, Radio Nacional de España-Televisión
- E-Msa = Madrid, Sociedad General de Autores y Editores
- E-Msi = Madrid, Universidad Complutense, Biblioteca de San Isidro
- E-Muc = Madrid, Universidad Pontificia de Comillas, Biblioteca, Sección de Música
- E-MA = Málaga, Catedral, Archivo Capitular
- E-MAT = Mataró, Santa María, Archivo
- E-MCc = Medinaceli, Colegiata de Nuestra Señora de la Asunción
- E-ME = Maó, Menorca, Biblioteca-Arxiu Fernando Rubió Tuduri
- E-MO = Montserrat, Monasterio de Montserrat
- E-MON = Mondoñedo, Catedral, Archivo
- E-MOR = Morella, Archivo Histórico de la Arciprestal Basílica de Santa María la Mayor
- E-MUc = Murcia, Catedral, Archivo de Música
- E-MUsc = Murcia, Conservatorio Superior de Música de Murcia, Biblioteca
- E-OL = Olot, Biblioteca Popular
- E-OR = Ourense, Catedral, Archivo
- E-ORI = Orola, Catedral, Archivo
- E-OS = El Burgo de Osma, Catedral, Archivo
- E-OV = Oviedo, Catedral Metropolitana, Archivo
- E-OVam = Oviedo, Archivo de Musica de Asturias
- E-OVu = Oviedo, Universidad, Biblioteca
- E-P = Plasencia, Catedral de Plasencia, Archivo de Música
- E-PAar = Palma, Archivo del Reino
- E-PAbm = Palma de Mallorca, Biblioteca de la Fundación Bartolomé March fundbmarch.es
- E-PAc = Palma de Mallorca, Catedral, Archivo
- E-PAp = Palma de Mallorca, Biblioteca Provincial
- E-PAL = Palencia, Catedral de San Antolín, Archivo de Música
- E-PAMc = Iruña, Catedral, Archivo
- E-PAMm = Iruña, Museo Sarasate
- E-PAS = Pastrana, Museo Parroquial
- E-PUa = El Puerto de Santa María, Archivo Municipal
- E-RE = Rentería, Eresbil-Archivo de Compositores Vascos
- E-RO = Roncesvalles, Monasterio Santa María, Biblioteca
- E-ROrc = Roncesvalles, Real Colegiata, Archivo
- (E-S, siehe Sc)
- E-Sae = Sevilla, Archivo del Ayuntamiento de Écija
- E-Sc = Sevilla, Catedral Metropolitana (Santa María de la Sede)
- (E-Sc, siehe Sc)
- (E-Sc(o), siehe Sc)
- (E-Sco, siehe Sc)
- E-Sco = Sevilla, Institución Colombina, Archivo de la Catedral, Sección de Música
- E-Szayas = Sevilla, Rodrigo de Zayas, colección privada
- (E-SA, siehe SD)
- E-SA = Salamanca, Catedral, Archivo Musical catedralsalamanca.org
- (E-SA, siehe Sau)
- E-SAc = Salamanca, Conservatorio Superior de Música de Salamanca, Biblioteca
- (E-SAcalo, siehe Sccalo)
- E-SAh = Salamanca, Archivo Histórico Provincial
- E-SAu = Salamanca, Universidad, Archivo y Biblioteca
- E-SAuf = Salamanca, Universidad Pontificia, Facultad de Filosofia y Letras (In: E-SAup)
- (E-SAuf, siehe SAup)
- E-SAup Salamanca, Universidad Pontificia, Biblioteca
- E-SAN = Santander, Biblioteca de la Universidad Menéndez, Sección de Música
- E-SANc = Santander, Catedral, Archivo
- E-SANcd = Santander, Centro de Documentación Musical de Cantabria
- E-SC = Santiago de Compostela, Catedral Metropolitana
- E-SCcalo = Santiago de Compostela, José López-Calo, colección privada
- E-SCu = Santiago de Compostela, Biblioteca de la Universidad
- E-SD = Santo Domingo de la Calzada, Catedral, Archivo
- E-SE = Segovia, Archivo Capitular de la Catedral
- E-SEG = Segorb, Archivo de la Catedral
- E-SI = Santo Domingo de Silos, Archivo Musical de la Abadía
- E-SIG = Sigüenza, Catedral, Archivo
- E-SIM = Simancas, Archivo General
- E-SINcd = Sineu, Centre de Recerca i Documentacio Historico-Musical de Mallorca
- E-SO = Soria, Biblioteca Pública
- E-SOc = Soria, Concatredal de San Petro Apóstol Archivo
- E-SOL = Solsona, Catedral, Archivo de la Iglesia
- E-SSc = Donostia, Conservatorio Superior de Música de San Sebastian
- E-SU = La Seu d’Urgell, Catedral
- E-SUe = La Seu d’Urgell, Archivo Capitular
- E-Tc = Toledo, Catedral, Archivo y Biblioteca Capítulares
- (E-Tc, siehe Tac)
- E-Td = Toledo, Archivo Diocesano
- (E-Tort, siehe TO)
- E-Tp = Toledo, Biblioteca Pública Provincial
- E-TAc = Tarragona, Catedral
- E-TAp = Tarragona, Biblioteca Provincial
- E-TE = Teruel, Catedral, Archivo Capitular
- E-TO = Tortosa, Catedral
- E-TU = Tudela, Archivo Capitular
- E-TUY = Tuí, Catedral
- E-TZ = Tarazona, Catedral, Archivo Capitular
- E-U, siehe SU
- E-Ujd = Urueña, Centro Etnografico „Joaquin Diaz“
- E-V = Valladolid, Catedral, Archivo Musical
- E-Vp = Valladolid, Parroquia de Santiago
- E-VAa = Valencia, Archivo Municipal
- E-VAar = València, Archivo del Reino de Valencia
- E-VAbv = València, Biblioteca Valenciana bv.gva.es
- E-VAc = València, Catedral, Archivo y Biblioteca
- E-VAcm = València, Conservatorio Superior de Música
- E-VAcp = València, Real Colegio-Seminario del Corpus Christi (Patriarca), Archivo
- E-VAim = València, Instituto Valenciano de Musicología
- E-VAs = València, Archivo Sonoro de Salvador Segui
- E-VAsa = València, Sociedad General de Autores y Editores, Archivo
- E-VAu = València, Biblioteca Universitaria
- E-VALm = Valldemosa, Museo de Fryderyk Chopin y George Sand
- E-VI = Vic, Archivo Eclesiastico de Vic
- E-VIGcg = Vigo, Arquivo Choral Galego
- E-VIT = Gasteiz, Catedral
- E-VITc = Gasteiz, Conservatorio de Musica „Jesus Guridi“, Biblioteca
- E-VPsm = Vilafranca del Penedès, Parroquia de Santa María, Archivo
- E-Zac = Saragossa, Archivo de Música de las Catedrales (El Pilar y La Seo)
- (E-Zc, siehe Zac)
- E-Zcc = Saragossa, Colegio de las Escuelas Pías de San José de Calasanz, Biblioteca
- E-Zfm = Saragossa, Biblioteca Universitari a de Zaragoza, Biblioteca
- E-Zp = Saragossa, Biblioteca Pública
- (E-Zp, siehe Zac)
- E-Zs = Saragossa, La Seo, Biblioteca Capitular (In: E-Zac)
- E-Zsc = Saragossa, Seminario de San Carlos
- E-Zu = Saragossa, Biblioteca Universitaria, Facultad de Filosofía y Letras
- (E-Zvp, siehe Zac)
- E-Zvp = Saragossa, Iglesia Metropolitana (In: E-Zac)
- (E-ZA, siehe Zac)
- E-ZAc = Zamora, Catedral

### Südafrika
- ZA-Csa = Cape Town, National Library of South Africa nlsa.ac.za
- ZA-MAu = Matieland, University of Stellenbosch, Music Library

### Tadschikistan
- TA-Ddj = Duschanbe, Biblioteka im. Djami (Dschāmi-Bibliothek)
- TA-Df = Duschanbe, Biblioteka im. Firdousi (Firdausi-Bibliothek)
- TA-Dr = Duschanbe, Biblioteka im. Rudaki (Rudaki-Bibliothek)

### Tschechien
- (CZ-B, siehe Bm)
- CZ-Ba = Brno, Kniho vna brnenského biskupského alumnatu
- CZ-Bam = Brno, Archiv města Brna
- CZ-Bau = Brno, Knihovna augustinianůna Starém Brne (In: CZ-Bm)
- CZ-Bb = Brno, Klašter Milosrdných Bratří (In: CZ-Bm)
- CZ-Bfs = Brno, Knihovna filosofické fakulty University J. E. Purkyne – slovanský seminař
- CZ-Bk = Brno, Knihovna kapucínů v Brne
- CZ-Bm = Brno, Moravské zemské muzeum, oddělení dějin hudby mzm.cz
- CZ-Bmn = Brno, Knihovna minoritského klaštera
- CZ-Bsa = Brno, Statní oblastní archiv
- CZ-Bu = Brno, Moravská zemská knihovna v Brně
- (CZ-Bu-Ba, siehe Ba)
- (CZ-Bu-Bau, siehe Bau)
- (CZ-Bu-Bk, siehe Bk)
- (CZ-Bu-NŘ, siehe NR)
- (CZ-Bu-Zd, siehe Zd)
- CZ-Bvobr = Brno, Soukroma sbírka J. Vobra
- CZ-Bzd = Brno, Knihovna dominikanského klaštera ze Znojma
- CZ-BA = Bakov nad Jizerou, Farní kostel (In: CZ-Pnm and CZ-MB)
- CZ-BEL = Bělá pod Bezdězem, Podbezdězské Muzeum
- CZ-BEN = Benátky nad Jizerou, Okresní archiv Mladá Boleslav, pobočka Benatky nad Jizerou
- CZ-BER = Beroun, Okresní archiv soapraha.cz
- CZ-BERm = Beroun, Okresní muzeum
- CZ-BOSm = Boskovice, Vlastivědné muzeum
- CZ-BRE = Březnice, Kostel sv. Ignace
- CZ-BREm = Březnice, Městské muzeum, zamek
- (CZ-BREsi, siehe BRE)
- (CZ-BRO, siehe BROb)
- CZ-BRO = Broumov, Chramu sv. Petra a Pavla
- CZ-BROb = Broumov, Knihovna benediktinů (In: CZ-HK)
- (CZ-Bu-D, siehe D)
- (CZ-Bu-H, siehe HR)
- CZ-BUm = Budynenad Ohří, Městské muszeum
- (CZ-Bu-MT, siehe MT)
- (CZ-Bu-R, siehe R)
- CZ-BY = Bystré u Poličky, Kůr kostela sv. Jana Křtitele (In: CZ-Bm)
- CZ-Cm = Choteboř, Městské muzeum
- CZ-Cam = Čáslav, Městské muzeum
- CZ-CB = České Budějovice, Okresní archiv
- CZ-CBj = České Budějovice, Jihočeské muzeum, hudební oddělení
- CZ-CBk = České Budejovice, Krajska lidova
- CZ-CBRm = Česky Brod, Podlipanské muzeum
- CZ-CDm = Český Dub, Muzeum Karoliny Svetlé
- CZ-CEm = Čelakovice, Městske muzeum
- CZ-CH = Cheb, Statníokresní archiv
- CZ-CHLa = Chlumec nad Cidlinou, Okresní archiv v Hradci Králové, pobočka v Chlumci nad Cidlinou
- CZ-CHOd = Choceň, Dekanský úřad
- CZ-CHOm = Choceň, Muzeum
- CZ-CHRa = Chrudim, Okresní archiv
- CZ-CHRk = Choceň, Arcidekanský kostel Nanebevzetí Panny Marie
- CZ-CHRm = Choceň, Okresní muzeum
- CZ-CHRv = Choceň, Vlastivedné muzeum
- CZ-CSm = Česka Skalice, Muzeum Boženy Nemcové
- CZ-CT = Česka Třebova, Městské muzeum
- (CZ-CTm, siehe CT)
- CZ-D = Dačice, Knihovna františkanů (In: CZ-Bu)
- CZ-Dk = Dačice, Farni kostel sv. Vavřince
- CZ-Dm = Dačice, Městské muzeum
- CZ-DOm = Domažlice, Muzeum Chodska
- CZ-H = Hronov, Muzeum
- (CZ-H-K, siehe HKm)
- CZ-HBd = Havlíčkův Brod, Děkansky úřad
- CZ-HBm = Havlíčkův Brod, Okresní muzeum K. H. Borovského
- CZ-HE = Heraltice, Knihovna farního kostela (In: CZ-Bm)
- (CZ-HK, siehe HKm)
- CZ-HK = Hradec Králové, Statní vědecka knihovna
- CZ-HKa = Hradec Králové, Okresní archiv
- CZ-HKm = Hradec Králové, Muzeum
- CZ-HL = Hlinsko, Vlastivedné muzeum
- CZ-HOm = Hořice, Muzeum
- CZ-HOR = Horažďovice, Okresní archiv Klatovy, pobočka Horažďovice
- CZ-HORm = Horažďovice, Mesteké vlastivedné muzeum
- CZ-HR = Hradište u Znojma, Knihovna křižovníků (In: CZ-Bu)
- CZ-HUMm = Humpolec, Muzeum Alese Hrdličky
- CZ-IVm = Ivančice, Městské muzeum
- CZ-Jm = Jáchymov, Městské muzeum
- CZ-JA = Jaromeř, Městské muzeum
- CZ-JEVm = Jevíčko, Městské muzeum
- (CZ-JH, siehe Jia)
- CZ-JIa = Jindřichův Hradec, Statní oblastní archív Třeboň, pobočka Jindřichův Hradec (In: CZ-Pnm)
- CZ-JIČm = Jičín, Okresní muzeum
- CZ-JIm = Jindřichův Hradec, Muzeum
- CZ-JILm = Jílové u Prahy, Muzeum težby a zpracovaní
- CZ-K = Český Krumlov, Statní oblastní archiv v Treboni, Pobočka Český Krumlov
- CZ-Kb = Český Krumlov, Zamecka knihovna
- CZ-KA = Kadaň, Dekanský kostel
- CZ-KL = Klatovy, Statní oblastní archiv v Plzni, pobočka Klatovy
- CZ-KLm = Klatovy, Okresní muzeum a galerie
- CZ-KOL = Kolín, Dekanský kostel
- CZ-KOLm = Kolín, – Muzeum města Kolína
- (CZ-KR, siehe KRI)
- CZ-KR = Kromeříž, Knihovna arcibiskupského zamku
- CZ-KRa = Kromeříž, Arcibiskupský zamek, hudební sbírka azz.cz
- CZ-KRm = Kromeříž, Umeleckohistorické muzeum
- CZ-KRA = Kralíky, Kostel sv. Michala (In: CZ-UO)
- CZ-KRAL = Kralice nad Oslavou, Pamatník Bible kralické
- CZ-KRI = Křivoklat, Hrad, knihovna
- (CZ-KRIk, siehe KRI)
- (CZ-KRO, siehe KR)
- CZ-KRVm = Kralupy nad Vltavou, Pobočka okresního archivu Melník
- CZ-KU = Kutná Hora, Muzeum (In: CZ-Pnm)
- CZ-KVa = Karlovy Vary, Okresní archiv
- CZ-KVd = Karlovy Vary, Dekanský kostel, hudební sbírka (In: CZ-PLa)
- CZ-KVm = Karlovy Vary, Městské muzeum
- CZ-KVso = Karlovy Vary, Archiv symfonického orchestru (In: CZ-PLa)
- (CZ-Lb, siehe LITb)
- CZ-LBm = Lázně Bělohrad, Fričovo muzeum
- CZ-LIa = Česka Lípa, Okresní archiv
- CZ-LIm = Česka Lípa, Muzeum
- (CZ-LIMm, siehe LLm)
- CZ-LIT = Litoměřice, Statní oblastní archiv soalitomerice.cz
- CZ-LITb = Litoměřice, Biskupska knihovna
- CZ-LLm = Litomyšl, Muzeum
- CZ-LO = Loukovu Mnichova Hradište, Farní kostel
- CZ-LTVm = Litovel, Muzeum
- CZ-LUa = Louny, Okresní archiv
- CZ-MB = Mladá Boleslav, Okresní archiv
- CZ-MBm = Mladá Boleslav, Muzeum
- CZ-ME = Mělník, Okresní muzeum (Dpt. in: CZ-Pnm)
- (CZ-ME, siehe Mea)
- CZ-MEa = Mělník, Okresní archiv
- CZ-MH = Mnichovo Hradiště, Městské muzeum
- (CZ-MH, siehe MHz)
- CZ-MHa = Mnichovo Hradište, Statní oblastní archiv v Praze – Pobočka v Mnichove Hradišti
- CZ-MHz = Mnichovo Hradište, Zamecka knihovna
- CZ-MIm = Milevsko, Městské muzeum
- CZ-MKm = Městec Králové, Městské muzeum
- CZ-MT = Moravska Třebova, Knihovna františkanů (In: CZ-Bu)
- (CZ-N, siehe NA)
- CZ-Nlobkowicz = Nelahozeves, Roudnicka Lobkowiczka sbirka, zamek
- CZ-NA = Náchod, Zamecka knihovna
- CZ-NAm = Náchod, Okresní muzeum
- CZ-NBm = Nový Bydžov, Městské muzeum
- CZ-ND = Nové Dvory, Farní úřad, kostel sv. Anny
- CZ-NEm = Nepomuk, Muzeum Nepomucka
- CZ-NMM = Nové Mestona Morave, Horacké muzeum
- CZ-NPm = Nová Paka, Podkrkonošské muzeum
- CZ-NR = Nová Říše, Klašter premonstratů, knihovna a hudební sbírka
- CZ-NYd = Nymburk, Dekanský úřad, kostel sv. Jiljí (In:-CZ Pa)
- CZ-NYm = Nymburk, Muzeum
- (CZ-OL, siehe Olu)
- CZ-OLa = Olomouc, Statní oblastní archiv (Arcibiskupska sbírka)
- CZ-OLm = Olomouc, Vlastivédny ústav, muzeum v Olomouci
- CZ-OLu = Olomouc, Statní vedecka knihovna (Univerzitní knihovna)
- CZ-OP = Opava, Slezské muzeum szmo.cz
- CZ-OS = Ostrava, Český rozhlas, hudební archiv
- CZ-OSm = Ostrava, Ostravské muzeum, hudebne historické oddelení ostrmuz.cz
- CZ-OSE = Osek, Knihovna cisterciáků (In: CZ-Pnm)
- (CZ-Pa, siehe Pat)
- CZ-Pa = Praha, Statní ústřední archiv
- CZ-Pak = Praha, Archiv Pražského hradu: Knihovna metropolitní kapituly, hudební sbírka (sv. Vít) – hudebnísbírka Kaple sv. Kříže old.hrad.cz
- CZ-Pam = Praha, Archiv hlavního města Prahy
- CZ-Pap = Praha, Archiv probošství Hradu
- CZ-Par = Praha, Knivovna pražského arcibiskupství
- CZ-Pat = Praha, Knihovna augustinianského klaštera sv. Tomaše
- CZ-Pav = Praha, Akademie ved České republiky, Ústav pro hudební vedu
- CZ-Pbs = Praha, Muzeum Bedřicha Smetany
- CZ-Pd = Praha, Knihovna dominikanského klaštera sv. Jiljí
- CZ-Pdobr, siehe Pdobrovského
- CZ-Pdobrovského = Praha, Narodní muzeum, Dobrovského (Nosticka) knihovna
- CZ-Pf = Praha, Knihovna františkanského klaštera u P. Marie Snežné
- (CZ-Pf, siehe Pfa)
- CZ-Pfa = Praha, Česká filharmonie, hudební archiv
- CZ-Ph = Praha, Církev Holešovice (In: CZ-Pu)
- (CZ-Ph, siehe Pap)
- CZ-Phf = Praha, Knihovna Husovy československé bohoslovecké fakulty
- CZ-Pis = Praha, Hudební informační středisko Českého hudebního fondu
- CZ-Pj = Praha, Muzeum Aloise Jiraska a Mikolaše Alše
- CZ-Pk = Praha, Knihovna a archiv Pražké konservatoře, specializovana knihovna Valdštejnska prgcons.cz
- CZ-Pkr = Praha, Knihovna křižovnického klaštera sv. Františka
- CZ-Pkřiž = Praha, Rytířský řad křižovníků s červenou hvezdou, hudební sbírka nbv.cz
- (CZ-Pm, siehe Pmp)
- CZ-Pm = Praha, Městská knihovna, hudební oddelení
- CZ-Pmalotín = Praha, Soukroma sbírka B. Malotína
- CZ-Pmh = Praha, Muzeum Husova domu
- CZ-Pmp = Praha, Muzeum hlavního města Prahy
- CZ-Pn = Praha, Knihovna Narodního muzea nm.cz
- CZ-Pnam = Praha, Naprstkovo muzeum
- CZ-Pnd = Praha, Národní divadlo, hudební archiv
- (CZ-Pndh, siehe Pnd)
- CZ-Pndu = Praha, Narodní divadlo, ústřední archiv
- CZ-Pnm = Praha, Národní muzeum – Muzeum České hudby, hudební archiv nm.cz
- (CZ-Pnmk, siehe Pn)
- (CZ-Pnp, siehe Ps)
- CZ-Pp = Praha, Statní pedagogická knihovna J. A. Komenského
- (CZ-Pp, siehe Pak)
- CZ-Ppmb = Praha, Kostel P. Marie Bolestné u Alžbetinek
- (CZ-Ppnp, siehe Ps)
- (CZ-Ppp, siehe Ps)
- CZ-Pr = Praha, Český rozhlas, Ústřední notový archiv
- CZ-Pra = Praha, Rodinný archiv Karla Kovařovice
- CZ-PŘERm = Přerov, Muzeum J. A. Komenského
- CZ-PŘIBm = Přibyslav, Městské muzeum
- CZ-PŘLm = Přelouč, Městské muzeum
- (CZ-Ps, siehe Pst)
- CZ-Ps = Praha, Pamatník narodního písemnictví (Strahov)
- (CZ-Psf, siehe Pkr)
- CZ-Psj = Praha, Farní úřad, chram sv. Jakuba
- CZ-Psoa = Praha, Státní oblastní archiv
- CZ-Pst = Praha, Knihovna klaštera premonstratů (Strahovska knihovna) (In: CZ-Pnm)
- (CZ-Pst, siehe Ps)
- (CZ-Pst, siehe Pa)
- CZ-Pu = Praha, Národní knihovna České republiky nkp.cz
- CZ-Puh = Praha, Kostel všech svatých
- CZ-Puk = Praha, Univerzita Karlova, Filozoficka fakulta, Ústav hudební vedy
- CZ-Pza = Praha, Zakladní knihovna
- CZ-Pzn = České republiky akademie ved – Kabinet a knihovna Z. Nejedlého
- CZ-PAa = Pardubice, Okresní archiv
- CZ-PAm = Pardubice, Východočeské muzeum
- CZ-PAS = Paseky nad Jizerou, Krkonošské muzeum – Pamatník Zapadlých vlastenců
- CZ-PE = Přeštice, Dekanský kostel
- CZ-PEL = Pelhřimov, Okresní archiv
- CZ-PI = Písek, Okresní archiv
- CZ-PIm = Písek, Oblastní muzeum
- CZ-PLa = Plzeň, Archiv m esta Plzne
- CZ-PLf = Plzeň, Knihovna františkanského klaštera
- CZ-PLm = Plzeň, Zapadočeské muzeum, národopisné oddelení
- CZ-PLst = Plzeň, státní oblastni archiv
- CZ-PLvk = Plzeň, Statní vedecka knihovna, hudební oddelení
- CZ-PLA = Plasy, Okresní archiv Plzeň-sever, sídlo Plasy
- CZ-POa = Poděbrady, Okresní archiv Nymburk, pobočka Podebrady
- CZ-POČm = Počatky, Městské muzeum
- CZ-POm = Poděbrady, Muzeum
- CZ-POLm = Polička, Městské muzeum
- (CZ-PR, siehe PRm)
- CZ-PRa = Příbram, Okresní archiv
- CZ-PRm = Příbram, Okresní muzeum
- CZ-PRAa = Prachatice, Okresní archiv
- CZ-PRAm = Prachatice, Okresní vlastivedné muzeum
- (CZ-PRIa, siehe Pra)
- (CZ-PRIm, siehe PRm)
- CZ-PROm = Prostějov, Okresní vlastivedné muzeum
- CZ-R = Rajhrad, Knihovna benediktinského klaštera (In: CZ-Bm)
- (CZ-R, siehe ROU)
- (CZ-RA, siehe Ram)
- CZ-RA = Rakovník, Okresní archiv v Rakovníkuse sídlem Petrovice, zamek
- CZ-RAm = Rakovník, Městské museum
- (CZ-RAJ, siehe R)
- CZ-RO = Rokycany, Okresní muzeum
- CZ-ROk = Rokycany, Dekanský úřad, kostel
- CZ-ROU = Roudnice nad Labem, Proboštský kostel Narození P. Marie
- CZ-RRm = Rožnovpod Radhoštem, Valašské muzeum v přirode
- CZ-RU = Rumburk, Městské muzeum
- CZ-RUkb = Rumburk, Knihovna kapucínského klaštera
- CZ-RUsb = Rumburk, Děkanský kostel sv. Bartolomeje
- CZ-RY = Rychnov nad Kněžnou, Muzeum Orlických hor
- CZ-RYk = Rychnov nad Knežnou, Zamecka knihovna
- CZ-S = Sedlčany, Městské muzeum
- CZ-SE = Semily, Okresní archiv v Semilech se sídlem v Bystré nad Jizerou archiv.semily.cz
- CZ-SEhlava = Semily, Soukroma sbírka R. Hlavy
- CZ-SKm = Skuteč, Městské muzeum
- CZ-SO = Sokolov, Okresní archiv se sídlem Jindřichovice, zamek
- CZ-SOBm = Soběslav, Muzeum jihočeských blat
- CZ-STa = Strakonice, Statní okresni archiv
- CZ-STm = Strakonice, Muzeum středního Pootaví
- CZ-SUm = Sušice, Muzeum Šumavy
- (CZ-TŘ, siehe TRBm)
- CZ-TA = Tábor, Okresní muzeum
- CZ-TAm = Tábor, Muzeum husitského revolučního hnuti
- CZ-TAS = Tasovice, Farní knihovna
- CZ-TC = Třebíč, Mestský archiv
- CZ-TCm = Třebíč, Zapadomoravské muzeum
- CZ-TCsm = Třebíč, Hudební archiv chramu sv. Martina
- (CZ-TE, siehe TEm)
- CZ-TEk = Teplice, Dekanský kostel sv. Jana Křtitele
- CZ-TEm = Teplice, Oblastní vlastivedné muzeum
- CZ-TELa = Telč, Pobočka okresního archivu
- CZ-TELm = Telč, Muzeum Vysočiny v Jihlave, pobočka Telč
- CZ-TEP = Teplice nad Metují, Chram sv. Vavřince
- CZ-TPk = Tepla u Toužime, Klašter Premonstratů
- CZ-TRB = Třebenice, Klašter
- CZ-TRBm = Třebenice, Muzeum
- (CZ-TRCHl, siehe TRCHm)
- CZ-TRCHm = Třebechovice pod Orebem, Muzeum
- CZ-TRE = Třeboň, Statní oblastní archiv
- CZ-TREd = Třeboň, Děkanský úřad, kostel sv. Jiljí
- CZ-TU = Turnov, Muzeum, hudební sbírka (In: CZ-SE)
- (CZ-TVm, siehe TY)
- CZ-TY = Týn nad Vltavou, Městské muzeum
- CZ-UBm = Uherský Brod, Muzeum J. A. Komenského
- CZ-Uhm = Uherské Hradište, Uherské Hradište, Slovacké muzeum
- CZ-UL = Ústí nad Labem, Muzeum
- CZ-UO = Ústí nad Orlicí, Okresní archiv
- CZ-UOnygrín = Ústí nad Orlicí, soukroma sbírka J. Nygrína
- CZ-Vm = Vamberk, Městské muzeum
- CZ-VB = Vyšší Brod, Knihovna cisterciackého klaštera
- CZ-VE = Velenice, Farní úřad (In: CZ-LIa)
- CZ-VJm = Vysoké nad Jizerou, Vlastivedné muzeum
- CZ-VM = Vysoké Mýto, Okresní muzeum
- CZ-VMZm = Valašské Meziříčí, Muzeum
- CZ-VO = Vodňany, Farní úřad
- CZ-VOLm = Volyně, Městské muzeum
- CZ-VR = Vranov nad Dyjí, Zamecka sbírka
- CZ-VSa = Vsetín, Okresní archiv
- CZ-VSm = Vsetín, Muzeum
- CZ-VYm = Vyškov, Muzeum Vyškovska
- CZ-Zd = Znojmo, Knihovna dominikanského klaštera (In: CZ-Bu)
- CZ-ZA = Zámrsk, Statní oblastní archiv
- CZ-ZAT = Žatec, Muzeum
- CZ-ZB = Žamberk, Městské muzeum
- CZ-ZD = Žďar nad Sazavou, Muzeum knihy (In: CZ-Jm)
- CZ-ZEm = Železný Brod, Městské muzeum
- CZ-ZI = Žitenice, Statní oblastní archiv v Litomeřicích, pobočka v žitenicích
- CZ-ZKc = Zlata Koruna, Knihovna cisterciackého klaštera
- CZ-ZL = Zlonice, Pamatník Antonína Dvořaka

### Türkei
- TR-Ia = Istanbul, Atif ef. kütüphanesi (Atıf-Efendi-Bibliothek)
- TR-Ib = Istanbul, Belediye kütüphanesi
- TR-Ibay = Istanbul, Bayazid kütüphanesi
- TR-Ik = Istanbul, Köprülü kütüphanesi (Köprülü-Bibliothek)
- TR-Ino = Istanbul, Nuruosmania kütüphanesi
- TR-Ir = Istanbul, Raghip pasha kütüphanesi
- TR-Is = Istanbul, Süleymaniye kütüphanesi
- TR-Itks = Istanbul, Topkapi Sarayi Müzesi (Topkapı-Palast-Museum)
- (TR-Iu, siehe Iü)
- TR-Iü = Istanbul, Üniversite kütüphanesi
- TR-Iv = Istanbul, Veliyuddin kütüphanesi
- TR-Mp = Manisa, Public Library

### Ukraine
- (UA-K, siehe Kan)
- UA-Kan = Kiew, Central’naja nauč naja biblioteka im. V. I. Vernadskogo, Nacional’noj akademii nauk Ukrainy
- UA-Kk = Kiew, Biblioteka muzychnoji Akademiji im. P. I. Chajkovskoho
- UA-Km = Kiew, Spilka kompozytoriv Ukrainy, Centr. „Muz. inform“
- UA-LV = Lwiw, Derzhavna konservatoiya im. M. Lysenka
- UA-LVa = Lwiw, Central State Historical Archives of Ukraine
- UA-LVm = Lwiw, Istorichni muzei Biblioteka
- UA-LVmu = Lwiw, The Section of the Lviv Art Gallery – The Museum of Art of the Ancient Ukrainian Book
- UA-LVs = Lwiw, L’vivska naukova biblioteka im. V. Stefanyka NAN Ukrainy
- UA-LVu = Lwiw, Naukowa Biblioteka L’wins’koho nacional’noho uniwersytetu im. Ì Franka
- UA-O = Odessa, Biblioteka Derzhavnoji Konservatoriji im. A. W. Nezhdanovoji
- UA-Oan = Odessa, Derzhavna Naukova Biblioteka im. M. Hor’koho

### Ungarn
- H-Ba = Budapest, Magyar Tudomanyos Akadémia Könyvtara (Bibliothek der Ungarischen Akademie der Wissenschaften)
- (H-Ba(mi), siehe Bami)
- H-Bag = Budapest, Állami Gorkij Könyvtar
- H-Bami = Budapest, Magyar Tudomanyos Akadémia Zenetudomanyi Intézet Könyvtara
- H-Banc = Budapest, Magyar Tudomanyos Akadémia Népzenekutató Csoport Könyvtara
- H-Bb = Budapest, Bartók Béla Zenemŭvészeti Szakközépiskola Könyvtara (In: H-Bl)
- H-Bev = Budapest, Evangélikus Orszagos Könyvtar
- (H-Bf, siehe Bfr)
- H-Bf = Budapest, Belvarosi Főplébaniatemplom Kottatara
- H-Bfr = Budapest, Ferences Rendtartoman F’őnökség, Könyvtar és Levéltar
- H-Bj = Budapest, Józsefvarosi Evangélikus Egyhazközség Kottatara
- H-Bl = Budapest, Liszt Ferenc Zenemŭvészeti Főiskola Könyvtara lfze.hu
- H-Bm = Budapest, Budavari Nagyboldogasszony templom Kottatara
- H-Bmag = Budapest, Mûemlékek Állami Gondnoksaga mag.hu
- (H-Bmao, siehe Bo)
- H-Bmnm = Budapest, Magyar Nemzeti Múzeum
- H-Bmr = Budapest, Magyar Radió
- H-Bmzs = Budapest, Magyar Zenemŭvészek Szövetsége
- H-Bn = Budapest, Orszagos Széchényi Könyvtar
- H-Bni = Budapest, Népmüvelési Intézet Szakkönyvtara
- H-Bnm = Budapest, Néprajzi Múzeum Népzenei Osztalya
- H-Bo = Budapest, Állami Operahaz
- H-Bof = Budapest, Orszagos Filharmónia Kottatara
- H-Bok = Budapest, Orszaggyŭlési Könyvtar
- H-Bol = Budapest, Orszagos Levéltar
- H-Bp = Budapest, Piarista Gimnazium Könyvtara
- H-Br = Budapest, Raday Gyŭjtemény, Könyvtar és Levéltar
- H-Bs = Budapest, Központi Szeminariumi Könyvtar
- (H-Bs, siehe Bsk)
- (H-Bse, siehe Bsk)
- H-Bsk = Budapest, Fővarosi Szabó Ervin Könyvtar
- H-Bst = Budapest, Szent Istvan Bazilika Kottatara
- H-Bu = Budapest, Egyetemi Könyvtar
- H-BA = Bartfa, St. Aegidius (In: H-Bn)
- (H-CS, siehe CSg)
- H-CSg = Csurgó, Csokonai Vitéz Mihaly Gimnazium Könyvtara
- (H-De, siehe DRe)
- (H-Dr, siehe DR)
- (H-Drt, siehe DRt)
- H-DR = Debrecen, Tiszantúli Reformatus Egyhazkerület Nagykönyvtara
- (H-DR, siehe DRt)
- H-DRe = Debrecen, Egyetemi Könyvtar
- H-DRm = Debrecen, Déri Múzeum
- H-DRt = Debrecen, Tiszantuli Reformatus Egyhazkerület Nagykönyvtar
- H-DRu = Debrecen, Kossuth Lajos Tudomanyegyetem Könyvtara
- H-Ea = Esztergom, Komárom megyei Levéltar
- (H-Ee, siehe Efkö)
- H-Efko = Esztergom, Főszékesegyhazi Kottatar
- H-Efkö = Esztergom, Főszékesegyhazi Könyvtar
- H-Efr = Esztergom, Ferences Könyvtar (In: H-Bfr)
- (H-Ek, siehe Efkö)
- H-Ek = Esztergom, Bibliotheca
- H-Em = Esztergom, Keresztény Múzeum Könyvtara
- H-EG = Eger, Főegyhazmegyei Könyvtar
- H-EGb = Eger, Bazilika Kottatara
- H-Gc = Győr, Püspöki Papnevelő Intézet Könyvtara
- H-Gk = Győr, Székesgyhazi Kottatar
- (H-Gk, siehe Gc)
- H-Gm = Győr, Xantus Janos Múzeum
- H-Gp = Győr, Püspöki Könyvtar
- H-Gsp = Győr, Győr-Sopron-Papa Reformatus Egyhazmegyei Könyvtar
- H-Gz = Győr, Zenemŭvészeti Szakközépiskola Könyvtara
- H-GGn = Gyöngyös, Gyöngyösi Ferences Mŭemlék-Könyvtar
- H-GYm = Gyula, Múzeum
- H-K = Kalocsa, Érseki Könyvtar
- H-Kf = Kalocsa, Főszékesegyhazi Könyvtar
- H-KŐ = Kőszeg, Plébaniatemplom Kottatara
- H-KŐm = Kőszeg, Jurisich Múzeum
- (H-KAf, siehe Kf)
- H-KE = Keszthely, Helikon Kastélymúzeum Könyvtara helikonkastely.hu
- H-KI = Kiskunhalas, Reformatus Egyhazközség Könyvtara
- H-MIek = Miskolc, Evangéliskus Egyhazkőzség Könyvtara
- H-MOp = Mosonmagyaróvár, 1. sz. Plébaniatemplom Kottatara
- H-NK = Nagykőrös, Gimnaziumi Könyvtar
- H-NY = Nyíregyháza, Reformatus Varosi Egyhazközség Könyvtara
- H-P = Pécs, Székesegyhazi Kottatar
- H-Pbml = Pécs, Baranya Megyei Levéltar
- H-Pm = Pécs, Muzeumi Könyvtar
- H-Pu = Pécs, Egyetemi Könyvtar
- H-PA = Papa, Dunantúli Reformatus Egyhazkerület Könyvtara
- H-PH = Pannonhalma, Szent Benedek Rend Központi Főkönyvtara
- H-Sa = Sopron, Állami Levéltar
- H-Se = Sopron, Evangélikus Egyhazközség Könyvtara
- H-Sg = Sopron, Berzsenyi Daniel Gimnazium Könyvtara
- H-Sl = Sopron, Liszt Ferenc Múzeum
- (H-Sm, siehe Sl)
- H-Sp = Sopron, Szentlélekről és Szent Mihalyról nevezett Varosplébania Kottatara
- H-Sst = Sopron, Storno
- H-SA = Gyŭjtemény Sarospatak, Tiszaninneni Reformatus Egyhazkerület Nagykönyvtara
- H-SD = Szekszárd, Balogh Ádam Megyei Múzeum
- H-SFk = Székesfehérvár, Püspöki Könyvtar
- H-SFm = Székesfehérvár, Istvan Kiraly Múzeum szikm.hu
- (H-SFms, siehe SFm)
- H-SFs = Székesfehérvár, Székesegyhazi Kottatar
- H-SG = Szeged, Somogyi Könyvtar
- H-SGm = Szeged, Móra Ferenc Múzeum
- H-SGu = Szeged, Szegedi Orvostudomanyi Egyetem Könyvtara
- (H-SP, siehe SA)
- H-SY = Szombathely, Püspöki Könyvtar
- H-SYb = Szombathely, Berzsenyi Daniel Megyei Könyvtar
- H-SYm = Szombathely, Smidt Múzeum
- H-SZgs = Szentendre, Görögkeleti Szerb Püspökség Könyvtara
- H-T = Tata, Plébaniatemplom Kottatara
- H-V = Vác, Székesegyhazi Kottatar
- H-Vek = Vác, Egyhazmegyei Könyvtar
- H-VE = Veszprém, Érseki Könyvtar
- H-VEs = Veszprém, Székesegyhazi Kottatar
- H-Zmk = Zalaegerszeg, Zala Megyei Könyvtar
- H-Zml = Zalaegerszeg, Zala Megyei Levéltar
- H-ZIk = Zirc, „Reguly Antal“ Mŭemlék-Könyvtar

### Uruguay
- ROU-MVmh = Montevideo, Museo Histórico Nacional mec.gub.uy (Nationales Geschichtsmuseum)

### Usbekistan
- USB-Tab = Taschkent, Institut vostokovedenija Akademii Nauk im. Abureihan Biruni (Abu-Raihan-Biruni-Institut für Orientalistik der Akademie der Wissenschaften der Republik Usbekistan)
- USB-Ttc = Taschkent, Biblioteka mečeti Tala Cheikh

### Venezuela
- VE-Ctc = Caracas, Archivo Historico de Teresa Carreño (Historisches Archiv von Teresa Carreño), Teatro Teresa Carreño (Teresa-Carreño-Theater)

### Vereinigte Staaten
- (US-A, siehe AB)
- (US-AA, siehe Aau)
- US-AAc = Ann Arbor, MI, William L. Clements Library, University of Michigan clements.umich.edu
- US-AB = Albany, NY, New York State Library
- US-AKu = Akron, OH, University of Akron, Bierce Library
- US-AL = Allentown, PA, Muhlenberg College, John A. W. Haas Library
- US-ALBu = Albuquerque, NM, University of New Mexico, Fine Arts Library
- US-ALX = Alexandria, VA, George Washington Masonic Museum and Library
- US-AM = Amherst, MA, Amherst College, Vincent Morgan Music Library
- US-AMu = Amherst, University of Massachusetts at Amherst, Music Library
- US-AMB = Ambridge, PA, Old Economy Village, Music Archive
- US-ANhs = Andover, MA, Andover Historical Society, Amos Blanchard House
- US-ANCu = Anchorage, AK, University of Alaska, Anchorage, University Library, Special Collections, Music Collection
- US-ANN = Annville, PA, Lebanon Valley College, Gossard Memorial Library
- US-AT, siehe ATS
- US-ATet = Atlanta, GA, Emory University, Pitts Theology Library
- US-ATeu, siehe ATu
- US-ATp = Atlanta, Atlanta Public Library
- US-ATu = Atlanta, Emory University Library
- US-ATH = Athens, OH, Ohio University Music Library
- US-ATS = Athens, GA, University of Georgia Libraries
- US-AU = Aurora, NY, Wells College Library
- (US-AUS, siehe AUSm)
- US-AUS = Austin, TX, University of Texas at Austin, The Harry Ransom Humanities Research Center hrc.utexas.edu
- US-AUSm = Austin, University of Texas at Austin, Music Library
- US-Ba = Boston, MA, Boston Athenaeum Library
- US-Bbs = Boston, The Bostonian Society Library
- US-Bc = Boston, New England Conservatory of Music, Harriet M. Spaulding Library newenglandconservatory.edu
- (US-Bcl, siehe Bco)
- US-Bco = Boston, The American Congregational Association, Congregational Library
- US-Bd = Boston, Episcopal Diocese of Massachusetts
- (US-Bec, siehe Bc)
- US-Bfa = Boston, Museum of Fine Arts mfa.org
- (US-Bfa, siehe Bge)
- US-Bge = Boston, Boston University, School of Fine Arts, General Education Library (In: US-Bu)
- US-Bgm = Boston, Isabella Stewart Gardner Museum, Library
- US-Bh = Boston, Harvard Musical Association Library
- US-Bhh = Boston, Handel and Haydn Society (In: US-Bpr)
- US-Bhs = Boston, Massachusetts Historical Society Library
- US-Bl = Boston, Grand Lodge of Masons in Massachusetts, A. F. & A. M. Library massfreemasonry.org
- (US-Bm, siehe Bu)
- (US-Bm, siehe Bfa)
- US-Bmed = Boston, Boston Medical Library
- US-Bms = Boston, Massachusetts State Library
- US-Bp = Boston, Boston Public Library, Music Department bpl.org
- (US-Bpm, siehe Bp)
- US-Bpr = Boston, Boston Public Library, Rare Book Department
- (US-B-R, siehe BAT)
- (US-Bs, siehe Bms)
- US-Bth = Boston, Boston University, School of Theology Library
- US-Bu = Boston, Boston University, Mugar Memorial Library, Department of Special Collections bu.edu
- (US-Bu, siehe Bum)
- US-Bum = Boston, Boston University, Music Library
- (US-But, siehe Bth)
- (US-BA, siehe BApi)
- US-BAep = Baltimore, MD, Enoch Pratt-Free Library, Fine Arts and Music Department
- US-BAg = Baltimore, Goucher College, Julia Rogers Library
- US-BAhs = Baltimore, Maryland Historical Society Library
- (US-Bajh, siehe Bau)
- US-BApi = Baltimore, Peabody Conservatory of Music, Peabody Institute of the Johns Hopkins University
- US-BAu = Baltimore, Johns Hopkins University Libraries
- US-BAue = Baltimore, Johns Hopkins University, Milton S. Eisenhower Library
- US-BAug = Baltimore, Johns Hopkins University, John Work Garrett Library
- US-BAw = Baltimore, Walters Art Gallery Library
- US-BAK = Bakersfield, CA, California State College, Bakersfield, Library
- US-BAR = Baraboo, WI, Circus World Museum Library
- US-BAT = Baton Rouge, LA, Louisiana State University Library
- (US-BE, siehe BEm)
- (US-BE, siehe Beb)
- US-BEb = Berkeley, CA, University of California, Berkeley, Bancroft Library
- US-BEm = Berkeley, University of California, Berkeley, Music Library lib.berkeley.edu
- US-BEt = Berkeley, Graduate Theological Union Library
- US-BEK = Berea, KY, Berea College, Hutchins Library
- (US-BER, siehe BERr)
- (US-BER, siehe BERj)
- US-BER = Berea, OH, Baldwin-Wallace College, Riemenschneider-Bach Institute, Emilie and Karl Riemenschneider Memorial Bach Library
- (US-BERa, siehe BER)
- US-BERj = Berea, Baldwin-Wallace College, Fern Patterson Jones Memorial Music Library
- (US-BERr, siehe BERj)
- US-BERr = Berea, Baldwin-Wallace College, Conservatory of Music, Ritter Library
- US-BES = Bethesda, MD, National Library of Medicine
- (US-BET, siehe BETu)
- US-BETbc = Bethlehem, PA, Bach Choir
- US-BETm = Bethlehem, Archives of the Moravian Church in Bethlehem
- US-BETu = Bethlehem, Lehigh University, Lucy Packer Linderman Memorial Library
- US-BG = Bangor, ME, Bangor Public Library
- US-BGt = Bangor, Bangor Theological Seminary
- US-BI = Binghamton, NY, State University of New York at Binghampton, William Mitchell Music Collection, Fine Arts Library
- US-BIRu = Birmingham, AL, Samford University, Davis Library
- US-BK = Brunswick, ME, Bowdoin College, Department of Music
- US-BL = Bloomington, IN, Indiana University Library
- US-BLa = Bloomington, IN, Indiana University, Archives of Traditional Music
- US-BLl = Bloomington, IN, Indiana University, Lilly Library
- (US-BLm, siehe BLu)
- (US-BLr, siehe BLl)
- US-BLu = Bloomington, IN, Indiana University, William and Gayle Cook Music Library
- US-BLO = Bloomfield, CT, St. Thomas Seminary Library
- US-BM = Bryn Mawr, PA, Bryn Mawr College, Canaday Library
- US-BN = Boone, NC, Appalachian State University, I.G. Greer Hall, Music Library appstate.edu
- US-BO = Boulder, CO, University of Colorado at Boulder, Music Library
- US-BOa = Boulder, University of Colorado at Boulder, American Music Research Center
- US-BOW = Bowling Green, OH, Bowling Green State University, Music Library
- (US-BR, siehe NYbrp)
- (US-BR-A, siehe BRA)
- (US-BRc, siehe NYbrc)
- (US-BRp, siehe NYbrp)
- US-BRA = Bryn Athyn, PA, Academy of the New Church Library
- US-BRKkrasner = Brookline, MA, Louis Krasner, private collection (In: US-CAh)
- US-BRX = Bronxville, NY, Sarah Lawrence College, Music Library
- US-BU = Buffalo, NY, Buffalo and Erie Country Public Library
- US-BUu = Buffalo, State University of New York at Buffalo
- US-Charding = Chicago, IL, N. H. Harding private collection (In: GB-Ob)
- US-Chs = Chicago, The Chicago Historical Society Library
- US-Cjc = Chicago, John Crerar Library
- US-Clowe = Chicago, Library Edward E. Lowinsky (In: US-Cn)
- (US-Clowinsky, siehe Clowe)
- (US-Clw, siehe Clowe)
- US-Cms = Chicago, Northwestern University Medical School Library
- US-Cn = Chicago, Newberry Library newberry.org
- US-Coi = Chicago, University of Chicago, Oriental Institute Library
- US-Cp = Chicago, Chicago Public Library, Fine Arts Division, Music Section
- US-Cu = Chicago, University of Chicago, Joseph Regenstein Library, Special Collections lib.uchicago.edu
- US-Cum = Chicago, University of Chicago, Music Collection
- US-CA = Cambridge, MA, Harvard University, Harvard College Library lib.harvard.edu
- US-CAa = Cambridge, Harvard University, Andover-Harvard Theological Library
- (US-Cac, siehe CA)
- (US-CAd, siehe CAa)
- US-CAdriscoll = Cambridge, Driscoll-Collection (In: US-Cn)
- US-CAe = Cambridge, Harvard University, Eda Kuhn Loeb Music Library
- US-CAh = Cambridge, Harvard University, Houghton Library
- (US-CAl, siehe Cae)
- US-CAmit = Cambridge, Massachusetts Institute of Technology, Music Library
- US-CAp = Cambridge, Cambridge Public Library
- US-CAt = Cambridge, Harvard University, Theatre Collection
- US-CAua = Cambridge, Harvard University Archives
- US-CAw = Cambridge, Harvard University, Widener Memorial Library
- US-CAward = Cambridge, John Milton Ward, private collection (Dpt. in: US-CAt)
- US-CAD = Carbondale, IL, Southern Illinois University at Carbondale, Morris Library
- US-CAM = Camarillo, CA, Laurence Doheny Memorial Library, St. John’s Seminary library.stjohnsem.edu
- US-CAN = Canandaigua, NY, Ontario County Historical Society
- US-CAR = Carlisle, PA, Dickinson College, Spahr Library
- US-CC = Concord, MA, Concord Antiquarian Society
- (US-CD, siehe CDhs)
- US-CDhs = Concord, NH, New Hampshire Historical Society Library
- US-CDs = Concord, NH, New Hampshire State Library
- US-CF = Cedar Falls, IA, University of Northern Iowa Library
- US-CG = Coral Gables, FL, University of Miami, Music Library
- (US-Cgua, siehe Chua)
- (US-CH, siehe CHua)
- (US-CH-H, siehe CHH)
- US-CHj = Charlottesville, VA, Thomas Jefferson Memorial Foundation (Dpt. in: US-CHua)
- (US-CHm, siehe CHj)
- (US-CHua, siehe CHum)
- US-CHua = Charlottesville, VA, University of Virginia, Alderman Library
- (US-CHum, siehe CHj)
- US-CHum = Charlottesville, VA, University of Virginia, Music Library
- US-CHA = Charleston, SC, Charleston Museum
- US-CHAhs = Charleston, The South Carolina Historical Society
- US-CHAl = Charleston, Charleston Library Society
- US-CHH = Chapel Hill, NC, University of North Carolina, Music Library lib.unc.edu
- US-CHHhaar = Chapel Hill, NC, James Haar, private collection
- US-CIam = Cincinnati, OH, Cincinnati Art Museum
- US-CIhc = Cincinnati, Hebrew Union College Library – Jewish Institute of Religion
- US-CIhp = Cincinnati, Cincinnati Historical Society Library
- US-CIp = Cincinnati, Public Library
- (US-CIph, siehe CIhp)
- US-CIu = Cincinnati, University of Cincinnati College – Conservatory of Music, Music Library
- US-CIx = Cincinnati, Xavier University
- US-CLc = Cleveland, OH, Case Institute of Technology
- US-CLgl = Cleveland, John Carroll University, Grasselli Library
- US-CLhs = Cleveland, Western Reserve Historical Society
- US-CLi = Cleveland, Cleveland Institute of Music Library
- US-CLm = Cleveland, Museum of Art, Ingalls Library
- US-CLp = Cleveland, Cleveland Public Library, Fine Arts Department
- US-CLsm = Cleveland, Saint Mary Seminary
- US-CLwr = Cleveland, Western Reserve University, Freiberger Library and Music House Library
- US-CLAb = Claremont, CA, Francis Bacon Foundation Library
- US-CLAc = Claremont, CA, Claremont College Libraries
- (US-CLB, siehe COS)
- (US-CN, siehe CHAhs)
- (US-CO, siehe COhs)
- (US-COh, siehe COhs)
- US-COhs = Columbus, OH, Ohio Historical Society Library
- (US-Cosm, siehe COu)
- US-COu = Claremont, CA, Ohio State University, Music Library
- (US-COL, siehe COS)
- US-COL = Columbia, MO, University of Missouri, Elmer Ellis Library
- US-COLhs = Columbia, MO, State Historical Society of Missouri, Elmer Ellis Library Building
- US-COS = Columbia, SC, The University of South Carolina, Music Library sc.edu
- US-COStcl = Columbia, SC, The University of South Carolina, Thomas Cooper Library sc.edu
- US-COVwalton = Covington, VA, Harry A. Walton Jr. private collection
- US-CP = College Park, MD, University of Maryland, Theodore R. McKeldin Library lib.umd.edu
- US-CPpa = College Park, MD, University of Maryland, The Michelle Smith Performing Arts Library
- US-CR = Cedar Rapids, IL, Iowa Masonic Library
- US-CS = Colorado Springs, CO, U. S. Air Force Academy
- US-CV = Collegeville, MN, Saint John’s University, Hill Museum & Manuscript Library
- US-CVa = Collegeville, Saint John’s University, Alcuin Library
- (US-D, siehe Dp)
- US-Dia = Detroit, MI, The Detroit Institut of Arts
- US-Dp = Detroit, Detroit Public Library, Music and Performing Arts Department
- US-Dwu = Detroit, Wayne State University Library
- US-DAp = Dallas, TX, Dallas Public Library, Fine Arts Division
- US-DAu = Dallas, Southern Methodist University, Music Library
- US-DAVu = Davis, CA, University of California, Davis, Peter J. Shields Library
- US-DB = Dearborn, MI, Henry Ford Museum and Greenfield Village
- US-DE = Denver, CO, Denver Public Library, Art & Music Division
- US-DEhs = Denver, State Historical Society of Colorado, Colorado State Museum, Colorado Heritage Center
- US-DEthomas = Denver, CO, Mario W. Thomas private collection
- US-DEE = Deerfield, MA, Museum of Pocumtuck Valley Memorial Association historic-deerfield.org
- US-DEL = Delaware, OH, Ohio Wesleyan University, L. A. Beeghly Library
- US-DK = DeKalb, IL, Northern Illinois University, Founders Memorial Library, Art/Music Cluster and Audio/Score Library
- (US-DM, siehe DMu)
- US-DMkirkendale = Durham, NC, Warren Kirkendale private collection
- (US-DM(u), siehe DMu)
- US-DMu = Durham, NC, Duke University Libraries
- US-DN = Denton, TX, North Texas State University, Music Library
- US-DO = Dover, DE, Dover Public Library
- US-DOV = Dover, DE, Delaware State Museum, Eldridge Reeves Johnson Memorial Bldg., Bureau of Museums & Historic Sites, Division of Historical and Cultural Affairs
- US-DOY = Doylestown, PA, Bucks County Historical Society Library and Mercer Museum
- (US-DP, siehe IDt)
- US-DV = Danville, KY, Centre College of Kentucky, Grace Doherty Library
- US-E = Evanston, IL, Garrett Biblical Institute
- US-Eg = Evanston, Garrett Theological Seminary Library
- US-Eu = Evanston, Northwestern University Libraries library.northwestern.edu
- US-EA = Easton, PA, Lafayette College, David Bishop Skillman Library
- US-ECstarr = Eastchester, NY, Saul Starr private collection (In: US-BLl)
- US-EDu = Edwardsville, IL, Southern Illinois University
- US-ELmsu = East Lansing, MI, Michigan State University Libraries
- US-EPH = Ephrata, PA, Ephrata Cloister Library
- US-EU = Eugene, OR, University of Oregon
- US-EXd = Exeter, NH, Phillips Exeter Academy, Davis Library
- US-EXp = Exeter, NH, Exeter Public Library
- (US-F, siehe NYq)
- (US-FAlewis, siehe FAy)
- US-FAy = Farmington, CT, Yale University, Lewis Walpole Library library.yale.edu
- US-FR = Fremont, OH, Rutherford B. Hayes Library and Museum
- (US-FW, siehe FWu)
- US-FW = Fort Worth, TX, Southwest Baptist Theological Seminary
- US-FWu = Fort Worth, TX, Texas Christian University
- US-G = Gainesville, FL, University of Florida Library, Music Library
- US-GA = Gambier, OH, Kenyon College Divinity School, Colburn Library (In: US-Rcr)
- US-GB = Gettysburg, PA, Lutheran Theological Seminary
- US-GLvauclain = Gladwyne, PA, A. Constant Vauclain private collection
- US-GO = Goshen, IN, Goshen College, Mennonite Historical Library and Good Library
- (US-GO, siehe GOL)
- US-GOL = Goleta, CA, Institute for American Research
- US-GR = Granville, OH, Denison University Library
- US-GRB = Greensboro, NC, University of North Carolina at Greensboro, Walter C. Jackson Library
- US-GRE = Greenville, DE, Eleutherian Mills Historical Library
- US-GRVu = Greenville, SC, Bob Jones University, Mack Library
- (US-Hcs, siehe Hs)
- US-Hhc = Hartford, CT, Hartt College of Music Library, The University of Hartford
- US-Hhs = Hartford, CT, Connecticut Historical Society Library chs.org
- US-Hm = Hartford, CT, Case Memorial Library, Hartford Seminary Foundation (In: US-ATet)
- US-Hp = Hartford, CT, Public Library, Art & Music Department
- US-Hs = Hartford, CT, Connecticut State Library
- US-Hw = Hartford, CT, Trinity College, Watkinson Library trincoll.edu
- US-HA = Hanover, NH, Dartmouth College, Baker Library
- US-HAM = Hamilton, NY, Colgate University Library
- US-HAT = Hattiesburg, MS, University of Southern Mississippi, Libraries
- US-HAV = Haverford, PA, Haverford College Library
- US-HB = Harrisonburg, VA, Eastern Mennonite College, Menno Simons Historical Library and Archives
- US-HG = Harrisburg, PA, Pennsylvania State Library
- US-HGhm = Harrisburg, PA, Pennsylvania Historical and Museum Commission, Division of Archives and Manuscripts
- US-HO = Hopkinton, NH, New Hampshire Antiquarian Society
- US-HOLc = Hollins College, VA, Fishburn Library
- US-HONu = Honolulu, HI, University of Hawaii at Manoa, University Libraries
- US-HOUfinningan = Houston, TX, Annette Finningan private collection
- US-HOUpl = Houston, TX, Public Library
- US-HOUr = Houston, TX, Rice University, Fondren Library, Music Library
- US-HP = Hyde Park, NY, Franklin D. Roosevelt Memorial Library, National Archives and Records Service, General Services Administration
- US-HU = Huntingdon, PA, Juniata College, L. A. Beechly Library
- US-HW = Hayward, CA, California State Library library.ca.gov
- US-I = Ithaca, NY, Cornell University Music Library
- US-Io = Ithaca, NY, Cornell University, John M. Olin Library
- US-IDt = Independence, MO, Harry S. Truman Library trumanlibrary.org
- US-INp = Indianapolis, IN, Indianapolis-Marion County Public Library, Arts Division
- US-IO = Iowa City, IA, University of Iowa, Music Library
- US-IObenton = Iowa City, IA, Rita Benton private collection (In: US-IO)
- US-IOhs = Iowa City, IA, Iowa State Historical Society
- US-IR = Irvine, CA, University of California, Irvine, General Library
- US-IVlittle = Ivy, VA, William A. Little private collection
- US-Jp = Jacksonville, FL, Jacksonville Public Library, Haydon Burns Library, Art and Music Department
- US-JUh = Juneau, AK, Alaska Historical Library, Alaska Division of State Libraries and Museums library.state.ak.us
- US-K = Kent, OH, Kent State University, Music Library
- US-KAuk = Kansas City, KS, University of Kansas, Medical Center
- US-KAL = Kalamazoo, MI, Western Michigan University, Institute of Cistercian Studies
- US-KBrobbin = Key Biscaine, FL, Leon Robbin, Private collection
- US-KC = Kansas City, University of Missouri, Kansas City Conservatory of Music, Library
- US-KCm = Kansas City, Kansas City Museum, Library and Archives
- US-KCuk, siehe KAuk
- US-KN = Knoxville, TN, University of Tennessee, Knoxville, Music Library
- US-Lu = Lawrence, KS, University of Kansas Libraries
- (US-LA, siehe LAuc)
- US-LAcs = Los Angeles, CA, California State University, John F. Kennedy Memorial Library
- US-LAkoole = Los Angeles, Arend Johannes Koole private collection (In: US-PRV)
- US-LAp = Los Angeles, Los Angeles Public Library, Art and Music Dept
- US-LApiatigorsky = Los Angeles, Gregor Piatigorsky private collection (In: US-STEdrachman)
- (US-LAs, siehe LAusc)
- US-LAs = Los Angeles, The Arnold Schoenberg Institute Archives
- (US-LAu, siehe LAuc)
- (US-LAu, siehe LAum)
- (US-LAu, siehe LAur)
- US-LAuc = Los Angeles, University of California, Los Angeles, William Andrews Clark Memorial Library calstatela.edu
- US-LAum = Los Angeles, University of California, Los Angeles, Music Library ucla.edu
- US-LAur = Los Angeles, University of California, Los Angeles, Special Collections Dept, University Research Library
- US-LAusc = Los Angeles, University of Southern California, School of Music Library
- US-LAzeitlin = Los Angeles, Zeitlin and Verbrugg Booksellers private collection
- US-LAWd’andrea = Lawrenceville, NJ, Michael d’Andrea, private collection
- US-LB = Lewisburg, PA, Bucknell University, Ellen Clarke Bertrand Library
- US-LBH = Long Beach, CA, California State University Library csulb.edu
- US-LChs = Lancaster, PA, Lancaster County Historical Society
- US-LCm = Lancaster, PA, Lancaster Mennonite Historical Library and Archives
- US-LCts = Lancaster, PA, Lancaster Theological Seminary of the United Church of Christ Library
- US-LDjerome = Landsdowne, PA, Davis Jerome private collection
- US-LE = Lenox, MA, Lenox Library Association
- US-LEN = Lexington, MA, Public Library
- US-LEW = Lewiston, ME, Bates College Library
- US-LEX = Lexington, KY, University of Kentucky, Margaret I. King Library
- US-LIhs = Lincoln, NB, Nebraska State Historical Society Library and State Archives
- US-LIu = Lincoln, NB, University of Nebraska–Lincoln Libraries
- US-LN = Lexington, VA, Washington and Lee University Library
- (US-LO, siehe LOu)
- US-LOs = Louisville, KY, Southern Baptist Theological Seminary, James P. Boyce Centennial Library
- US-LOu = Louisville, KY, University of Louisville, School of Music, Library louisville.edu
- (US-LONcs, siehe LBH)
- US-LOW = Lowell, MA, Lowell State College
- US-LOWu = Lowell, MA, University of Lowell, O’Leary Library
- US-LT = Latrobe, PA, St. Vincent College Library
- US-LU = Lincoln University, PA, Lincoln University, Langston Hughes Memorial Library
- US-LUB = Lubbock, TX, Texas Technological University
- US-LVdickinson = Livonia, NY, Mrs. June M. Dickinson, private collection
- US-LY = Lynbrook, NY, New York Bartók Archive
- US-M = Milwaukee, WI, Milwaukee Public Library, Art & Music Department
- US-Mc = Milwaukee, WI, Wisconsin Conservatory of Music Library
- US-Mu = Milwaukee, WI, Marquette University Memorial Library, Special Collections
- (US-MA, siehe MAhs)
- US-MAhs = Madison, WI, Wisconsin Historical Society
- US-MAu = Madison, WI, University of Wisconsin–Madison
- US-MAL = Malibu, CA, J. Paul Getty Museum
- US-MB = Middlebury, VT, Middlebury College, Christian A. Johnson Memorial Music Library
- US-ME = Meadville, PA, Reis Library, Allegheny College
- US-MED = Medford, MA, Tufts University Library library.tufts.edu
- US-MEM = Memphis, TN, University of Memphis, Music Library
- US-MG = Montgomery, AL, Alabama State Department of Archives and History Library
- US-MH = Manhattan, KS, Kansas State University, Library
- (US-MHsc, siehe MH)
- US-MI = Middletown, CT, Wesleyan University, Music Library
- (US-MO, siehe MOhs)
- US-MOhs = Montpelier, VT, Vermont Historical Society Library
- US-MOB = Mobile, AK, Spring Hill College, Thomas Byrne Memorial Library
- US-MORduncan = Morgantown, WV, Richard E. Duncan private collection
- (US-MS, siehe MSp)
- US-MSp = Minneapolis, MN, Minneapolis Public Library
- US-MSu = Minneapolis, MN, University of Minnesota, Music Library
- US-MT = Morristown, NJ, National Historical Park Museum
- US-MU = Muncie, IN, Ball State Teachers College, Bracken Library
- US-MV = Mount Vernon, VA, Mount Vernon Ladies’ Association of the Union Collection
- (US-Nc, siehe NYcu)
- US-Nf = Northampton, MA, Forbes Library forbeslibrary.org
- (US-N-OR, siehe NORtu)
- US-Nsc = Northampton, MA, Smith College, Werner Josten Music Library
- US-NA = Nashville, TN, Fisk University Library
- US-NAcm = Nashville, TN, Country Music Foundation Library and Media Center
- US-NAs = Nashville, TN, Tennessee State Library and Archives
- US-NAu = Nashville, TN, Vanderbilt University Library
- US-NAZ = Nazareth, PA, Moravian Historical Society, Library and Museum
- (US-NB, siehe NBu)
- US-NBs = New Brunswick, NJ, New Brunswick Theological Seminary, Gardner A. Sage Library
- (US-NBt, siehe NBs)
- US-Nbu = New Brunswick, NJ, Rutgers – The State University of New Jersey, Blanche and Irving Laurie Music Library, Mabel Smith Douglass Library
- US-NC = Newton Centre, MA, Andover Newton Theological School, Franklin Trask Library
- US-NDu = Notre Dame, IN, University of Notre Dame
- US-NEhs = Newark, NJ, New Jersey Historical Society
- US-NEij = Newark, NJ, Rutgers-The State University of New Jersey, Rutgers Institute of Jazz Studies Library
- US-NEm = Newark, NJ, Newark Museum
- US-NEp = Newark, NJ, Newark Public Library
- US-NEW = Newark, DE, University of Delaware Library
- US-NFp = Norfolk, VA, Norfolk Public Library, Feldman Fine Arts and Audio-Visual Department
- US-NH = New Haven, CT, Yale University, Music Library
- (US-NHb, siehe NHub)
- US-NHba = New Haven, CT, Yale University, Yale Center for British Art, Department of Prints, Drawings and Rare Books
- US-NHch = New Haven, New Haven Colony Historical Society
- US-NHm = New Haven, Yale Medical School Library
- US-NHs = New Haven, Yale University, Sterling Memorial Library
- US-NHub = New Haven, Yale University, Beinecke Rare Book and Manuscript Library
- (US-NL, siehe NO)
- US-NM = Norman, OK, University of Oklahoma
- US-NN = North Newton, KS, Mennonite Historical Library, Bethel College
- (US-NO, siehe NT)
- US-NO = Normal, IL, Illinois State University, Milner Library, Humanities/Fine Arts Division
- US-NORhc = New Orleans, LA, Historic New Orleans Collection, The Kemper and Leila Williams Foundation, Archives Division
- US-NORsm = New Orleans, Louisiana State Museum Library
- US-NORts = New Orleans, New Orleans Baptist Theological Seminary Library
- US-NORtu = New Orleans, Tulane University, Howard Tilton Memorial Library
- US-NP = Newburyport, MA, Newburyport Public Library
- US-NT = Northfield, MN, Carleton College Library
- US-NYam = New York, NY, New York Academy of Medicine
- US-NYamc = New York, American Music Center Library
- US-NYbm = New York, Broadcast Music, Inc
- US-NYbrc = New York, Brooklyn College of the City University of New York, Music Library
- US-NYbrp = New York, Brooklyn Public Library, Art and Music Division
- US-NYcc = New York, City College Library, Music Library
- US-NYccb = New York, Brunswick Collection, City College Library (In: US-NYcc)
- US-NYcg = New York, City University of New York, Graduate Center
- US-NYcu = New York, Columbia University, Music Library
- US-NYcub = New York, Columbia University, Butler Library, Rare Book and Manuscript Library
- US-NYcue = New York, Columbia University, Center for Studies in Ethnomusicology, Department of Music
- US-NYes = New York, Engineering Societies Library
- (US-Nyf, siehe NYfo)
- US-NYfo = New York, Fordham University Library library.fordham.edu
- US-NYfrank = New York, Mrs. Claude Frank private collection
- US-NYfuld = New York, James J. Fuld private collection (In: US-NYpm)
- (US-NYg, siehe NYgo)
- US-NYgeist = New York, Mrs. Franklin Geist private collection
- US-NYgl = New York, Grand Lodge Library and Museum, Free and Accepted Masons
- US-NYgo = New York, New York University, Gould Memorial Library (In: US-NYu)
- US-NYgr = New York, The Grolier Club Library
- US-NYgs = New York, G. Schirmer, Inc.
- US-NYgt, siehe NYtsm
- (US-Nyh, siehe NYhs)
- US-NYhc = New York, Hunter College Library library.wexler.hunter.cuny.edu
- US-NYhenry = New York, Don Henry private collection
- US-NYhill = New York, George R. Hill private collection
- US-NYhinrichsen = New York, Mrs. Walter Hinrichsen private collection
- US-NYhs = New York, New York Historical Society Library
- (US-NYhs, siehe NYhsa)
- US-Pc = Pittsburgh, PA, Carnegie Library of Pittsburgh, Music and Art Dept
- US-Pct = Pittsburgh, Carnegie Mellon University, Hunt Library
- US-Pd = Pittsburgh, Duquesne University Library
- US-Pdt = Pittsburgh, Duquesne University Tamburitzans, Institute of Folk Arts, Tamburitzans Cultural Center Library/Museum/Archives
- US-Pfinney = Pittsburgh, Theodore M. Finney private library (In: US-AUS and US-LAuc)
- US-Ps = Pittsburgh, Theological Seminary, Clifford E. Barbour Library
- (US-Pts, siehe Ps)
- (US-Pu, siehe PRu)
- US-Pu = Pittsburgh, University of Pittsburgh, Music Library
- US-Puf = Pittsburgh, University of Pittsburgh, Foster Hall Collection, Stephen Foster Memorial
- US-PD = Portland, ME, Maine Historical Society Library
- (US-PD, siehe PL)
- (US-PDhs, siehe PD)
- US-PDp = Portland, ME, Portland Public Library, Art Department
- US-PE = Pennsburg, PA, Schwenkfelder Historical Society Library
- (US-Pes, siehe PE)
- US-PER = Perryville, MO, St. Mary’s Seminary Library
- US-PF = Pittsfield, MA, Berkshire Athenaeum
- US-PHa = Philadelphia, PA, The Athenaeum of Philadelphia
- US-PHai = Philadelphia, Society of Ancient Instruments
- US-PHalbrecht = Philadelphia, Otto E. Albrecht private collection (In: US-PHu)
- US-PHbo = Philadelphia, St. Charles Borromeo Theological Seminary Library
- US-PHbs = Philadelphia, William Bacon Stevens Library of the School of Divinity of the Protestant Episcopal Church
- (US-PHcb, siehe PHbo)
- US-PHchs = Philadelphia, American Catholic Historical Society Library
- US-PHci = Philadelphia, The Curtis Institute of Music Library
- US-PHcp = Philadelphia, College of Physicians Library
- US-PHem = Philadelphia, The Eric Mandell Collection of Jewish Music (In: US-PHgc)
- US-PHf = Philadelphia, Free Library of Philadelphia, Music Department library.phila.gov
- US-PHff = Philadelphia, Free Library of Philadelphia, Edwin A. Fleisher Collection of Orchestral Music
- US-PHfi = Philadelphia, The Franklin Institute
- US-PHg = Philadelphia, German Society of Pennsylvania, The Joseph Horner Memorial Library
- US-PHgc = Philadelphia, Gratz College
- US-PHgh = Philadelphia, Germantown Historical Society
- US-PHgl = Philadelphia, Grand Lodge, Free and Accepted Masons
- US-PHhs = Philadelphia, Historical Society of Pennsylvania Library
- (US-PHk, siehe PHkm)
- US-PHkm = Philadelphia, Lutheran Theological Seminary at Philadelphia, Krauth Memorial Library
- US-PHlc = Philadelphia, Library Company of Philadelphia
- US-PHma = Philadelphia, Philadelphia College of the Performing Arts
- US-PHmf = Philadelphia, Musical Fund Society (Dpt. in: US-PHf)
- (US-PHp, siehe PHphs)
- US-PHphs = Philadelphia, The Presbyterian Historical Society Library (In: US-PHlc)
- US-PHps = Philadelphia, American Philosophical Society Library
- US-PHr = Philadelphia, The Philip H. and A. S. W. Rosenbach Foundation
- US-PHrudolf = Philadelphia, Max Rudolf private collection
- US-PHtr = Philadelphia, Trinity Lutheran Church of Germantown
- US-PHts = Philadelphia, Westminster Theological Seminary Library
- US-PHtu = Philadelphia, Temple University Library
- US-PHu = Philadelphia, University of Pennsylvania Libraries library.upenn.edu
- US-PHy = Philadelphia, Yarnall Library of Theology of St. Clement’s Church (In: US-PHu)
- US-PHzimmerman = Philadelphia, Franklin B. Zimmerman private collection
- US-PIlevy = Pikesville, MD, Lester S. Levy private collection
- US-PL = Portland, OR, Library Association of Portland, Music Department
- (US-PLhs, siehe PD)
- US-PLY = Plymouth, MA, Pilgrim Society, Pilgrim Hall Library
- US-PLYa = Plymouth, Plymouth Antiquarian Society
- US-PO = Poughkeepsie, NY, Vassar College, George Sherman Dickinson Music Library musiclibrary.vassar.edu
- (US-PR, siehe PRu)
- (US-PRl, siehe PRlowe)
- US-PRlowe = Princeton, NJ, Library E. A. Lowe
- US-PRs = Princeton, NJ, Princeton Theological Seminary, Speer Library
- US-PRscheide = Princeton, NJ, William H. Scheide private collection (Dpt. in: US-PRu)
- (US-PRts, siehe PRs)
- US-PRu = Princeton, NJ, Princeton University Library
- US-PRw = Princeton, NJ, Westminster Choir College
- (US-PRO, siehe PROb)
- (US-PRO, siehe PROu)
- (US-PRO, siehe PROh)
- US-PROa = Providence, RI, The Providence Athenaeum
- US-PROb = Providence, Brown University, John Carter Brown Library
- (US-PROb, siehe PROu)
- US-PROh = Providence, Brown University, John Hay Library, the Harris Collection of American Poetry and Plays
- (US-PROh, siehe PROhs)
- US-PROhs = Providence, Rhode Island Historical Society Library
- (US-PROu, siehe PROh)
- US-PROu = Providence, Brown University Libraries
- (US-PROu, siehe PROh)
- (US-PROu, siehe PROb)
- US-PRV = Provo, UT, Brigham Young University
- (US-PU, siehe PUm)
- (US-PU(m), siehe PUm)
- US-PUm = Purchase, NY, Manhattanville College of the Sared Heart
- US-PUu = Purchase, NY, State University of New York, College at Purchase, Library
- US-PULwsu = Pullman, WA, Washington State Libraries, Manuscripts, Archives and Special Collections wsulibs.wsu.edu
- US-PXp = Phoenix, AZ, Phoenix Public Library, Fine Arts and Recreation Department
- US-Qressler = Quarryville, PA, Martin Ressler private collection
- US-R = Rochester, NY, Sibley Music Library, Eastman School of Music, University of Rochester esm.rochester.edu
- US-Rcr = Rochester, NY, Colgate-Rochester Divinity School
- US-RI = Richmond, VA, Virginia State Library
- US-RIhs = Richmond, VA, Virginia Historical Society
- US-RIvm = Richmond, VA, Valentine Museum
- US-RIVu = Riverside, CA, University of California, Riverside, The General Library
- (US-S, siehe Su)
- US-Soffenbacher = Seattle, WA, Eric Offenbacher private collection (In: US-CAe and US-CAh)
- US-Sp = Seattle, WA, Seattle Public Library
- US-Su = Seattle, WA, University of Washington, Music Library lib.washington.edu
- US-SA = Salem, MA, Peabody and Essex Museums, James Duncan Phillips Library pem.org
- (US-SAc, siehe SA)
- (US-SAe, siehe SA)
- (US-SAmf, siehe WS)
- US-SAV = Savannah, GA, Georgia Historical Society
- US-SB = Santa Barbara, CA, University of California at Santa Barbara, Library
- US-SBk = Santa Barbara, The Karpeles Manuscript Library
- US-SBm = Santa Barbara, Mission Santa Barbara
- US-SCAkallir = Scarsdale, NY, Private library of John Kallir
- US-SDu = San Diego, CA, San Diego State University, Malcolm A. Love Library
- US-SE = Selinsgrove, PA, Susquehanna University
- (US-SF, siehe SFp)
- US-SFhs = San Francisco, CA, California Historical Society Library
- US-SFp = San Francisco, San Francisco Public Library, Fine Arts Department, Music Division
- US-SFs = San Francisco, Sutro Library
- US-SFsc = San Francisco, San Francisco State University, Col. Frank V. de Bellis Collection library.sfsu.edu
- (US-SH, siehe SHc)
- US-SHc = South Hadleym, MA, Mt. Holyoke College
- US-SHE = Sherman, TX, Austin College, Arthur Hopkins Library
- US-SJb = San José, CA, Ira F. Brilliant Center for Beethoven Studies, San José State University
- US-SL = St. Louis, MO, St. Louis University, Pius XII Memorial Library
- (US-SLb, siehe SLbuszin)
- US-SLbuszin = St. Louis, Private Library of Walter Buszin
- US-SLc = St. Louis, Concordia Seminary Library
- US-SLf = St. Louis, Fontbonne College Library
- (US-SLg, siehe SLug)
- US-SLhs = St. Louis, Missouri Historical Society
- US-SLkrohn = St. Louis, Ernst C. Krohn private collection (In: US-SLug)
- US-SLtichenor = St. Louis, Trebor Tichenor, private collection
- US-SLu = St. Louis, Olin Library, Washington University
- US-SLug = St. Louis, Washington University, Gaylord Music Library
- US-SLC = Salt Lake City, UT, University of Utah Library
- US-SLClds = Salt Lake City, UT, Church of Jesus Christ of Latter-Day Saints, Historical Department, Library-Archives
- US-SM = San Marino, CA, Henry E. Huntington Library & Art Gallery
- US-SOU = Southfield, MI, Duns Scotus College Library
- (US-SP, siehe SPAs)
- US-SPma = Spokane, WA, Moldenhauer Archives (In: US-Wc)
- (US-SPmoldenhauer, siehe SPma)
- US-SPp Spokane, WA, Spokane Public Library
- (US-SPA, siehe SPAs)
- US-SPAs = Saint Paul, MN, St. Paul Seminary Library
- US-SPF = Springfield, MO, Springfield-Greene County Library
- US-SPGhs = Springfield, IL, Illinois State Historical Library
- US-SPR = Springfield, OH, Wittenberg University
- US-SR = San Rafael, CA, American Music Research Center, Dominican College
- US-SSburchuk = Silver Spring, MD, Mr. and Mrs. David Burchuk private collection
- (US-ST, siehe STu)
- (US-STm, siehe STum)
- (US-STm, siehe STu)
- US-STu = Stanford, CA, Stanford University, Green Library, Department of Special Collections library.stanford.edu
- US-STua = Stanford, CA, Stanford Archive of Recorded Sound
- US-STum = Stanford, CA, Stanford University, Music Library
- US-STB = Sturbridge, MA, Old Sturbridge Village osv.org
- US-STEdrachman = Stevenson, MD, Mrs. Jephta Drachman private collection; Mrs. P. C. Drachman private collection
- US-STO = Stony Brook, NY, State University of New York at Stony Brook, Frank Melville Jr. Memorial Library
- US-SW = Swarthmore, PA, Swarthmore College Library
- US-SY = Syracuse, NY, Syracuse University Music Library
- US-SYa = Syracuse, NY, Syracuse University, Audio Archives and Thomas A. Edison Re-Recording Laboratory
- US-SYkrasner = Syracuse, NY, Louis Krasner private collection (In: US-CAh and US-SY)
- US-Tm = Toledo, OH, Toledo Museum of Art Library
- US-TA = Tallahassee, FL, Florida State University, Robert Manning Strozier Library
- US-TC = Tucson, AZ, University of Arizona, Music Collection
- US-TE = Tempe, AZ, Arizona State University Library
- US-TOhs = Topeka, KS, Kansas State Historical Society Library
- US-TU = Tulsa, OK, Gilcrease Institute
- US-U = Urbana, IL, University of Illinois at Urbana-Champaign, Music Library
- US-Ufraenkel = Urbana, IL, Collection Fraenkel (In: US-U)
- US-Ujenkins = Urbana, IL, Newell Jenkins private collection
- US-Uplamenac = Urbana, IL, Dragan Plamenac private collection (In: US-NH)
- (US-Uu, siehe U)
- US-UN = University, AL, University of Alabama Library
- US-UP = University Park, PA, The Pennsylvania State University Library
- US-V = Villanova, PA, Villanova University, Falvey Memorial Library
- US-VHt = Vineyard Haven, MA, Tisbury Museum
- US-Wc = Washington, D.C., Library of Congress, Music Division loc.gov
- US-Wca = Washington, D.C., Washington Cathedral Library
- US-Wcf = Washington, D.C., Library of Congress, American Folklife Center and the Archive of Folk Culture
- US-Wcg = Washington, D.C., General Collections, Library of Congress
- (US-Wcl, siehe Wca)
- (US-Wcm, siehe Wc)
- US-Wcm = Washington, D.C., Library of Congress, Motion Picture, Broadcasting and Recorded Sound Division
- US-Wcr = Washington, D.C., Rare Book Collection, Library of Congress
- US-Wcro = Washington, D.C., Lessing J. Rosenwald Collection, Library of Congress
- US-Wcu = Washington, D.C., Catholic University of America, Music Library
- US-Wdc = Washington, D.C., Dominican House of Studies, Catholic University of America
- US-Wdo = Washington, D.C., Dumbarton Oaks Research Library and Collection
- US-Wf = Washington, D.C., Founder’s Library, Howard University howard.edu
- (US-Wg, siehe Wgu)
- US-Wgu = Washington, D.C., Georgetown University Libraries
- US-Whn = Washington, D.C., Holy name college library
- US-Whu = Washington, D.C., Howard University, College of Fine Arts Library
- US-Wm = Washington, D.C., National Library of Medicine
- US-Wp = Washington, D.C., District of Columbia Public Library, Martin Luther King Memorial Library, Music and Recreation Division
- US-Ws = Washington, D.C., Folger Shakespeare Library
- (US-W-S, siehe WS)
- US-Wsc = Washington, D.C., Scottish Rite Masons, Supreme Council, Library
- US-Wsi = Washington, D.C., Smithsonian Institution, Music Library
- (US-Wsr, siehe Wsc)
- US-WA = Watertown, MA, Perkins School for the Blind
- US-WB = Wilkes-Barre, PA, Wilkes College Library
- US-WC = Waco, TX, Baylor University, Music Library
- US-WCH = West Chester, PA, West Chester State College
- US-WE = Wellesley, MA, Wellesley College Library
- US-WELhartzler = Wellman, IA, J. D. Hartzler private collection
- (US-WG, siehe WGw)
- US-WGc = Williamsburg, VA, College of William & Mary, Earl Gregg Swenn Library
- US-WGw = Williamsburg, VA, Colonial Williamsburg Research Department, historical collection
- US-WI = Williamstown, MA, Williams College Library
- US-WIN = Winterthur, DE, Winterthur Museum
- US-WL = Wilmington, DE, Historical Society of Delaware
- US-WM = Waltham, MA, Brandeis University Library, Music Library, Goldfarb Library
- (US-WN, siehe NC)
- (US-WO, siehe WOa)
- US-WOa = Worcester, MA, American Antiquarian Society Library
- US-WOh = Worcester, MA, Dinand Library, College of the Holy Cross
- US-WOp = Worcester, MA, The Worcester Public Library
- US-WP = West Point, NY, United States Military Academy
- US-WR = Wooster, OH, College of Wooster
- US-WS = Winston-Salem, NC, Moravian Music-Foundation, Peter Memorial Library
- US-WSzsr = Winston-Salem, NC, Wake Forest University, Z. Smith Reynolds Library zsr.wfu.edu
- US-WT = Watertown, NY, Jefferson County Historical Society Library
- US-WV = Waterville, ME, Colby College Library
- US-Y = York, PA, Historical Society of York County, Library and Archives
- (US-Yb, siehe NHub)
- US-YORhs = York, ME, Old York Historical Society

### Belarus
- BY-MI = Minsk, Biblioteka Belorusskoj Gosudarstvennoj Konservatorii (Bibliothek des Weißrussischen Staatlichen Konservatoriums)
- BY-MIn = Minsk, Nacional’naja biblioteka Belarusi (Belarussische Nationalbibliothek)